# Barcelona
Barcelona es una ciudad española, capital de Cataluña, de la provincia de Barcelona y de la comarca del Barcelonés. Cuenta con una población de 1 702 547 habitantes (INE 2024), es la segunda ciudad más poblada de España y de la península ibérica después de Madrid, y la décima de la Unión Europea. Su ámbito metropolitano cuenta con una población de 5 797 356 habitantes según Eurostat, siendo así la quinta aglomeración urbana de mayor población y la más densamente poblada de la Unión Europea.
Cuenta con un PIB nominal de 91 000 millones € y un PIB per cápita nominal de 56 875 € (2023), siendo la segunda área metropolitana española en actividad económica, después de Madrid, y la decimoséptima europea. Es, con diferencia, la ciudad más turística de España —con más de 12 millones de turistas y 35 millones de pernoctaciones en 2023— y la más popular entre el visitante extranjero, que supuso el 80,8 % del total de visitantes ese mismo año.
Se ubica a la orilla del mar Mediterráneo, a unos 120 km al sur de la cadena montañosa de los Pirineos y de la región francesa de Occitania, en un pequeño llano litoral —el denominado llano de Barcelona— limitado por el mar al este, la sierra de Collserola al oeste, el río Llobregat al sur y el río Besós al norte. Se suele aludir a ella con la denominación antonomástica de «ciudad condal», por haber sido capital del condado de Barcelona.
La historia de Barcelona se extiende a lo largo de cuatro mil años, desde finales del Neolítico, con los primeros restos hallados en el territorio de la ciudad, hasta la actualidad. El sustrato de sus habitantes aúna a los pueblos íberos, romanos, judíos, visigodos, musulmanes y cristianos. Ha forjado su relevancia con el tiempo, desde ser una pequeña colonia romana (Barcino) hasta convertirse, como capital de Cataluña y segunda ciudad de España en importancia, en una ciudad valorada internacionalmente por aspectos como su economía, patrimonio artístico, cultura, deporte y vida social.
Barcelona ha sido escenario de diversos acontecimientos internacionales que han contribuido a consolidarla, desarrollarla y darle proyección mundial. Los más relevantes han sido la Exposición Universal de 1888, la Exposición Internacional de 1929 y los Juegos Olímpicos de 1992. Es también sede del secretariado de la Unión para el Mediterráneo.
En la actualidad, Barcelona está reconocida como una ciudad global por su importancia cultural, financiera, comercial y turística.[cita requerida] Tiene uno de los puertos más importantes del Mediterráneo y es también un importante punto de comunicaciones entre España y Francia, debido a las conexiones por autopista y alta velocidad ferroviaria. El aeropuerto de El Prat, situado a 13 km del centro de la ciudad, es el segundo aeropuerto con mayor tráfico de España y el de mayor importancia en el Mediterráneo: fue utilizado por más de 55 millones de pasajeros en 2024.

## Toponimia

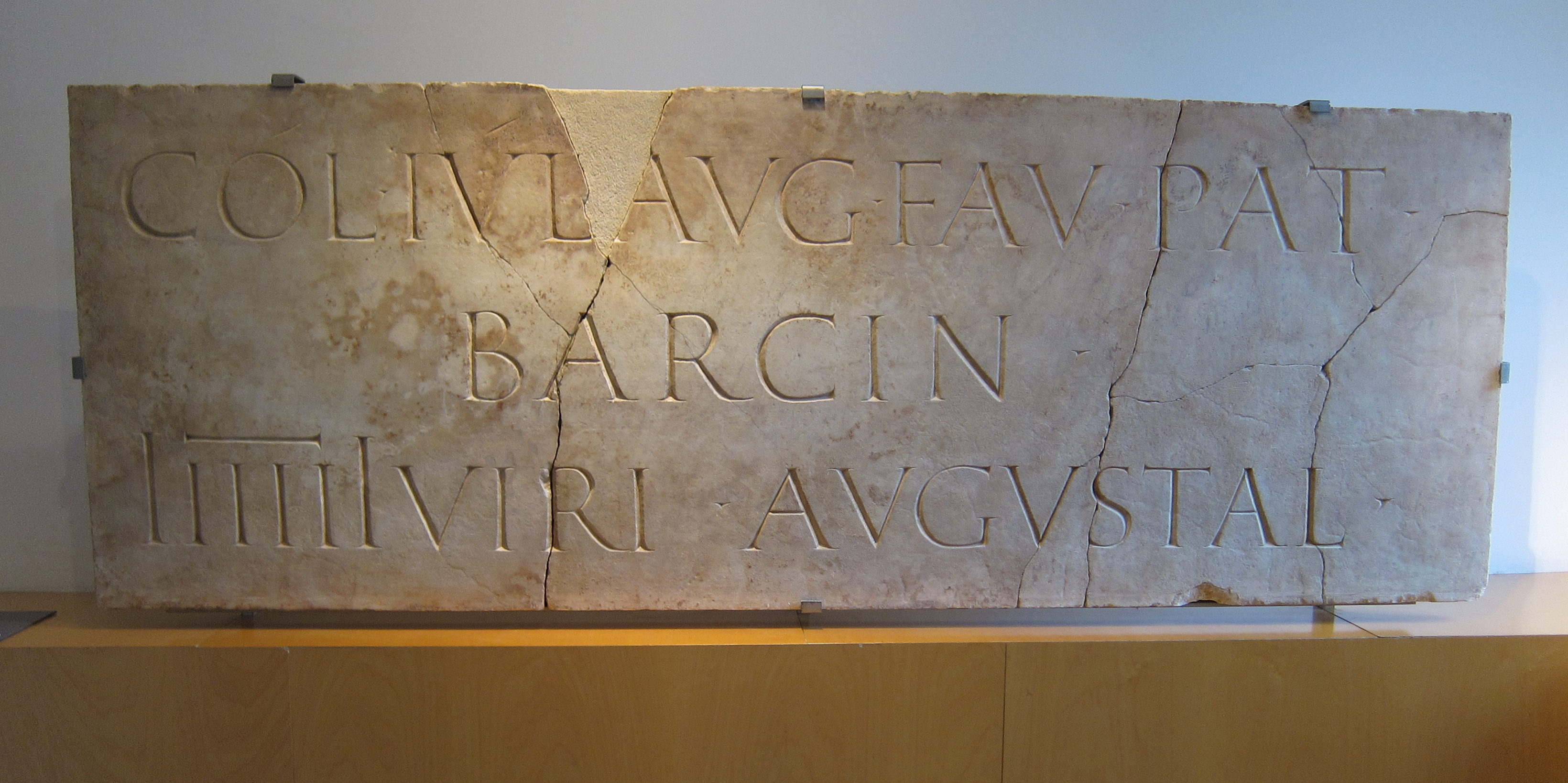
Estela romana de mármol datada hacia el en la que se puede leer el nombre de la colonia de Barcino, origen de la ciudad. Museo de Historia de Barcelona

El origen del nombre de Barcelona es desconocido y existen diversas teorías y leyendas que intentan explicarlo. Se sabe que había una ciudad ibérica original, de la tribu de los layetanos. Posteriormente fue conquistada por Cneo Cornelio Escipión Calvo, y más adelante fue convertida en una colonia romana, puesta bajo la protección de Cayo Julio César y de Octavio Augusto, que recibió el nombre de Colonia Iulia Augusta Paterna Faventia Barcino. El nombre evolucionó durante la Edad Media, cuando se conoció la ciudad con los nombres de Barchinona, Barcalona, Barchelona y Barchenona.
Evidencia arqueológica en forma de monedas encontradas al pie del Montjuic y acuñadas en el siglo III a. C. muestra el nombre Bárkeno escrito en una antigua lengua ibérica hablada por los Layetani. Podemos concluir que los Layetani o Laietani - un antiguo pueblo íbero prerromano que habitó la zona que ocupa hoy en día la ciudad de Barcelona- llamaban el lugar Bàrkeno, que significa 'lugar de las llanuras' (Barrke = 'llanuras'/'terraza')
Una de las leyendas sobre el origen de Barcelona alude a una hipotética fundación por el general cartaginés Amílcar Barca tras conquistar el enclave ibérico después de su desembarco en Iberia, mientras que otra versión se le atribuye a su hijo Aníbal, que ocupó el territorio durante la segunda guerra púnica en su avance a los Pirineos.
Sin embargo, no existen pruebas documentales de esta vinculación entre los nombres de la familia cartaginesa Barca y la ciudad conocida como Barcelona. Hay otras explicaciones para el nombre de la ciudad, como la que sostiene que proviene del período fenicio, teoría sostenida por la inscripción en escritura ibérica  (barkeno) encontrada en una moneda.
También existe una leyenda que da una explicación mitológica al nombre de la ciudad. Según esta leyenda, Hércules se unió a los argonautas tras acabar con su cuarto trabajo para ayudarles a buscar el Vellocino de Oro, pero al pasar cerca de la actual costa catalana una tormenta dispersó las embarcaciones que formaban la expedición, y al terminar faltaba la novena. Hércules la buscó y finalmente encontró los restos del naufragio de la Barca Nona (la novena embarcación) al lado del actual Montjuic. Los tripulantes habían encontrado tan acogedor el paraje que, ayudados por Hermes (dios del comercio y las artes), decidieron fundar una ciudad a la que dieron el nombre de Barcanona.

## Símbolos

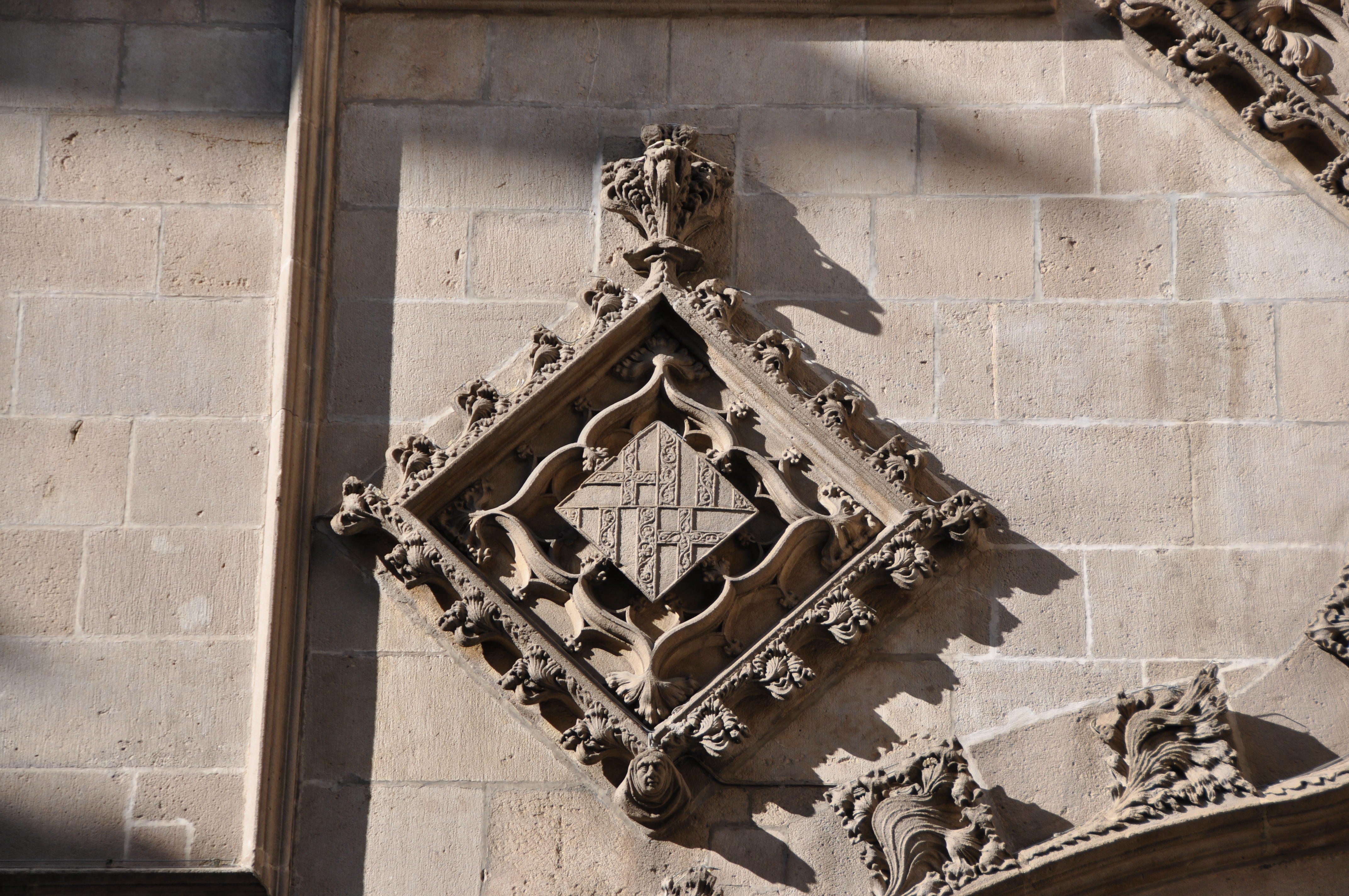
El escudo de la ciudad ornamenta la fachada de la Casa de la Ciudad desde el año 1400

El escudo de Barcelona aparece por primera vez, en la misma disposición que la actual, en 1329. El escudo se divide en cuatro cuarteles donde aparecen, en el primero y el cuarto, la cruz de San Jorge en gules sobre plata, y en el segundo y tercer cuartel con los cuatro palos de gules sobre oro (escudo de la familia real de Aragón o de la Casa de Barcelona).
También se han encontrado numerosas variantes con una, dos, tres, o incluso cinco barras verticales en cada cuartel. El escudo va encabezado por una corona, símbolo de la soberanía de los monarcas de la Corona de Aragón, siendo el Palacio Real Mayor de Barcelona la residencia de los reyes de la Corona de Aragón. La bandera de Barcelona deriva directamente del escudo, así que tiene la misma composición, aunque sin la corona.
Durante la dictadura franquista, se cargó dos palos de gules en cada cuartel, siguiendo representaciones anteriores de algunas versiones medievales e incluso de los siglos XIX e inicios del XX, y que fueron criticados por algunos sectores de la población[¿quién?] por simplificar el señal real y lo atribuyeron a una intención asimiladora hacia la bandera de España. En 1996 se inició un proceso que perduró varios años para oficializar convenientemente los símbolos, pero sin restituir el original, sino que se oficializó un logotipo inspirado en ese escudo. La Sociedad Catalana de Genealogía, Heráldica, Sigilografía, Vexilología y Nobiliaria inició un contencioso denunciando que el proceso no había seguido el procedimiento acorde a la ley para oficializar símbolos, que ganó, y obligó al ayuntamiento a oficializar los símbolos acordes a la heráldica y vexilología.[cita requerida] También utiliza un isotipo derivado directamente del escudo histórico.

## Geografía

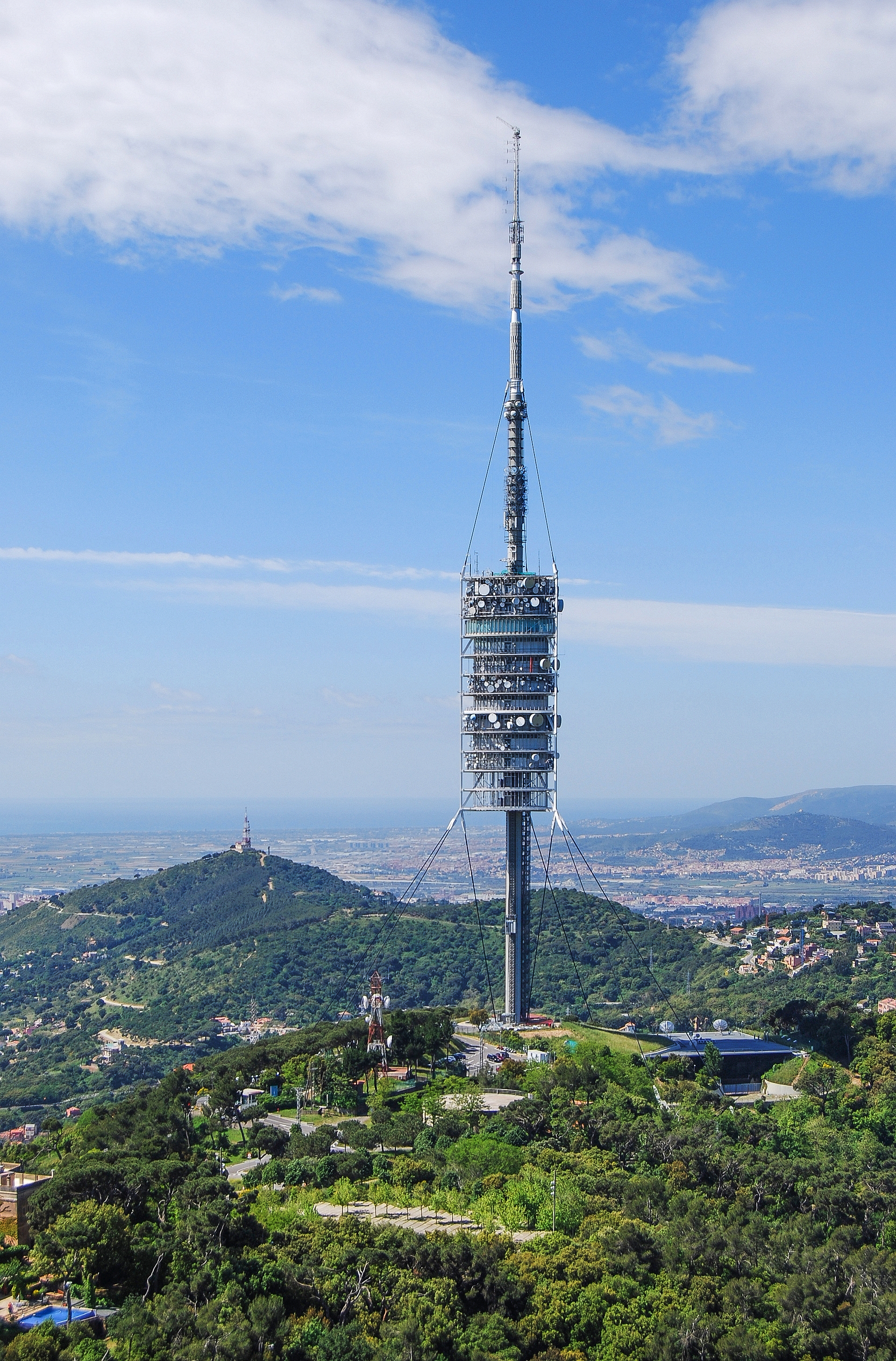
La torre de Collserola, de Norman Foster, en la sierra de Collserola

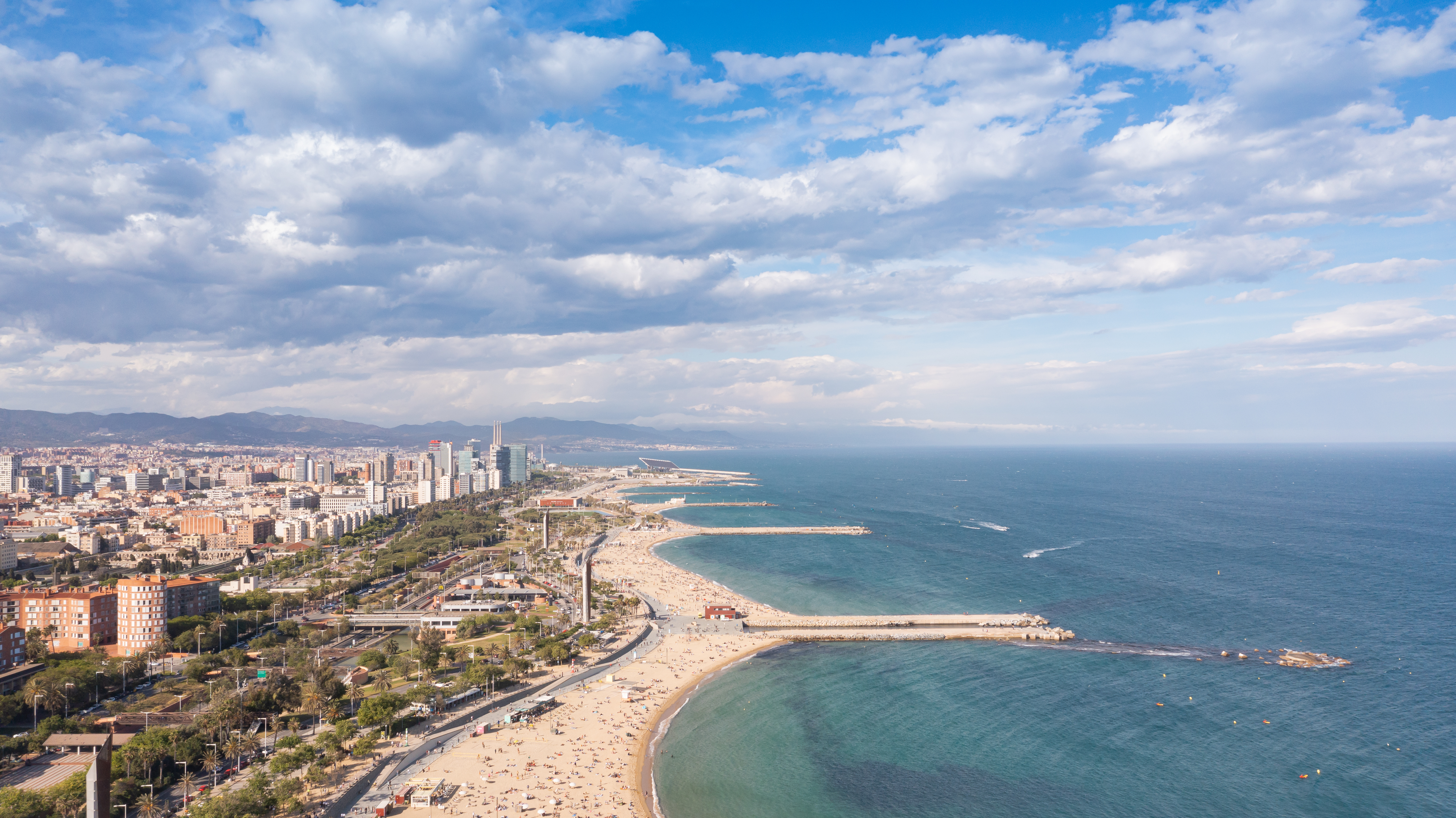
Vistas del litoral en el distrito de San Martín desde la torre Mapfre. En primera línea, la playa de la Nova Icària

La ciudad de Barcelona se encuentra en la costa mediterránea de la península ibérica, justo en el centro de los deltas fluviales de los ríos Llobregat, al suroeste, y Besós, al noreste. Su término municipal limita, de sur a noreste y en sentido horario, con los municipios de: El Prat de Llobregat, Hospitalet de Llobregat, Esplugas de Llobregat, San Justo Desvern, San Feliú de Llobregat, Molins de Rey, San Cugat del Vallés, Sardañola del Vallés, Moncada y Reixach, Santa Coloma de Gramanet y San Adrián de Besós. Los dos primeros y los dos últimos son los municipios con los que la ciudad mantiene un contacto más estrecho, con una densa malla urbana continua que los une, por el contrario San Cugat del Vallés y Sardañola del Vallés quedan muy separados de Barcelona, ya que la cordillera Litoral y el parque natural de la sierra de Collserola actúan como barreras naturales.
Barcelona tiene una pequeña parte de su término municipal en la vertiente del Llobregat de la sierra de Collserola. Se trata de Vallvidrera y de Les Planes, que se encuentran algo internadas dentro del parque natural de Collserola. También forma parte de su término municipal Santa Cruz de Olorde, cabalgando entre el Vallés Occidental y el Bajo Llobregat.
De este modo, Barcelona es la capital de la comarca del Barcelonés, la cual está formada por los municipios de Barcelona, Hospitalet de Llobregat, Badalona, Santa Coloma de Gramanet y San Adrián de Besós. Esta comarca limita al norte con el Vallés Occidental, al noreste con las comarcas del Vallés Oriental y del Maresme, al este y sureste con el mar Mediterráneo y al oeste con la comarca del Bajo Llobregat.
| Noroeste: San Cugat del Vallés                                                          | Norte: Sardañola del Vallés y Moncada y Reixach | Nordeste: Santa Coloma de Gramanet y San Adrián de Besós |
| Oeste: Molins de Rey, San Feliú de Llobregat, San Justo Desvern y Esplugas de Llobregat |                                                 | Este: mar Mediterráneo                                   |
| Suroeste: Hospitalet de Llobregat y El Prat de Llobregat                                | Sur: mar Mediterráneo                           | Sureste: mar Mediterráneo                                |

### Topografía
Ubicada en la costa del mar Mediterráneo, Barcelona se asienta en una llanura —el llano de Barcelona— de ligera pendiente formada entre los deltas fluviales de los ríos Llobregat, al sudoeste, y Besós, al noreste. Limita por el sudeste con la línea de costa, y en el noroeste con la sierra de Collserola (con la cima del Tibidabo de 516 m s. n. m. como punto más alto), que sigue paralela a la línea de costa, encajonando la ciudad en un perímetro muy delimitado.
La línea de la costa de Barcelona ha cambiado con el paso del tiempo hasta el punto de que en la época prehistórica llegaba donde hoy en día está situada la plaza de Cataluña. Los terrenos sobre los cuales se asentó el barrio de La Barceloneta no existían un siglo y medio antes de la construcción del mismo. Estos terrenos son fruto de la acumulación de sedimentos de arena arrastrada por las corrientes marinas provenientes del norte y que serían contenidas por el espigón del puerto construido en 1640, y que terminaron por unir la antigua isla de Maians (donde actualmente se encuentra la estación de Francia) con tierra firme, formando la lengua de tierra base de La Barceloneta.

Mapa de Barcelona y su área metropolitana

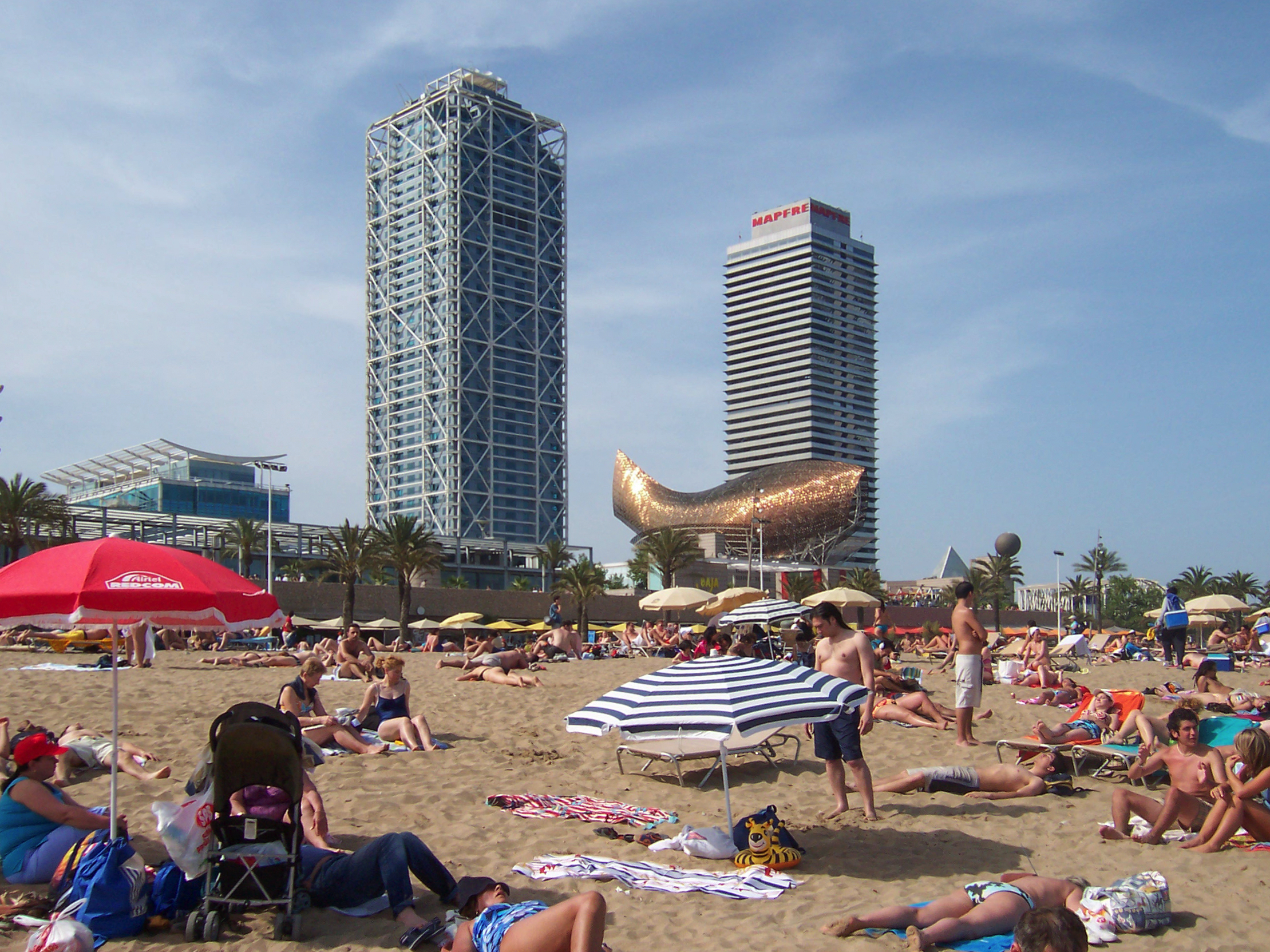
Playa de La Barceloneta

La parte de Barcelona más próxima a la sierra litoral está salpicada por pequeñas cimas, algunas de las cuales urbanizadas, y otras coronadas por parques, como son el Carmelo (265,6 metros), Monterols (127,3 metros), el Putxet (182,7 metros), la Rovira (206,8 metros) y el Turó de la Peira (138 metros). Pero la cima más conocida de Barcelona, justo encima de la línea de la costa y separando la ciudad del delta del Llobregat, es la montaña de Montjuic (184,8 metros). Finalmente mencionar el promontorio de solo 16,9 m donde se asienta el núcleo histórico de la ciudad, el monte Táber.

#### Costa
Uno de los atractivos que ha incorporado Barcelona desde los últimos años del siglo XX es el de sus playas. Gracias a la regeneración del litoral llevada a cabo con motivo de los Juegos Olímpicos de 1992, Barcelona cuenta hoy en día con nueve playas y una zona de baños que ocupan más de 4,2 kilómetros lineales de litoral. Las playas son céntricas, están comunicadas con el centro y están situadas a pocos minutos[¿cuántos?] de cualquier punto de la ciudad. Todas están equipadas con duchas, vigilancia, Cruz Roja y, en algunos casos, vestuarios, alquiler de hamacas, chiringuitos, etc. Las playas son sometidas a limpieza cada día durante todo el año, y todas tienen la bandera azul de la Fundación de Educación Ambiental que homologa su calidad. Las playas están equipadas para jugar al tenis, vóley-playa y otros deportes.
Según datos del Ayuntamiento de Barcelona, cada año reciben a más de siete millones de bañistas.[cita requerida] La mayoría se concentran en los meses de buen tiempo, entre mayo y septiembre.
En la playa de La Barceloneta, junto al Hotel Arts, hay un moderno centro de talasoterapia municipal, el polideportivo marítimo, provisto con piscinas de agua de mar, y que permite el disfrute de servicios deportivos y de salud durante todo el año. Las diez playas son, de sur a norte, la playa de San Sebastián, San Miguel, La Barceloneta, Somorrostro, Nueva Icaria, Bogatell, Mar Bella, Nueva Mar Bella, Levante y los baños del Fórum. En la playa de la Mar Bella existe un espacio reservado para el nudismo.

### Clima
Barcelona, según de la clasificación de Köppen-Geiger, se encuentra próxima a una zona de transición entre un clima mediterráneo templado Csa y un clima subtropical húmedo templado Cfa.
Las temperaturas son frescas durante el invierno y muy cálidas en verano, con una escasa oscilación térmica diaria, que ronda los 8 °C de media. La amplitud térmica anual se sitúa en torno a los 15 °C, siendo menor que en otras zonas del interior de la península ibérica debido a la condición marítima de la ciudad. La temperatura media en Barcelona se sitúa alrededor de los 18 °C debido al efecto de isla de calor en las zonas urbanas, siendo más cálida que en otras zonas colindantes no tan densamente urbanizadas y menor que en las zonas montañosas del municipio debido a la altitud, que llega a superar los 500 m s. n. m. (metros sobre el nivel del mar) en el Tibidabo.
| Climograma de Barcelona (Can Bruixa - Centro ciudad) | Climograma de Barcelona (Can Bruixa - Centro ciudad) | Climograma de Barcelona (Can Bruixa - Centro ciudad) | Climograma de Barcelona (Can Bruixa - Centro ciudad) | Climograma de Barcelona (Can Bruixa - Centro ciudad) | Climograma de Barcelona (Can Bruixa - Centro ciudad) | Climograma de Barcelona (Can Bruixa - Centro ciudad) | Climograma de Barcelona (Can Bruixa - Centro ciudad) | Climograma de Barcelona (Can Bruixa - Centro ciudad) | Climograma de Barcelona (Can Bruixa - Centro ciudad) | Climograma de Barcelona (Can Bruixa - Centro ciudad) | Climograma de Barcelona (Can Bruixa - Centro ciudad) |
| --- | ---------------------------------------------------- | ---------------------------------------------------- | ---------------------------------------------------- | ---------------------------------------------------- | ---------------------------------------------------- | ---------------------------------------------------- | ---------------------------------------------------- | ---------------------------------------------------- | ---------------------------------------------------- | ---------------------------------------------------- | ---------------------------------------------------- |
| E | F                                                    | M                                                    | A                                                    | M                                                    | J                                                    | J                                                    | A                                                    | S                                                    | O                                                    | N                                                    | D                                                    |
| 44 15 9 | 31 16 9                                              | 33 17 11                                             | 48 19 13                                             | 47 23 16                                             | 25 26 20                                             | 25 29 23                                             | 41 29 23                                             | 93 26 20                                             | 97 23 17                                             | 56 18 12                                             | 56 15 10                                             |
| temperaturas en °C • totales de precipitación en mm |                                                      |                                                      |                                                      |                                                      |                                                      |                                                      |                                                      |                                                      |                                                      |                                                      |                                                      |
| Conversión sistema imperial\| E \| F \| M \| A \| M \| J \| J \| A \| S \| O \| N \| D \| \| 1.7 59 48 \| 1.2 60 49 \| 1.3 63 52 \| 1.9 66 55 \| 1.9 73 61 \| 1 79 68 \| 1 83 73 \| 1.6 84 74 \| 3.7 79 68 \| 3.8 73 62 \| 2.2 64 53 \| 2.2 59 49 \| \| temperaturas en °F • totales de precipitación en pulgadas \| \| \| \| \| \| \| \| \| \| \| \| |                                                      |                                                      |                                                      |                                                      |                                                      |                                                      |                                                      |                                                      |                                                      |                                                      |                                                      |
| E | F                                                    | M                                                    | A                                                    | M                                                    | J                                                    | J                                                    | A                                                    | S                                                    | O                                                    | N                                                    | D                                                    |
| 1.7 59 48 | 1.2 60 49                                            | 1.3 63 52                                            | 1.9 66 55                                            | 1.9 73 61                                            | 1 79 68                                              | 1 83 73                                              | 1.6 84 74                                            | 3.7 79 68                                            | 3.8 73 62                                            | 2.2 64 53                                            | 2.2 59 49                                            |
| temperaturas en °F • totales de precipitación en pulgadas |                                                      |                                                      |                                                      |                                                      |                                                      |                                                      |                                                      |                                                      |                                                      |                                                      |                                                      |

Los inviernos son suaves, con una media que ronda los 12 °C en enero, el mes más frío. Las heladas son excepcionalmente raras dentro de la ciudad y las nevadas son muy raras en las zonas urbanas, con una media aproximada de un día de nieve cada 2-3 años en las afueras de la ciudad, aunque son más frecuentes en las zonas montañosas del municipio debido a la altitud, como ocurre en el Observatorio Fabra situado a una altitud que supera 400 m s. n. m., que cuenta con una media de dos días de nieve al año. Hubo una nevada fuerte en la ciudad en marzo de 2010 y otra en febrero de 2015. Otra gran nevada que se recuerda en la ciudad data de 1962.
Los veranos son cálidos, con una media de 26 °C en agosto, el mes más cálido. Las máximas son muy cálidas en este mes, situándose entre 28 y 29 °C de media. Sin embargo las mínimas medias rondan los 23 °C, siendo frecuente la sensación de bochorno debido a la alta humedad nocturna.
La precipitación media anual se sitúa en torno a los 600 mm, con un máximo de precipitaciones de fin de verano y principio de otoño (llegando a superar los 90 mm de media en octubre), que es originado a menudo por el fenómeno conocido como gota fría, que ha llegado a superar en numerosas ocasiones los 100 mm en un día. Por el contrario, el mínimo se produce al comienzo del verano, llegando a la media algo por encima de los 20 mm en julio. La humedad media anual es alta debido a las condiciones marítimas de la ciudad, situándose entre 69 y 70 % y variando poco a lo largo del año.
A continuación se muestran tres tablas con los valores climatológicos de los observatorios meteorológicos de la Generalidad de Cataluña situados en el centro de la ciudad, en el aeropuerto de El Prat y en el Observatorio Fabra. Aunque el observatorio del aeropuerto está ubicado en el municipio de El Prat de Llobregat, sirve de referencia debido a la proximidad a Barcelona y a la altitud de 4 m s. n. m. semejante a la de la zona urbana de la ciudad, aunque influenciado por una fuerte inversión térmica debido al estar cercano a una gran zona industrial y urbanizada. El Observatorio Fabra sí pertenece al municipio de Barcelona, sin embargo está situado en las afueras de la ciudad, a una altitud considerable, de 412 m s. n. m., y por tanto registra unos valores climatológicos significativamente distintos a los de la zona urbana.
| Parámetros climáticos promedio de Barcelona Can Bruixa — Barcelona ciudad (1987-2010) | Parámetros climáticos promedio de Barcelona Can Bruixa — Barcelona ciudad (1987-2010) | Parámetros climáticos promedio de Barcelona Can Bruixa — Barcelona ciudad (1987-2010) | Parámetros climáticos promedio de Barcelona Can Bruixa — Barcelona ciudad (1987-2010) | Parámetros climáticos promedio de Barcelona Can Bruixa — Barcelona ciudad (1987-2010) | Parámetros climáticos promedio de Barcelona Can Bruixa — Barcelona ciudad (1987-2010) | Parámetros climáticos promedio de Barcelona Can Bruixa — Barcelona ciudad (1987-2010) | Parámetros climáticos promedio de Barcelona Can Bruixa — Barcelona ciudad (1987-2010) | Parámetros climáticos promedio de Barcelona Can Bruixa — Barcelona ciudad (1987-2010) | Parámetros climáticos promedio de Barcelona Can Bruixa — Barcelona ciudad (1987-2010) | Parámetros climáticos promedio de Barcelona Can Bruixa — Barcelona ciudad (1987-2010) | Parámetros climáticos promedio de Barcelona Can Bruixa — Barcelona ciudad (1987-2010) | Parámetros climáticos promedio de Barcelona Can Bruixa — Barcelona ciudad (1987-2010) | Parámetros climáticos promedio de Barcelona Can Bruixa — Barcelona ciudad (1987-2010) |
| Mes                                                                                   | Ene.                                                                                  | Feb.                                                                                  | Mar.                                                                                  | Abr.                                                                                  | May.                                                                                  | Jun.                                                                                  | Jul.                                                                                  | Ago.                                                                                  | Sep.                                                                                  | Oct.                                                                                  | Nov.                                                                                  | Dic.                                                                                  | Anual                                                                                 |
| ------------------------------------------------------------------------------------- | ------------------------------------------------------------------------------------- | ------------------------------------------------------------------------------------- | ------------------------------------------------------------------------------------- | ------------------------------------------------------------------------------------- | ------------------------------------------------------------------------------------- | ------------------------------------------------------------------------------------- | ------------------------------------------------------------------------------------- | ------------------------------------------------------------------------------------- | ------------------------------------------------------------------------------------- | ------------------------------------------------------------------------------------- | ------------------------------------------------------------------------------------- | ------------------------------------------------------------------------------------- | ------------------------------------------------------------------------------------- |
| Temp. máx. abs. (°C)                                                                  | 22.4                                                                                  | 24.8                                                                                  | 28.8                                                                                  | 27.7                                                                                  | 31.6                                                                                  | 35.8                                                                                  | 36.8                                                                                  | 38.2                                                                                  | 33.4                                                                                  | 32.6                                                                                  | 26.1                                                                                  | 23.1                                                                                  | 38.2                                                                                  |
| Temp. máx. media (°C)                                                                 | 14.8                                                                                  | 15.6                                                                                  | 17.4                                                                                  | 19.1                                                                                  | 22.5                                                                                  | 26.1                                                                                  | 28.6                                                                                  | 29.0                                                                                  | 26.0                                                                                  | 22.5                                                                                  | 17.9                                                                                  | 15.1                                                                                  | 21.2                                                                                  |
| Temp. media (°C)                                                                      | 11.8                                                                                  | 12.4                                                                                  | 14.2                                                                                  | 15.8                                                                                  | 19.3                                                                                  | 23.0                                                                                  | 25.7                                                                                  | 26.1                                                                                  | 23.0                                                                                  | 19.5                                                                                  | 14.9                                                                                  | 12.3                                                                                  | 18.2                                                                                  |
| Temp. mín. media (°C)                                                                 | 8.8                                                                                   | 9.3                                                                                   | 10.9                                                                                  | 12.5                                                                                  | 16.1                                                                                  | 19.8                                                                                  | 22.7                                                                                  | 23.1                                                                                  | 20.0                                                                                  | 16.5                                                                                  | 11.9                                                                                  | 9.5                                                                                   | 15.1                                                                                  |
| Temp. mín. abs. (°C)                                                                  | -1.0                                                                                  | 0.6                                                                                   | 0.4                                                                                   | 6.2                                                                                   | 6.3                                                                                   | 12.4                                                                                  | 15.5                                                                                  | 15.2                                                                                  | 12.5                                                                                  | 5.4                                                                                   | 1.7                                                                                   | 0.7                                                                                   | -1.0                                                                                  |
| Precipitación total (mm)                                                              | 43.7                                                                                  | 31.4                                                                                  | 33.0                                                                                  | 47.7                                                                                  | 47.4                                                                                  | 25.5                                                                                  | 25.1                                                                                  | 40.9                                                                                  | 91.9                                                                                  | 96.5                                                                                  | 56.1                                                                                  | 56.8                                                                                  | 565.0                                                                                 |
| Días de precipitaciones (≥ 1 mm)                                                      | 6.0                                                                                   | 5.0                                                                                   | 6.2                                                                                   | 7.9                                                                                   | 7.5                                                                                   | 5.5                                                                                   | 3.1                                                                                   | 5.8                                                                                   | 8.0                                                                                   | 8.0                                                                                   | 6.6                                                                                   | 7.0                                                                                   | 76.6                                                                                  |
| Días de nevadas (≥ 1 mm)                                                              | 0                                                                                     | 0                                                                                     | 0                                                                                     | 0                                                                                     | 0                                                                                     | 0                                                                                     | 0                                                                                     | 0                                                                                     | 0                                                                                     | 0                                                                                     | 0                                                                                     | 0                                                                                     | 0                                                                                     |
| Fuente: Ayuntamiento de Barcelona                                                     |                                                                                       |                                                                                       |                                                                                       |                                                                                       |                                                                                       |                                                                                       |                                                                                       |                                                                                       |                                                                                       |                                                                                       |                                                                                       |                                                                                       |                                                                                       |

| Parámetros climáticos promedio de Observatorio del Aeropuerto Josep Tarradellas Barcelona-El Prat (municipio de El Prat de Llobregat) 4 m s. n. m. (periodo de referencia: 1991-2020, extremos: 1924-actualidad) | Parámetros climáticos promedio de Observatorio del Aeropuerto Josep Tarradellas Barcelona-El Prat (municipio de El Prat de Llobregat) 4 m s. n. m. (periodo de referencia: 1991-2020, extremos: 1924-actualidad) | Parámetros climáticos promedio de Observatorio del Aeropuerto Josep Tarradellas Barcelona-El Prat (municipio de El Prat de Llobregat) 4 m s. n. m. (periodo de referencia: 1991-2020, extremos: 1924-actualidad) | Parámetros climáticos promedio de Observatorio del Aeropuerto Josep Tarradellas Barcelona-El Prat (municipio de El Prat de Llobregat) 4 m s. n. m. (periodo de referencia: 1991-2020, extremos: 1924-actualidad) | Parámetros climáticos promedio de Observatorio del Aeropuerto Josep Tarradellas Barcelona-El Prat (municipio de El Prat de Llobregat) 4 m s. n. m. (periodo de referencia: 1991-2020, extremos: 1924-actualidad) | Parámetros climáticos promedio de Observatorio del Aeropuerto Josep Tarradellas Barcelona-El Prat (municipio de El Prat de Llobregat) 4 m s. n. m. (periodo de referencia: 1991-2020, extremos: 1924-actualidad) | Parámetros climáticos promedio de Observatorio del Aeropuerto Josep Tarradellas Barcelona-El Prat (municipio de El Prat de Llobregat) 4 m s. n. m. (periodo de referencia: 1991-2020, extremos: 1924-actualidad) | Parámetros climáticos promedio de Observatorio del Aeropuerto Josep Tarradellas Barcelona-El Prat (municipio de El Prat de Llobregat) 4 m s. n. m. (periodo de referencia: 1991-2020, extremos: 1924-actualidad) | Parámetros climáticos promedio de Observatorio del Aeropuerto Josep Tarradellas Barcelona-El Prat (municipio de El Prat de Llobregat) 4 m s. n. m. (periodo de referencia: 1991-2020, extremos: 1924-actualidad) | Parámetros climáticos promedio de Observatorio del Aeropuerto Josep Tarradellas Barcelona-El Prat (municipio de El Prat de Llobregat) 4 m s. n. m. (periodo de referencia: 1991-2020, extremos: 1924-actualidad) | Parámetros climáticos promedio de Observatorio del Aeropuerto Josep Tarradellas Barcelona-El Prat (municipio de El Prat de Llobregat) 4 m s. n. m. (periodo de referencia: 1991-2020, extremos: 1924-actualidad) | Parámetros climáticos promedio de Observatorio del Aeropuerto Josep Tarradellas Barcelona-El Prat (municipio de El Prat de Llobregat) 4 m s. n. m. (periodo de referencia: 1991-2020, extremos: 1924-actualidad) | Parámetros climáticos promedio de Observatorio del Aeropuerto Josep Tarradellas Barcelona-El Prat (municipio de El Prat de Llobregat) 4 m s. n. m. (periodo de referencia: 1991-2020, extremos: 1924-actualidad) | Parámetros climáticos promedio de Observatorio del Aeropuerto Josep Tarradellas Barcelona-El Prat (municipio de El Prat de Llobregat) 4 m s. n. m. (periodo de referencia: 1991-2020, extremos: 1924-actualidad) |
| Mes | Ene. | Feb. | Mar. | Abr. | May. | Jun. | Jul. | Ago. | Sep. | Oct. | Nov. | Dic. | Anual |
| --- | --- | --- | --- | --- | --- | --- | --- | --- | --- | --- | --- | --- | --- |
| Temp. máx. abs. (°C) | 23.8 | 24.5 | 27.5 | 26.5 | 32.0 | 35.0 | 36.0 | 37.4 | 34.0 | 30.4 | 27.0 | 27.0 | 37.4 |
| Temp. máx. media (°C) | 14.0 | 14.5 | 16.4 | 18.5 | 21.7 | 25.5 | 28.3 | 28.9 | 26.0 | 22.3 | 17.6 | 14.5 | 20.7 |
| Temp. media (°C) | 9.7 | 10.2 | 12.3 | 14.5 | 17.8 | 21.7 | 24.5 | 25.1 | 22.1 | 18.3 | 13.3 | 10.4 | 16.6 |
| Temp. mín. media (°C) | 5.5 | 5.9 | 8.1 | 10.4 | 13.8 | 17.9 | 20.8 | 21.3 | 18.0 | 14.3 | 9.1 | 6.2 | 12.6 |
| Temp. mín. abs. (°C) | -7.2 | -6.6 | -1.4 | 0.1 | 3.0 | 7.8 | 11.4 | 9.5 | 7.6 | 3.8 | -1.4 | -8.0 | -8.0 |
| Precipitación total (mm) | 41 | 30 | 42 | 47 | 42 | 26 | 27 | 51 | 86 | 82 | 46 | 37 | 570 |
| Días de precipitaciones (≥ 1 mm) | 4.2 | 3.4 | 4.4 | 5.6 | 4.6 | 3.1 | 2.1 | 4.2 | 6.0 | 6.4 | 4.6 | 3.9 | 53.1 |
| Días de nevadas (≥ 0,01 mm) | 0.0 | 0.2 | 0.1 | 0.0 | 0.0 | 0.0 | 0.0 | 0.0 | 0.0 | 0.0 | 0.1 | 0.0 | 0.4 |
| Horas de sol | 136 | 164 | 214 | 228 | 257 | 267 | 298 | 273 | 222 | 177 | 135 | 118 | 2520 |
| Humedad relativa (%) | 68 | 67 | 68 | 68 | 67 | 65 | 65 | 66 | 68 | 72 | 69 | 69 | 68 |
| Fuente: Agencia Estatal de Meteorología | | | | | | | | | | | | | |

A continuación algunos de los valores climatológicos extremos registrados en la estación meteorológica del Observatorio Fabra a 412 m s. n. m. situado dentro del municipio de Barcelona, tomados a partir de 1920 para la precipitación, a partir de 1926 para la temperatura y a partir de 1976 para el viento: la temperatura máxima absoluta de 39,8 °C registrados el 7 de julio de 1982 y la temperatura mínima absoluta de −10 °C registrada el 11 de febrero de 1956, la precipitación máxima en un día de 196 mm registrada el 6 de diciembre de 1971 y la racha máxima de viento de 144 km/h registrada el 29 de abril de 1984.
| Parámetros climáticos promedio de Observatorio de Fabra (Barcelona) (408 m s. n. m.) (periodo de referencia: 1991-2020, extremas: 1920-actualidad) | Parámetros climáticos promedio de Observatorio de Fabra (Barcelona) (408 m s. n. m.) (periodo de referencia: 1991-2020, extremas: 1920-actualidad) | Parámetros climáticos promedio de Observatorio de Fabra (Barcelona) (408 m s. n. m.) (periodo de referencia: 1991-2020, extremas: 1920-actualidad) | Parámetros climáticos promedio de Observatorio de Fabra (Barcelona) (408 m s. n. m.) (periodo de referencia: 1991-2020, extremas: 1920-actualidad) | Parámetros climáticos promedio de Observatorio de Fabra (Barcelona) (408 m s. n. m.) (periodo de referencia: 1991-2020, extremas: 1920-actualidad) | Parámetros climáticos promedio de Observatorio de Fabra (Barcelona) (408 m s. n. m.) (periodo de referencia: 1991-2020, extremas: 1920-actualidad) | Parámetros climáticos promedio de Observatorio de Fabra (Barcelona) (408 m s. n. m.) (periodo de referencia: 1991-2020, extremas: 1920-actualidad) | Parámetros climáticos promedio de Observatorio de Fabra (Barcelona) (408 m s. n. m.) (periodo de referencia: 1991-2020, extremas: 1920-actualidad) | Parámetros climáticos promedio de Observatorio de Fabra (Barcelona) (408 m s. n. m.) (periodo de referencia: 1991-2020, extremas: 1920-actualidad) | Parámetros climáticos promedio de Observatorio de Fabra (Barcelona) (408 m s. n. m.) (periodo de referencia: 1991-2020, extremas: 1920-actualidad) | Parámetros climáticos promedio de Observatorio de Fabra (Barcelona) (408 m s. n. m.) (periodo de referencia: 1991-2020, extremas: 1920-actualidad) | Parámetros climáticos promedio de Observatorio de Fabra (Barcelona) (408 m s. n. m.) (periodo de referencia: 1991-2020, extremas: 1920-actualidad) | Parámetros climáticos promedio de Observatorio de Fabra (Barcelona) (408 m s. n. m.) (periodo de referencia: 1991-2020, extremas: 1920-actualidad) | Parámetros climáticos promedio de Observatorio de Fabra (Barcelona) (408 m s. n. m.) (periodo de referencia: 1991-2020, extremas: 1920-actualidad) |
| Mes | Ene. | Feb. | Mar. | Abr. | May. | Jun. | Jul. | Ago. | Sep. | Oct. | Nov. | Dic. | Anual |
| --- | --- | --- | --- | --- | --- | --- | --- | --- | --- | --- | --- | --- | --- |
| Temp. máx. abs. (°C) | 22.1 | 23.5 | 27.9 | 29.4 | 34.4 | 37.9 | 40.0 | 38.8 | 33.0 | 32.4 | 26.4 | 22.4 | 40.0 |
| Temp. máx. media (°C) | 11.8 | 13.0 | 15.6 | 17.8 | 21.5 | 25.7 | 28.6 | 28.9 | 24.9 | 20.6 | 15.3 | 12.2 | 19.7 |
| Temp. media (°C) | 8.8 | 9.4 | 11.7 | 13.7 | 17.2 | 21.3 | 24.1 | 24.4 | 20.8 | 17.2 | 12.2 | 9.5 | 15.9 |
| Temp. mín. media (°C) | 5.7 | 5.9 | 7.8 | 9.7 | 12.9 | 16.9 | 19.5 | 19.9 | 16.8 | 13.7 | 9.2 | 6.7 | 12.1 |
| Temp. mín. abs. (°C) | -7.2 | -10.0 | -3.9 | 0.0 | 2.4 | 6.9 | 10.6 | 11.0 | 7.4 | 1.7 | -2.6 | -6.2 | -10.0 |
| Precipitación total (mm) | 46 | 36 | 54 | 62 | 56 | 32 | 31 | 32 | 81 | 86 | 58 | 46 | 619 |
| Días de precipitaciones (≥ 1 mm) | 4.8 | 3.6 | 4.8 | 6.2 | 5.6 | 3.3 | 2.3 | 4.0 | 5.8 | 6.5 | 5.0 | 4.1 | 56 |
| Días de nevadas (≥ 0,01 mm) | 0.4 | 1.0 | 0.4 | 0.0 | 0.0 | 0.0 | 0.0 | 0.0 | 0.0 | 0.0 | 0.1 | 0.2 | 2.1 |
| Horas de sol | 174 | 187 | 202 | 225 | 270 | 294 | 319 | 282 | 201 | 186 | 168 | 161 | 2666 |
| Humedad relativa (%) | 68 | 67 | 68 | 68 | 68 | 64 | 65 | 68 | 73 | 75 | 71 | 69 | 69 |
| Fuente: Agencia Estatal de Meteorología | | | | | | | | | | | | | |

### Urbanismo

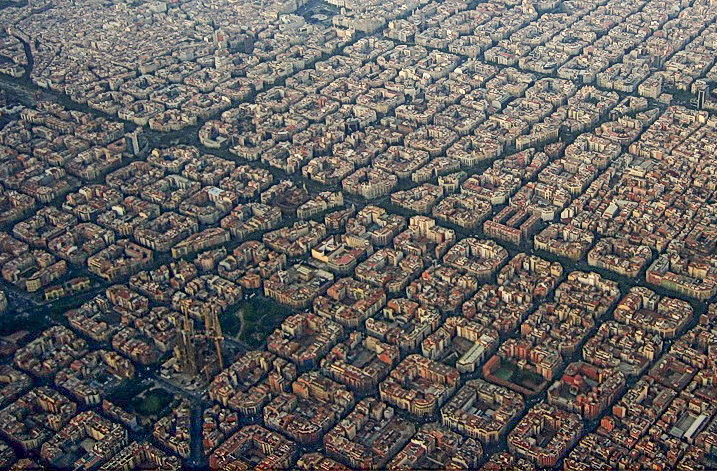
El Ensanche de Barcelona es el paradigma de los ensanches decimonónicos en España

El urbanismo de Barcelona ha ido evolucionando y sobreponiendo estratos desde la ciudad romana hasta nuestros días, y toda esta historia urbanística es visible en la actualidad. En el casco antiguo se puede ver el cardo maximus y el decumanus que confluían en el antiguo foro romano, donde hoy se encuentra la plaza de San Jaime, centro de la vida política de la ciudad; o se puede seguir la traza de las murallas por la calle de los Baños Nuevos o por la de Aviñón. Los siguientes crecimientos de la ciudad medieval, y las correspondientes murallas del Borne o del Raval también siguen siendo más o menos visibles hasta los límites del casco antiguo.
Este fue el límite de Barcelona hasta que en 1859 la ciudad decidió prescindir de las murallas y crecer por el llano de Barcelona hasta fagocitar los pueblos de alrededor, hoy convertidos en barrios de la ciudad, como Gracia, Pueblo Nuevo, Horta o Sants. Este crecimiento se hizo siguiendo el plan de ensanche diseñado por Ildefonso Cerdá, conocido como Plan Cerdá, con la ya famosa malla ortogonal con los cruces achaflanados.

## Historia

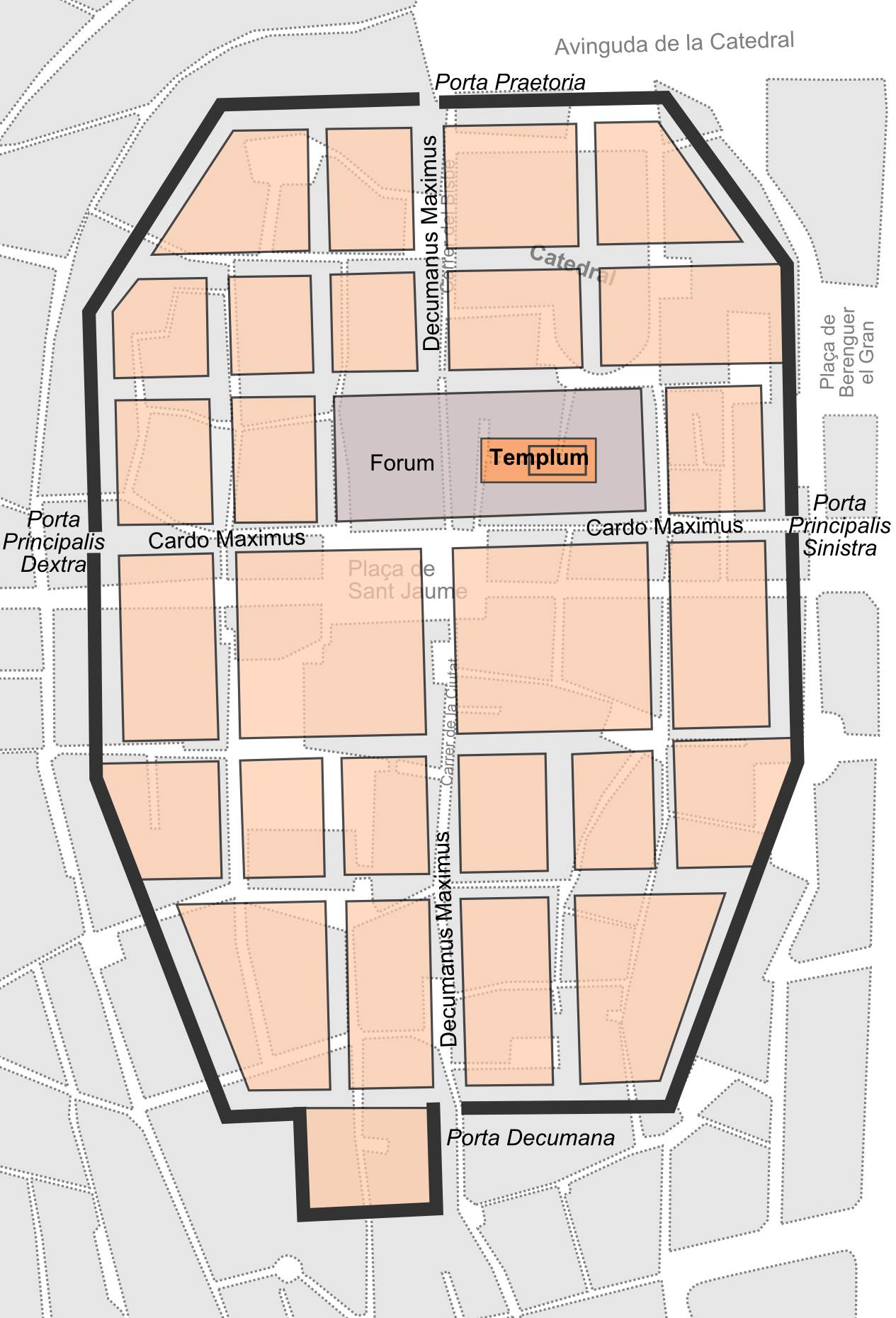
Plano de Barcino superpuesto al plano actual del barrio Gótico

### Edad Antigua

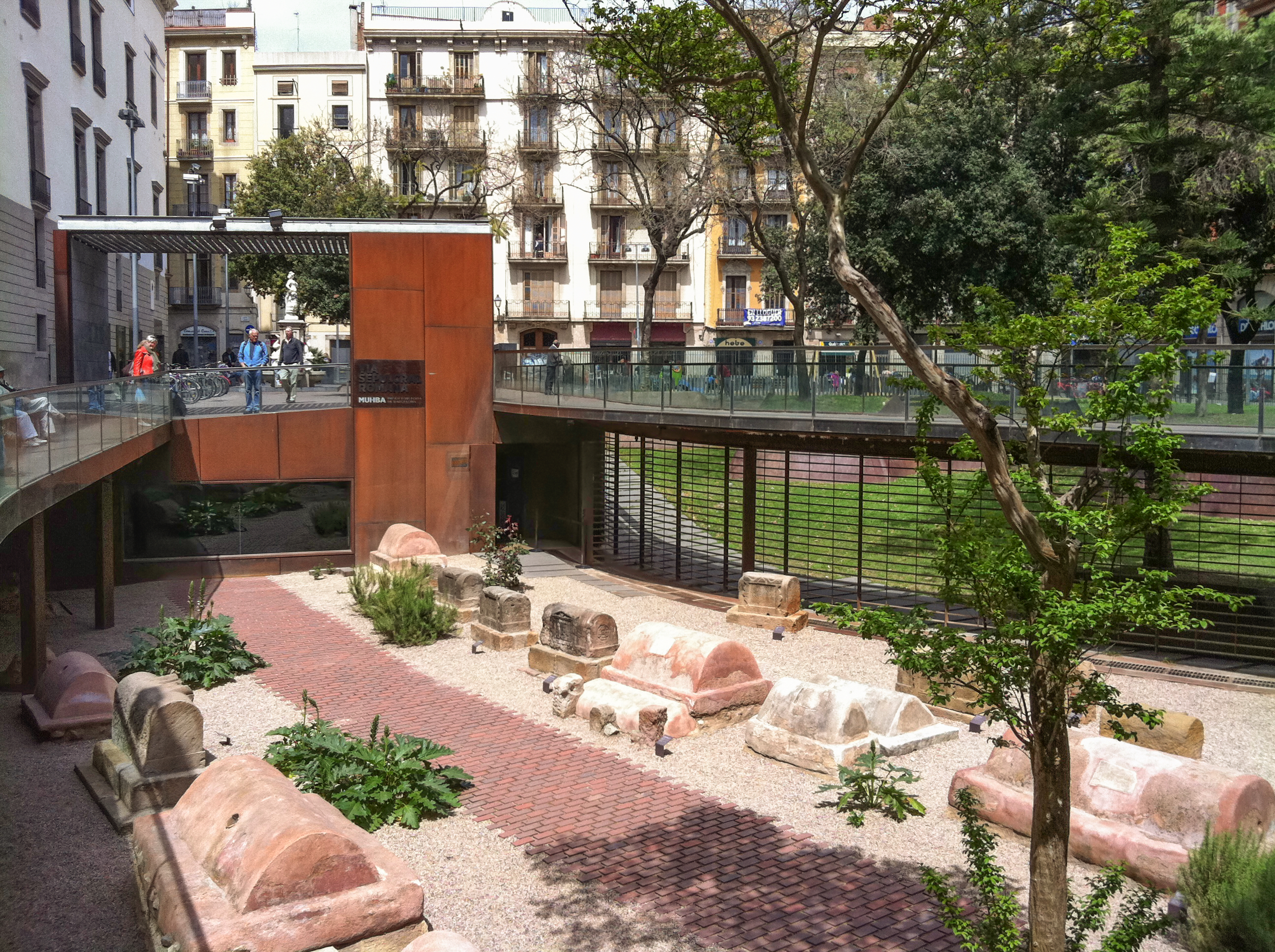
Necrópolis romana en la plaza de la Villa de Madrid

Los primeros rastros encontrados de población en el área de la ciudad se remontan al Neolítico (5500 a. C.), tal como indican los yacimientos encontrados alrededor del barrio del Raval ricos en enterramientos. Asimismo se han encontrado restos neolíticos en otros puntos del plano de Barcelona como la Sagrera. Sin embargo, los primeros pobladores destacados no aparecen hasta los siglos VII a. C.-VI a. C. Estos fueron los layetanos, un pueblo íbero. Después de la primera guerra púnica, para intentar compensar las consecuencias de la derrota, los cartagineses iniciaron una política de expansión en la península ibérica. Según una leyenda, la ciudad fue fundada en el año 230 a. C. por Amílcar Barca, padre de Aníbal. De acuerdo con la misma, el nombre de Barcelona deriva del linaje cartaginés Barca. Sin embargo, no hay pruebas de la presencia cartaginesa en el llano de Barcelona.
Durante el inicio la segunda guerra púnica, Aníbal Barca ocupó la población en el transcurso de su marcha hacia los Pirineos. Sin embargo, los romanos lograron conquistar la ciudad en el año 218 a. C. La ciudad fue rebautizada como Barcino (COLONIA IVLIA AVGVSTA FAVENTIA PATERNA BARCINO) entre el 15 a. C. y 10 a. C., una vez los romanos se establecieron definitivamente. En el mapamundi de Claudio Ptolomeo aparece con el nombre Barcino. Barcino tomó forma de castrum o fortificación militar en sus primeros tiempos, aunque el comercio fue reorientando la importancia de la ciudad; en el siglo I fue amurallada por orden del emperador romano Claudio y ya en el siglo II contaba con una población de entre 4000 y 8000 habitantes.

### Edad Media
Tras su llegada en el siglo V, los visigodos la convirtieron durante pocos años en capital de los territorios hispanos, traspasando después el poder hasta Toledo. En el siglo VIII fue conquistada por Al-Hurr, pero retornada al territorio cristiano por Ludovico Pío del Imperio carolingio en 801, incorporándola a la Marca Hispánica. Los ataques musulmanes no cesaron, y en 985 las tropas de Almanzor destruyeron prácticamente toda la ciudad. Borrell II inició la reconstrucción dando paso al floreciente periodo condal. Durante este período la ciudad destacó entre las tierras catalanas y el conjunto del dominio de la Corona de Aragón, y fue, junto con otros puertos de la Corona, como Tortosa, Palma de Mallorca, Nápoles o Valencia, de donde partieron numerosas tropas y recursos hacia la empresa de tomar nuevas posesiones. La ciudad floreció y llegaría a ser una de las principales del Mediterráneo occidental en los siglos XIII y XIV. La ciudad destacaba en el plano comercial, aunque por debajo de Génova y Venecia, que dominaban el comercio en el Mediterráneo y entre Europa y Asia.

### Edad Moderna

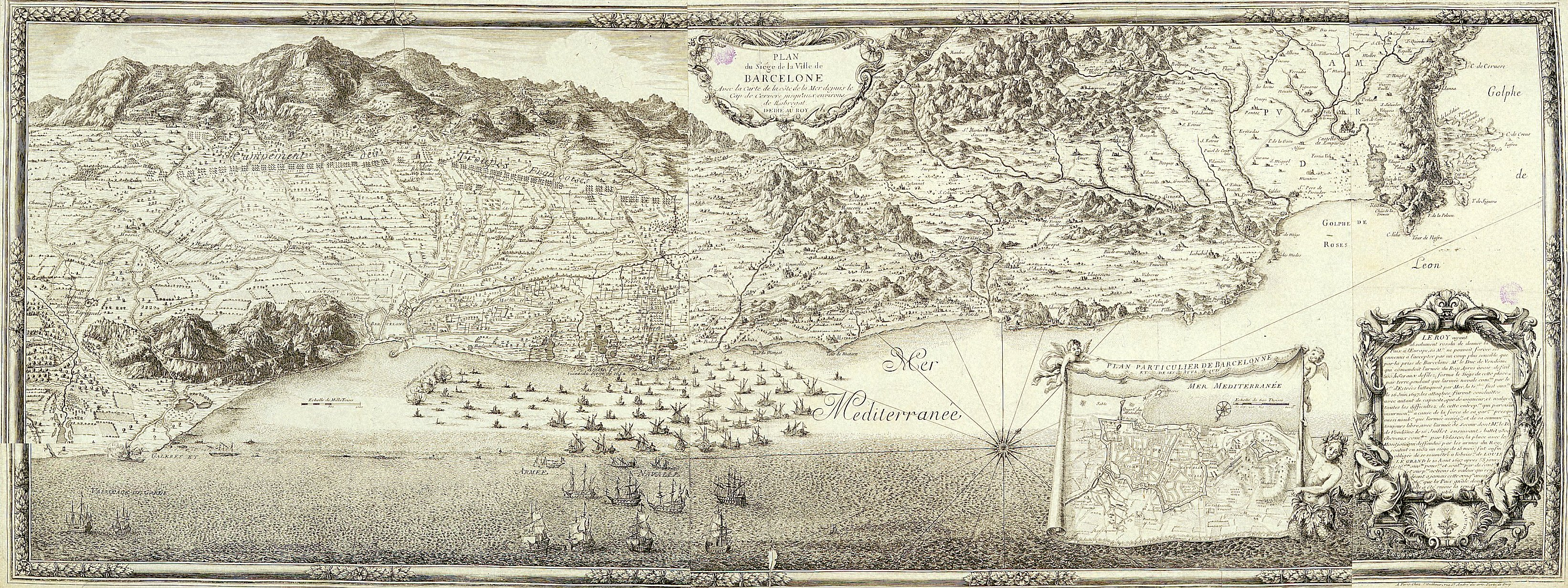
Plano francés de 1698, con indicaciones para un plan de asedio

La decadencia se inició a partir del siglo XV con altibajos, y se prolongaría a lo largo de los siglos siguientes. Las tensiones derivadas de la unión dinástica con Castilla, iniciada con el matrimonio entre Fernando II de Aragón e Isabel de Castilla, alcanzó su momento álgido con la guerra de los Segadores, entre 1640 y 1651, y más tarde, con la guerra de Sucesión (de 1706 a 1714), que significó la desaparición de muchas de las instituciones de Cataluña y la construcción de la fortaleza militar de la ciudadela, mientras que el idioma catalán quedó relegado al campo.

### Revolución industrial

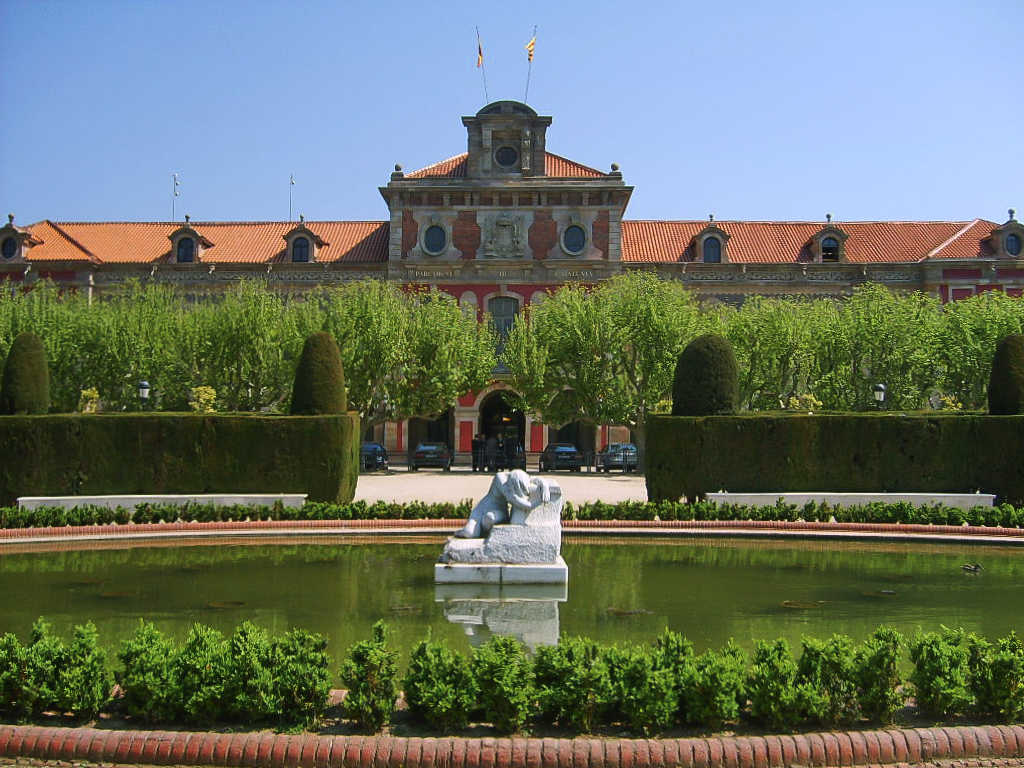
El edificio del Parlamento de Cataluña es uno de los pocos sobrevivientes del conjunto de la fortaleza de la Ciudadela, en la que cumplía la función de arsenal. Para la Exposición Universal de 1888 fue restaurado y convertido en residencia de la familia real

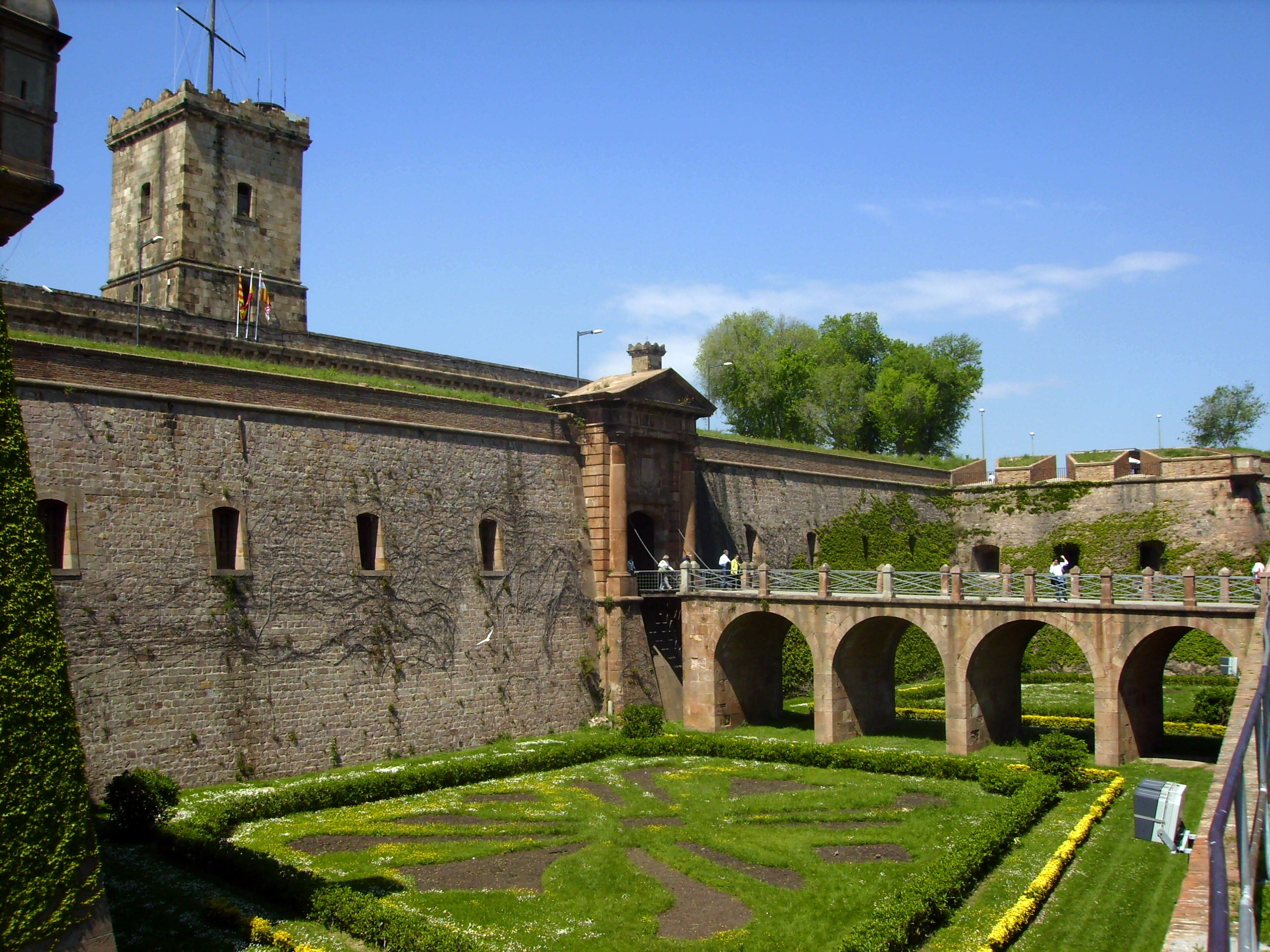
El castillo de Montjuic, el punto más meridional de la ciudad, en el que se efectuaron medidas para calcular la longitud del metro a partir de su definición geográfica

La recuperación económica iniciada a finales del siglo XVIII y la industrialización en el siglo XIX propiciaron que Barcelona volviera a convertirse en un importante centro político, económico y cultural, al frente del Renacimiento catalán. Cabe destacar en el proceso de industrialización el monopolio de comercio textil entre España y Cuba, que fue fijado en Barcelona en un momento de crisis en la industria textil de algodón, y que asentó la industrialización en Cataluña; y el diferencial de crecimiento, mientras que en otras partes del país la industria languidecía ante la crisis. Otra consecuencia de este monopolio textil en el siglo XIX entre Barcelona y Cuba, fue la queja de los cubanos acerca de la «teoría del embudo», ancha para España y estrecha para Cuba, y que fue la raíz del malestar cubano y que generó revueltas y el movimiento de independencia en busca de la igualdad económica con la intromisión de Estados Unidos. La ciudad pudo derribar sus murallas y se anexionó en 1897 seis municipios limítrofes, lo que le permitió crecer y planificar su desarrollo urbano e industrial liderado por el innovador plan del Ensanche de Ildefonso Cerdá, que trazó las calles en cuadrícula y las esquinas en chaflán. Fue también sede de dos Exposiciones Universales en 1888 y 1929.

### SigloXX

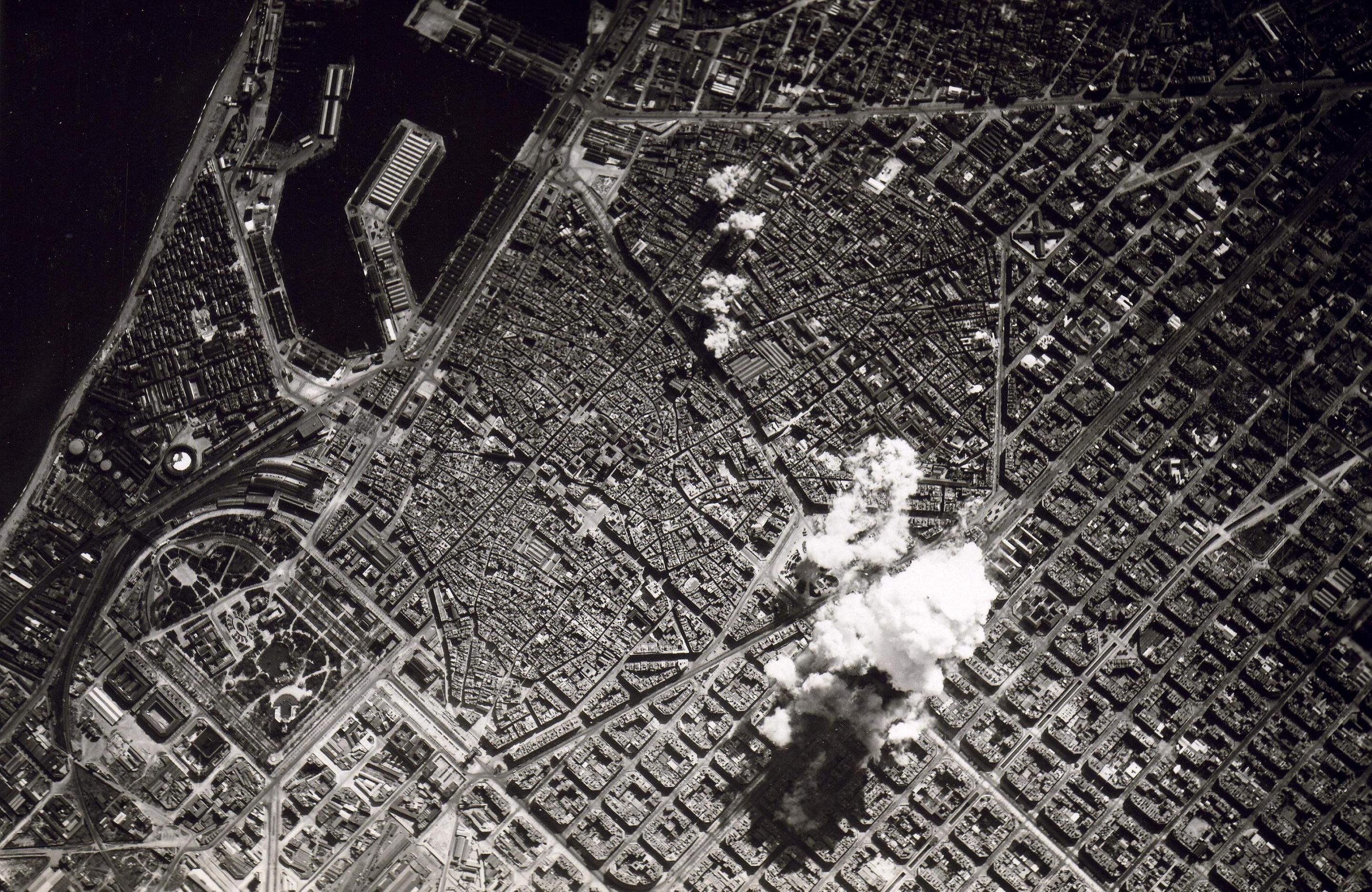
Bombardeo de Barcelona en 1938 durante la guerra civil española, siendo la primera ciudad del mundo en ser bombardeada sistemáticamente vía aérea

En los inicios del siglo XX destacaron tanto el crecimiento económico (especialmente derivado de la Primera Guerra Mundial) como la proliferación de nuevas ideologías acogidas por amplios tramos de población, especialmente la obrera. El impulso gubernamental promovió el Metro y el Puerto. Sin embargo, la crisis del 29 que golpeó duramente a España y posteriormente el inicio de la guerra civil española paralizó todo crecimiento durante una década. Pese a defender a la II República, la ciudad fue foco de rebeliones internas y peleas entre partidos que ni la ciudad ni el gobierno de la República pudieron controlar, como se vio en las Jornadas de mayo de 1937. Durante la guerra la ciudad fue bombardeada en varias ocasiones. Las tropas franquistas ocuparon la ciudad el 26 de enero de 1939.

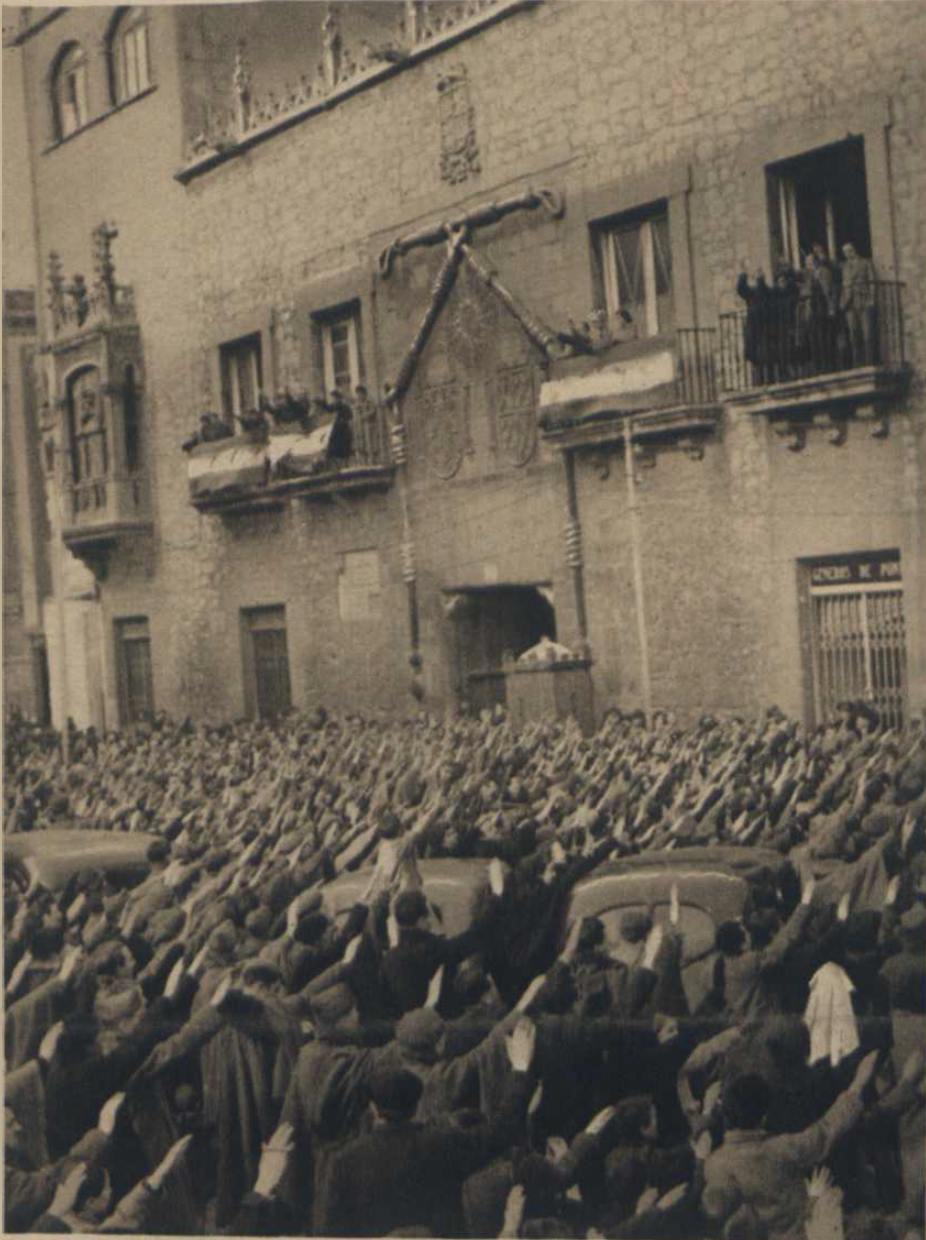
Manifestación fascista tras la toma de la ciudad por el bando sublevado en la guerra civil española (1939)

La dictadura franquista designó a Barcelona como polo de desarrollo promoviendo una intensa industrialización que dio lugar a una fuerte y prolongada inmigración mayoritariamente procedente del sur de la península ibérica. Las nuevas condiciones sociales y económicas dinamizaron la ciudad y transformaron radicalmente el trazado urbano, destacando la aparición de populosos barrios obreros y de importantes vías de comunicación. El metro se expandió y aparecieron los trolebuses (década de 1940) diversificando el transporte. La red de ferrocarriles se hizo más densa y moderna, mientras el aeropuerto también ganaba relevancia. Sin embargo, la gran apuesta del transporte barcelonés, en comparación con otras grandes y medianas ciudades, fue el impulso del vehículo privado, para lo que se construyó una densa red de aparcamientos subterráneos.
Tras la muerte del general Franco y los difíciles inicios del período democrático, la ciudad se benefició, como el resto de España, de un nuevo impulso económico muy influido por la integración en la Unión Europea (1 de enero de 1986), que desembocó en modernos proyectos culturales y urbanísticos. Entre ellos destaca la organización de los Juegos Olímpicos de 1992. Dicho evento, que contó con el apoyo económico y organizativo de toda España, se constituyó en un nuevo motor del desarrollo urbanístico.

### SigloXXI
La Barcelona del siglo XXI es una ciudad próspera y con proyección internacional, que apuesta por la cultura, la calidad de vida, la innovación, la solidaridad y la sostenibilidad. Al inicio del siglo, la economía experimentó una cierta desindustrialización, al tiempo que apostaba por nuevos sectores, como el de las nuevas tecnologías de la información y la comunicación, establecidas en el llamado distrito 22@. En 2004, se celebró el Fórum Universal de las Culturas, que conllevó diversos cambios urbanísticos para la ciudad: se recuperó toda la zona del Besós, hasta entonces poblada de antiguas fábricas en desuso, lo que permitió regenerar todo el barrio del Pueblo Nuevo y construir el nuevo barrio de Diagonal Mar, así como hacer llegar la avenida Diagonal hasta el mar.

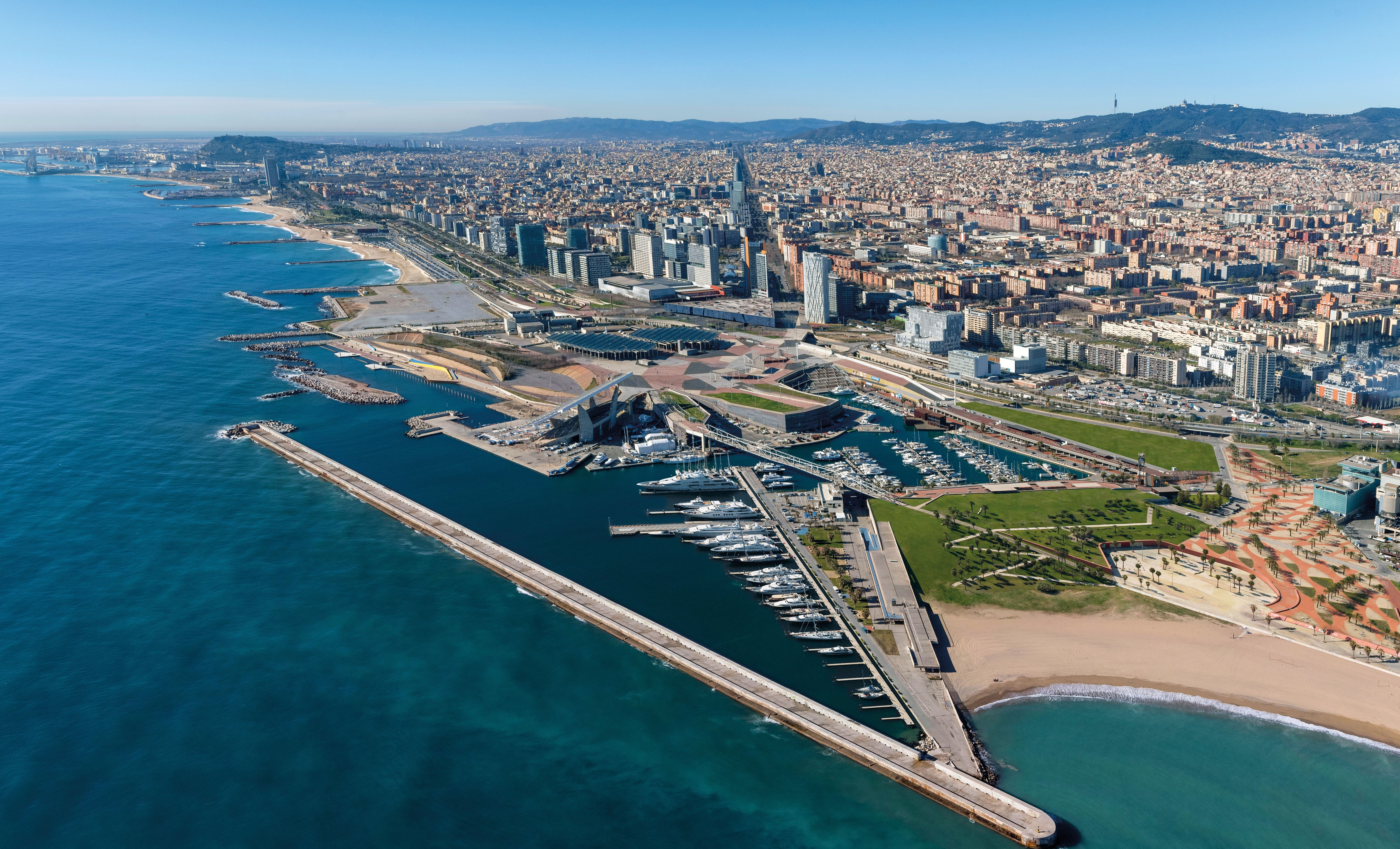
Puerto Fórum desde el aire, desarrollado para la celebración del Fórum Universal de las Culturas 2004

Barcelona sufrió la crisis económica internacional iniciada en 2008: aumentó considerablemente el desempleo, la pobreza y la precariedad social. La crisis provocó una serie de protestas populares que se concretaron en el llamado Movimiento 15-M, iniciado con una serie de manifestaciones en toda España el 15 de mayo de 2011.
Desde las elecciones autonómicas de 2010 creció el independentismo, que se tradujo en manifestaciones como «Cataluña, nuevo estado de Europa» (2012), la Vía Catalana hacia la Independencia (2013), o la diada de 2014.
Los catalanes no independentistas también convocaron dos manifestaciones multitudinarias, en defensa de la Constitución española, el 8 y el 29 de octubre de 2017.
En las elecciones municipales de 2015 resultó ganadora la plataforma Barcelona en Comú, liderada por Ada Colau, quien fue nombrada alcaldesa el 13 de junio de 2015. Los dos primeros años de gobierno de Colau evidenciaron la imposibilidad de afrontar reformas en profundidad por parte del consistorio, especialmente en lo relativo a vivienda y turismo. Sin embargo, se incrementó la inversión social: de 221 millones de euros al final del mandato anterior a 332 millones en 2017.
El 17 de agosto de 2017, Barcelona fue escenario de un atentado vinculado al terrorismo yihadista, que dejó 15 muertos y un centenar de heridos (hubo otra víctima posteriormente en Cambrils).

## Demografía
Barcelona cuenta con una población de 1 702 547 habitantes (INE 2024).

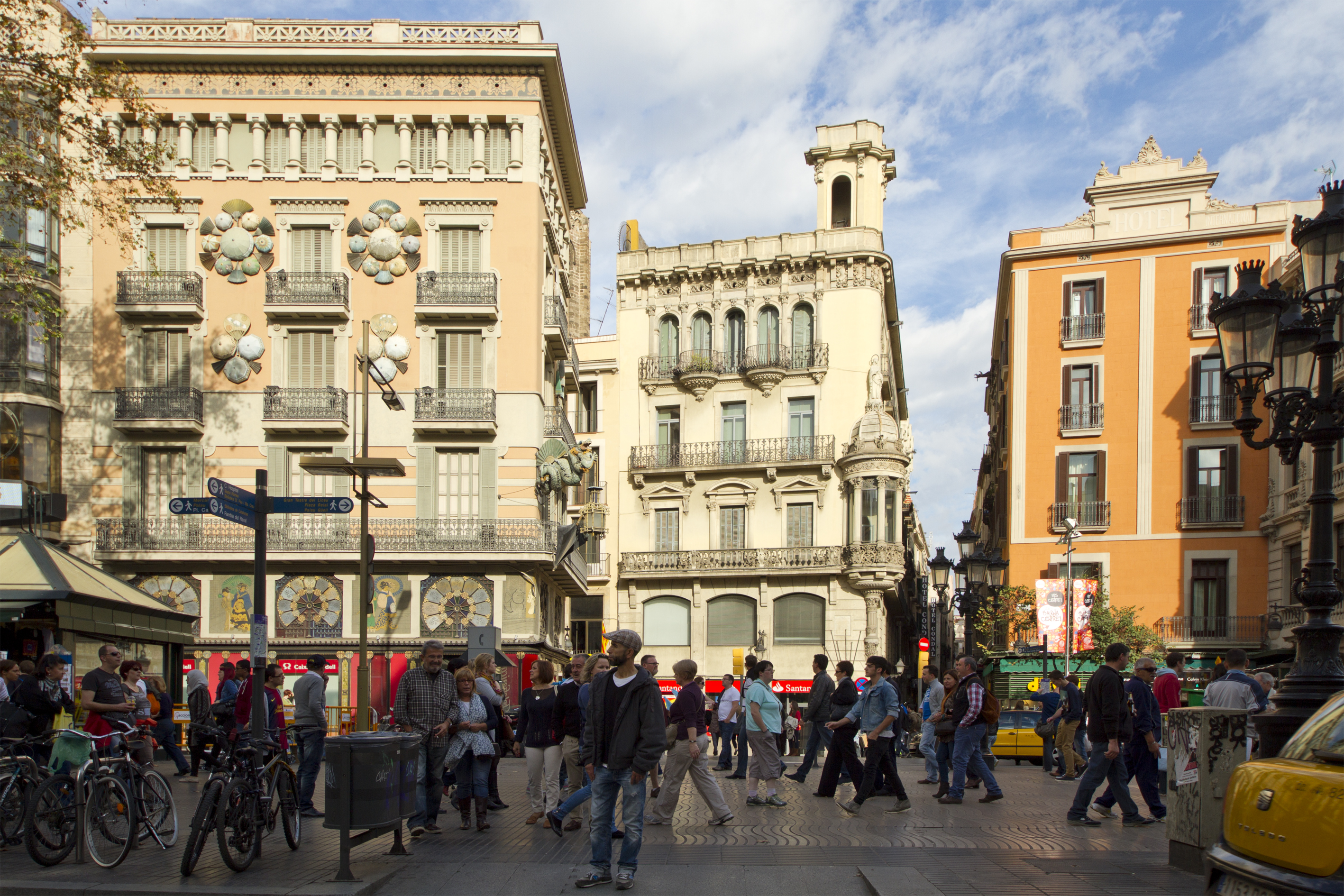
La Rambla, una de las arterias más emblemáticas y transitadas de la ciudad, y epicentro de la burguesía barcelonesa durante la primera mitad y mediados del

| Gráfica de evolución demográfica de Barcelona entre 1842 y 2021 |
| |
| Población de derecho según los censos de población del INE Población de hecho según los censos de población del INEEn 1857 disminuye el término del municipio porque independiza a Gracia En 1897 crece el término del municipio porque incorpora a Corts, Gracia, San Andrés de Palomar, San Gervasio de Cassolas, Sans y Sant Martín de Provensals En 1910 crece el término del municipio porque incorpora a Horta |

## Economía

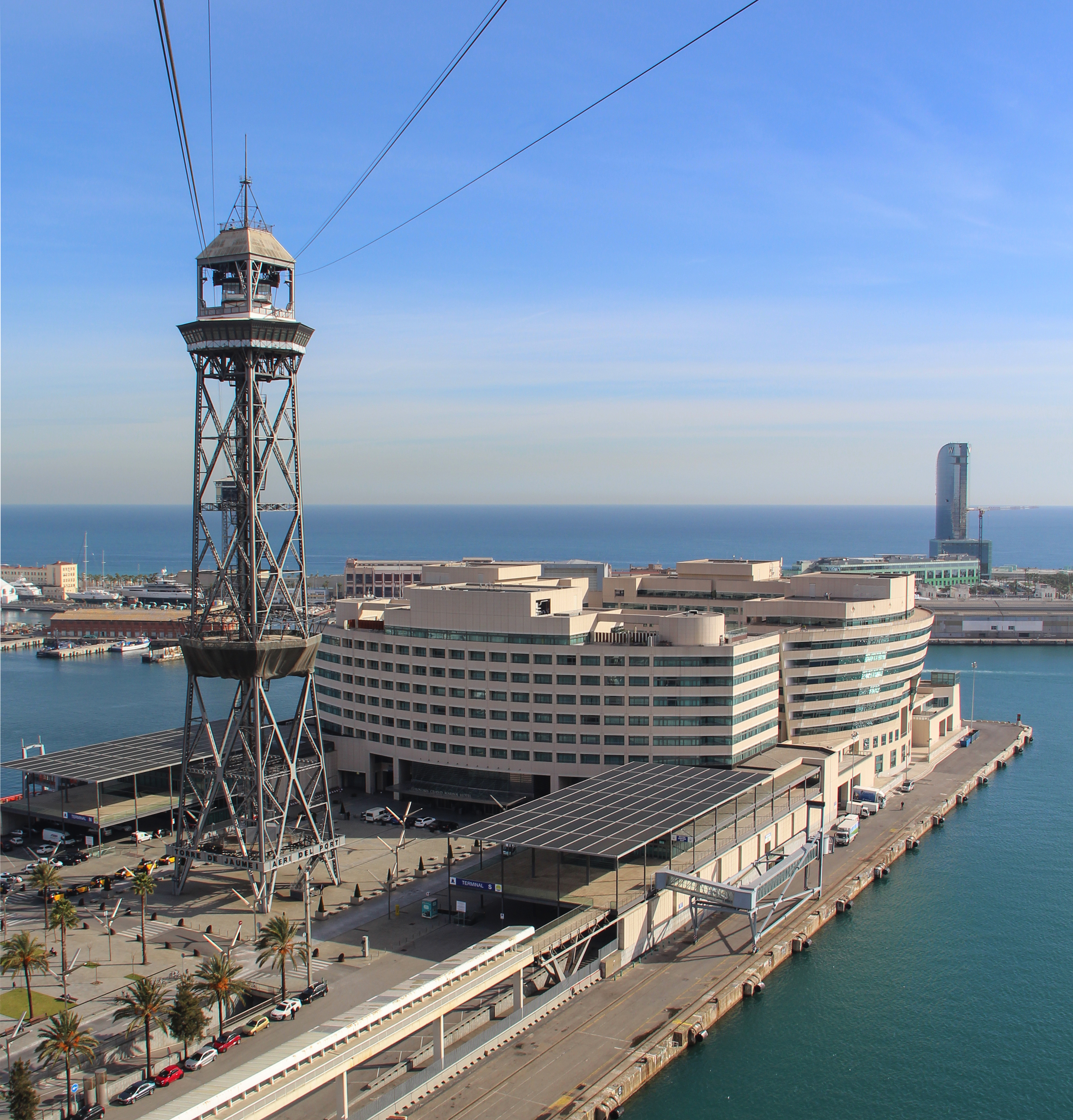
El World Trade Center Barcelona visto desde el teleférico del puerto

Históricamente la economía de Barcelona se ha basado en el comercio, que gracias a su enclave geográfico estratégico le ha permitido siempre una intensa actividad comercial con Francia y el resto de España, además de con todos los territorios del Mediterráneo, especialmente a través de su puerto. Esta actividad fue el principal motor de la ciudad hasta la revolución industrial. Este fue uno de los primeros territorios en iniciar la industrialización en la Europa continental, a partir de la industria textil desde mediados de 1780, pero en realidad cobrando impulso a mediados del siglo XIX, cuando se convirtió en un importante centro para la producción de textiles y maquinaria.
Desde entonces, la fabricación ha jugado un papel importante en su historia especialmente en el sector textil en un primer período, con un gran parón debido a la gran crisis y destrucción que produjo la guerra civil, y a la autarquía impuesta luego por la dictadura franquista. Pero cuando el régimen empezó a abrirse a los mercados europeos, se recuperó con fuerza la industria automovilística, editorial, química, farmacéutica, logística y electrónica, hasta convertir la provincia de Barcelona en la principal zona industrial del país. Pero el crecimiento y prosperidad de la ciudad de Barcelona fue expulsando las zonas industriales fuera de sus límites debido al aumento del precio del suelo industrial. Debido a este hecho la economía de la ciudad se ha ido centrando paulatinamente en los servicios, que actualmente ocupan al 85,7 % de los trabajadores de la ciudad. Parte de estos trabajadores se dedican al comercio, la restauración, y también al turismo, que desde los años 1990 ha crecido enormemente en la ciudad, llegando a recibir en 2009 hasta 6,5 millones de visitantes, convirtiéndose así en uno de los puntales económicos de Barcelona.
La crisis económica de 2008-2015, agravada por el estallido de la burbuja inmobiliaria, que desplomó el consumo, y con él la producción industrial, se dio lugar a un estancamiento de la economía catalana que, pese al ininterrumpido crecimiento económico de la metrópolis barcelonesa, le han hecho perder en el último cuarto del siglo XX la capitalidad económica de España a favor de Madrid, sobre todo en el campo financiero. Esto se ha debido a la tradicional atomización del tejido emprendedor catalán que le resta competitividad, a la saturación de las infraestructuras, a la mayor inversión extranjera realizada en Madrid respecto a Barcelona, y al traslado de centros de decisión, sedes fiscales y sociales de Barcelona y también de otras partes de España a Madrid. En el campo industrial Barcelona ha tenido graves problemas de deslocalización, básicamente de traslado de industrias a países con una mano de obra más barata, es el caso entre otras de Braun, Philips y Samsung. Problema incrementado por el escaso y caro suelo industrial en su área metropolitana, el segundo más caro de Europa solo por detrás de Londres. Aun así, también se han producido movilizaciones de empresas total o parcialmente públicas hacia Barcelona (como Repsol), así como inversiones y localizaciones extranjeras, superando en mucho las deslocalizaciones, de modo que Barcelona continúa siendo una capital industrial de España, llegando a generar en algunos subsectores el 25 % de las exportaciones totales españolas.
Industria

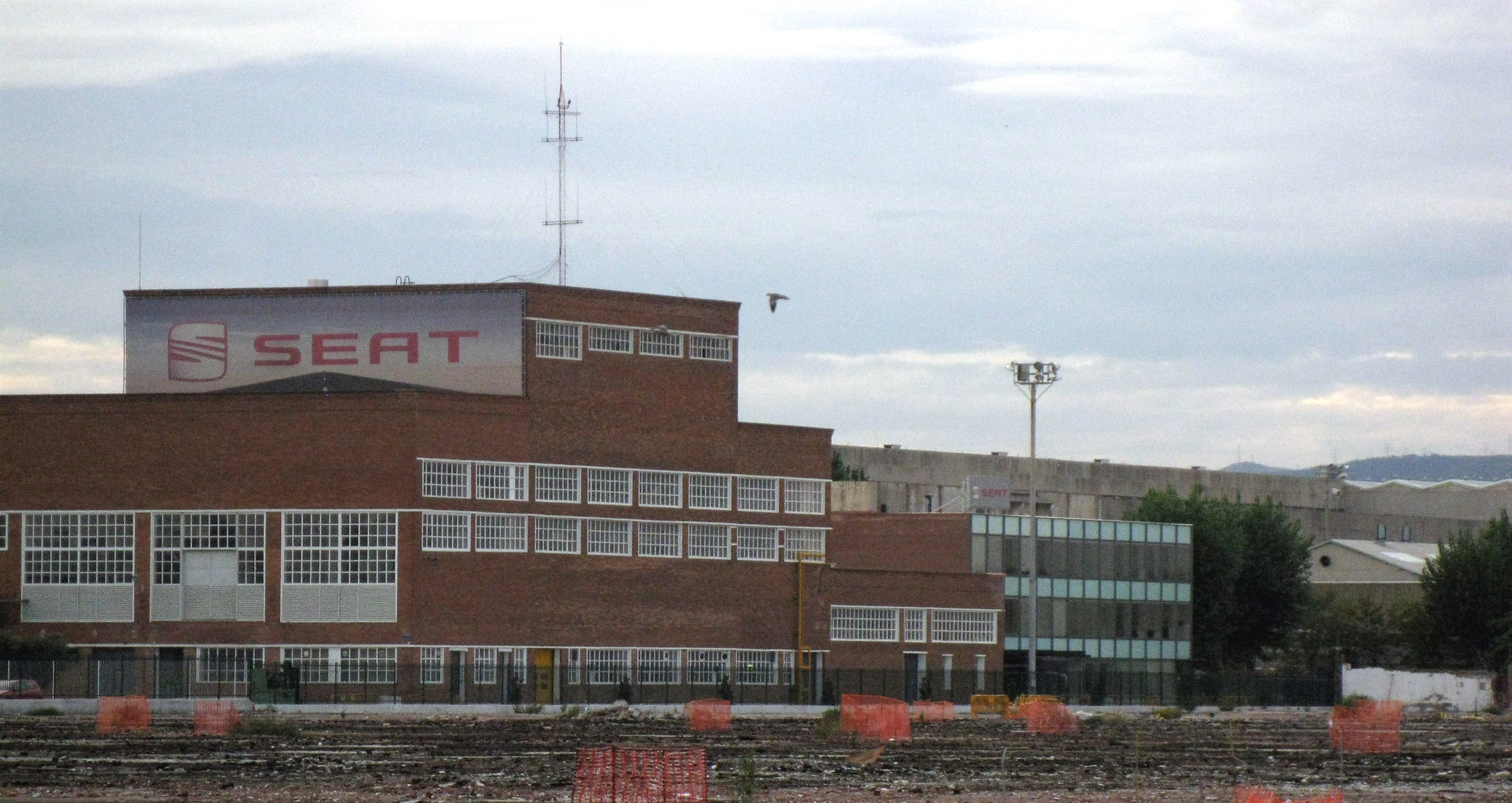
Factoría de SEAT en la Zona Franca de Barcelona

Ante el escenario de pérdida de competitividad por la crisis económica de 2008-2015, tanto el Ayuntamiento de Barcelona, como la Generalidad de Cataluña hace ya casi diez años que iniciaron un programa para desarrollar una nueva economía productiva basada en el conocimiento, creando grandes parques de investigación, especialmente en el campo de la biomedicina y biotecnología, dando ayudas a las empresas tecnológicas para que se expandan a nuevos campos como el aeroespacial, o la nanotecnología, y en el caso de Barcelona, transformando un barrio entero en un nuevo distrito comercial enfocado a las nuevas tecnologías, con infraestructuras de comunicación punteras, para atraer empresas de todo el mundo a la ciudad, el llamado Distrito 22@. Estas políticas empiezan a dar sus frutos, y científicos de prestigio empiezan a venir a desarrollar investigaciones de alto nivel a Barcelona. Debido a su participación en investigación y desarrollo de tecnología aeroespacial, Barcelona forma parte de la Comunidad de Ciudades Ariane, una asociación de ciudades europeas relacionadas con la industria espacial y los lanzadores Ariane en la que también se encuentra la vecina Tarrasa.

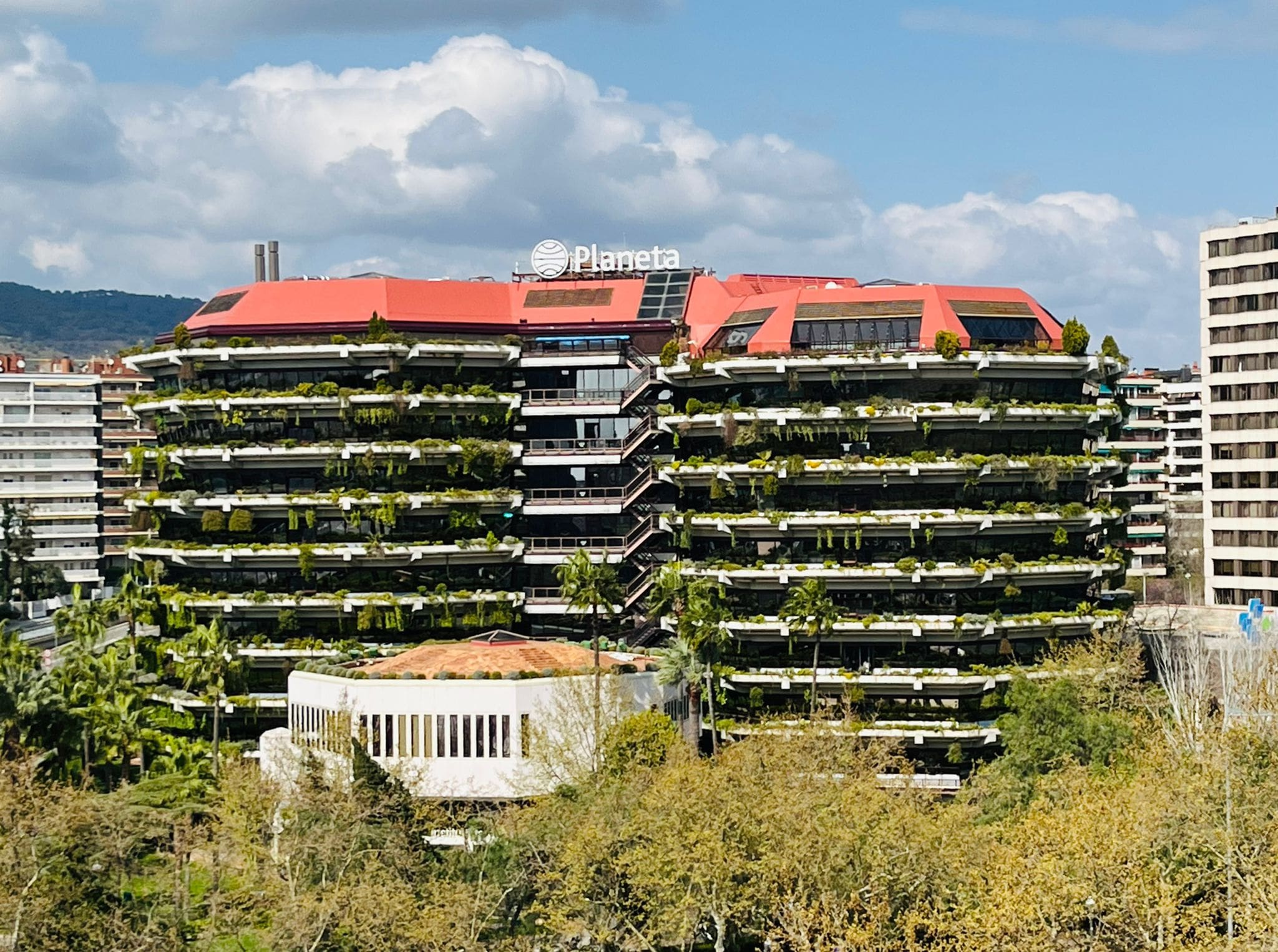
Sede del Grupo Planeta

Barcelona es uno de los principales centros de difusión editorial, tanto en catalán, como también en castellano, para toda la península e incluso para Hispanoamérica. Ha sido también, el primer centro de producción de tebeos en España, por delante de Valencia y Madrid.
Energía

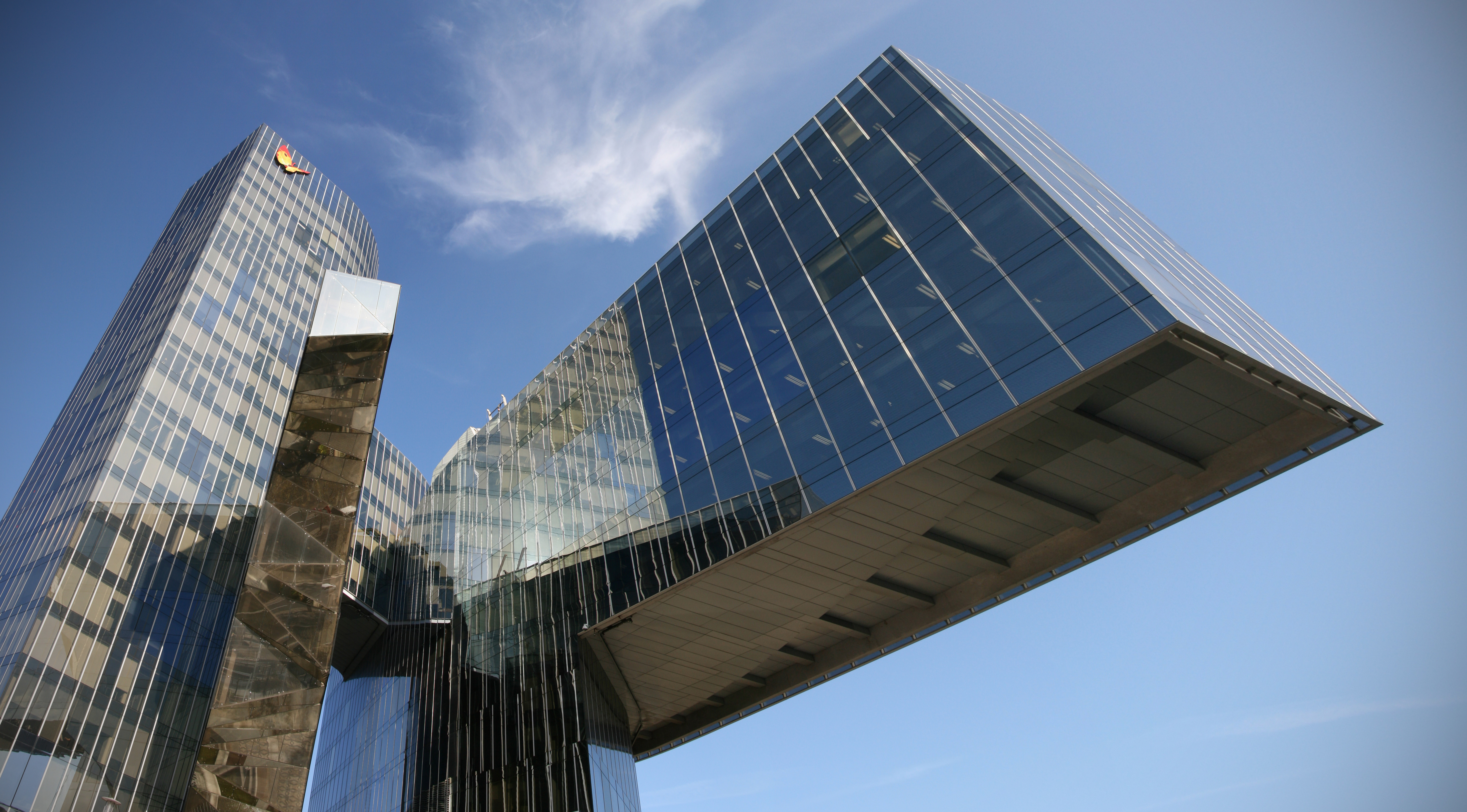
Sede operativa de Naturgy en Barcelona, antigua sede social, que se trasladó a Madrid en 2017 debido al proceso soberanista catalán

En 2018 se creó una empresa energética municipal, Barcelona Energía, que inició su actividad en julio de 2018 con el objetivo de ofrecer un suministro de energía asequible y procedente de energías renovables a los municipios del área metropolitana de Barcelona. La empresa inició su actividad dando servicio al ayuntamiento y diversos organismos públicos, además del alumbrado público y los semáforos, mientras que en una segunda fase, iniciada el 1 de enero de 2019, se pasó a dar servicio a unos 20 000 hogares. Con su puesta en funcionamiento, Barcelona Energía pasó a ser la mayor comercializadora pública de energía eléctrica de España.
Comercio
El subsector del sector servicios que tiene más importancia en Barcelona es el comercio. La zona más comercial de la ciudad se encuentra en su centro histórico: calles Portaferrisa, Pelayo, Rambla, Portal del Ángel y plaza Cataluña, donde las pequeñas tiendas conviven con los grandes almacenes y las franquicias de grandes cadenas de ropa.
Un poco más al norte de la plaza Cataluña, en el paseo de Gracia, la rambla de Cataluña y la avenida Diagonal, se encuentran las tiendas de las marcas más internacionales de moda, de artículos de piel y de joyería. Los artículos de diseño tienen su lugar en las callejuelas del barrio del Borne, que ha ido adquiriendo popularidad desde finales de los años 1990. Del resto de la ciudad, destacan las zonas comerciales de la calle Gran de Gràcia, la calle de Sants o el paseo de Fabra i Puig, y los centros comerciales como Westfield La Maquinista, Illa Diagonal, Westfield Glòries o Diagonal Mar.

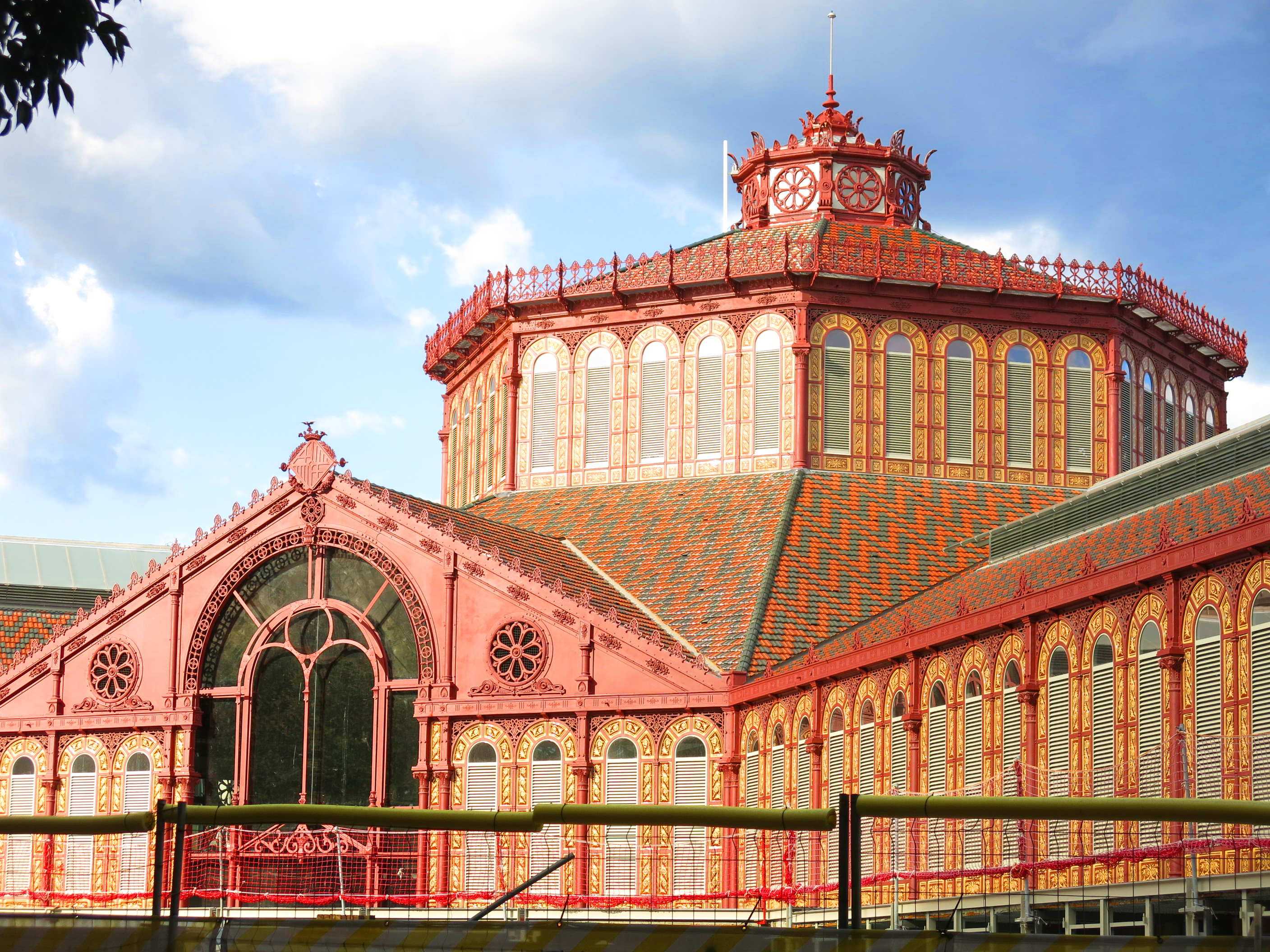
Mercado de San Antonio
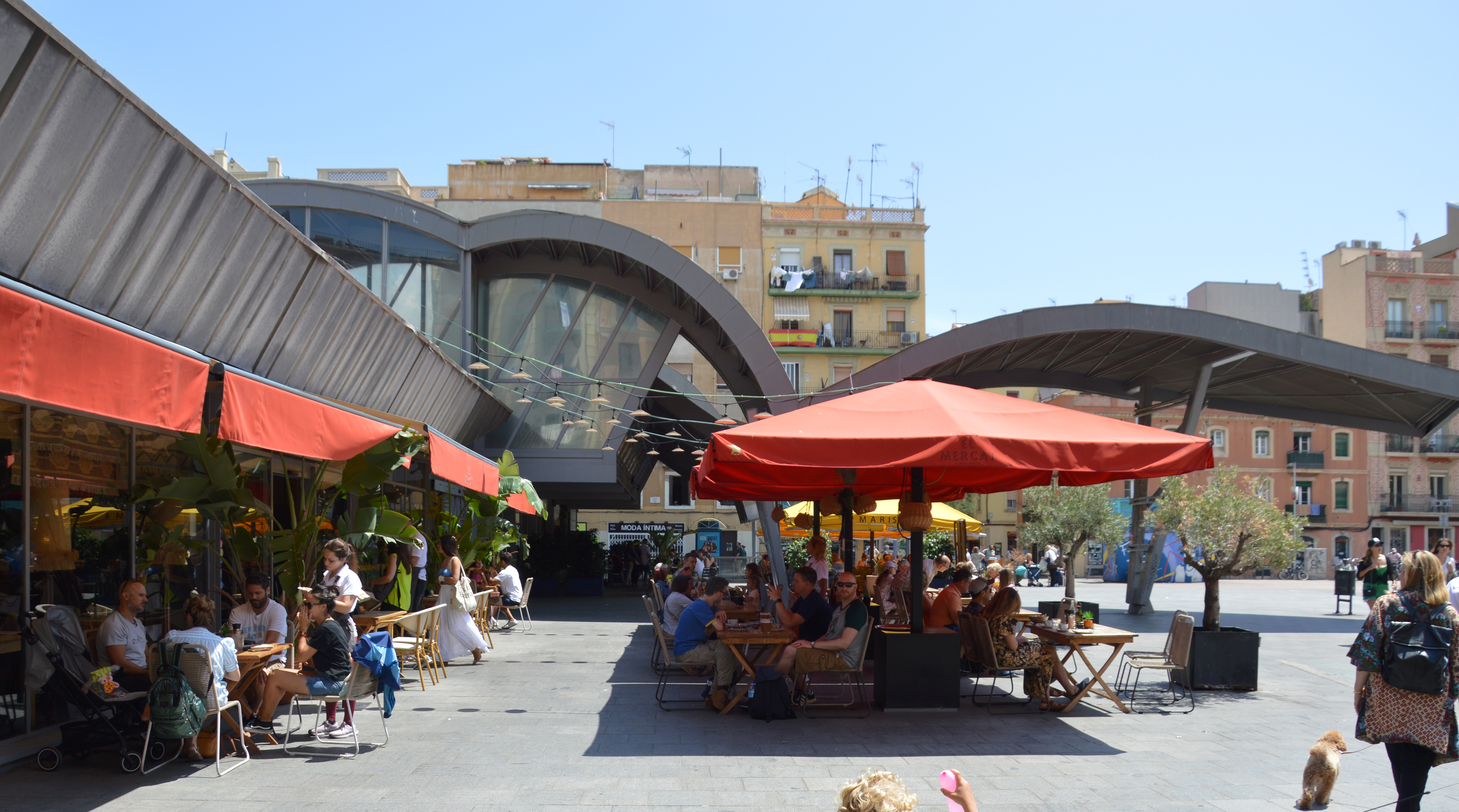
Mercado de La Barceloneta
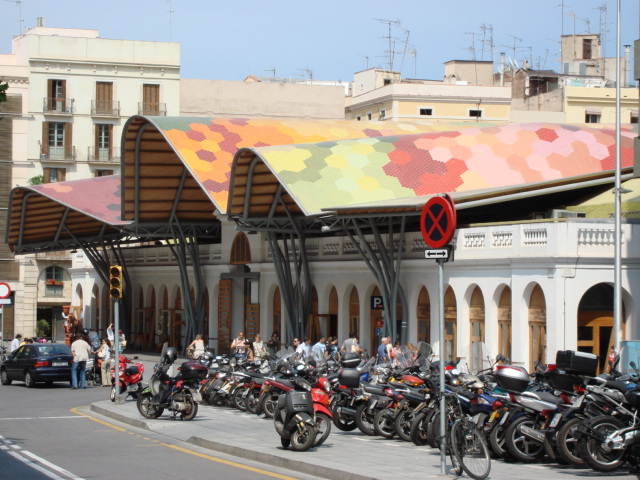
Mercado de Santa Catalina
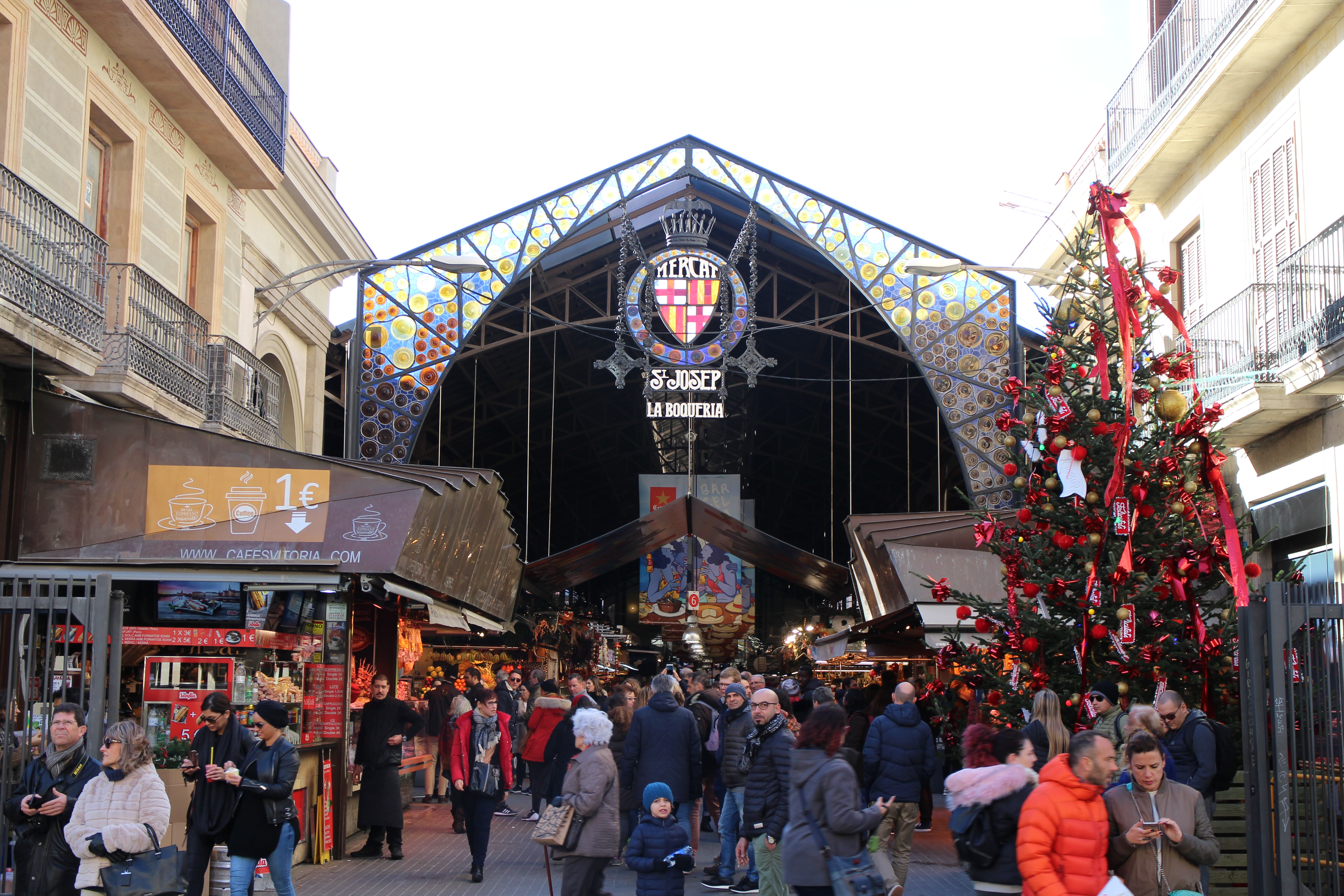
Mercado de La Boquería
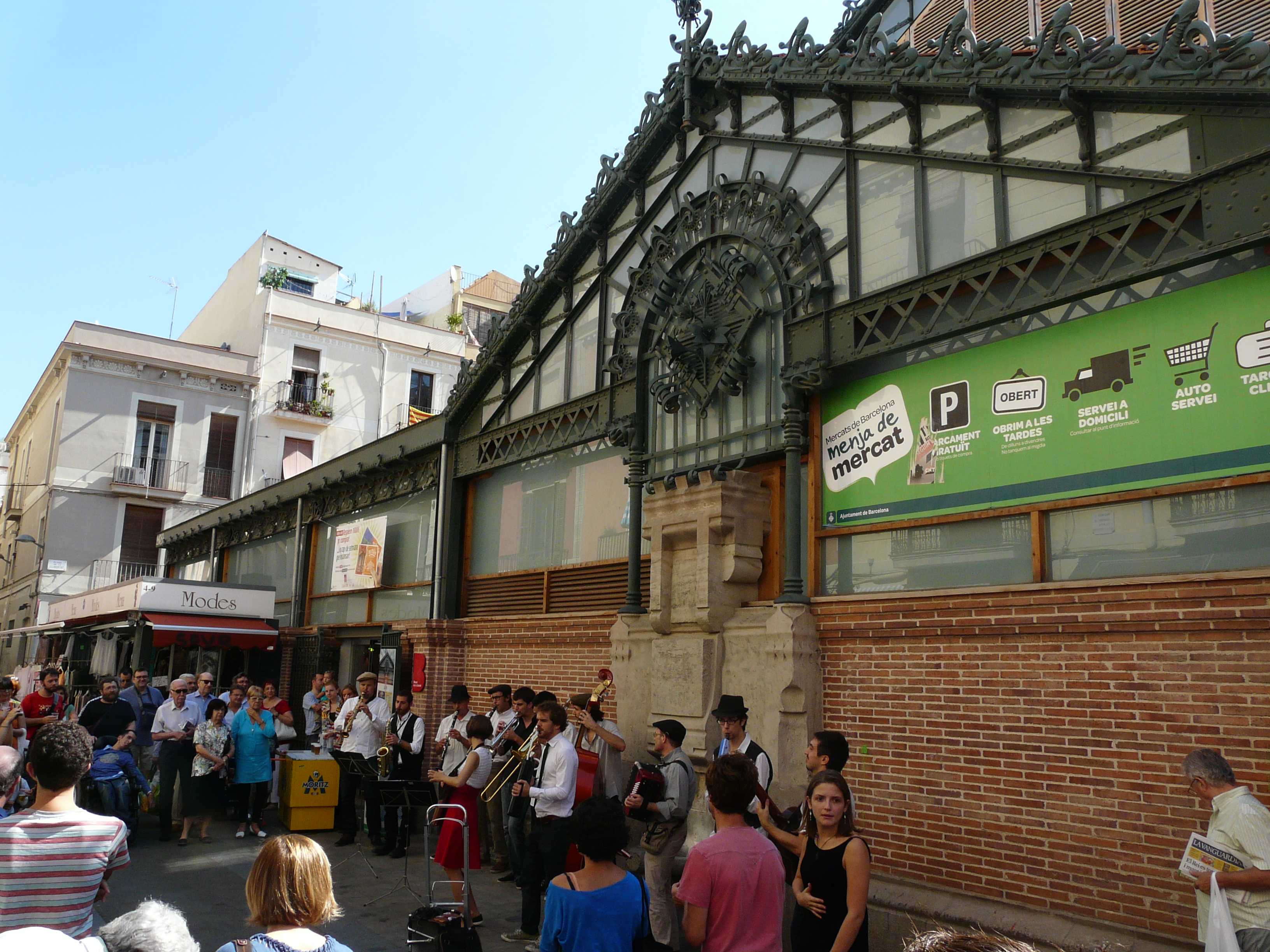
Mercado de la Libertad
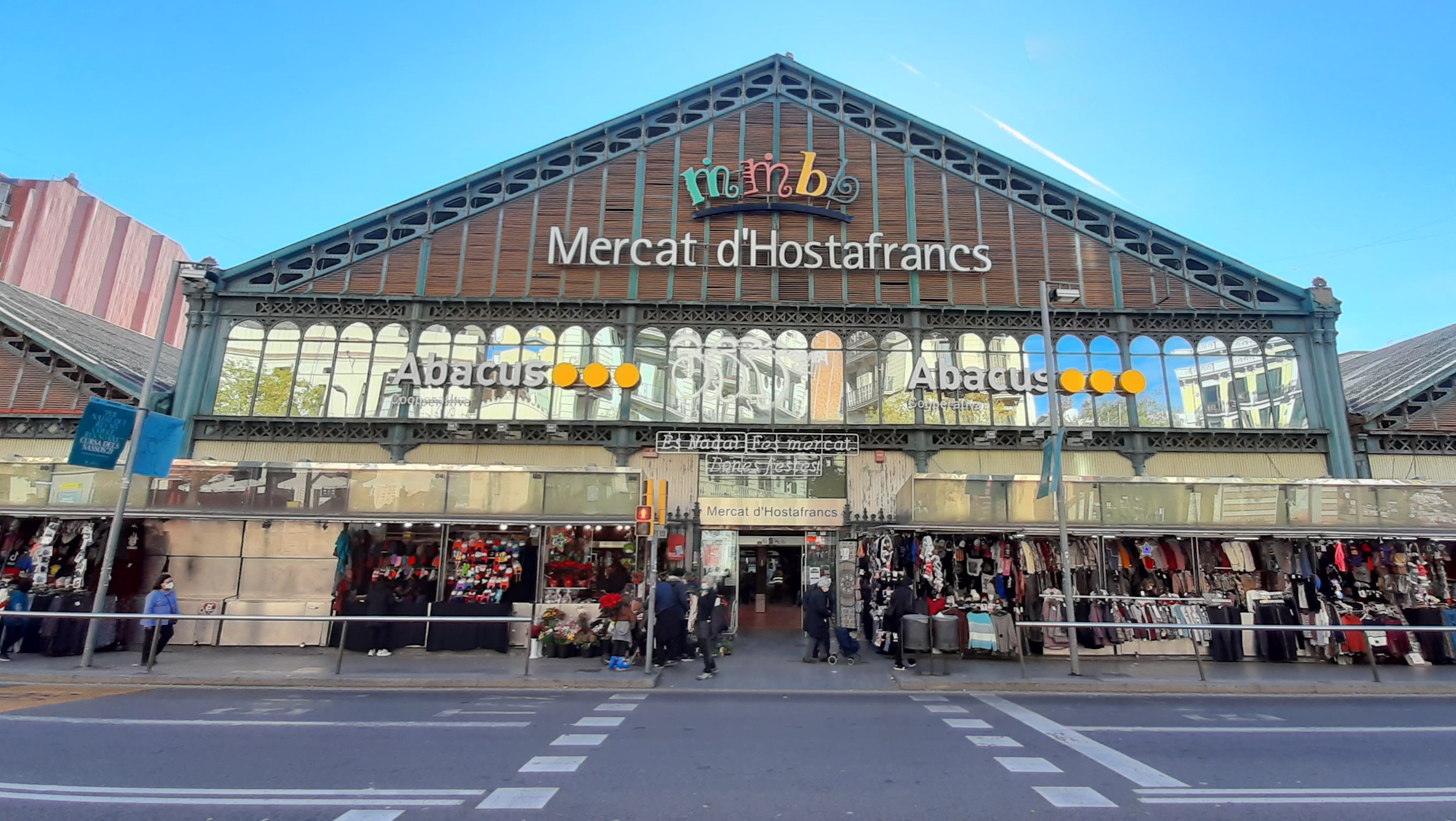
Mercado de Hostafrancs
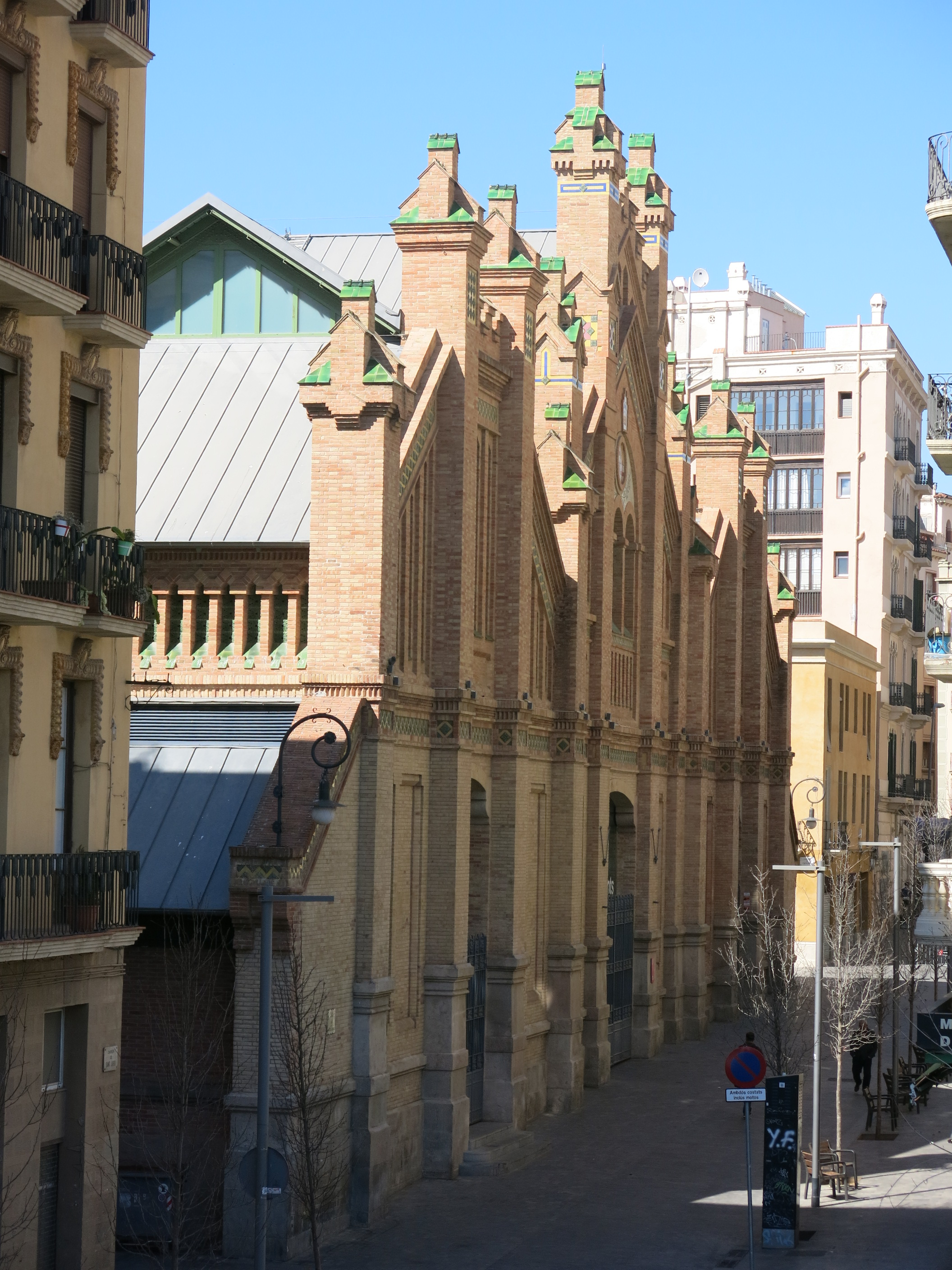
Mercado de Sants
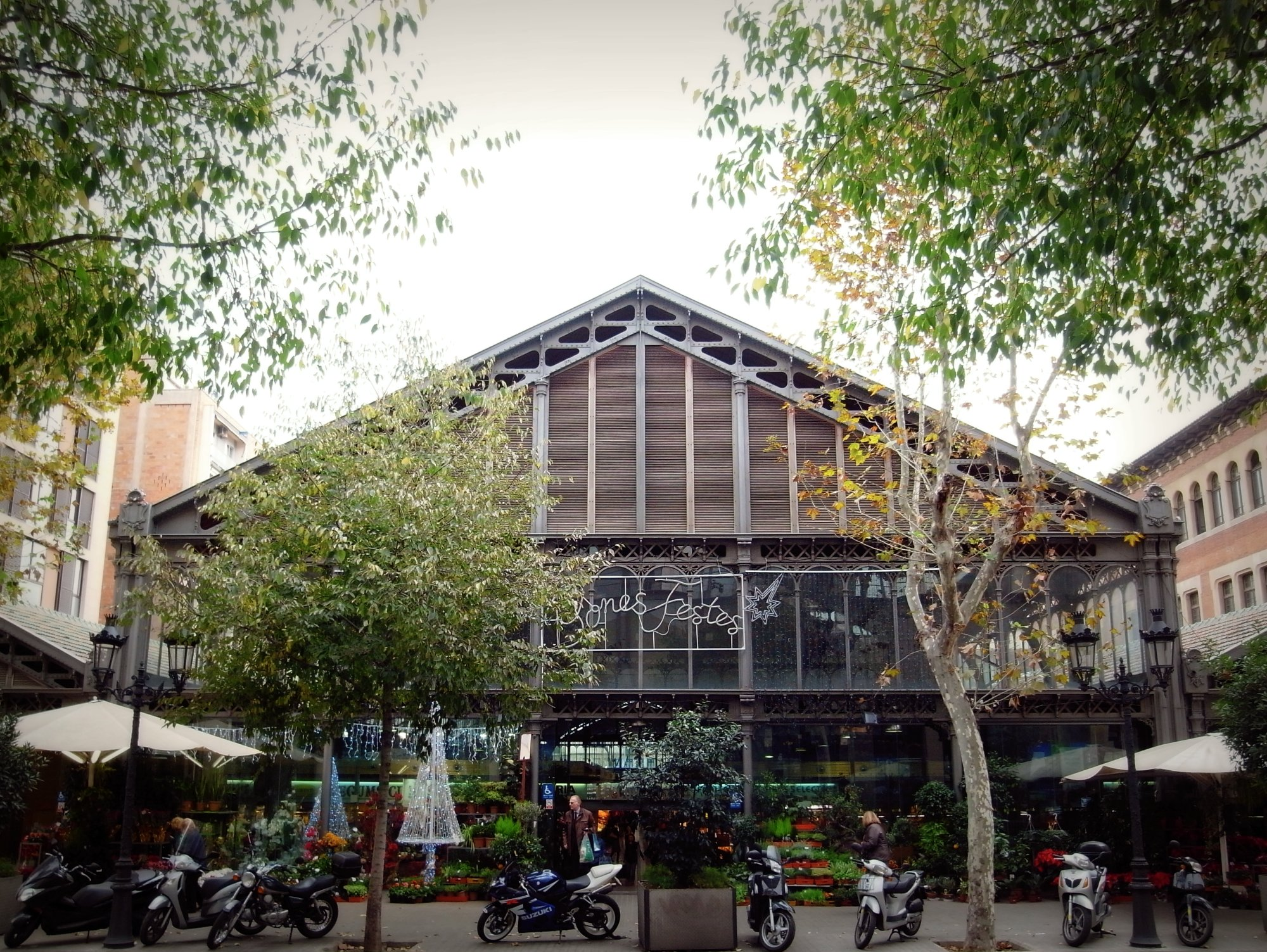
Mercado de la Concepción
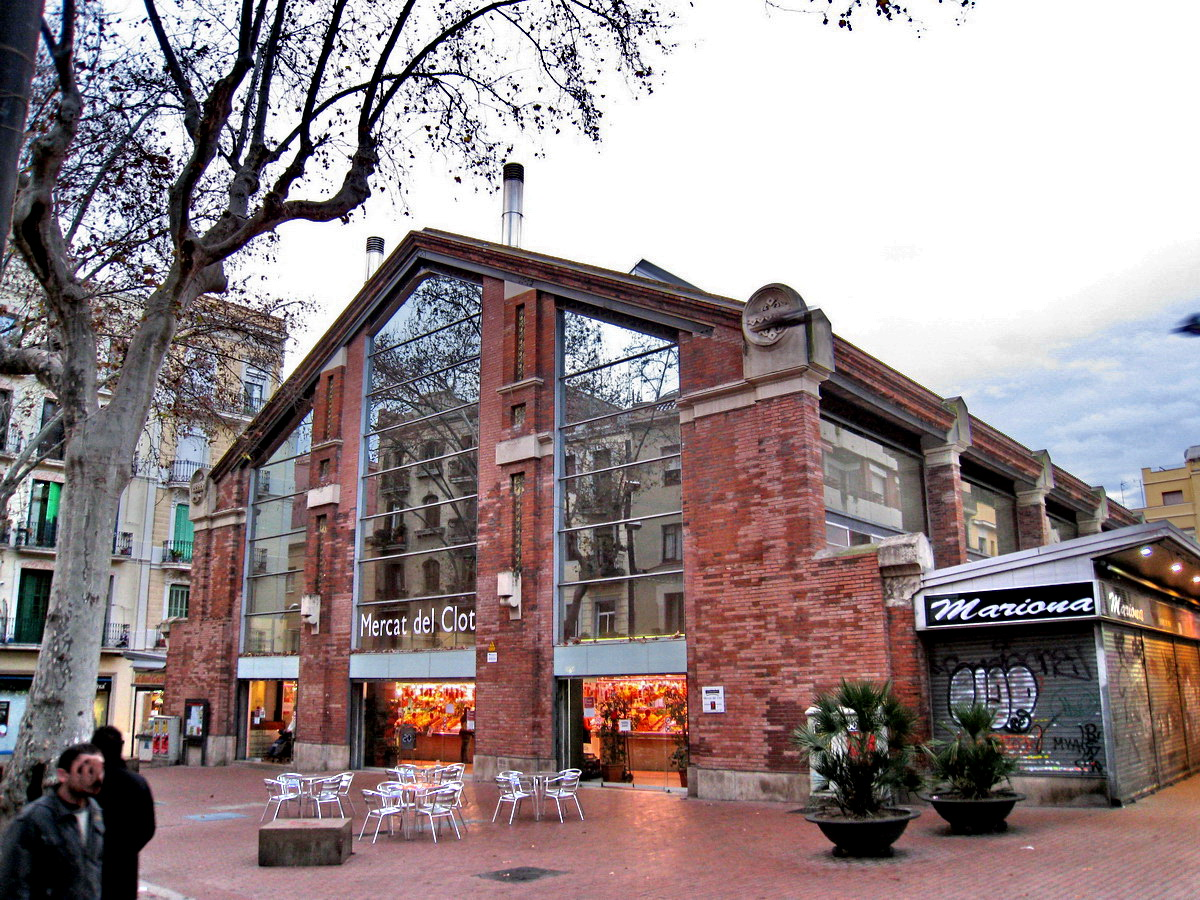
Mercado del Clot

Los artículos de ocasión o de segunda mano tienen su lugar en el mercado de los Encantes, en la plaza de las Glorias, que abre todos los lunes, miércoles, viernes y sábados, y el Mercado de San Antonio, donde cada domingo por la mañana se establecen paradas donde se compra y venden libros, discos, películas de video, sellos y artículos para coleccionistas.
Turismo
Para Barcelona, es tan importante, o incluso más, el turismo de ocio como el de negocios. Para el desarrollo del turismo de negocios, la ciudad cuenta con la Fira, la cual organiza numerosas exposiciones, salones, congresos y ferias para profesionales, algunos de los cuales se encuentran entre los primeros del mundo, como el Mobile World Congress que es el más importante del mundo en su sector, la feria de moda urbana The Brandery, o la feria de construcción Construmat, de carácter bianual. Estas y otras ferias la convierte en una de las ferias más relevantes de Europa y primera de España con más de 3,5 millones de visitantes anuales, que generan además una gran actividad para el sector hotelero y restaurador con el aliciente de repartirse uniformemente a lo largo de todo el año. Existen servicios de visitas guiadas por los lugares más emblemáticos.
Sector público

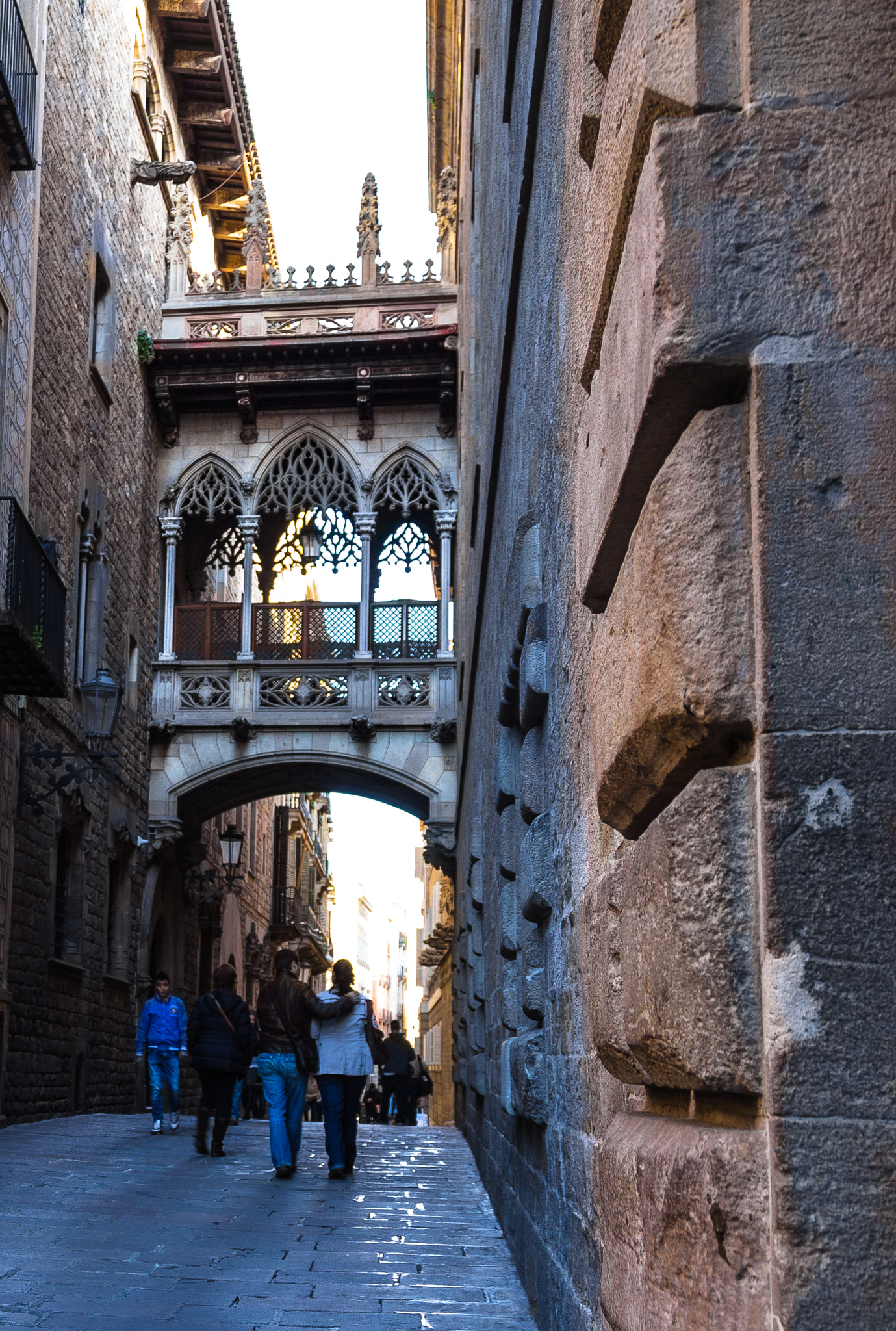
Puente gótico que comunica el Palacio de la Generalidad con la Casa de los Canónigos, residencia oficial del presidente de Cataluña

Históricamente el sector público ha tenido relativamente poco peso dentro de la economía catalana, aunque desde la transición y la recuperación del autogobierno, ha ido ganando peso. La principal aportación a la economía que ha hecho el sector público ha sido la construcción de grandes infraestructuras, que han permitido el desarrollo comercial e industrial. Desgraciadamente, a menudo estas infraestructuras se han demostrado insuficientes, y sus ampliaciones se han demorado frecuentemente lustros,[cita requerida] o directamente han tenido que ser construidas con capital privado convirtiéndose así en infraestructuras de pago. Esto se ha debido a las transferencias de capital que el sistema autonómico exige de las comunidades más ricas y dinámicas hacia las comunidades más estancadas económicamente, con la notable excepción de País Vasco y Navarra que a pesar de tener una economía dinámica, y una de las rentas per cápita más altas del país no aportan fondos de solidaridad. Este proceso de transferencia ha permitido el desarrollo de las zonas más deprimidas, pero también ha acabado lastrando las más dinámicas por la saturación de sus infraestructuras, que no han sido ampliadas debidamente por la falta de fondos, y la escasa prioridad otorgada a estas actuaciones.[cita requerida] También ha acabado por deteriorar los servicios públicos, ya que el sistema de transferencia económico, al haber sido muy opaco[cita requerida] y no estar regido por parámetros evaluables, ha acabado por asignar en muchos casos menos fondos por habitante en las zonas más ricas, produciéndose así un deterioro de sus servicios y un agravio para sus ciudadanos. Un reciente estudio del Instituto de Estudios Fiscales evalúa la aportación neta de las comunidades autónomas mediante las balanzas fiscales a los fondos de compensación territorial. La estimación utiliza seis métodos distintos para hacer el cálculo, y según este informe destacan, como principales portadoras netas de recursos, las comunidades de Baleares (con entre un 14,2 % y un 7,47 % de su PIB ), Madrid (con entre un 9,13 % y un 5,57 %), Cataluña (con entre un 8,7 % y un 6,38 %) y Valencia (entre el 6,4 % y el 3,22 %).

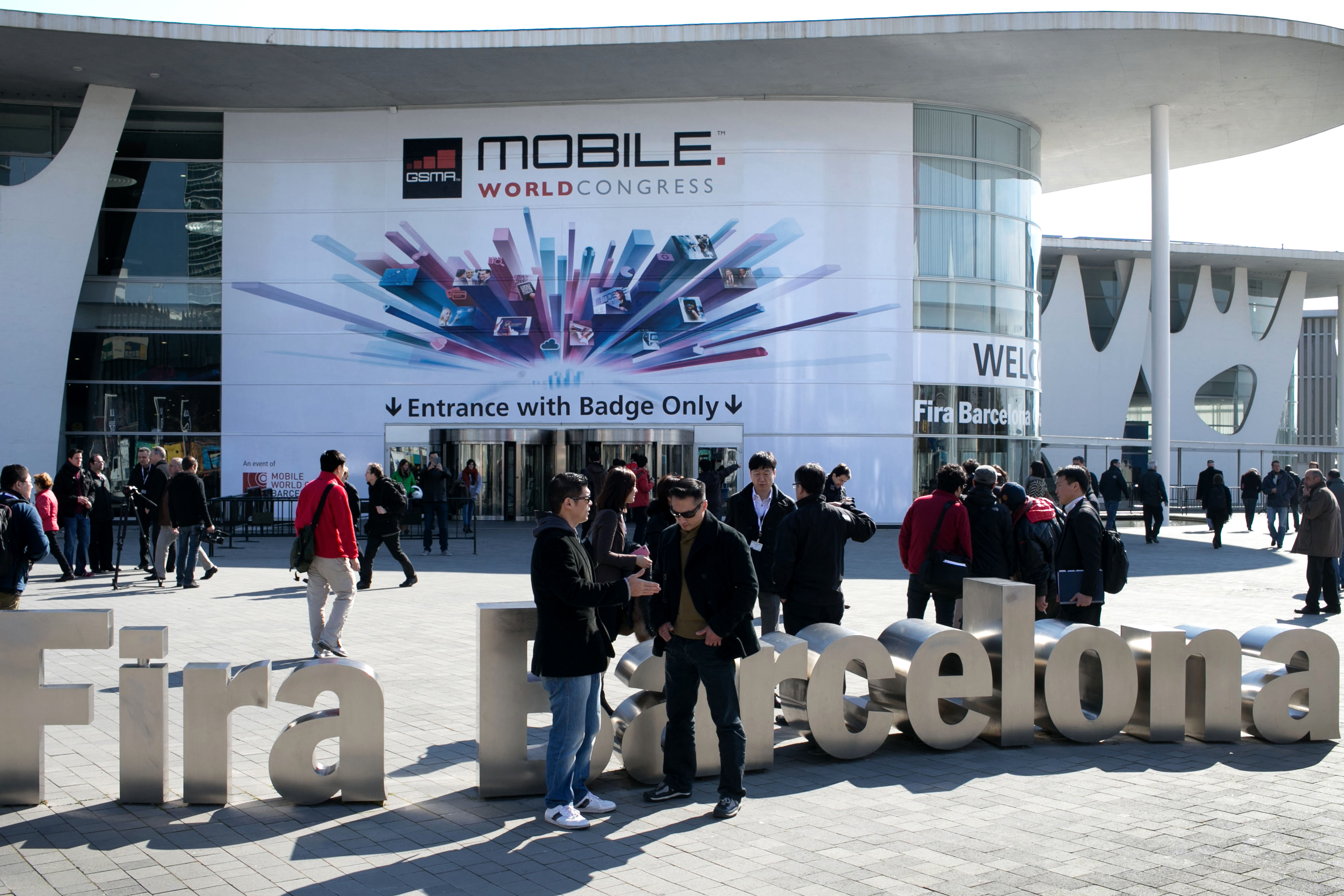
Mobile World Congress, celebrado anualmente en Fira Barcelona

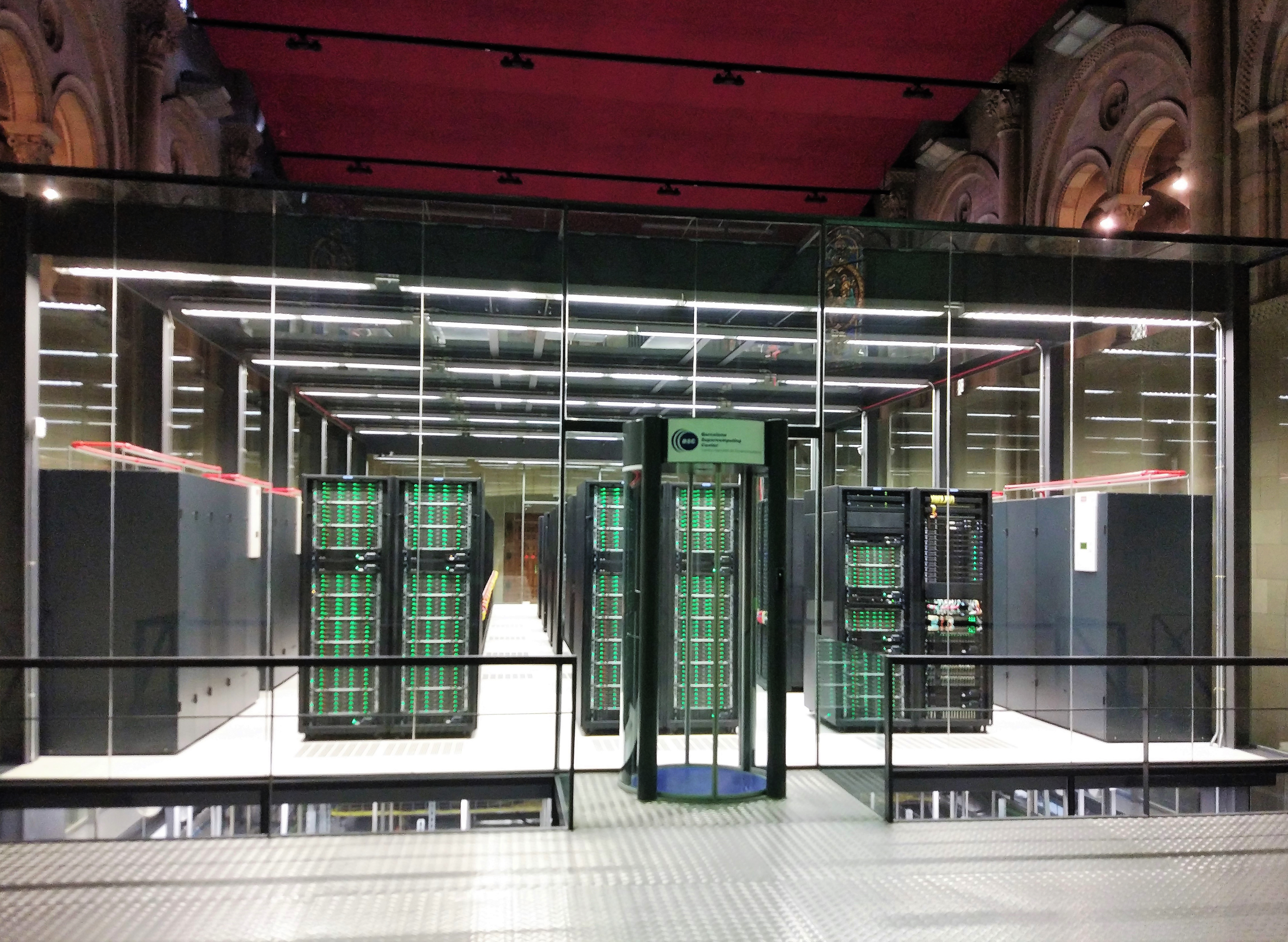
Superordenador MareNostrum

Este mecanismo ha sido recientemente revisado a raíz de la aprobación del nuevo estatuto de autonomía de Cataluña, en el que se dispone que en una comunidad, después de ser solidaria con las demás, la inversión per cápita no puede ser inferior que una que recibe esos fondos. Este nuevo sistema de reparto de fondos utiliza baremos evaluables y comparables, como es el criterio de población ajustada, para asignar los fondos, aunque este sistema afecta solo a los servicios, las infraestructuras seguirán siendo discreción del Ministerio de Fomento.

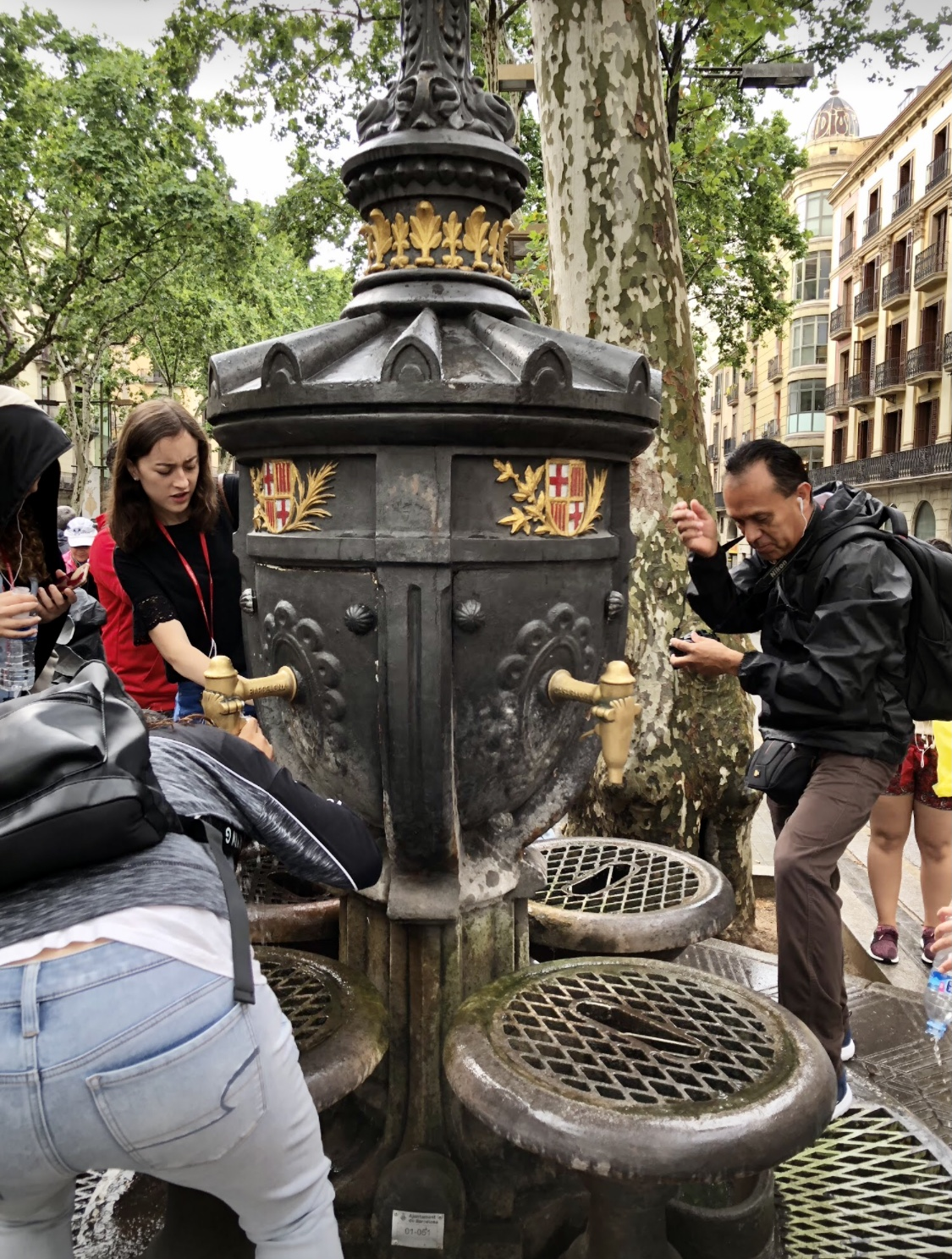
La fuente de Caneletas, donde es habitual beber para pedir un deseo, ubicada en Las Ramblas

En cuanto al reparto de instituciones, la tradicional acumulación de las sedes de entidades públicas en Madrid, incluso las teóricamente independientes del gobierno, que tanto la han beneficiado económica y políticamente,[cita requerida] empezó un proceso de redistribución con el traslado del ente regulador de las telecomunicaciones a Barcelona, no sin grandes reticencias de sus trabajadores y del gobierno de la Comunidad de Madrid. También destaca la ubicación en Barcelona del centro nacional de computación, con la compra del mayor superordenador de España, el MareNostrum.

### PIB
El área metropolitana de Barcelona concentra aproximadamente el 66 % de la población de Cataluña, una de las regiones más ricas del sur de Europa. Cataluña tiene un PIB per cápita del 126,4 % sobre el PIB medio de la UE de 27 en el año 2009 (en PPA, paridad de poder adquisitivo. PIB medio de la UE de 27 = 100 %), mientras que el PIB de España, Cataluña incluida, es del 103,1 %.
En el año 2006 el PIB de la ciudad alcanzó los 57 237 000 000 euros, con un PIB por habitante de 35 800 euros. Dividiendo por sectores, destaca el peso de los servicios a empresas e inmobiliarias, que representan un 24,3 % del PIB total, seguido de los servicios colectivos, con un 20,7 %, la industria que proporciona un 12,4 % del PIB es el tercer sector en importancia, seguido del comercio y las reparaciones que aportan un 11,5 % del total, finalmente cierra la clasificación el sector transportes, que representa un 9,6 % del PIB de la ciudad. Estos datos demuestran que Barcelona tiene una economía muy diversificada, y un importante peso de la industria, especialmente en la del automóvil, la farmacéutica y química, y la de los productos alimentarios. Esto permite que la ciudad genere una quinta parte de las exportaciones españolas, por un valor de 32 262 000 000 euros incluso en el contexto de crisis del año 2009.

### Mercado de valores

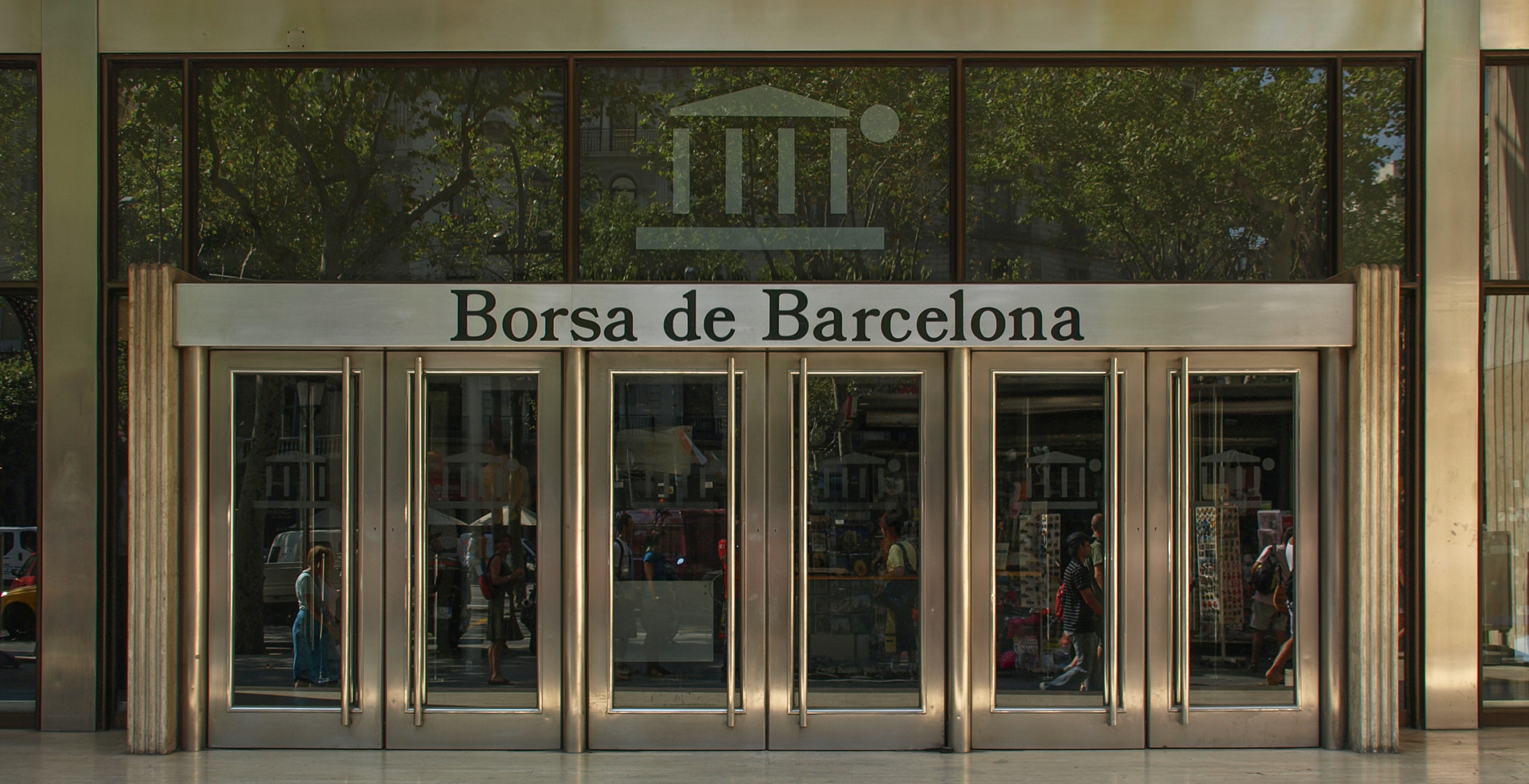
Entrada principal a la Bolsa de Barcelona, en el paseo de Gracia

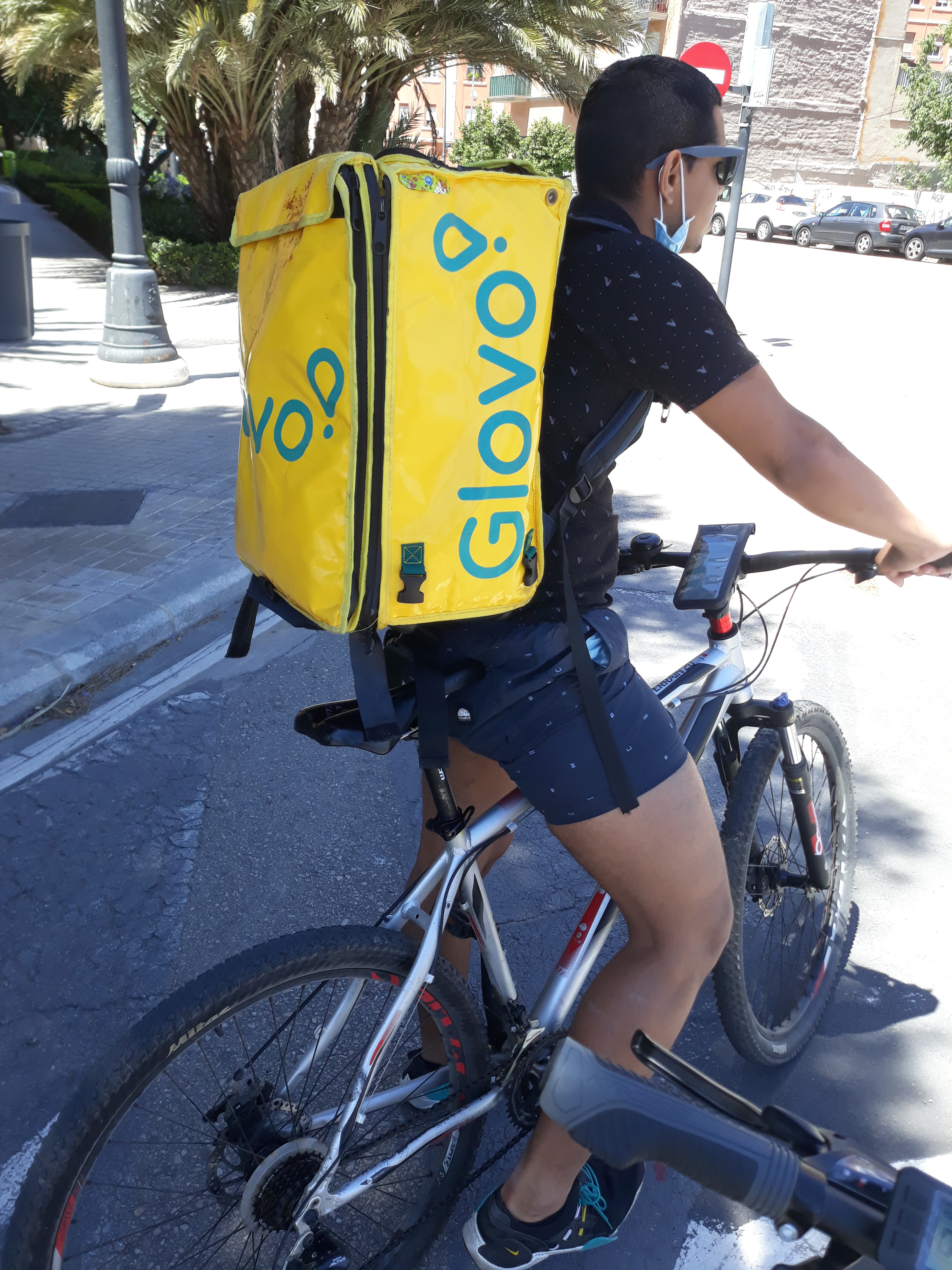
Repartidor de Glovo, empresa creada en Barcelona

Barcelona cuenta con su propia bolsa de valores, la Bolsa de Barcelona, la cual es una bolsa de valores española de mercado secundario oficial, destinado a la negociación en exclusiva de las acciones y valores convertibles o que otorguen derecho de adquisición o suscripción. La Bolsa de Barcelona es una sociedad filial de Bolsas y Mercados españoles.
Según la Ley del Mercado de Valores (LMV), «Son mercados secundarios oficiales de valores aquellos que funcionen regularmente, conforme a lo prevenido en esta Ley y en sus normas de desarrollo, y, en especial, en lo referente a las condiciones de acceso, admisión a negociación, procedimientos operativos, información y publicidad».
En la práctica, los emisores de renta variable acuden a la Bolsa también como mercado primario donde formalizar sus ofertas de venta de acciones o ampliaciones de capital. Asimismo, también se contrata en Bolsa la renta fija, tanto deuda pública como privada.

### Moneda local
En 2018 el Ayuntamiento de Barcelona creó el Recurso Económico Ciudadano o REC, una moneda digital de ámbito local que se lanzó en mayo de 2018 en fase de prueba piloto con diversos comercios de la ciudad. Su símbolo es Ɍ. Su objetivo era fomentar la economía de barrio y el comercio de proximidad, así como fortalecer las redes asociativas. El REC tiene paridad con el euro y permite realizar pagos entre la tarjeta o móvil del cliente y el móvil de los comercios mediante la tecnología blockchain, a través de una aplicación para móvil o una tarjeta con código QR.

## Administración y política

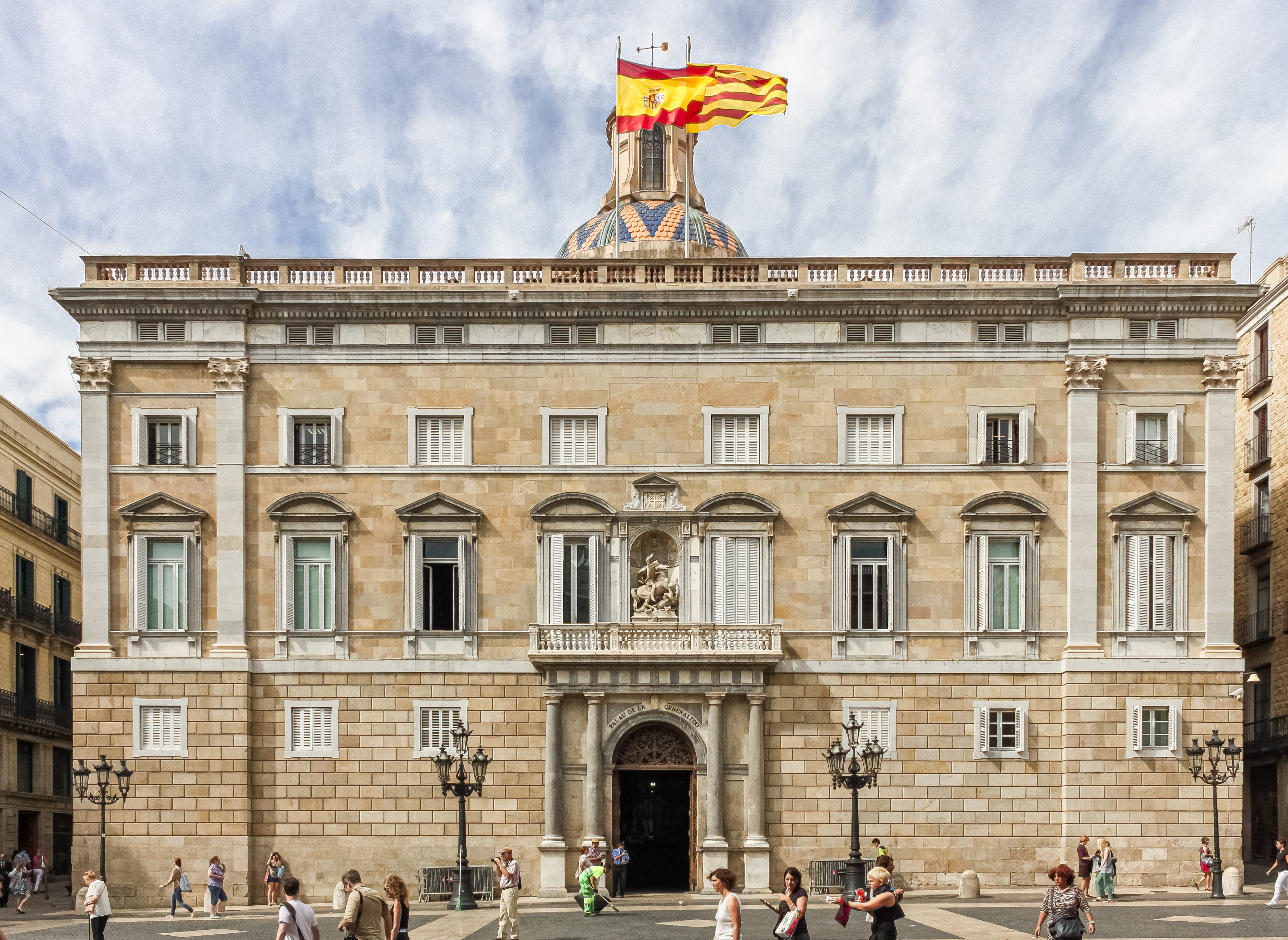
Palacio de la Generalidad de Cataluña, plaza de San Jaime

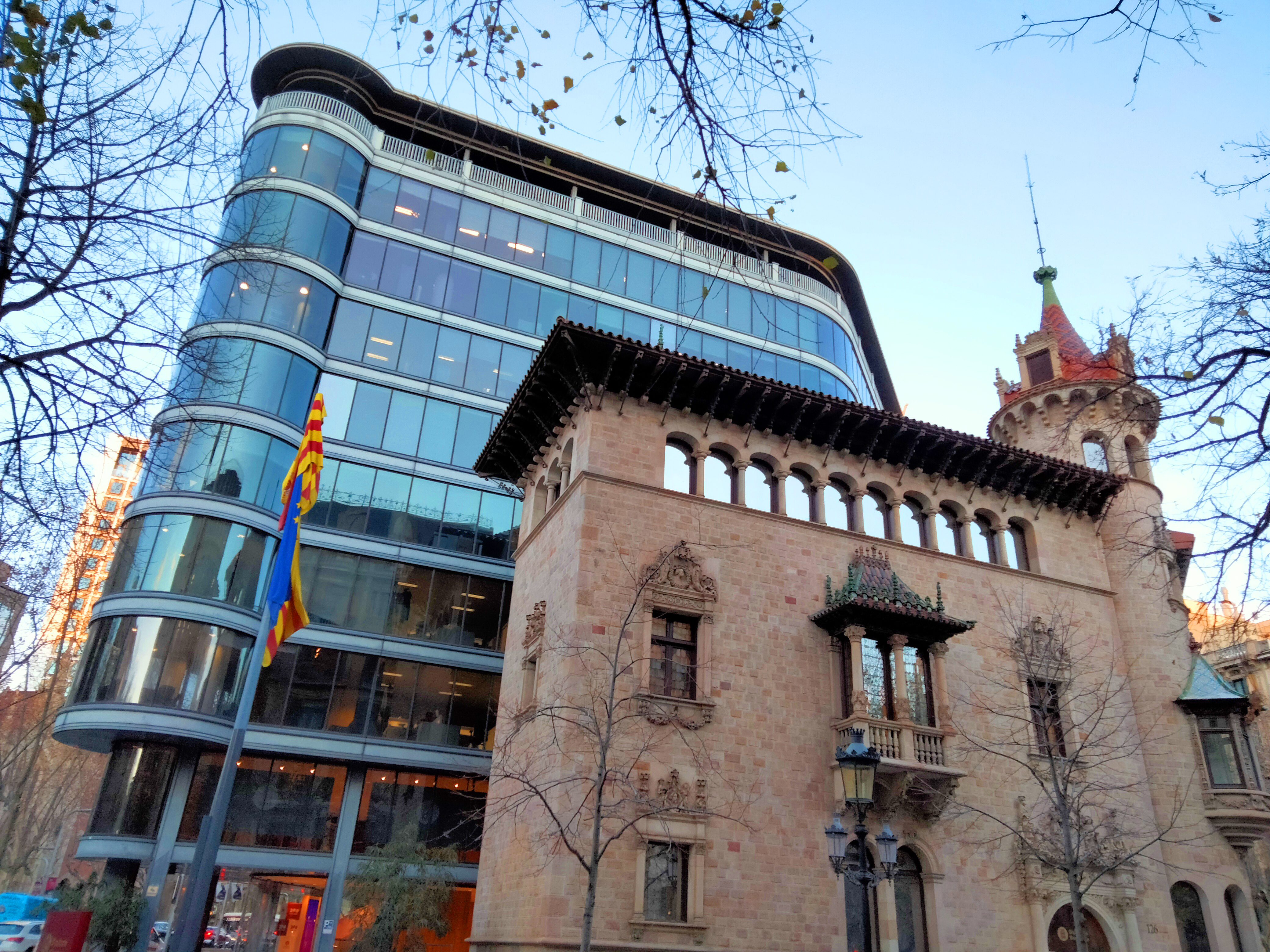
La Casa Serra, actual sede de la Diputación Provincial de Barcelona

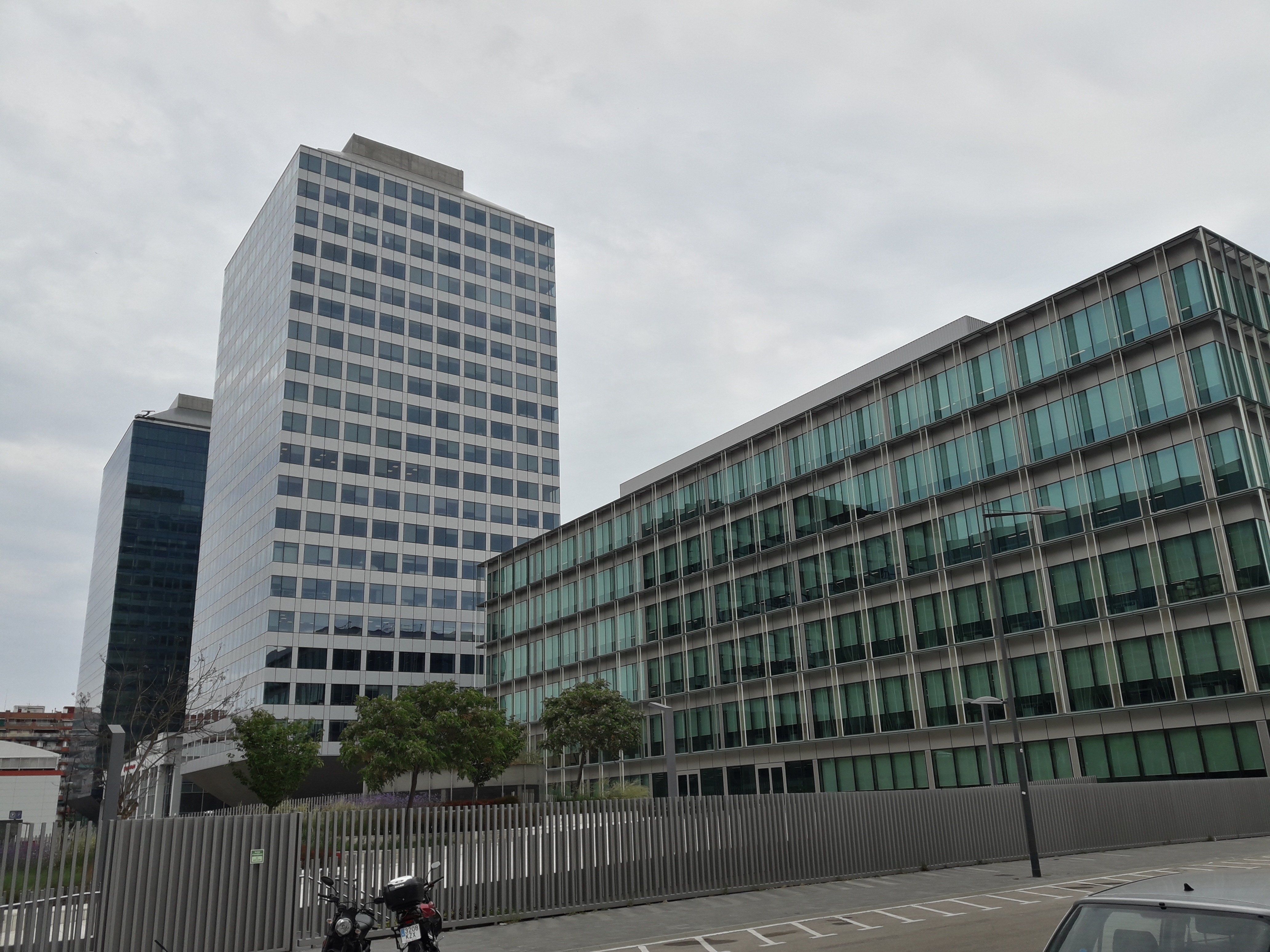
Campus Administrativo de la Generalidad (edificio a la derecha), inaugurado en 2021

En Barcelona hay presentes cuatro administraciones políticas, con diferentes niveles de responsabilidad y competencias:
- La Administración General del Estado se ocupa de cuestiones como la seguridad (Cuerpo Nacional de Policía, Guardia Civil y Ejército), la Justicia, la gestión de puertos y aeropuertos, los trenes de Renfe, y las costas, entre las competencias más destacadas.[77] Estas competencias son coordinadas por el Delegado del Gobierno en Cataluña y el subdelegado del gobierno de Barcelona, que son designado por el Gobierno de España, y que tienen la sede en la Delegación del Gobierno.[78] Actualmente el Cuerpo Nacional de Policía solo tiene algunas competencias, como la expedición del DNI o la lucha contra el terrorismo ya que el resto de competencias han sido transferidas a los Mozos de Escuadra, policía autonómica de la Generalidad.
- La Generalidad de Cataluña es el gobierno autonómico de Cataluña, y tiene las sedes de sus instituciones en Barcelona, como son el Parlamento de Cataluña, situado en el parque de la Ciudadela, o el Palacio de la Generalidad, sede de la Presidencia de la Generalidad, ubicado en la plaza de San Jaime. El Parlamento se escoge por sufragio universal, en elecciones celebradas cada cuatro años en toda Cataluña, y tiene amplias competencias sobre la gestión de la ciudad, desde educación, asuntos sociales, tránsito, políticas económicas, comercio, etc. También es la responsable de la construcción de equipamientos como hospitales, escuelas, universidades, residencias para la tercera edad.
- La Diputación de Barcelona es el organismo público con menores competencias en la ciudad. Actualmente preside el patronato que se ocupa del mantenimiento del parque de la sierra de Collserola, y de algunos otros parques y edificios públicos en la ciudad. También gestiona algunos museos y es titular de una amplia red de bibliotecas públicas gestionada conjuntamente con los ayuntamientos.
- El Ayuntamiento de Barcelona es el organismo con mayores competencias y funcionarios públicos en la ciudad, ya que regula la vida diaria de los ciudadanos, e importantes asuntos como la planificación urbanística, los transportes, la recaudación de impuestos municipales, cuerpos de emergencia como la Guardia Urbana y los Bomberos de Barcelona, el mantenimiento de la vía pública (asfaltado, limpieza...) y de los jardines. También es el responsable de la construcción de equipamientos municipales como guarderías, polideportivos, bibliotecas, residencias para la tercera edad, viviendas de protección pública, entre otros.

### Gobierno municipal

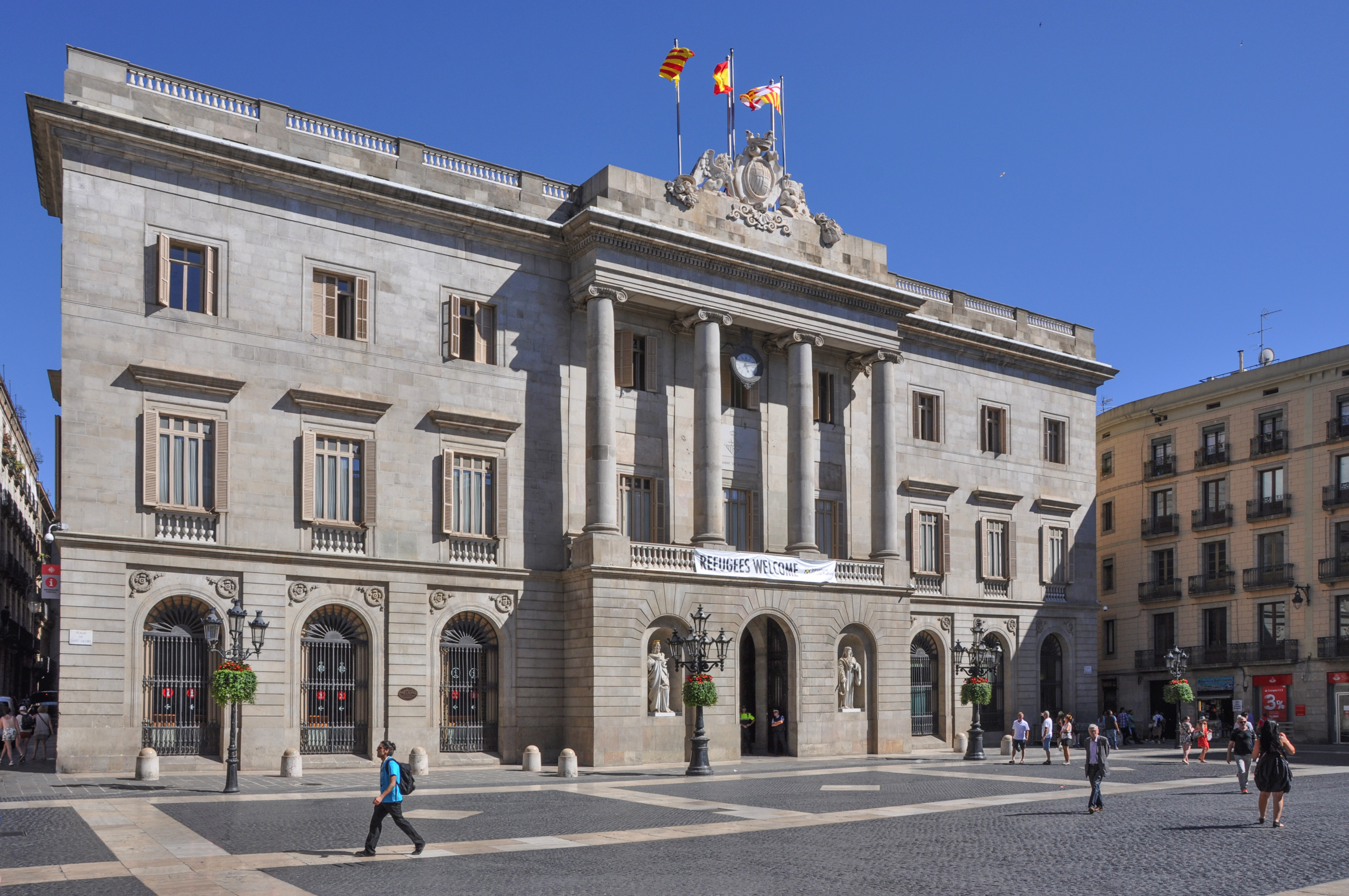
Ayuntamiento de Barcelona

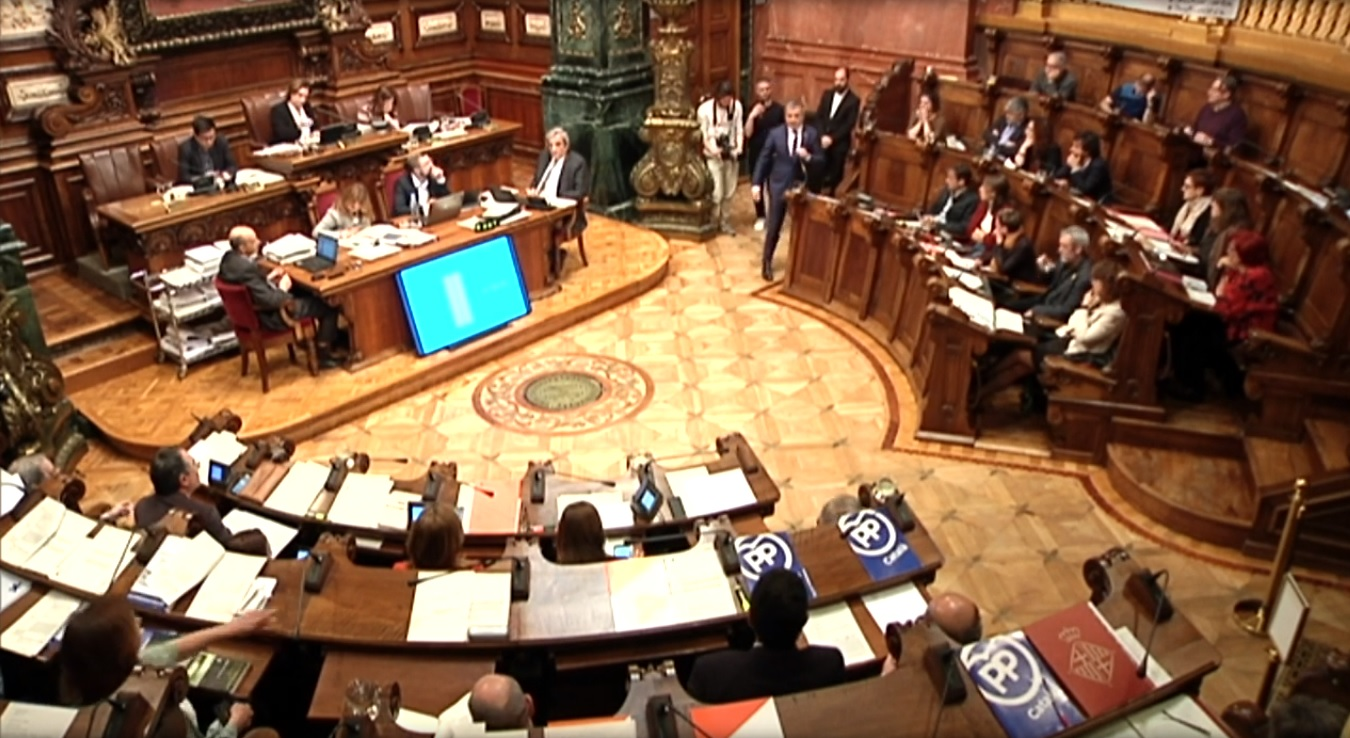
Pleno municipal

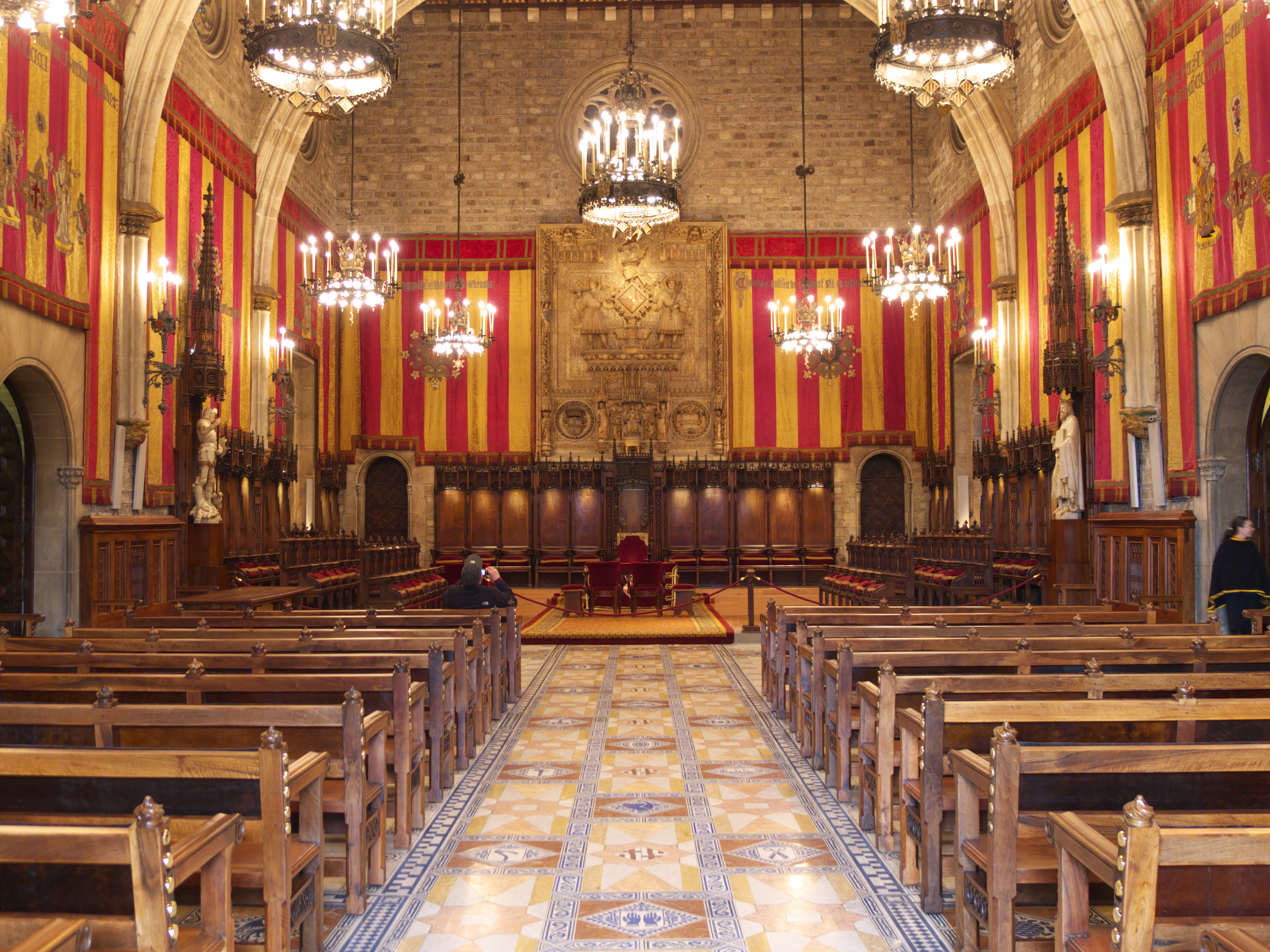
Salón de Ciento del ayuntamiento

El Ayuntamiento de Barcelona se escoge por sufragio universal en elecciones celebradas cada cuatro años. Se compone de 41 miembros, los cuales eligen al alcalde de la ciudad. La administración municipal se estructura en dos niveles, ya que el ayuntamiento dividió la ciudad administrativamente en diez distritos. Existe un nivel de competencias municipales generales, dirigido directamente por el alcalde de Barcelona y su equipo de gobierno, y que se ocupa de las cuestiones más importantes y que se aplican a toda la ciudad.
El otro nivel de competencias, son las delegadas a los distritos. Así, cada distrito tiene su propio centro político y administrativo, que funciona como un ente político con competencias propias, que ayudan a descentralizar la política de la ciudad y a que los ciudadanos sientan la administración más cercana. Cada distrito, como un pequeño ayuntamiento territorial, tiene su propia sala de plenos donde se debaten las cuestiones políticas, y su propio equipo de gobierno, con un concejal al frente. La gerencia del distrito se forma en función del número de votos que cada partido recibe, en cada distrito, en las elecciones municipales de Barcelona. Así, sucede que, aunque el gobierno de la ciudad recaiga en un determinado partido, un distrito puede ser gobernado por otra formación política.
Desde la restauración de la democracia en España, en todas las elecciones municipales anteriores a las de 2011, el partido político más votado en Barcelona había sido el Partit dels Socialistes de Catalunya, pero tras las elecciones municipales del 22 de mayo de 2011 el partido más votado y con mayor representación fue Convergència i Unió, con Xavier Trias a la cabeza. En las elecciones municipales de 2015 CiU fue derrotada por la candidatura Barcelona en Comú, que logró los apoyos de ERC, el PSC y la CUP.
| Periodo   | Nombre              | Partido | Partido                                    |
| --------- | ------------------- | ------- | ------------------------------------------ |
| 1979-1982 | Narcís Serra Serra  |         | Partit dels Socialistes de Catalunya (PSC) |
| 1982-1997 | Pasqual Maragall    |         | Partit dels Socialistes de Catalunya (PSC) |
| 1997-2006 | Joan Clos Matheu    |         | Partit dels Socialistes de Catalunya (PSC) |
| 2006-2011 | Jordi Hereu i Boher |         | Partit dels Socialistes de Catalunya (PSC) |
| 2011-2015 | Xavier Trias        |         | Convergència i Unió (CiU)                  |
| 2015-2023 | Ada Colau           |         | Barcelona en Comú (BeC)                    |
| 2023-act. | Jaume Collboni      |         | Partit dels Socialistes de Catalunya (PSC) |

| Partido político                                                                 | 2023  | 2023    | 2023       | 2019  | 2019    | 2019       | 2015  | 2015    | 2015       | 2011  | 2011    | 2011       | 2007  | 2007    | 2007       |
| Partido político                                                                 | %     | Votos   | Concejales | %     | Votos   | Concejales | %     | Votos   | Concejales | %     | Votos   | Concejales | %     | Votos   | Concejales |
| Junts per Catalunya (JxC)-Convergència i Unió (CiU)                              | 22,42 | 149 235 | 11         | 10,47 | 78 957  | 5          | 22,75 | 159 393 | 10         | 30,63 | 174 122 | 14         | 26,69 | 155 101 | 12         |
| Partit dels Socialistes de Catalunya (PSC)                                       | 19,79 | 131 735 | 10         | 18,40 | 138 748 | 8          | 9,63  | 67 489  | 4          | 23,61 | 134 193 | 11         | 31,26 | 182 216 | 14         |
| En Comú Podem (ECP)-Barcelona en Comú (BeC)-Iniciativa per Catalunya Verds (ICV) | 19,77 | 131 594 | 9          | 20,71 | 156 157 | 10         | 25,21 | 176 612 | 11         | 11,08 | 62 979  | 5          | 9,80  | 56 953  | 4          |
| Esquerra Republicana de Catalunya (ERC)                                          | 11,22 | 74 720  | 5          | 21,35 | 160 990 | 10         | 11,01 | 77 120  | 5          | 5,96  | 33 900  | 2          | 9,24  | 53 707  | 4          |
| Partit Popular de Catalunya (PP)                                                 | 9,21  | 61 355  | 4          | 5,01  | 37 745  | 2          | 8,71  | 61 004  | 3          | 18,38 | 104 475 | 9          | 16,36 | 95 083  | 7          |
| Vox                                                                              | 5,70  | 37 937  | 2          | 1,16  | 8723    | 0          | 0,22  | 1520    | 0          | —     | —       | —          | —     | —       | —          |
| Candidatura d'Unitat Popular (CUP)                                               | 3,80  | 25 341  | 0          | 3,89  | 29 335  | 0          | 7,42  | 51 945  | 3          | 2,08  | 11 833  | 0          | —     | —       | —          |
| Ciutadans (CS)                                                                   | 1,10  | 7366    | 0          | 13,20 | 99 494  | 6          | 11,03 | 77 272  | 5          | 2,07  | 11 742  | 0          | 3,88  | 23 625  | 0          |

Transparencia
El Ayuntamiento de Barcelona obtuvo la máxima nota (100 %) en transparencia en el informe de la ONG Transparencia Internacional realizado en 2014. En las seis áreas analizadas: información sobre la corporación municipal; relaciones con los ciudadanos y la sociedad; transparencia económico-financiera; contrataciones de servicios; materias de urbanismo y obras públicas; está situado en el primer puesto de la clasificación, empatado con otros ayuntamientos.

### Organización territorial
Barcelona se divide administrativamente en diez distritos. Cada distrito funciona como un ente político con competencias propias, que ayudan a descentralizar la política de la ciudad y a que los ciudadanos sientan la administración más cercana. La división territorial de los distritos responde a cuestiones históricas de la ciudad. La mayoría de los distritos corresponden a antiguos municipios independientes que fueron anexionados a la ciudad durante los siglos XIX y XX, y que todavía conservan su propia personalidad.
Los diez distritos de Barcelona son:

Los diez distritos de Barcelona

1. Ciudad Vieja. Es el centro histórico de la ciudad. Corresponde a la zona territorial de la Barcelona antigua, hasta la anexión paulatina de los municipios adyacentes durante los siglos XIX y XX. Aglutina los barrios de El Raval, Gótico, Antics Palaus (formado por los barrios no oficiales de San Pedro, Santa Catalina, Borne y Ribera) y La Barceloneta.[84]
2. Ensanche. Ocupa la planicie existente en el siglo XVIII entre el casco antiguo (Ciudad Vieja) y las antiguas villas independientes de Sants, Gracia y San Andrés de Palomar. Su urbanismo es caracterizado por una cuadrícula de calles perpendiculares en tramos de cien metros ideada por el urbanista catalán Ildefonso Cerdá. Aglutina los barrios de San Antonio, La Nueva Izquierda del Ensanche, La Antigua Izquierda del Ensanche (los dos últimos forman una unidad conocida como Izquierda del Ensanche), Derecha del Ensanche, Sagrada Familia y Fuerte Pío.[85]
3. Sants-Montjuic. Aglutina los barrios de La Marina del Prat Vermell, La Marina del Port, La Font de la Guatlla, El Pueblo Seco, Hostafrancs, La Bordeta, Sants y Sants-Badal (conocido como Badal). Montjuic y la Zona Franca, no constituyen barrios por sí mismos, sino que son territorios especiales del distrito.[86]
4. Las Corts. Aglutina los barrios de Las Corts, Pedralbes y La Maternidad y San Ramón (conocido como San Ramón).[87]
5. Sarriá-San Gervasio. Aglutina los barrios de Sarriá, San Gervasio - Galvany (simplemente Galvany), San Gervasio - La Bonanova (o simplemente La Bonanova), Putxet y Farró (conocido como El Putxet), Las Tres Torres y Vallvidrera - Tibidabo - Les Planes. Los barrios de San Gervasio - Galvany y San Gervasio - La Bonanova, constituyen el antiguo núcleo de San Gervasio de Cassolas.[88]
6. Gracia. Aglutina la antigua villa independiente de Gracia, y los barrios de Camp de Grassot y Gracia Nueva, La Salud, El Coll, Vallcarca y los Penitentes (que engloba los dos barrios del mismo nombre).[89]
7. Horta-Guinardó. Aglutina los barrios de Horta, La Clota, El Valle de Hebrón, el Montbau, San Ginés de Agudells, La Teixonera, El Carmelo, La Font d'en Fargas, Can Baró, El Guinardó y Bajo Guinardó.[90]
8. Nou Barris. Aglutina los barrios de Vallbona, Ciudad Meridiana, Torre Baró, Canyelles, Les Roquetes, Trinidad Nueva, Can Peguera, La Guineueta, Verdún, Prosperidad, Turó de la Peira, Porta y Vilapicina y La Torre Llobeta (que, en realidad, engloba los barrios de Vilapicina y de La Torre Llobeta).[91]
9. San Andrés. Aglutina los barrios de San Andrés de Palomar, La Sagrera, Trinidad Vieja, Barón de Viver, Congreso y Los Indianos (conocido como Congreso), Navas y El Buen Pastor.[92]
10. San Martín. Aglutina los barrios de San Martín de Provensals, El Clot, El Campo del Arpa del Clot, La Verneda y la Paz, Pueblo Nuevo, Parque y Laguna de Pueblo Nuevo, Villa Olímpica de Pueblo Nuevo, Provensals de Pueblo Nuevo, El Besós y el Maresme, Diagonal y Frente Marítimo de Pueblo Nuevo (que incluye el barrio de Diagonal Mar).[93]

La actual división de los barrios oficiales fue propuesta por el Ayuntamiento de Barcelona a finales de 2006 y ratificada y aprobada por el consistorio barcelonés a principios de 2007. Aun después de su aprobación, existen quejas de los vecinos sobre los nombres de algunos barrios (como, por ejemplo, Antics Palaus) así como de los límites de los mismos.

### Representación consular
Barcelona acoge un buen número de consulados, de aquellos países con los que se mantienen más relaciones comerciales o presencia de inmigrantes de esos países en la zona.
- Albania
- Azerbaiyán
- Alemania
- Argelia
- Argentina
- Armenia
- Australia
- Austria
- Bangladés
- Bélgica
- Belice
- Benín
- Bielorrusia
- Bolivia
- Bosnia y Herzegovina
- Brasil
- Bulgaria
- Burkina Faso
- Canadá
- Chad
- República Checa
- Chile
- República Popular China
- República de Chipre
- Colombia
- República de Corea
- Costa de Marfil
- Costa Rica
- Croacia
- Cuba
- Dinamarca
- República Dominicana
- Ecuador
- El Salvador
- Emiratos Árabes Unidos
- Eslovaquia
- Eslovenia
- Estados Unidos de América
- Estonia
- Filipinas
- Finlandia
- Francia
- Gabón
- Gambia
- Georgia
- Ghana
- Grecia
- Guatemala
- Guinea
- Guinea-Bisáu
- Haití
- Honduras
- Hungría
- India
- Indonesia
- República de Irlanda
- Islandia
- Italia
- Jamaica
- Japón
- Jordania
- Kazajistán
- Letonia
- Líbano
- Lituania
- Luxemburgo
- Macedonia del Norte
- Madagascar
- Malasia
- Malí
- Malta
- Marruecos
- Mauricio
- México
- Mónaco
- Mongolia
- Nepal
- Nicaragua
- Noruega
- Nueva Zelanda
- Países Bajos
- Pakistán
- Panamá
- Paraguay
- Perú
- Polonia
- Portugal
- Reino Unido
- Rumania
- Rusia
- Senegal
- Serbia
- Seychelles
- Singapur
- Sri Lanka
- Suecia
- Suiza
- Tailandia
- Togo
- Trinidad y Tobago
- Túnez
- Turquía
- Ucrania
- Uruguay
- Uzbekistán
- Venezuela

## Servicios

### Educación
La ciudad de Barcelona tenía en el curso 2008-2009 un total de 423 790 estudiantes; esto eleva la proporción de estudiantes sobre la población residente en Barcelona a aproximadamente un 25 %. Todos estos estudiantes están repartidos entre los diferentes niveles educativos de la siguiente forma: 57 027 estudiantes en educación infantil, 76 923 en primaria, 2097 alumnos en educación especial, 100 564 alumnos en secundaria y, finalmente, 187 179 alumnos estudiando en la universidad.
Estas cifras demuestran la potencia de las instituciones docentes, especialmente las universitarias, en la ciudad. Algunas de ellas están entre las mejores del país, y otras gozan de prestigio a nivel internacional y aparecen bien posicionadas en algunos ránquines internacionales.

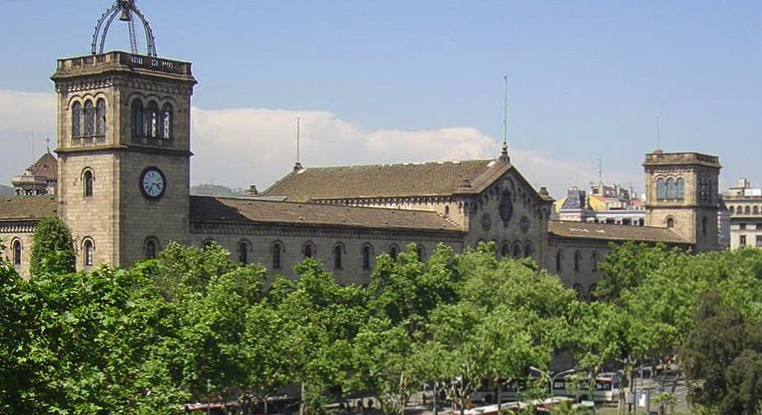
Edificio histórico de la Universidad de Barcelona, en la plaza de la Universidad

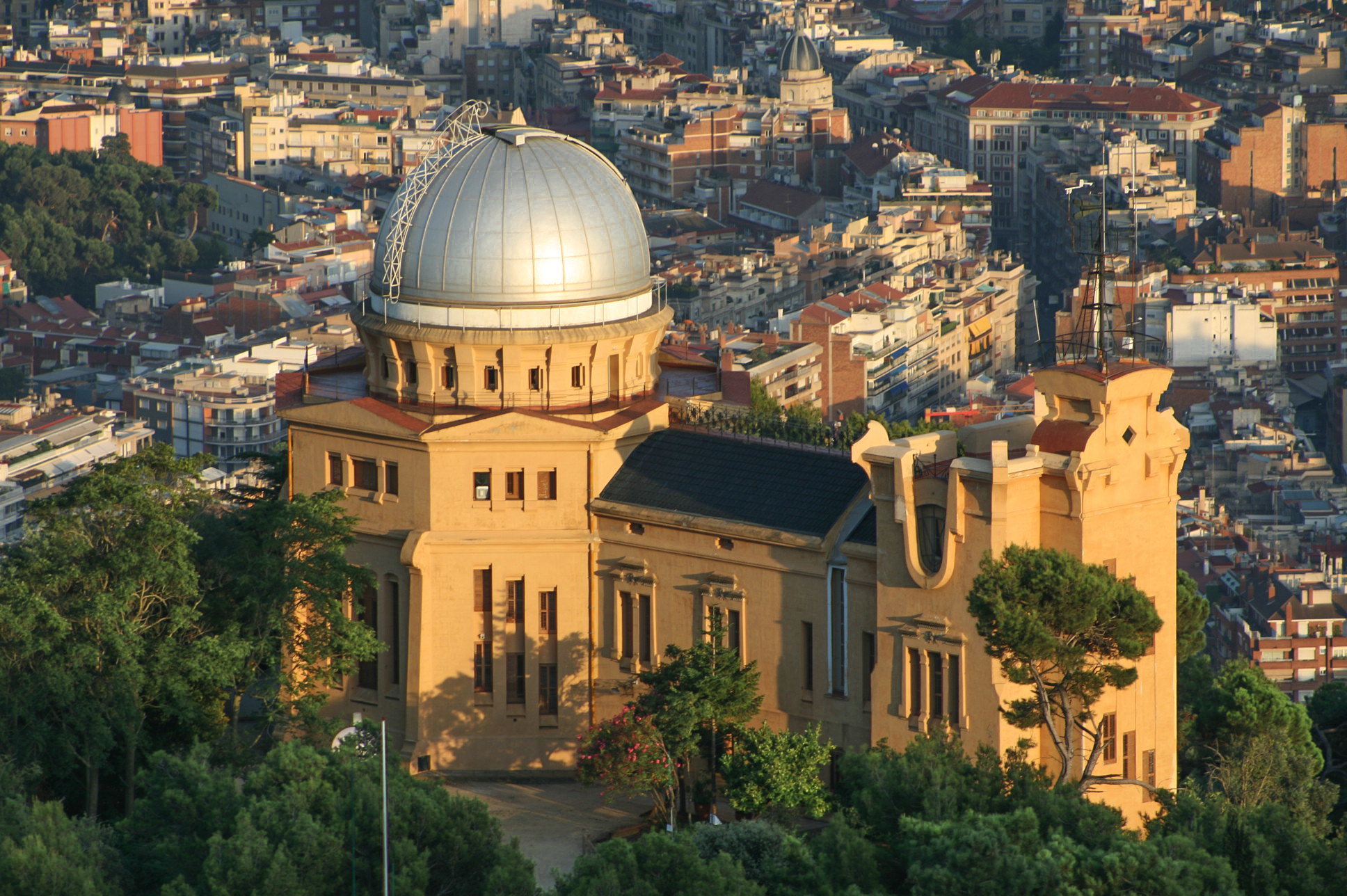
Observatorio de Fabra

La ciudad cuenta con las siguientes universidades y escuelas de negocio:
- UPC — Universidad Politécnica de Cataluña
- UB — Universidad de Barcelona
- UAB — Universidad Autónoma de Barcelona
- UPF — Universidad Pompeu Fabra
- URL — Universidad Ramon Llull
- UIC — Universidad Internacional de Cataluña
- UAO — Universidad Abad Oliba
- UOC — Universidad Abierta de Cataluña
- IESE — Instituto de Estudios Superiores de la Empresa
- ESADE — Escuela Superior de Administración y Dirección de Empresas
- EAE — Escuela de Administración de Empresas
- EADA — Escuela de Alta Dirección y Administración
- ENEB — Escuela de Negocios Europea de Barcelona
- ESCAC — Escuela Superior de Cine y Audiovisuales de Cataluña
- Euroaula — Tourism School Barcelona
- TBS — Toulouse Business School
- ISEP — Instituto Superior de Estudios Psicológicos
- GBS — Global Business School

Todas estas instituciones ofrecen multitud de titulaciones, además de postgrados, másteres y doctorados. Muchas de ellas también gestionan centros de investigación y de desarrollo.

### Seguridad ciudadana
La coordinación entre los cuerpos de seguridad del Estado (Policía Nacional, Guardia Civil, Guardia Urbana de Barcelona, Mozos de Escuadra) y el Ayuntamiento de Barcelona, es llevado a cabo por la Junta local de Seguridad. Este organismo permite la correcta comunicación de las fuerzas de seguridad en materia de seguridad, entrando dentro de sus competencias la prevención de la criminalidad, la seguridad vial y el correcto desarrollo de eventos.
Esta depende de las Fuerzas y Cuerpos de Seguridad del Estado y locales, procurando actuar de forma coordinada y en colaboración en la persecución y resolución de todo tipo de delitos que produzcan los ciudadanos o los perjudiquen.

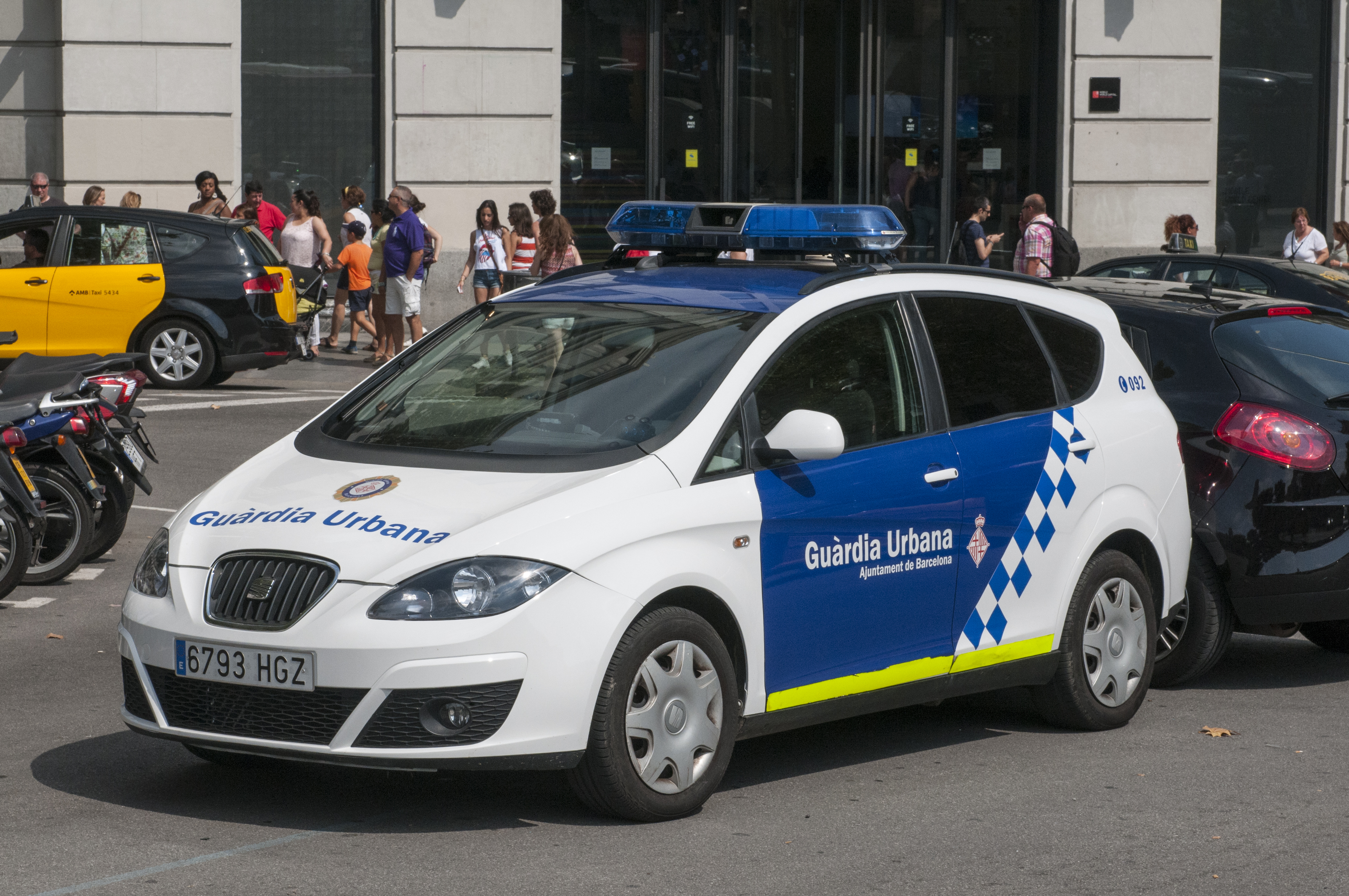
Guardia Urbana

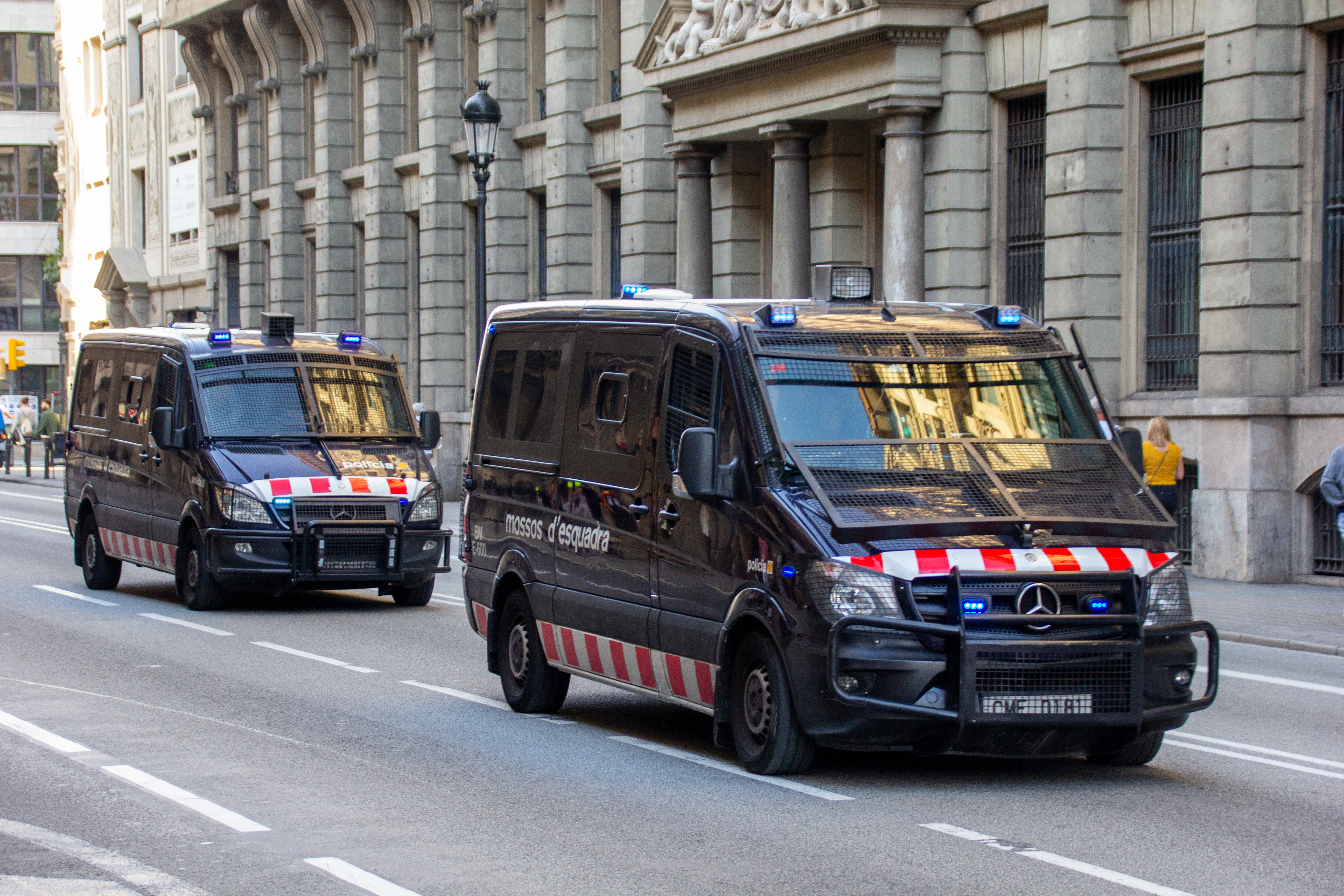
Mozos de Escuadra

La Junta Local de Seguridad del Ayuntamiento de Barcelona consta de:
- El alcalde de Barcelona
- El delegado territorial del gobierno de la Generalidad de Cataluña en Barcelona
- El jefe superior del Cuerpo Nacional de Policía en Cataluña
- El director general de los Mozos de Escuadra
- El coronel jefe de la Comandancia de la Guardia Civil de Barcelona
- La subdirectora general de Coordinación de las Policías Locales de Cataluña
- El director general de Administración de Seguridad de la Generalidad de Cataluña
- El comisario jefe de la Región Policial Metropolitana de Barcelona, Generalidad de Cataluña
- El comisionado de Seguridad del Ayuntamiento de Barcelona
- El gerente de Prevención y Seguridad del Ayuntamiento de Barcelona
- El intendente mayor, jefe de la Guardia Urbana de Barcelona
- El director de Servicios de Prevención del Ayuntamiento de Barcelona
- El fiscal jefe de la Fiscalía provincial de Barcelona
- La jueza decana magistrada de Barcelona

### Comunicaciones

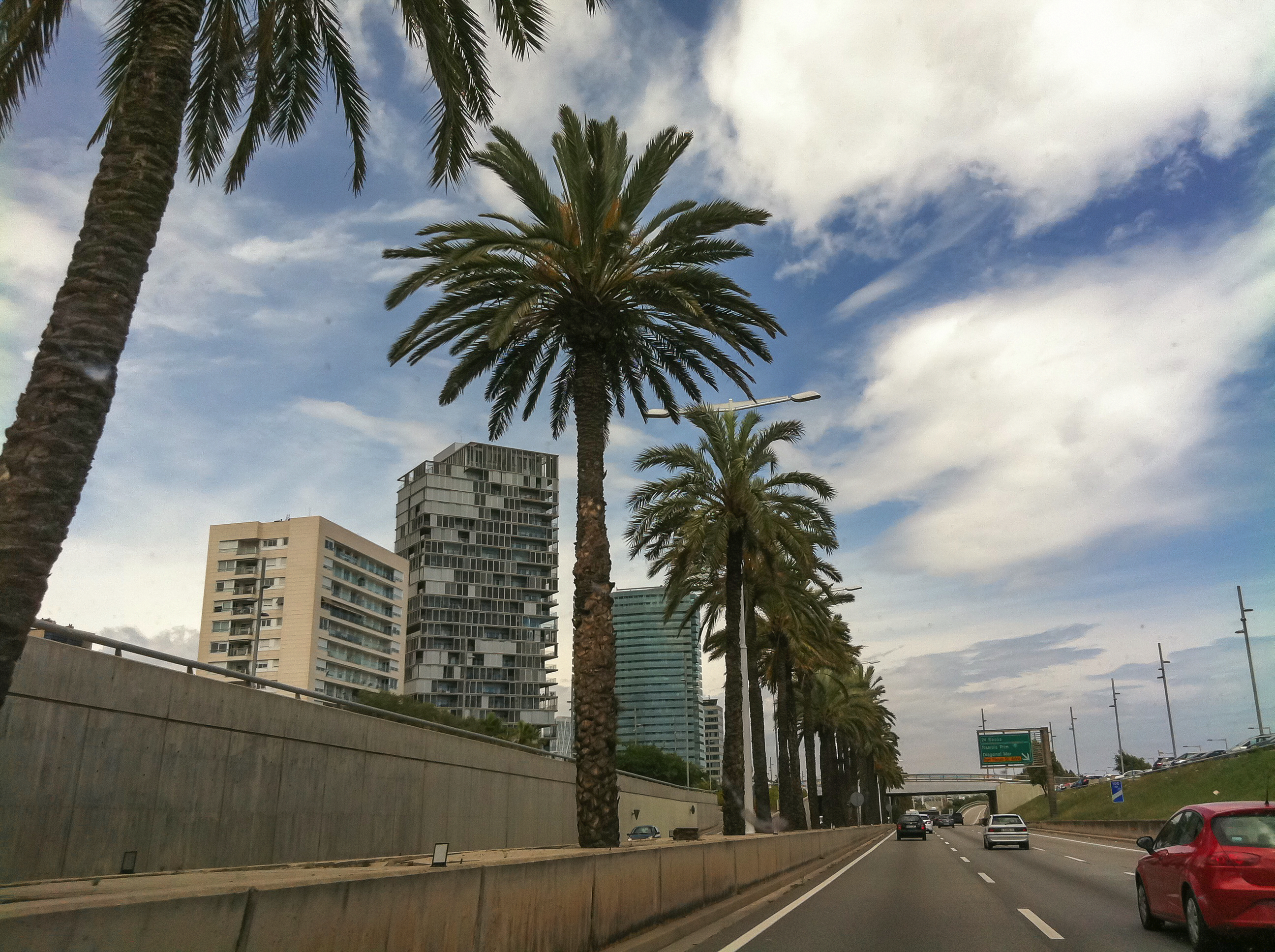
Ronda Litoral

La movilidad con vehículo privado dentro de Barcelona, como en cualquier gran urbe europea, es complicada a pesar de la buena organización urbanística, con su Ensanche y las rondas de circunvalación, y las grandes avenidas que cruzan la ciudad (Diagonal, Meridiana, Aragón, Gran Vía). Esta estructura hace a priori muy fácil la orientación y la circulación en vehículo particular. Sin embargo, la gran densidad demográfica y cantidad de vehículos no hacen recomendable circular en coche. Además, el ayuntamiento inauguró en mayo de 2005 las áreas verdes de aparcamiento, y amplió las áreas azules, que obligan a pagar para aparcar en la vía pública en los distritos más céntricos de la ciudad. Entre los ciudadanos que se mueven en vehículo motorizado, una gran cantidad lo hace en motos. Barcelona es la ciudad europea con mayor cantidad de motos, en proporción a su número de habitantes.
Por otro lado, Barcelona está instalando medio centenar de enchufes para recargar vehículos eléctricos, ya que quiere que su nombre se encuentre ligado a los coches urbanos: los coches eléctricos. En el marco del Salón Internacional del Automóvil de Barcelona, el ayuntamiento ha suscrito un manifiesto junto con Endesa, UPC, RACC, SEAT y Nissan para convertir la ciudad en un banco de pruebas, en donde los coches puramente eléctricos -no se trata de híbridos- ganen terreno poco a poco a los de combustión interna. Es el proyecto LIVE, cuyas siglas responden a Logística para la Implementación del Vehículo Eléctrico.

#### Red vial
| Identificador  | Denominador                                     |
| -------------- | ----------------------------------------------- |
| B-10 / B-10    | Ronda Litoral                                   |
| B-20 / B-20    | Ronda de Dalt                                   |
| B-22           | Acceso al aeropuerto de Barcelona               |
| B-23           | Acceso al centro de Barcelona                   |
| B-24           | Acceso a Barcelona desde Vallirana              |
| B-30           | Calzadas Laterales AP-7                         |
| B-40           | Autovía Orbital de Barcelona                    |
| AP-7 E-15 E-90 | Autopista del Mediterráneo                      |
| A-2            | Autovía del Nordeste                            |
| N-II           | Carretera de Madrid a Francia por Barcelona     |
| N-340          | Carretera del Mediterráneo                      |
| C-16 / C-16    | Autopista de Montserrat                         |
| C-17           | Eje del Congost                                 |
| C-31           | Eje Costero                                     |
| C-31C          | Ramal de conexión C-32 A C-31                   |
| C-32           | Autopista del Maresme / Autopista de Pau Casals |
| C-33           | Acceso a Barcelona desde AP-7                   |
| C-58           | Autopista del Vallés                            |

En lo que a transporte por carretera se refiere, Barcelona dispone de una densa red de autopistas y autovías, y las principales son la AP-7, que empieza en Guadiaro, pasa por Estepona,  Málaga, Cartagena, Alicante, Valencia, Barcelona y sigue hacia Gerona y Perpiñán, la A-2 que empieza en Madrid, pasa por Zaragoza, Barcelona y sigue también hacia la frontera francesa, la AP-2, que discurre paralela a la A-2 entre Zaragoza y Barcelona, y la C-16 Barcelona Manresa, Puigcerdá hasta Toulouse y París Tanto la AP-2 como la AP-7 son autopistas de peaje gestionadas por empresas concesionarias.

#### Transporte urbano

##### Autobús
La red de autobuses urbanos está compuesta por la Red Ortogonal de Autobuses de Barcelona de tránsito rápido y la red de líneas regulares. En total circulan por Barcelona 150 líneas de autobús (133 diurnas y 17 nocturnas, denominadas Nitbus) operadas por 9 operadores diferentes, de los que destacan Transportes Metropolitanos de Barcelona, Tusgsal y Mohn.

##### Metro y tranvía

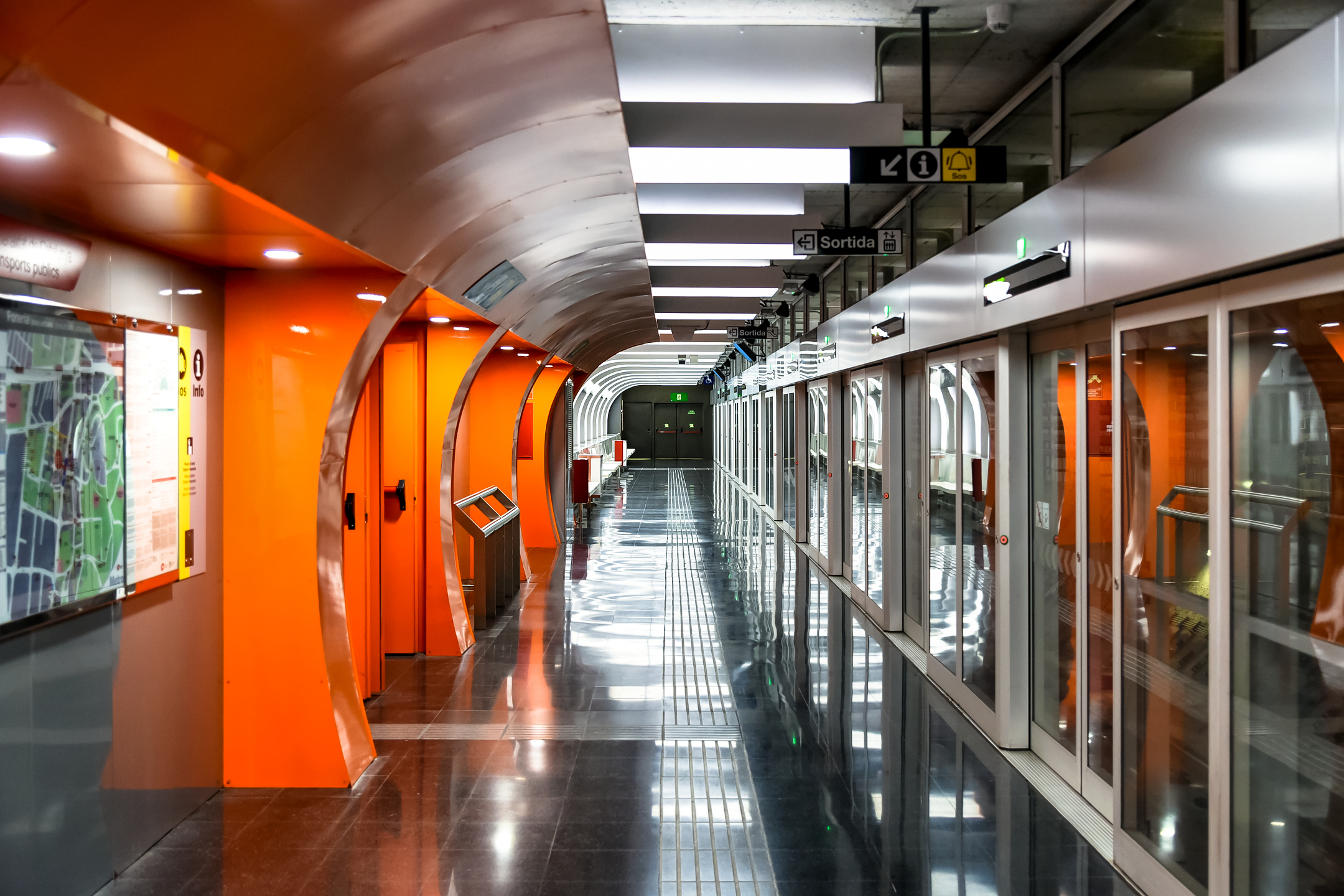
Estación de Foneria, en la Línea 10 Sud, del Metro de Barcelona

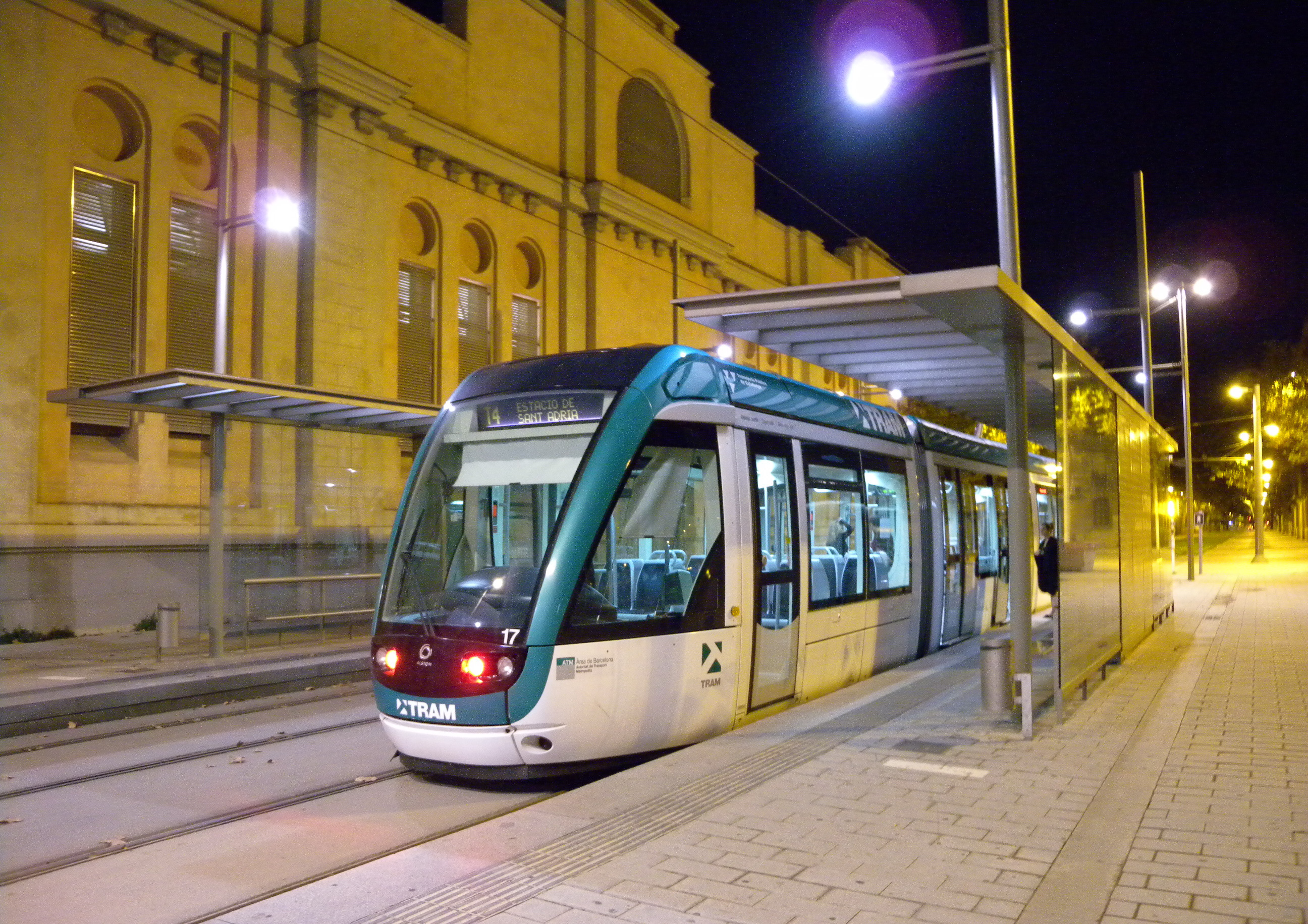
Estación de Wellington, línea 4 del Tram de Barcelona

La red de metro cuenta con 12 líneas y una longitud de 170 km, es la segunda red de metro más extensa de España después de la de Madrid y, desde diciembre de 2009, la primera red de ferrocarril metropolitano español que cuenta con líneas totalmente automatizadas. La primera línea fue inaugurada el 30 de diciembre de 1924, tramo que iba de plaza Cataluña hasta Lesseps. En 2012, la red de metro de Barcelona fue utilizada por 411,7 millones de pasajeros (1 127 945 pasajeros/día), que fueron transportados por los dos operadores que explotan la red, Transportes Metropolitanos de Barcelona y Ferrocarriles de la Generalidad de Cataluña.
En el año 2004, varias administraciones, local, metropolitana y autonómica, impulsaron la reintroducción del tranvía como medio de transporte de masas, especialmente para comunicar con las ciudades del área metropolitana. Con este fin se crearon dos redes, Trambaix y Trambesós y actualmente aún está en fase de implantación y expansión de sus redes.

##### Otros

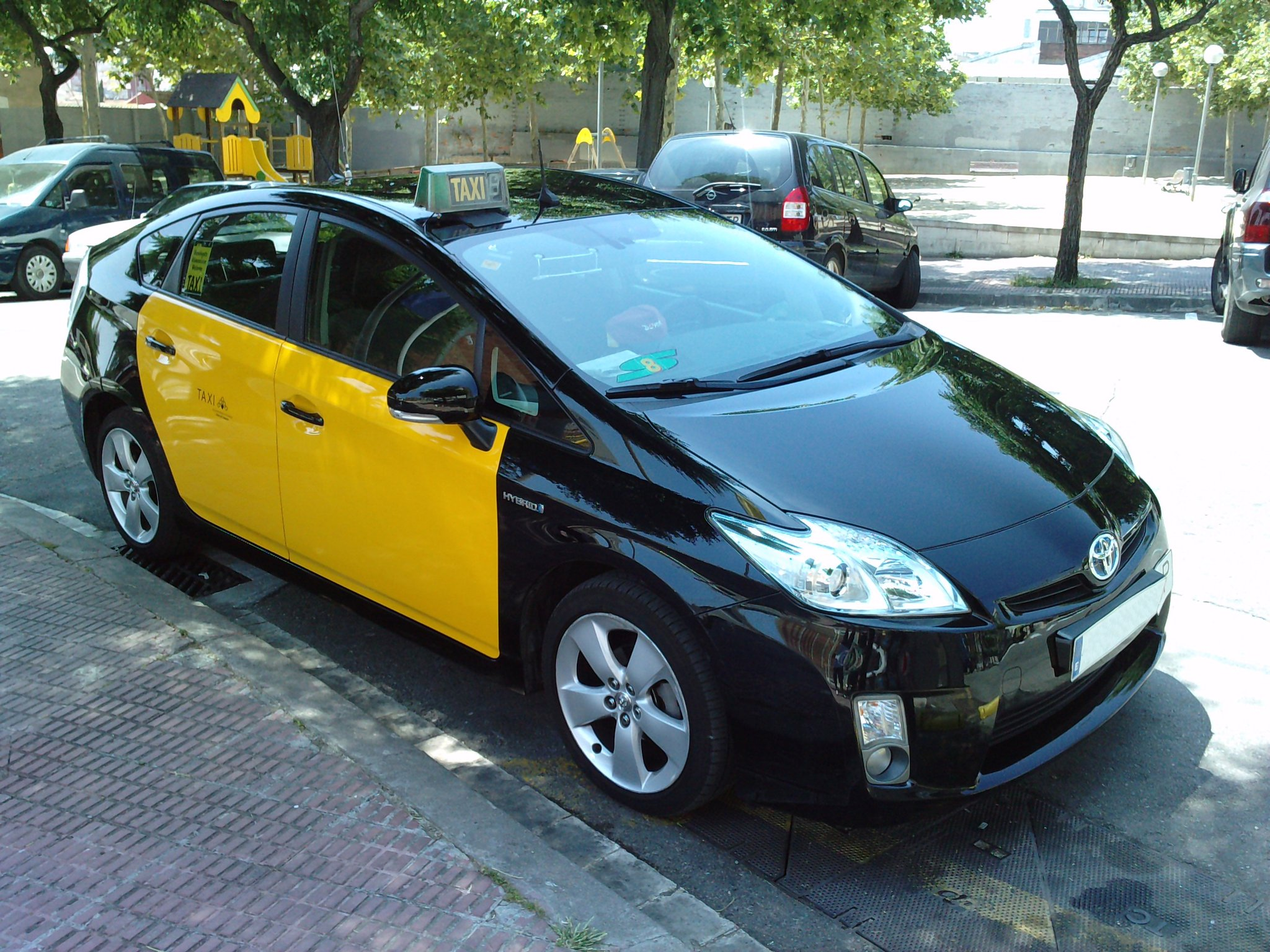
Taxi de Barcelona, con sus característicos colores negro y amarillo

El servicio de taxis de Barcelona resulta muy característico e inconfundible por sus característicos colores. Los vehículos son negros y con las puertas y el portón del maletero amarillos. Cabe destacar, la cada vez mayor incorporación de vehículos híbridos en este servicio.
Los amantes del medio ambiente y la actividad física se pueden decantar por el uso de la bicicleta para moverse por Barcelona. La orografía de la ciudad y el buen tiempo que suele hacer la mayor parte del año facilitan el uso de la bicicleta. Para ello, Barcelona cuenta con una amplia red de carriles-bici por toda la ciudad, así como el sistema de bicicletas públicas bicing, una red de estaciones automáticas de alquiler distribuidas por la ciudad. Este medio de transporte, aunque muy minoritario todavía ha estado incrementando usuarios cada año.

#### Transporte interurbano

##### Autobús

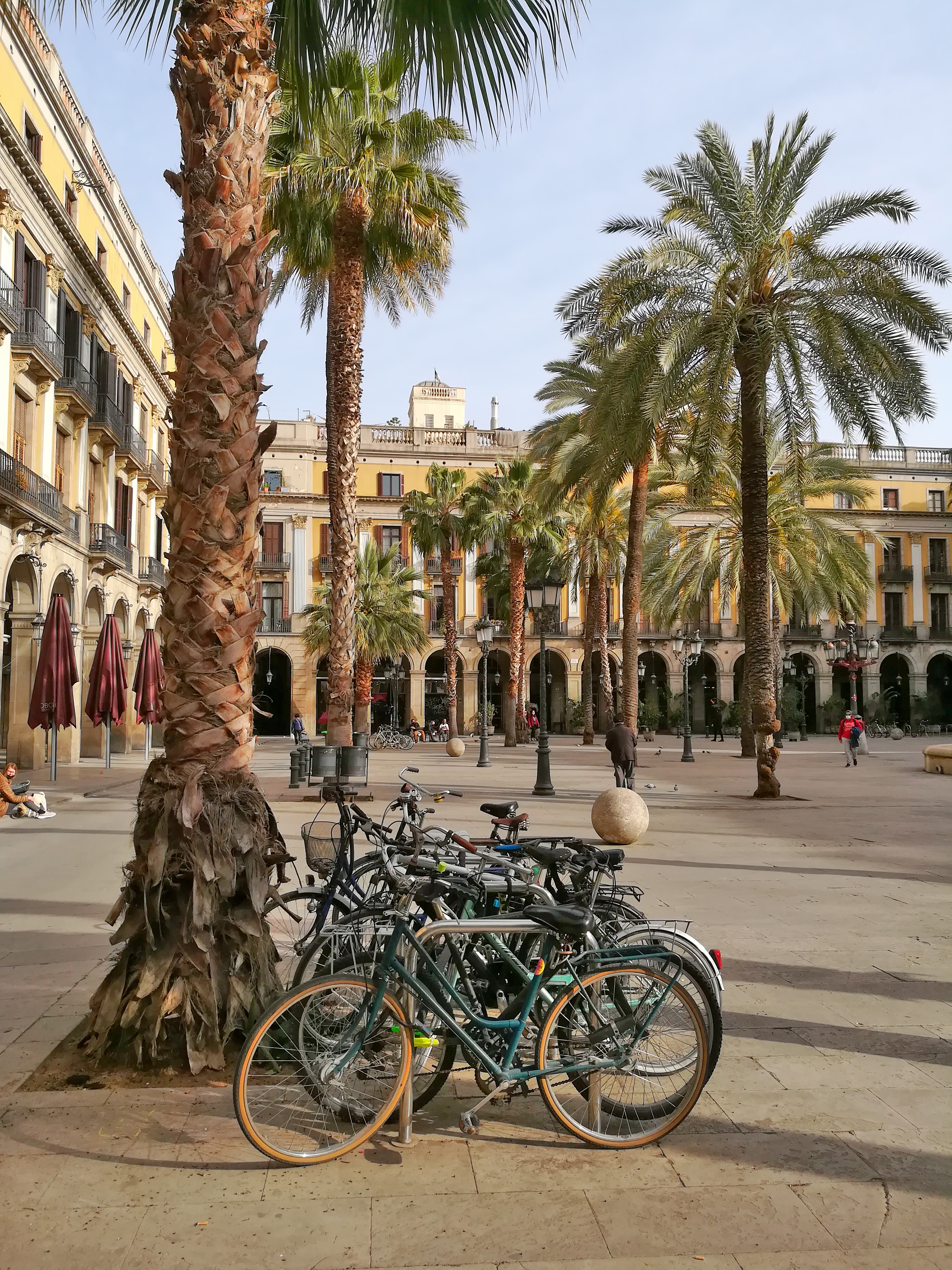
Bicicletas en la plaza Real

La ciudad cuenta con una estación de autobuses, la de Barcelona-Fabra i Puig, también denominada Barcelona-San Andrés, ubicada en la avenida Meridiana con el paseo de Fabra i Puig, dispone de 15 dársenas para las parada de los autobuses. Actualmente, hacen parada en la estación 53 líneas de autobús: 2 líneas de autobús urbano, 48 líneas de autobús interurbano y 3 líneas de ámbito nacional. La empresa Barcelona de Serveis Municipals S.A gestiona la estación de autobuses desde mediados de 2011. Los usuarios de la estación disponen de teléfono público, bar, lavabos adaptados a personas de movilidad reducida, videovigilancia 24 h y monitores del canal de noticias 3/24. El horario de la estación es de 04:30 h a 23:30 h todos los días de la semana. Por la noche, la estación es utilizada para estacionar los autobuses.
| Autobús interurbano  |       |                            |                      |       |                         |
| Origen               | Línea | Destino                    | Origen               | Línea | Destino                 |
| Barcelona-La Sagrera | E1    | Sabadell                   | Barcelona-La Sagrera | E2    | Tarrasa                 |
| Barcelona-La Sagrera | E3    | Sardañola del Vallés → UAB | Barcelona-La Sagrera | E4    | Ripollet                |
| Barcelona            | E5    | Igualada                   | Barcelona            | E6    | Villafranca del Panadés |
| Barcelona            | E7    | Bigas                      | Barcelona            | E8    | Corbera de Llobregat    |
| Barcelona            | E9    | Caldas de Montbuy          | Barcelona            | E10   | Senmanat                |
| Barcelona            | E11   | Mataró                     | Barcelona            | E12   | Vich                    |

##### Ferrocarril

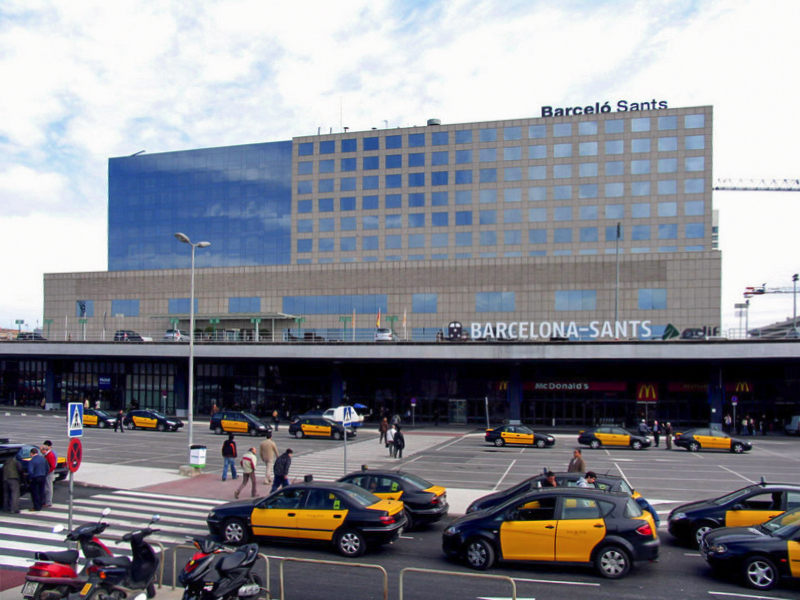
Estación de Barcelona Sants, inaugurada en 1975.

Para moverse entre las distintas ciudades de la provincia de Barcelona existen dos redes de transporte ferroviario. Una es el servicio de Cercanías Barcelona de RENFE, con una red de 8 líneas, y unos 123 millones de desplazamientos anuales. Este medio ha tenido un incremento de demanda desde los primeros años del siglo XXI, y han surgido numerosos problemas debido a la falta de inversiones y la mala planificación de las obras de la llegada del AVE a la ciudad. La otra opción, que da servicio a poblaciones distintas, es el de Ferrocarriles de la Generalidad de Cataluña (FGC), un servicio de trenes de cercanías operado y construido por la Generalidad de Cataluña. Sus estaciones se sitúan por el centro de Barcelona y se desplazan hasta a Tarrasa o a Sabadell con el Metro del Vallés, o hasta a Manresa o a diversos puntos del noroeste con la línea Llobregat-Anoia. Terminales FGC:
| Nombre de la estación         | Líneas | Correspondencia a | Estructura  |
| ----------------------------- | ------ | ----------------- | ----------- |
| Estación de Plaza de Cataluña |        | -                 | Subterránea |
| Estación de Plaza España      |        |                   | Subterránea |

La red de ferrocarriles tiene su centro en la estación de Sants de Barcelona, de donde salen trenes de larga distancia que conectan la ciudad con todo el continente. La actual red española tiene la peculiaridad de estar toda basada en el llamado ancho ibérico de vías, incompatible con el ancho internacional de vías, lo cual dificulta la comunicación con Francia, por este motivo la nueva red ferroviaria de alta velocidad que se está implantando en España utiliza el estándar europeo.
A principios de 2008 se inauguró también la línea ferroviaria de alta velocidad entre Madrid y Barcelona. Esta línea de alta velocidad fue prolongada hasta la frontera francesa, donde continua hasta conectar con la actual red francesa. Esta línea ha sido construida para permitir el uso mixto para pasajeros y mercancías, con lo cual se establecerá una conexión ferroviaria rápida para pasajeros, y permitirá el tráfico de mercancías con Europa por tren desde el puerto y su zona de actividades logísticas.

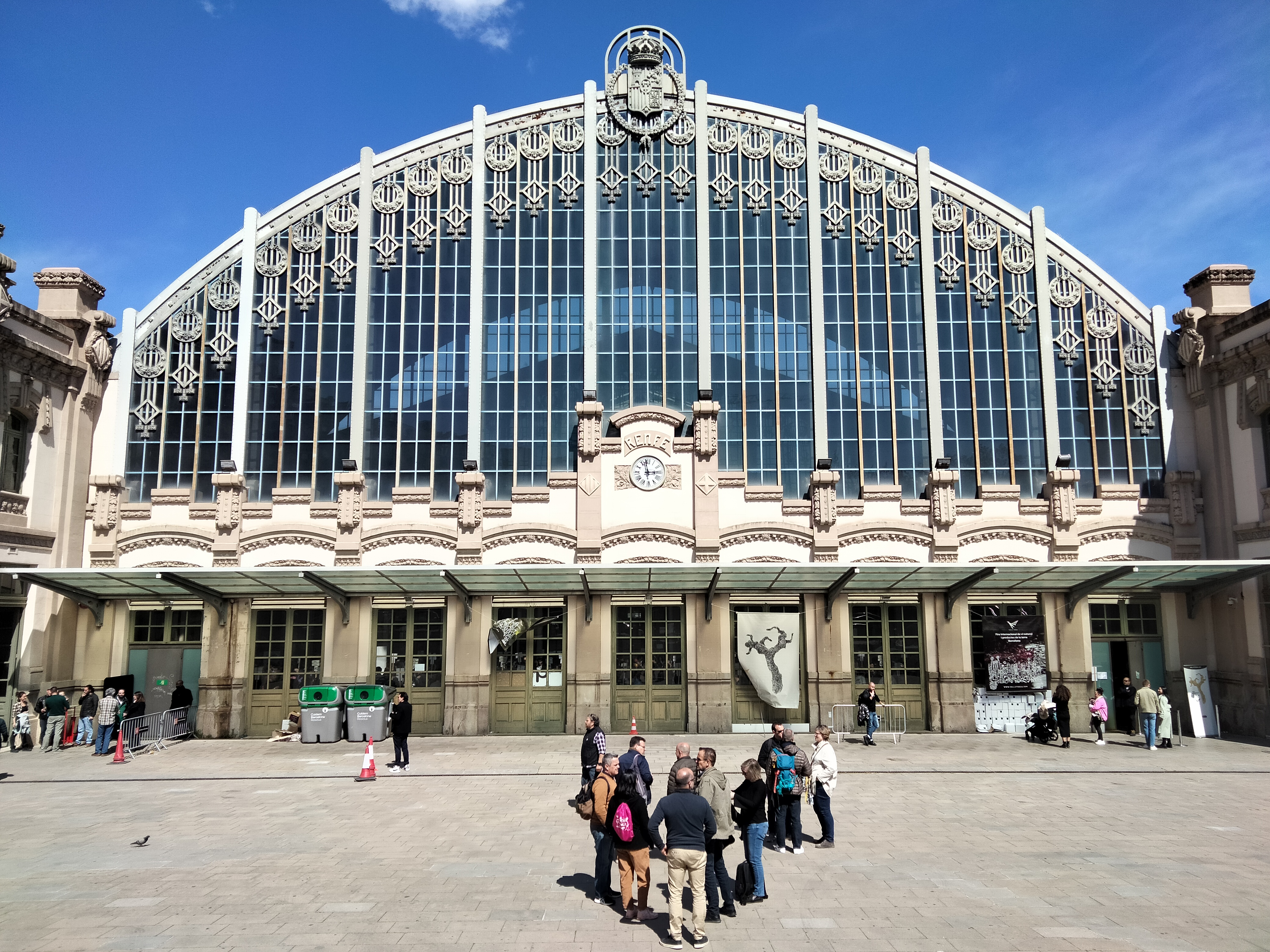
Estación del Norte, inaugurada en 1862. La fachada se realizó en 1912, obra de Demetrio Ribes Marco

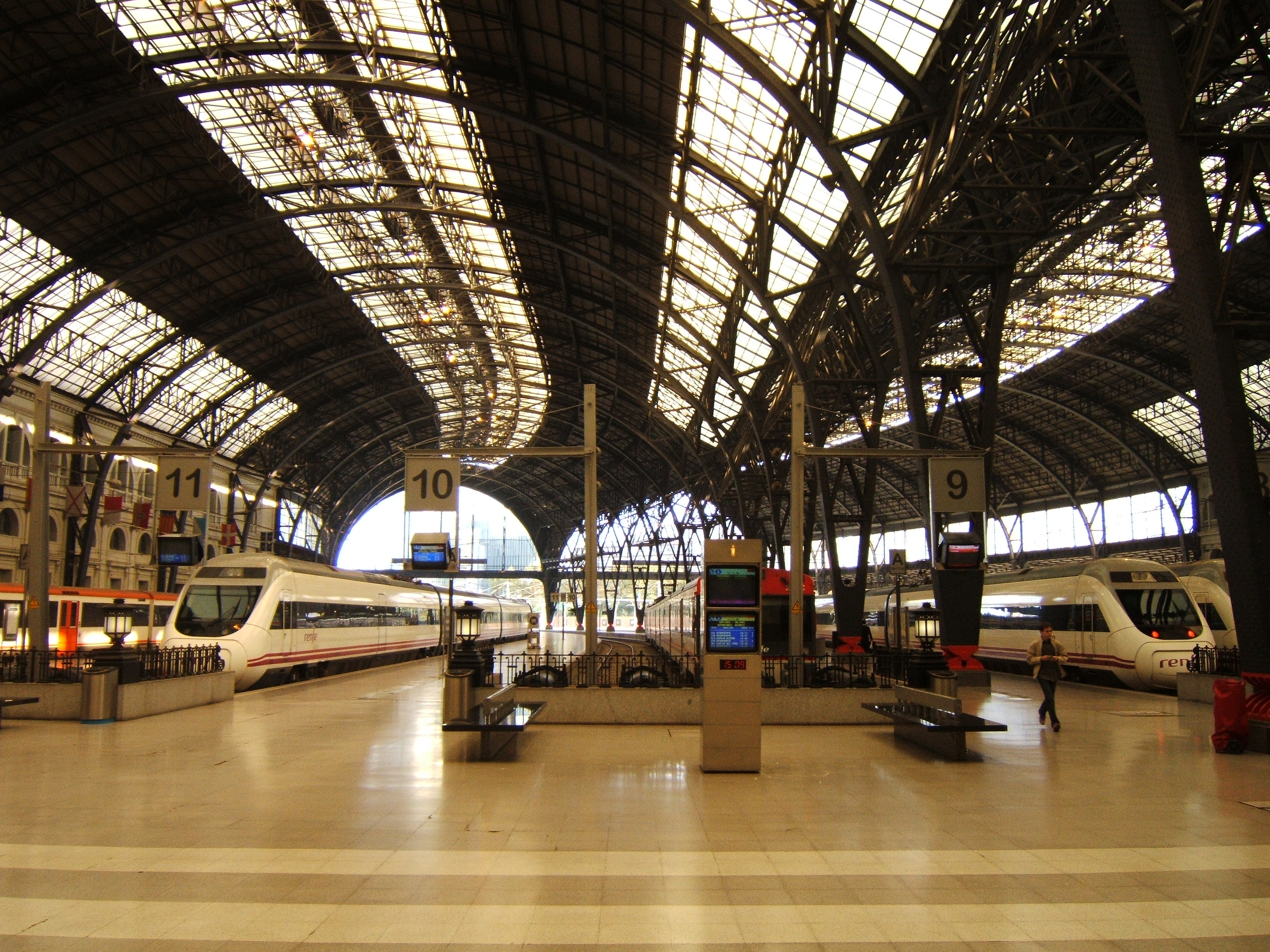
Estación de Francia, inaugurada en 1929 sobre otra estación anterior

Lista de estaciones de Cercanías Barcelona en Barcelona capital Operado por Renfe:
| Nombre de la estación  | Líneas de Cercanías | Vías | Estructura            |
| ---------------------- | ------------------- | ---- | --------------------- |
| Arco de Triunfo        |                     | 2    | Subterránea           |
| Clot-Aragón            |                     | 4    | Subterránea           |
| Estación de Francia    |                     | 14   | Exterior cubierta     |
| Paseo de Gracia        |                     | 2    | Subterránea           |
| Plaza de Cataluña      |                     | 2    | Subterránea           |
| Sagrera - AVE          |                     | 18   | Subterránea           |
| La Sagrera - Meridiana |                     | 2    | Subterránea           |
| San Andrés Arenal      |                     | 4    | Subterránea           |
| San Andrés Condal      |                     | 7    | Exterior cubierta     |
| Sants                  |                     | 14   | Subterránea           |
| Torre del Baró         |                     | 2    | Exterior semicubierta |

##### Estadísticas de transporte público
De acuerdo con el reporte realizado por Moovit en julio de 2017, el promedio de tiempo que las personas pasan en transporte público en Barcelona, por ejemplo desde y hacia el trabajo, en un día de la semana es de 50 minutos, mientras que el 8 % de las personas pasan más de 2 horas todos los días. El promedio de tiempo que las personas esperan en una parada o estación es de 10 minutos, mientras que el 9 % de las personas esperan más de 20 minutos cada día. La distancia promedio que la gente suele recorrer en un solo viaje es de 7,2 km, mientras que el 15 % viaja por más de 12 km en una sola dirección.

##### Transporte aéreo

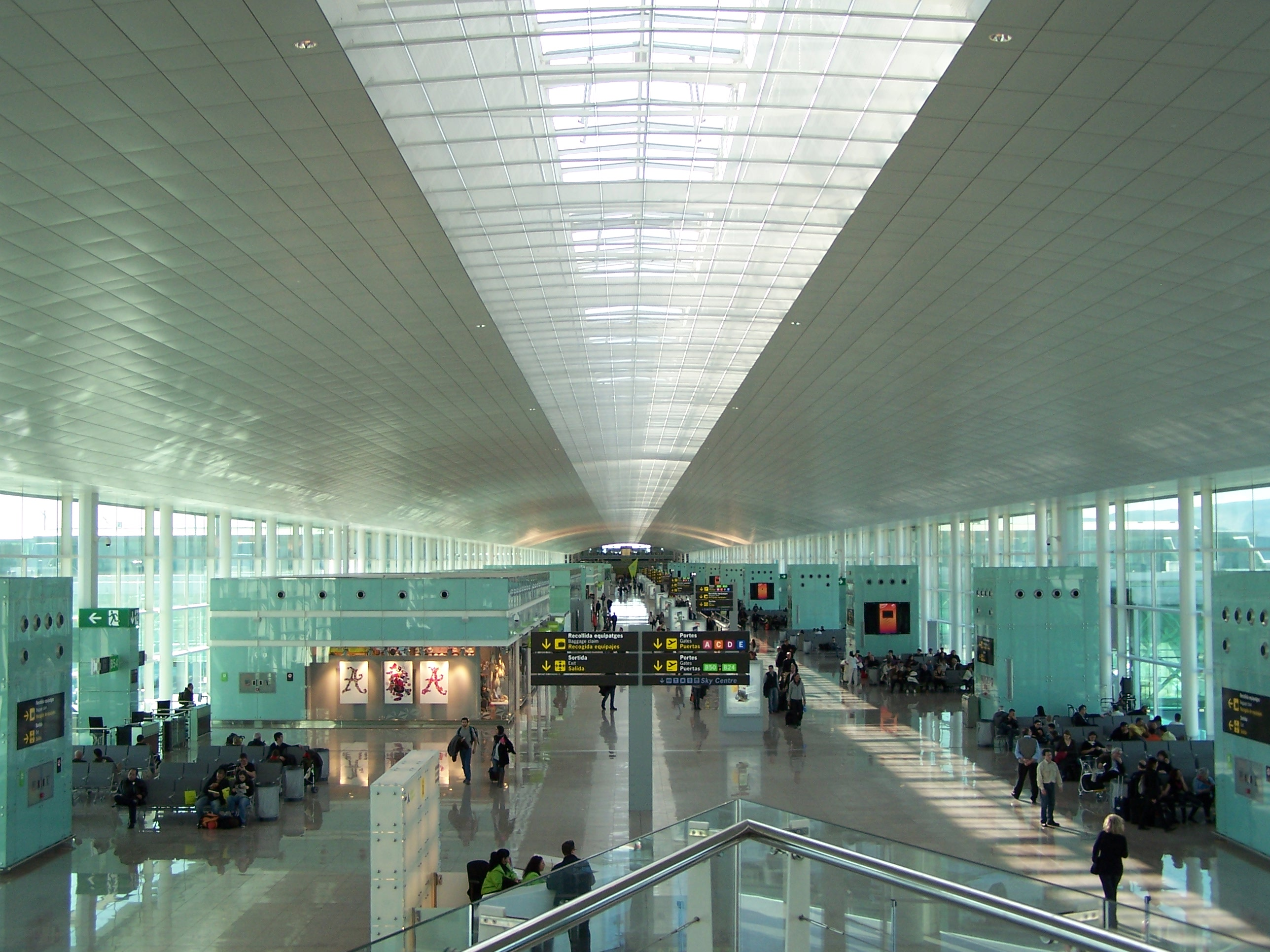
Terminal 1 del aeropuerto

La principal puerta de acceso a Barcelona para viajeros internacionales, y muchos nacionales es el aeropuerto Josep Tarradellas Barcelona-El Prat, situado a diez kilómetros al suroeste de la ciudad, y el segundo por tráfico de toda España, con más de 52,6 millones de pasajeros en 2019. En el aeropuerto Josep Tarradellas Barcelona-El Prat operan las principales compañías aéreas del mundo, con vuelos directos a todas las ciudades importantes de Europa, y con numerosas conexiones con ciudades de los cinco continentes. En el aeropuerto hay una zona destinada al llamado «puente aéreo», que une Barcelona y Madrid con vuelos cada veinte minutos en hora punta. Otros aeropuertos utilizados para llegar a Barcelona, especialmente por las compañías de vuelos baratos (low cost) son el aeropuerto de Gerona y el de Reus, a poco más de una hora de Barcelona.
Esta infraestructura ha permitido el desarrollo de una potente industria turística que genera grandes beneficios para la ciudad, aunque recientemente se ha debatido la necesidad de orientar más la política del aeropuerto a captar vuelos internacionales, y menos vuelos low cost, lo que facilitaría atraer a un perfil con mayor poder adquisitivo, y a la vez, permitiría la ubicación de sedes de grandes empresas en la ciudad.

##### Transporte marítimo

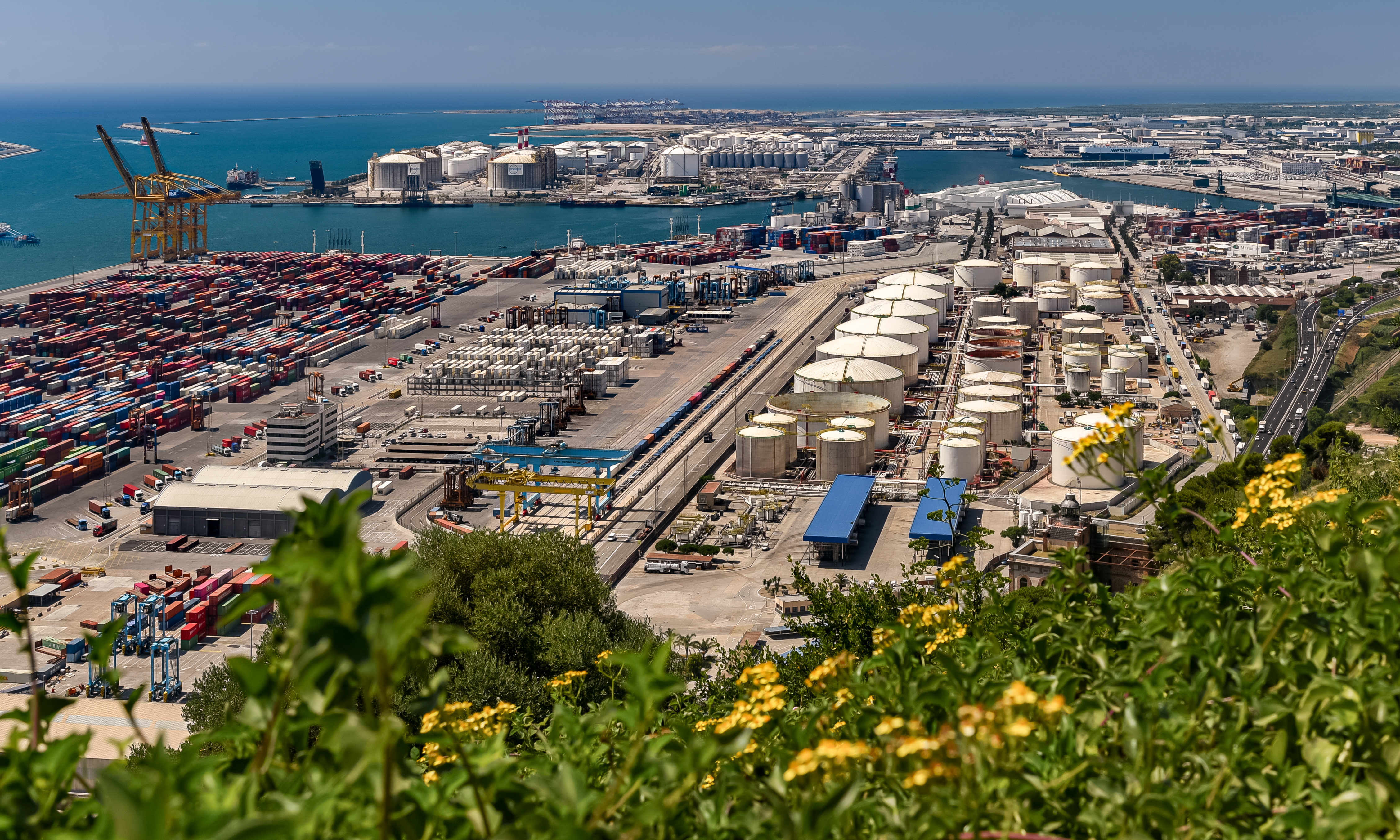
Vistas del Puerto de Barcelona desde el Mirador del Migdia, en la montaña de Montjuic

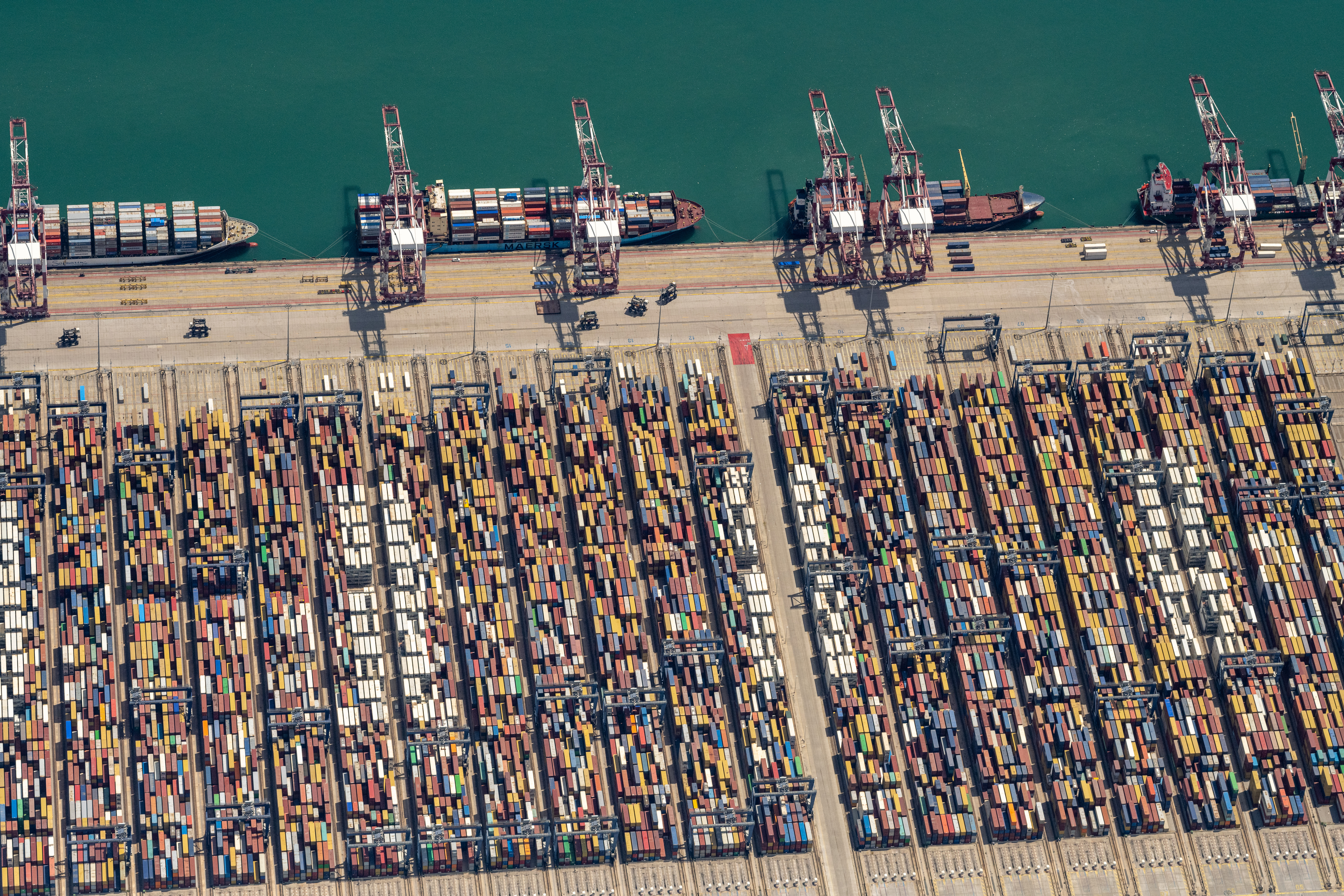
Vista aérea de la terminal de contenedores del Puerto de Barcelona

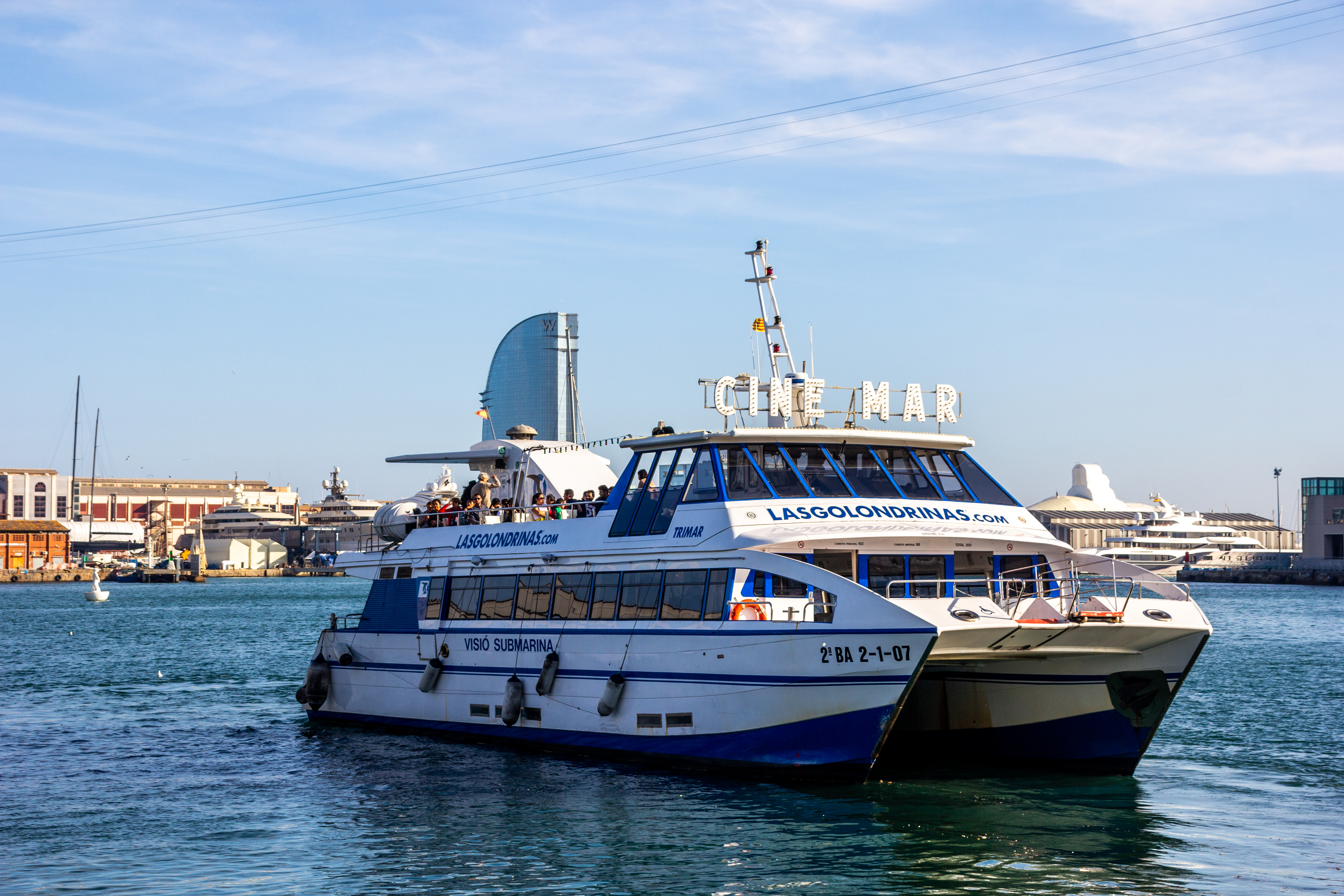
Las Golondrinas, embarcaciones turísticas operativas desde 1888

Otra importante puerta de la ciudad, especialmente para las mercancías, es el puerto de Barcelona. El puerto nació a la vez que la ciudad de Barcelona como un puerto natural situado en una playa que estaba entre una pequeña península que formaba la montaña de Montjuic, y la antigua desembocadura del río Llobregat. Este era el único punto mínimamente resguardado que podían utilizar los antiguos navegantes en muchos kilómetros de costa. Con el paso de los siglos, la ciudad y su puerto fueron ganando importancia, hasta convertirse en la capital marítima de los reyes de Aragón. A pesar de eso el puerto se mantuvo al sur de la montaña de Montjuic hasta que en el año 1378 las autoridades de la ciudad pidieron a Pedro IV de Aragón que continuara las obras portuarias que empezó Pedro III de Aragón, el cual había ordenado la edificación de las Atarazanas de Barcelona, que aún hoy en día siguen en pie formando el Museo Naval de Barcelona, y la construcción de un puerto al norte de la montaña de Montjuic, debido a que el antiguo emplazamiento había perdido calado por la acumulación de arenas. El permiso para construir el nuevo puerto artificial enfrente de la ciudad llegó el 8 de diciembre de 1438, por orden de Alfonso V el Magnánimo. Desgraciadamente una década después los temporales habían destrozado todos los trabajos realizados, y no fue hasta 1477, bajo el reinado de Juan II de Aragón, que se colocó lo que sería la primera piedra del puerto definitivo. Se unió la antigua isla de Maians con tierra firme mediante un espigón. Con las sucesivas ampliaciones del puerto, y la acumulación de arena, la isla ha quedado unida a tierra formando los terrenos donde hoy se asienta el barrio de La Barceloneta.
Hoy día el puerto de Barcelona es uno de los motores económicos de la ciudad. Desde principios del siglo XXI se ha convertido en uno de los grandes puertos del Mediterráneo en tonelaje de mercancías y en número de contenedores, así como pesquero, donde se asientan empresas conserveras de toda España, como USISA (con sede a más de mil kilómetros, en isla Cristina), y permitiendo exportar la producción industrial e importar la materia prima o semielaborada. También es el primer puerto mediterráneo y quinto del mundo en barcos de crucero, transportando hasta dos millones de pasajeros anuales.

## Patrimonio
Barcelona ofrece al visitante la posibilidad de recorrer a pie desde las ruinas romanas y la ciudad medieval hasta los barrios del modernismo catalán, con sus edificios característicos, sus manzanas cuadradas de cantos seccionados, sus calles arboladas y sus anchas avenidas. La ciudad antigua es prácticamente llana, mientras que los barrios nuevos, a medida que se acercan a la cordillera litoral, adquieren más pendiente.

### Arquitectura religiosa
En Barcelona existen numerosos edificios de índole religiosa, especialmente iglesias católicas, entre las que destacan:
- Templo Expiatorio de la Sagrada Familia: es el edificio más reconocido de la ciudad, y símbolo de la misma. Diseñada por Antoni Gaudí, es Patrimonio de la Humanidad y una obra emblemática del modernismo catalán. Con su finalización, prevista para 2026 (cumpliéndose el centenario de la muerte de Gaudí), el templo se convertirá en la iglesia más alta del mundo, con 172,5 m de altura.[cita requerida]
- Catedral de la Santa Cruz y Santa Eulalia: si bien la actual catedral de Barcelona empezó a construirse en el siglo XIII siguiendo el estilo gótico, su fachada no se terminó hasta bien entrado el siglo XIX, esta vez mediante el estilo neogótico.
- Basílica de Santa María del Mar: construida entre 1329 y 1383, es conocida por su imponente estructura y su elegancia sobria. También se la conoce como la «Catedral del Mar» debido a la participación activa de la comunidad marinera en su construcción.
- Basílica de Santa María del Pino: situada en el Barrio Gótico, cerca de la plaza del Pino, esta iglesia es un impresionante ejemplo de arquitectura gótica catalana.
- Templo Expiatorio del Sagrado Corazón: la construcción de este templo comenzó en 1902 y fue diseñado por el arquitecto Enric Sagnier, aunque posteriormente su hijo Josep Maria Sagnier también contribuyó a su finalización. El templo ofrece vistas panorámicas de la ciudad de Barcelona desde su ubicación elevada en el Tibidabo. Los visitantes pueden acceder a la iglesia y explorar la zona circundante, que incluye un parque de atracciones.

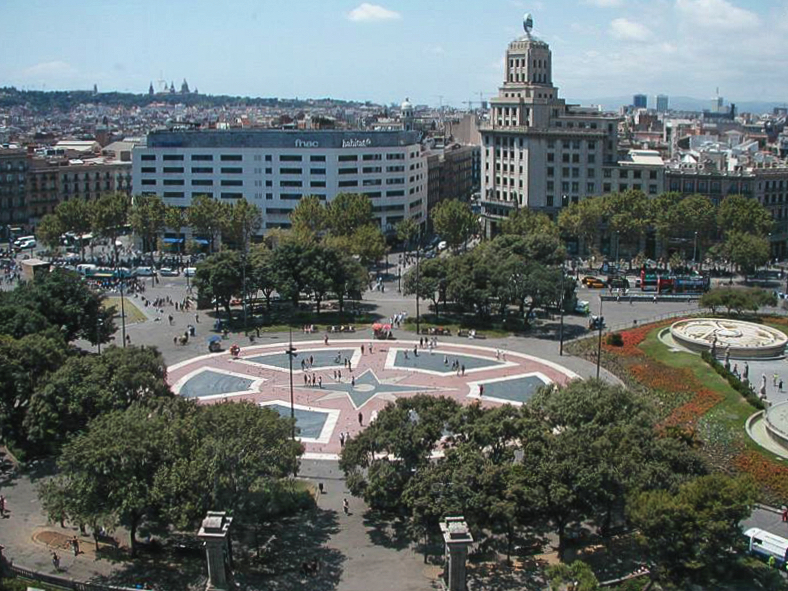
Plaza de Cataluña, nexo de unión entre la ciudad vieja y el ensanche

### El centro histórico y Las Ramblas
Uno de los lugares de mayor atractivo y concurrencia es La Rambla, paseo situado entre la plaza de Cataluña, centro de la ciudad, y el puerto antiguo. Allí se encuentran kioscos de prensa, de flores, actores callejeros, cafeterías, restaurantes y comercios. Cerca del puerto acostumbran a instalarse mercadillos, así como pintores y dibujantes de todo género, destacando la zona por su índole artística y cosmopolita. En La Rambla se encuentran varios edificios de interés, como el palacio de la Virreina, el mercado de La Boquería y el Gran Teatro del Liceo, en el que se representan óperas y ballets. Una calle lateral de pocos metros de longitud conduce a la plaza Real, espacio público abierto rodeado de edificios con porches que albergan cervecerías y restaurantes, y en la que se reúnen los fines de semana los coleccionistas de sellos y de monedas.

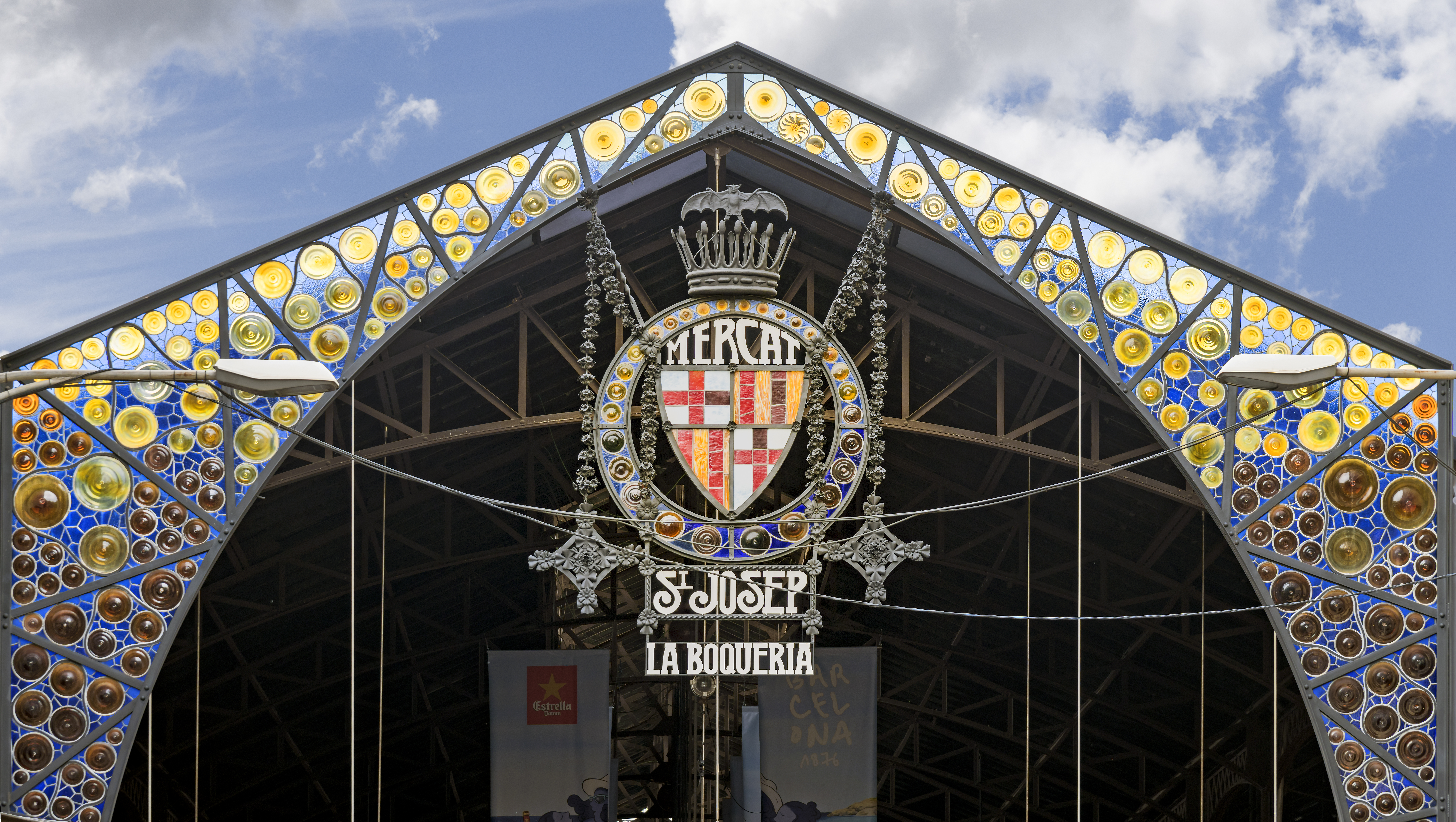
Mercado de La Boquería

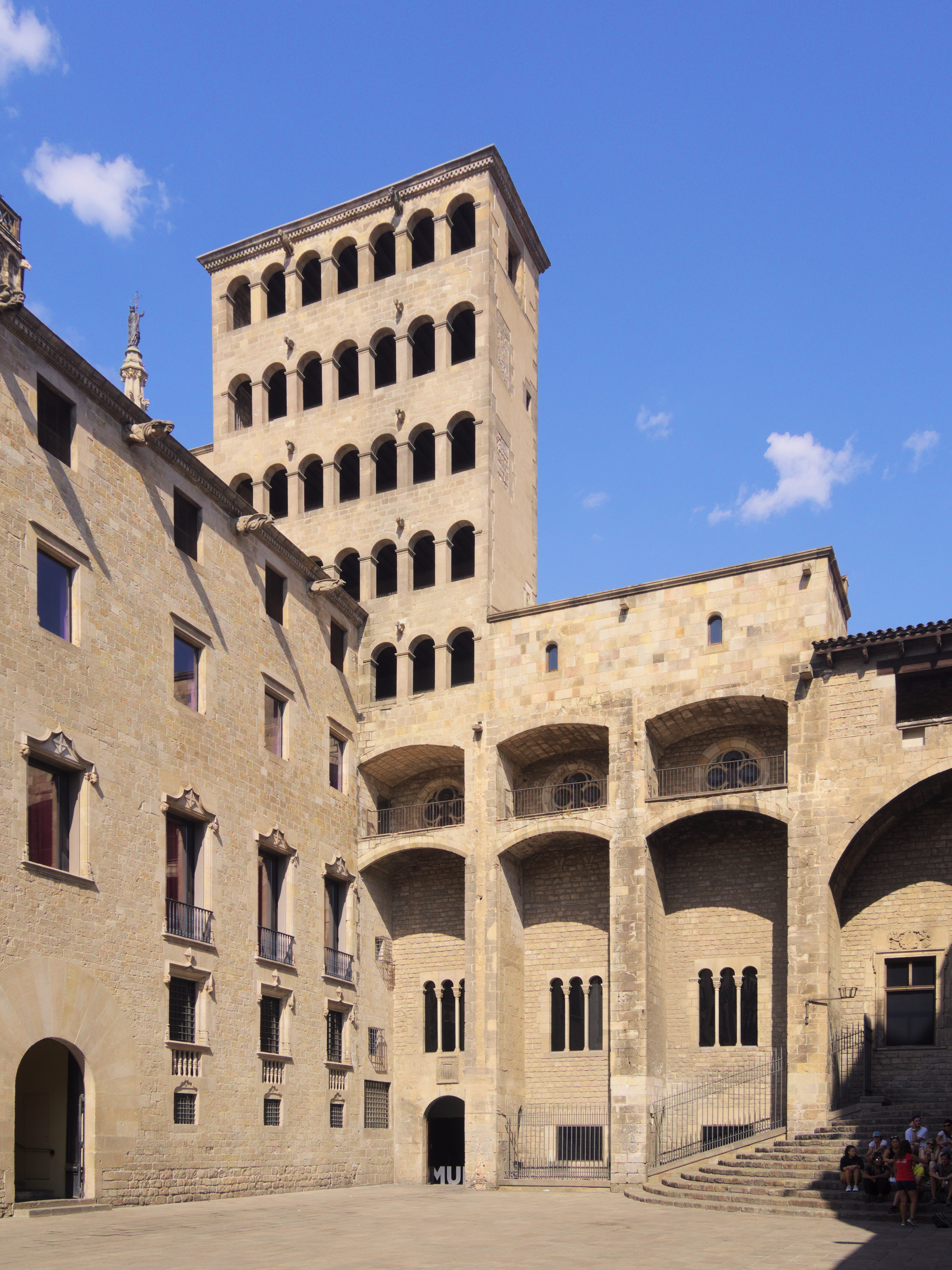
Palacio Real Mayor

El paseo de La Rambla termina junto al puerto antiguo, donde el Monumento a Colón señala hacia el mar. A dos pasos se encuentra el Museo Marítimo, dedicado sobre todo a la historia naval en el Mediterráneo, y en el que se exhibe la reproducción a escala real de una antigua galera de combate. El museo está ubicado en los astilleros de la Edad Media, donde se construían los barcos que navegaban por todo el Mediterráneo. El puerto antiguo ofrece otros atractivos, como un centro de ocio, con comercios, restaurantes, y como centro documental, con un acuario de la fauna marina mediterránea.
En el centro histórico, muy cerca de La Rambla, destaca la catedral de Barcelona, la plaza de San Jaime, que acoge los edificios del Ayuntamiento de Barcelona y de la Generalidad de Cataluña, y las callejuelas tanto del barrio gótico como del Arrabal y del Borne.
También destaca la posibilidad de apreciar las murallas medievales al lado de las Atarazanas, en el Paralelo, las murallas romanas y la entrada del acueducto en la calle subteniente Navarro, junto a la vía Layetana, o la antigua puerta junto a la catedral; siendo «Barcino», Barcelona, una de las ciudades provinciales mejor amuralladas del Imperio romano.[cita requerida] También destacan las fortalezas medievales del castillo Fortí o del castillo de Montjuic; aunque la antigua ciudadela y murallas defensivas construidas en 1714 y que rodeaban la ciudad fueron derribadas en el siglo XIX para permitir la expansión urbana. Aun así, todavía quedan los edificios de la iglesia y el arsenal, que alberga el Parlamento de Cataluña.

### Arte público

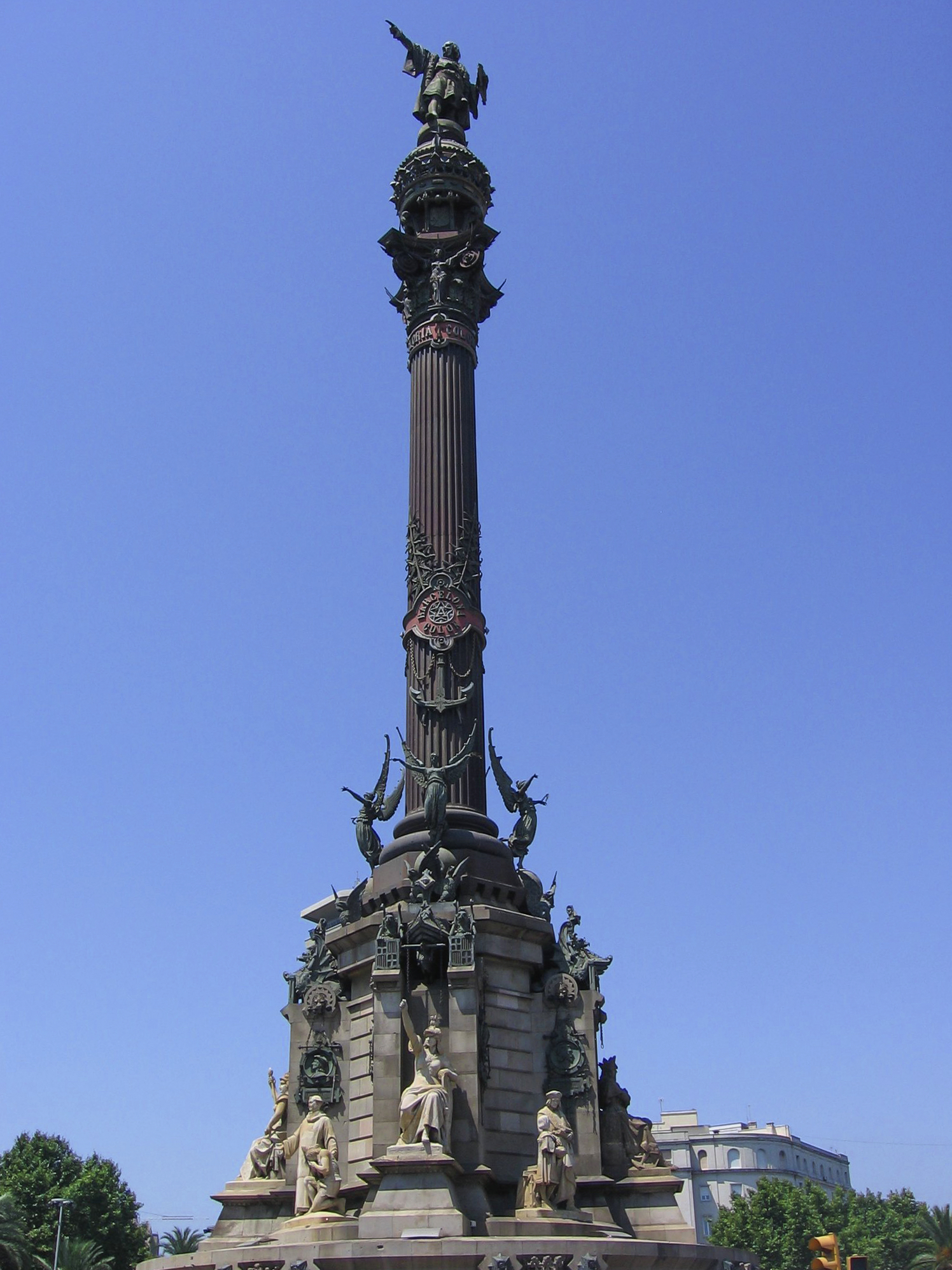
Monumento a Colón (1888), plaza del Portal de la Paz, uno de los monumentos más emblemáticos

El conjunto de monumentos y esculturas al aire libre de Barcelona constituye una muestra de arte público que otorga a la capital catalana, en conjunción con otros elementos como su arquitectura, su red de museos o su conjunto de parques y jardines, un inconfundible sello artístico, ya que la «ciudad condal» siempre ha apostado por el arte y la cultura como una de sus principales características identitarias.[cita requerida]
El acervo de arte público de la ciudad es extenso, si bien la mayoría de monumentos y estatuaria situada en lugares públicos procede del siglo XIX en adelante. El primer monumento situado en la vía pública de forma expresa y por encargo municipal que se conserva es el Monumento a Santa Eulalia, en la plaza del Pedró, originaria de 1673. Sin embargo, hasta el siglo XIX no hubo mayores muestras de relevancia, en parte porque la ciudad estaba encorsetada por sus murallas de origen medieval, al tener la ciudad la consideración de plaza militar, por lo que no había mucho espacio disponible para grandes monumentos. La situación cambió con el derribo de las murallas y la donación a la ciudad de la fortaleza de la Ciudadela, lo que propició la expansión urbana por la llanura contigua, hecho que se plasmó en el proyecto de Ensanche elaborado por Ildefonso Cerdá, que supuso la mayor ampliación territorial de la ciudad.

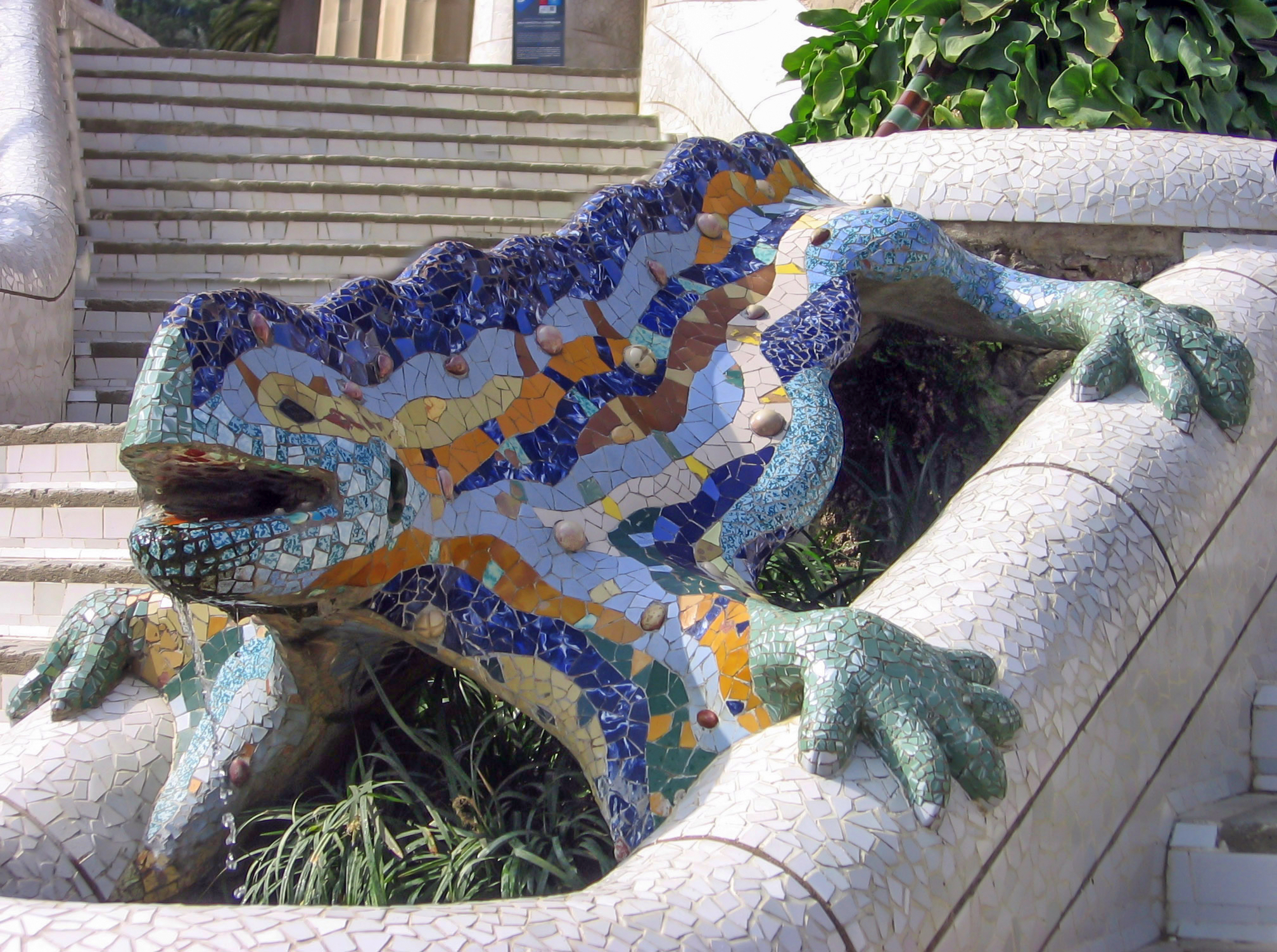
Dragón del parque Güell (1900-1903), de Antoni Gaudí

A finales del siglo XIX, se celebró un evento que supuso un gran impacto tanto económico y social como urbanístico, artístico y cultural para la ciudad, la Exposición Universal de 1888. La estatuaria realizada para la Exposición fue la aportación más importante al arte público de la ciudad en toda su historia, y supuso el banco de pruebas de un nuevo estilo artístico, el modernismo, que hasta principios del siglo XX fue el que imperó a nivel arquitectónico y artístico en la ciudad, y convirtió al modernisto, junto con el gótico, en el estilo más definitorio de Barcelona. Gracias a la Exposición quedaron monumentos como el Arco de Triunfo, la cascada del parque de la Ciudadela o el Monumento a Colón.
El siglo XX fue el que más número de obras vio colocadas en las vías públicas de la ciudad. El estilo artístico imperante en las primeras décadas del siglo fue el novecentismo, hasta que en los años 1920 y 1930 se fueron introduciendo las corrientes vanguardistas internacionales. Durante los primeros años de la dictadura franquista se produjo un retorno a estilos academicistas, pero más adelante se apostó de nuevo por la innovación y, especialmente con la llegada de la democracia, el ambiente artístico se introdujo de lleno en los estilos de moda a nivel internacional. Entre las primeras obras del siglo destacan: Desconsuelo (1903), de Josep Llimona, en el parque de la Ciudadela; el grupo escultórico La canción popular (1909), en el palacio de la Música Catalana; el Monumento al Doctor Robert (1910), de Josep Llimona, en la plaza de Tetuán; y el monumento a Mosén Jacint Verdaguer (1924), en la plaza homónima, de Joan Borrell i Nicolau.
En 1929, se celebró en Montjuic otra Exposición Internacional, que dejó numerosos edificios e instalaciones, algunos de los cuales se han convertido en emblemas de la ciudad, como el Palacio Nacional, la fuente Mágica, el Teatro Griego, el Pueblo Español y el Estadio Olímpico, así como la fuente monumental de la plaza de España, las Cuatro Columnas de Josep Puig i Cadafalch y diversas esculturas colocadas por toda la montaña de Montjuic. También se efectuaron diversas actuaciones por toda la ciudad, la más importante de las cuales fue en la plaza de Cataluña, donde se colocó un total de 28 estatuas de diversos autores.

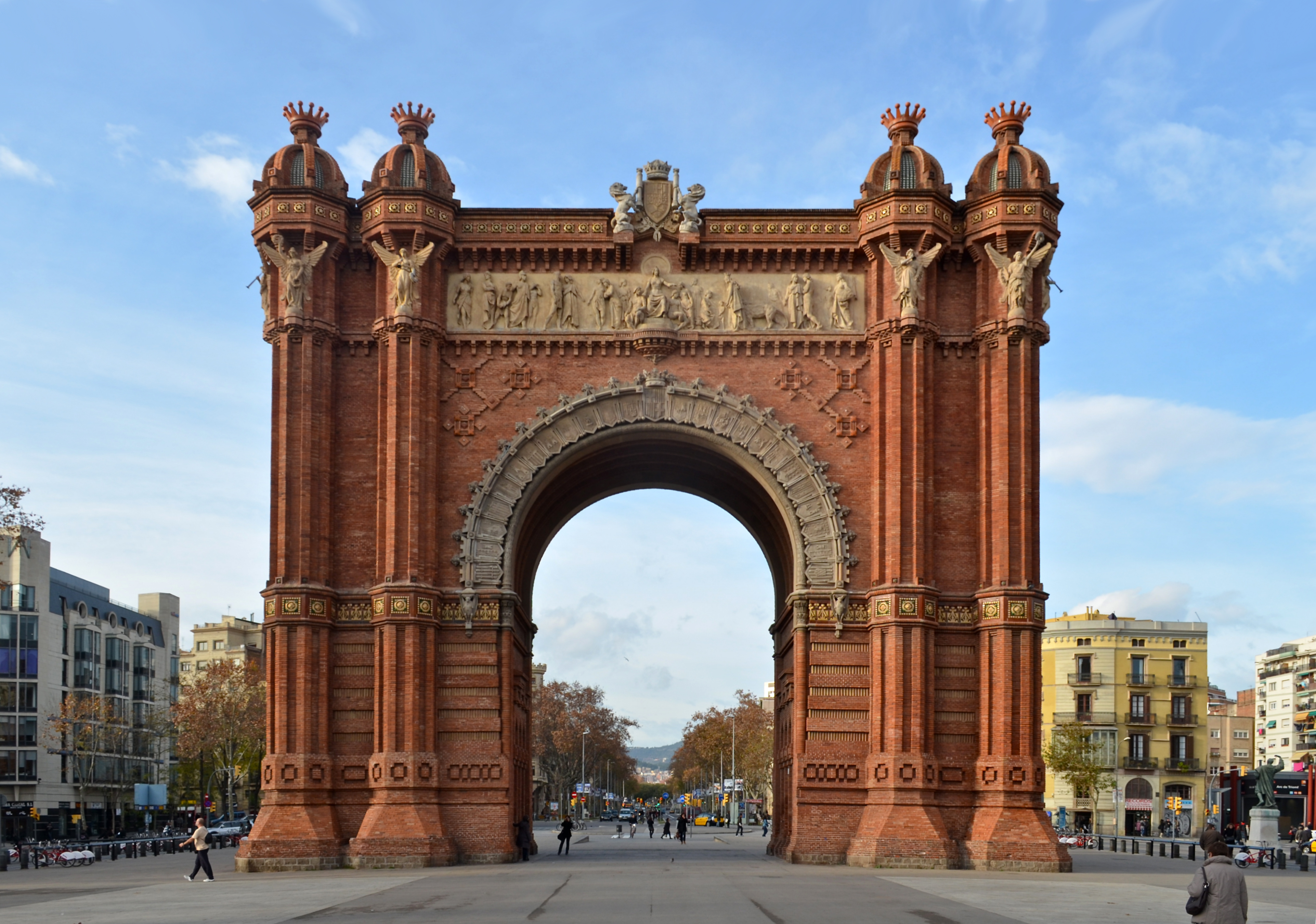
El Arco de Triunfo, diseñado por José Vilaseca como entrada a la Exposición Universal de 1888

Durante los años de la Segunda República y la Guerra Civil no se realizaron muchos monumentos, debido a la inestabilidad política y la convulsa situación del país, pero quedaron obras como La República (Homenaje a Pi i Margall) (1934), de Josep Viladomat; o el homenaje a Francesc Layret, de Frederic Marès.
Durante la dictadura de Francisco Franco hubo una gran proliferación de monumentos, ya que el Estado franquista utilizó el arte como medio propagandístico de su ideario. Se crearon obras como el Monumento a los Caídos en la avenida Diagonal, de Josep Clarà; la estatua ecuestre del general Franco, en el castillo de Montjuic, obra de Josep Viladomat; o el Monumento a José Antonio Primo de Rivera, en la calle Infanta Carlota —actual avenida Josep Tarradellas—. Un cambio de rumbo se produjo en 1957, cuando se instaló en el paseo del Valle de Hebrón una obra titulada Forma 212, de Josep Maria Subirachs, que fue la primera obra abstracta situada en un espacio público de la ciudad. Ese año coincidió con la llegada a la alcaldía de José María de Porcioles, quien se mantuvo en el cargo hasta 1973, y cuyo mandato se caracterizó por un mayor aperturismo, en una etapa conocida como «porciolismo». Esta etapa se caracterizó por una gran profusión de estatuaria pública, por lo general partiendo de iniciativas particulares y procurando evitar cualquier connotación política. Eran obras de diferente sello estilístico, sin ninguna planificación general, que fueron surgiendo de forma espontánea y con cierta improvisación.

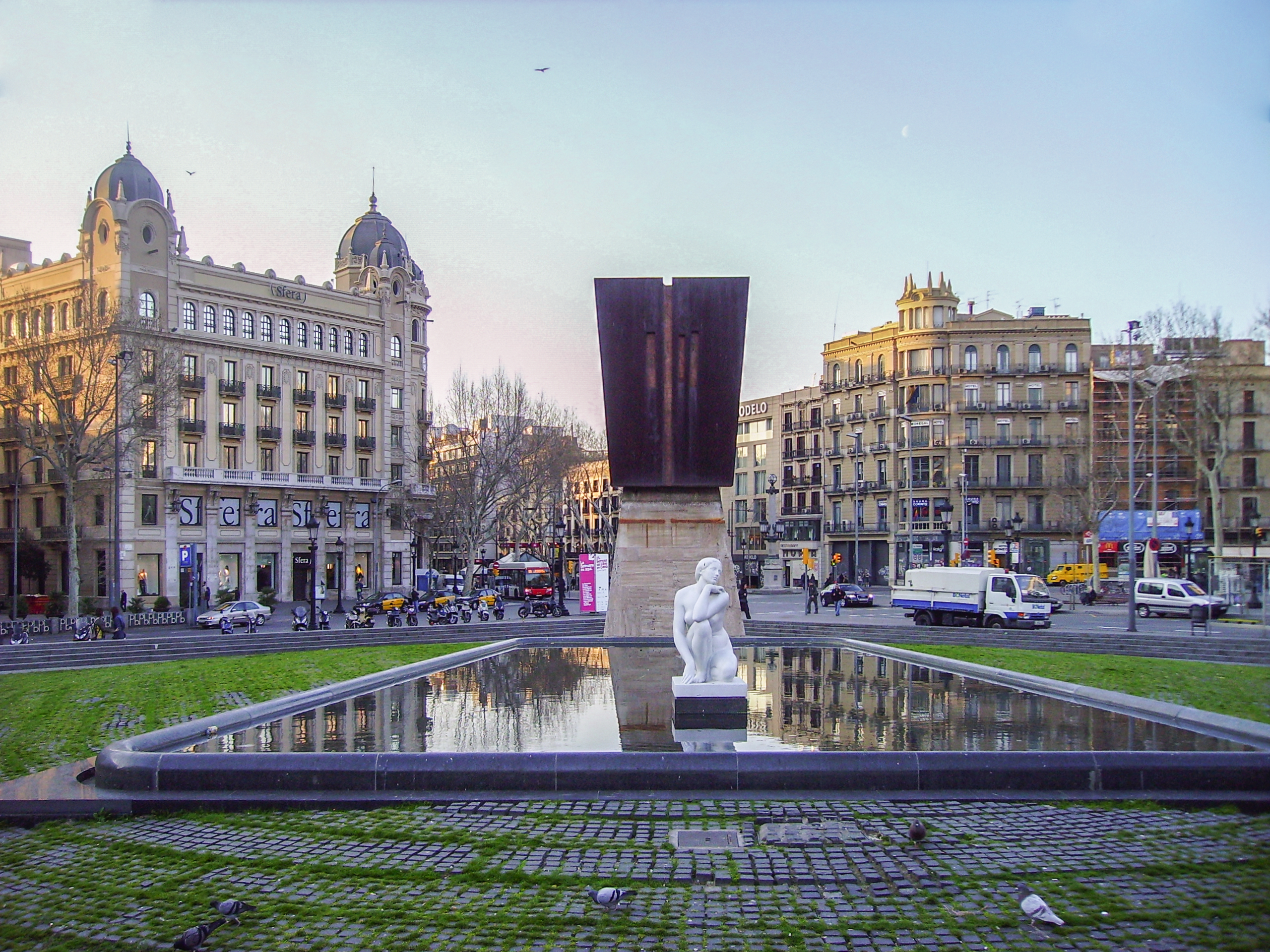
La Diosa de Josep Clarà en la plaza de Cataluña, con el monumento a Francesc Macià, de Subirachs y La Rambla al fondo

Con la llegada de la democracia se inició un nuevo período en la estatuaria pública de la ciudad. A nivel estilístico, se hizo una clara apuesta por el arte contemporáneo y por la incorporación de obras de artistas de renombre de todo el mundo. En esos años se instalaron obras como: el Monumento a Pau Casals (1982), de Josep Viladomat y Apel·les Fenosa; el Homenaje a Picasso (1983), de Antoni Tàpies; Mujer y pájaro (1983), de Joan Miró; Elogio del agua (1987), de Eduardo Chillida; el jardín de Esculturas de Montjuic (1990); y el Monumento a Francesc Macià (1991), obra de Josep Maria Subirachs, en la plaza de Cataluña.
En 1992, se celebraron los XXV Juegos Olímpicos, que también dejaron numerosas obras en la ciudad, principalmente en la montaña de Montjuic, donde se remodeló el Estadio Olímpico y se construyó el Palau Sant Jordi, pero también en las villas olímpicas del Pueblo Nuevo y el Valle de Hebrón. En los años siguientes continuó a buen ritmo la colocación de obras de arte en espacios públicos, con obras como Cabeza de Barcelona (1992), de Roy Lichtenstein; Barcino (1994), de Joan Brossa; Personaje (1997), de Joan Miró; y La ola (1998), de Jorge Oteiza.
Por último, en el siglo XXI continuó un cierto eclecticismo derivado de las tendencias postmodernas iniciadas en los años 1980, que ha deparado obras de diverso signo y estilo para la ciudad. Uno de los eventos más destacados del nuevo milenio fue la celebración del Fórum Universal de las Culturas de 2004, que permitió nuevos cambios urbanísticos en la ciudad, especialmente en la zona del Besós y de Diagonal Mar. Algunas de las obras incorporadas al acervo público en el nuevo siglo fueron: Árboles gemelos (2001), de Arata Isozaki; Tall Irregular Progression. A las víctimas del terrorismo (2003), de Sol LeWitt; El Canal de Suez (2009), de Albert Viaplana; A los castellers (2012), de Antoni Llena.

### Patrimonio de la Humanidad
En Barcelona hay varios puntos de interés declarados Patrimonio de la Humanidad por la Unesco. El séptimo elemento del Lugar Patrimonio de la Humanidad «Obras de Antoni Gaudí» es la Cripta de la Colonia Güell, que se encuentra en Santa Coloma de Cervelló.

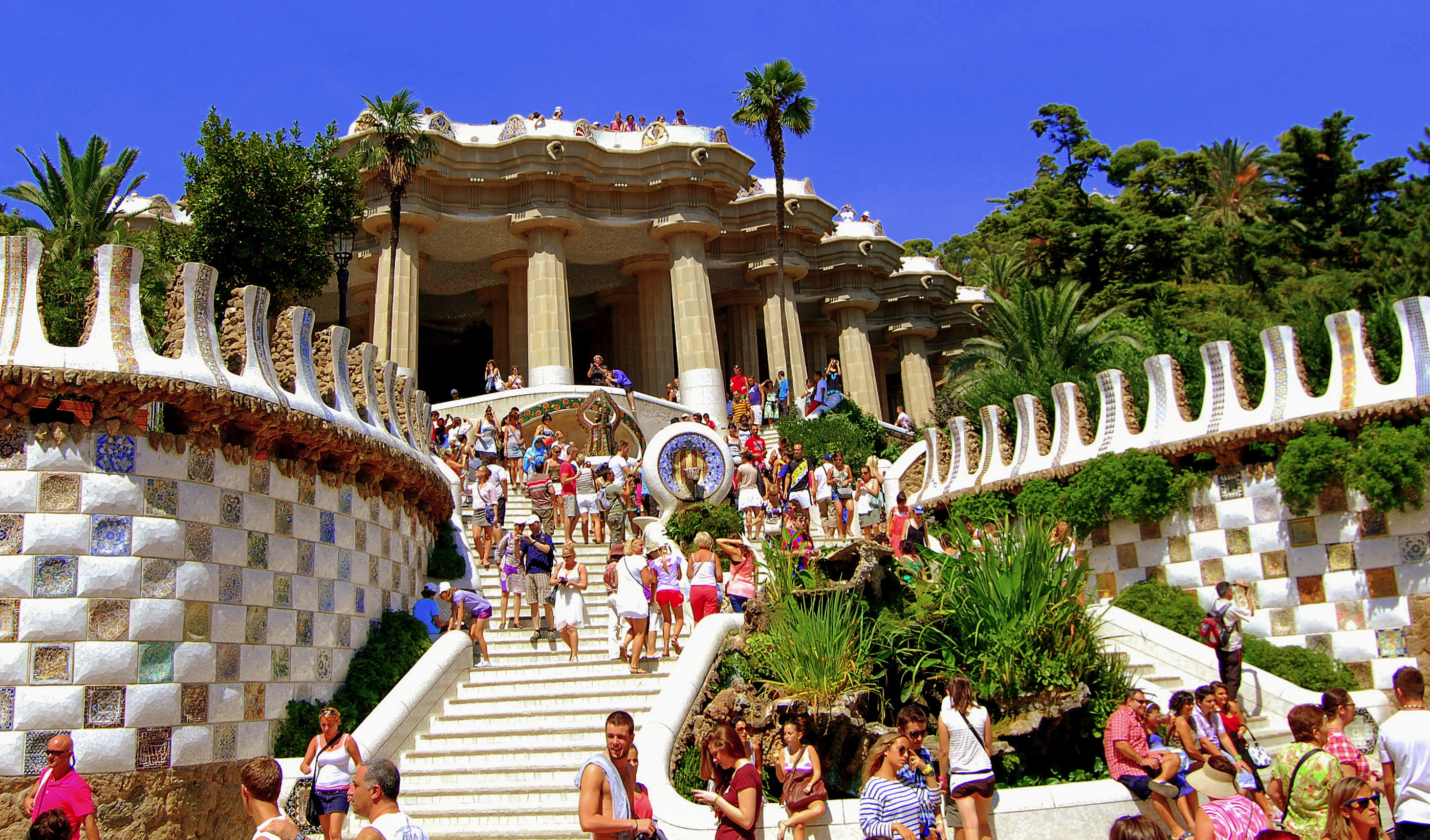
Parque Güell, Patrimonio de la Humanidad por la Unesco desde 1984
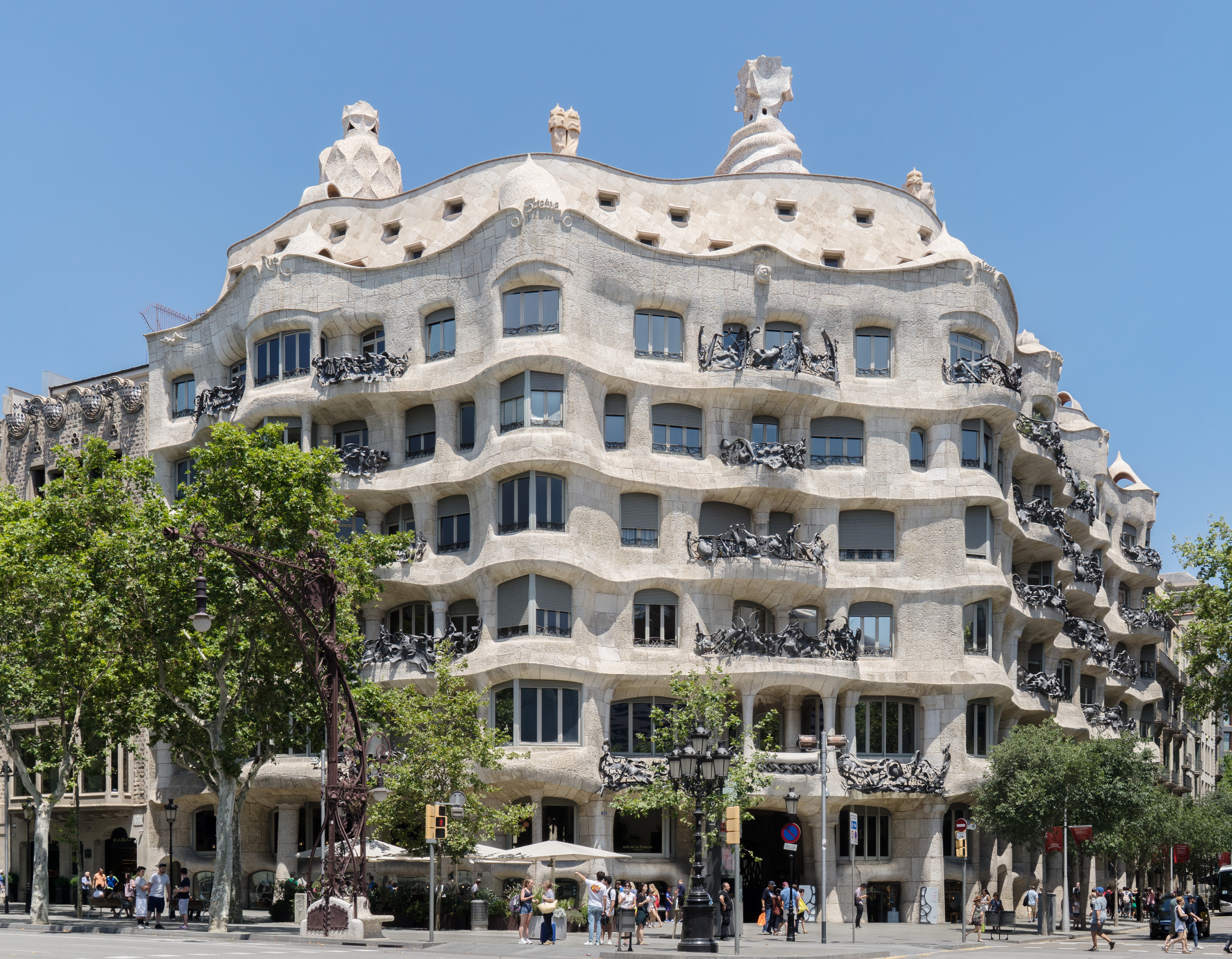
Casa Milà (conocida como La Pedrera), Patrimonio de la Humanidad por la Unesco desde 1984
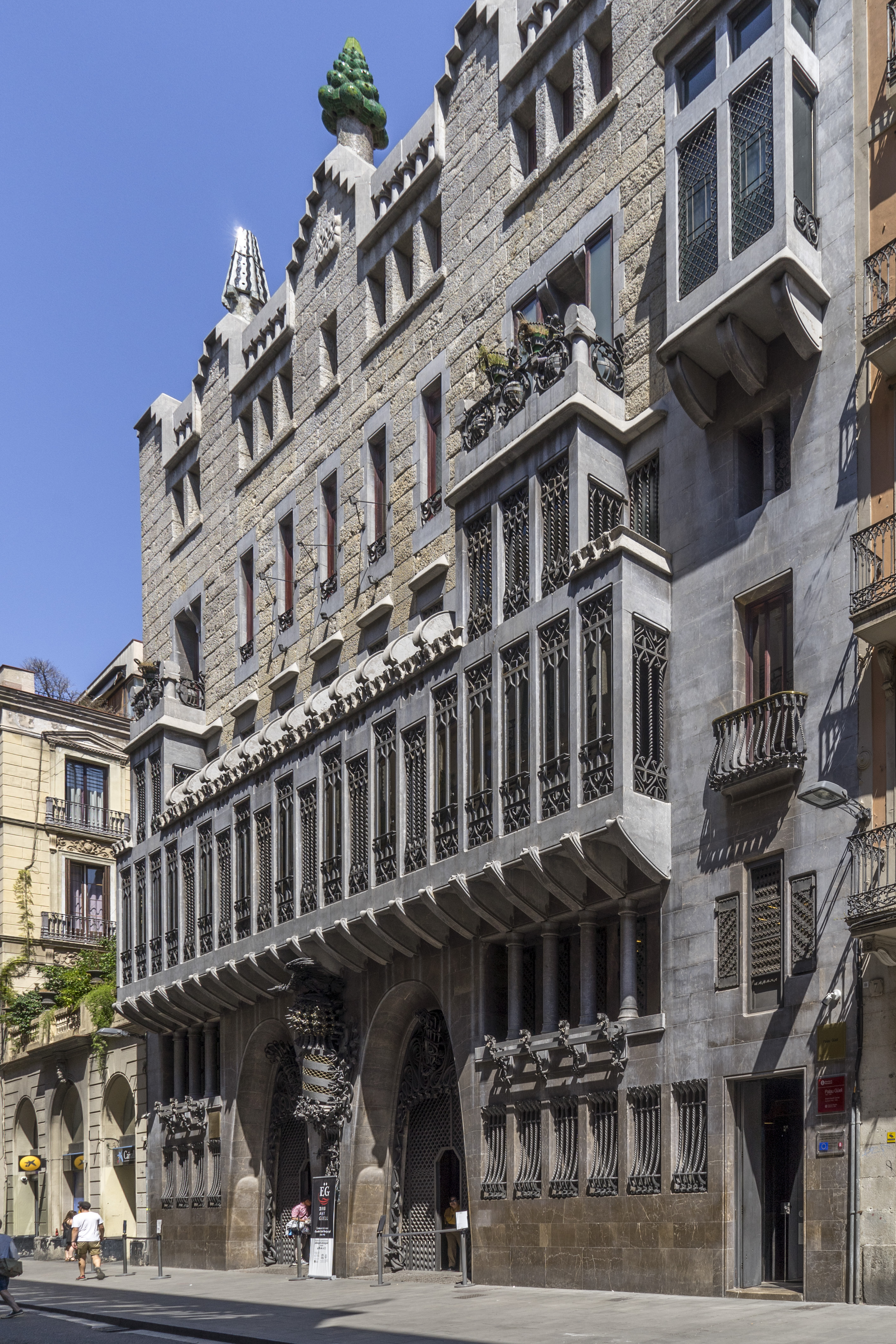
Palau Güell, Patrimonio de la Humanidad por la Unesco desde 1984
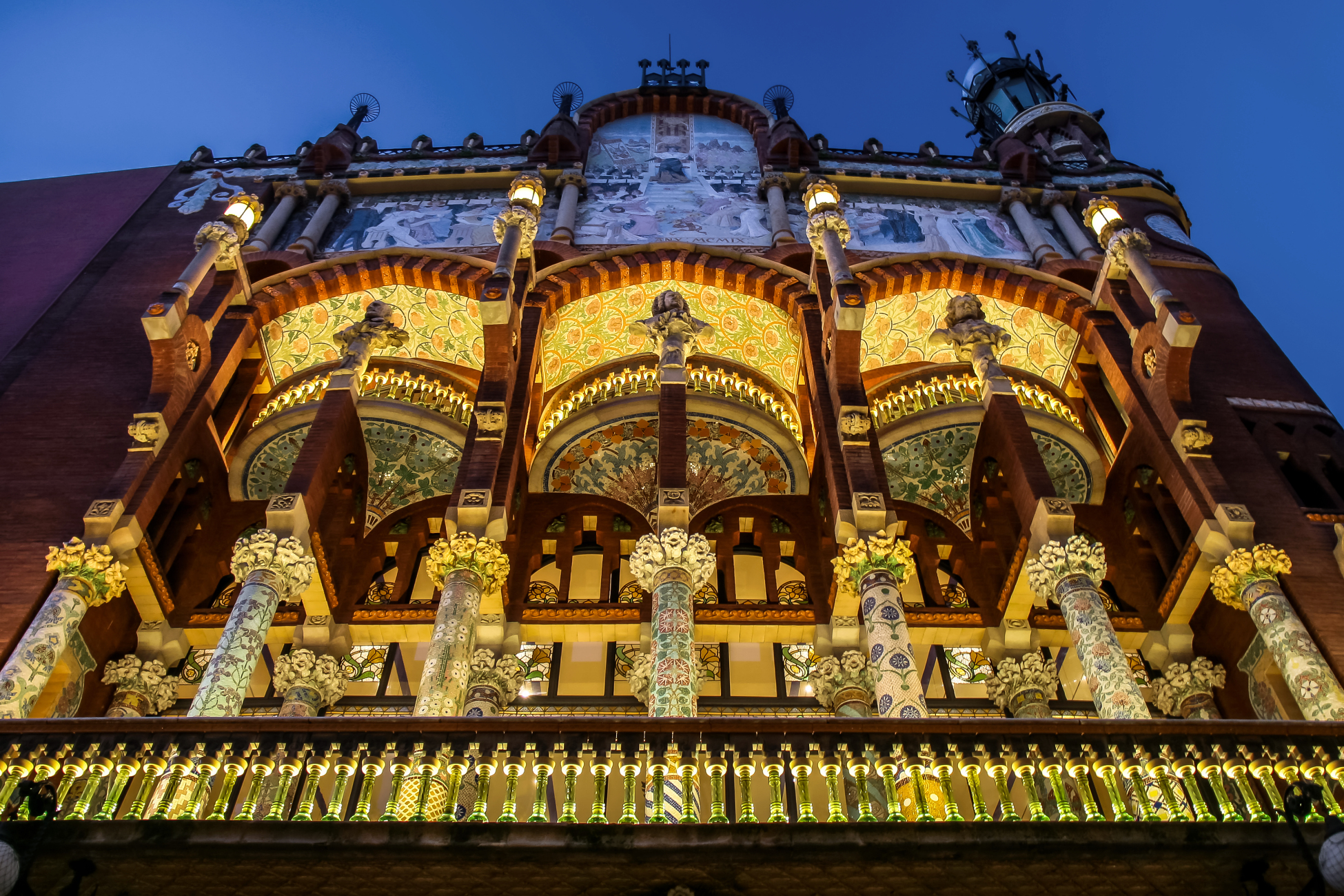
Palau de la Música Catalana, Patrimonio de la Humanidad por la Unesco desde 1997
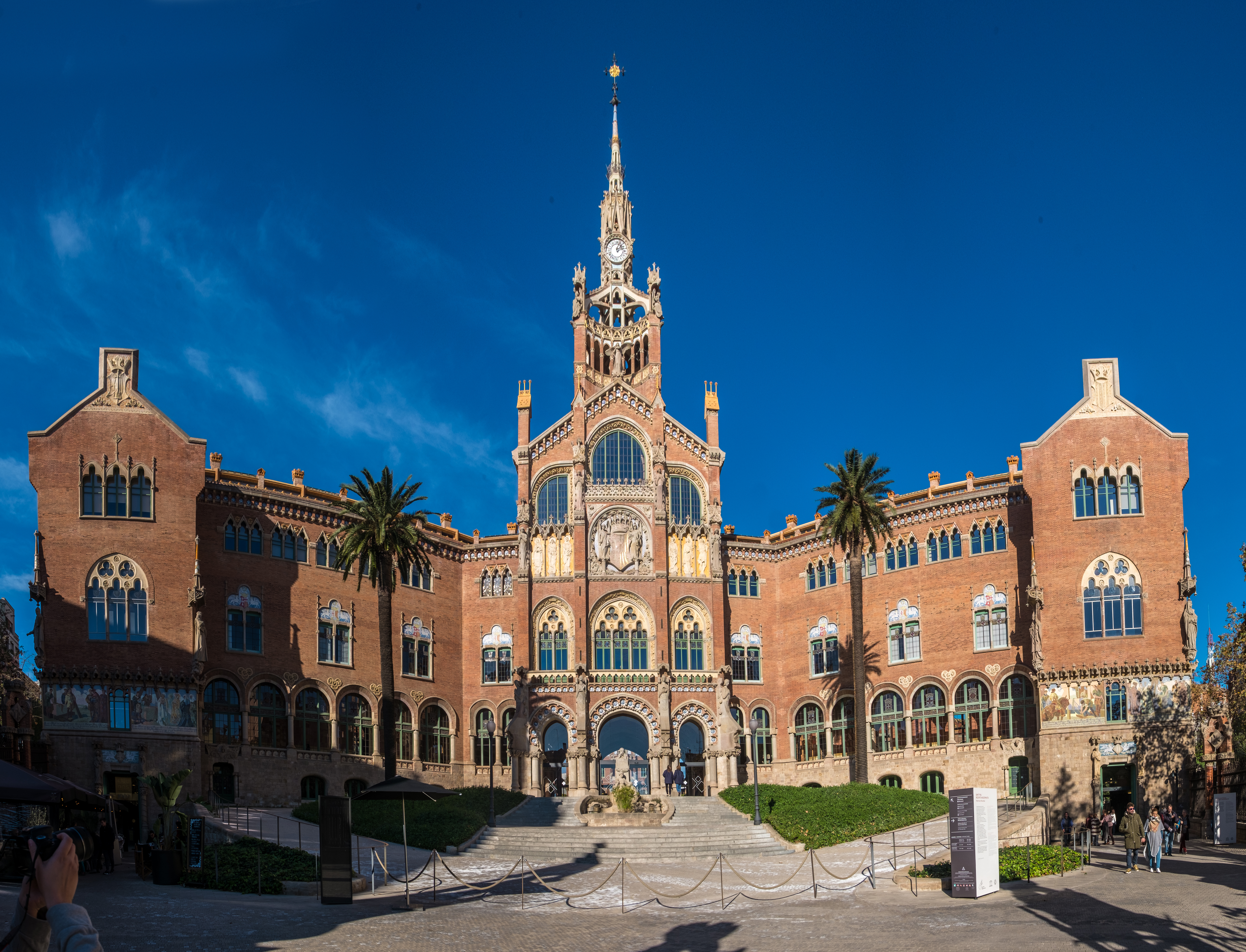
Hospital de la Santa Cruz y San Pablo, Patrimonio de la Humanidad por la Unesco desde 1997
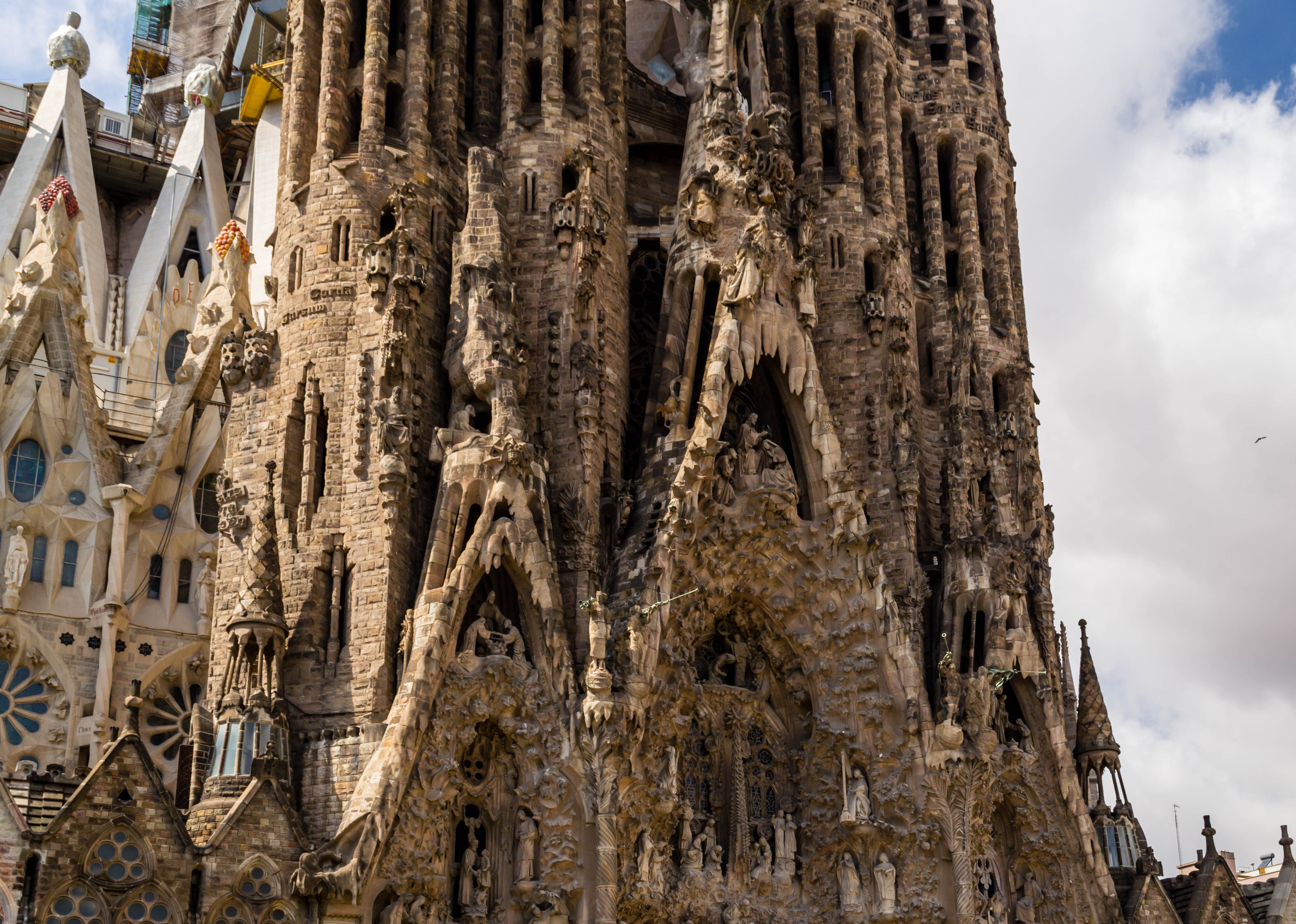
La fachada de la Natividad de la Sagrada Familia, Patrimonio de la Humanidad por la Unesco desde 2005
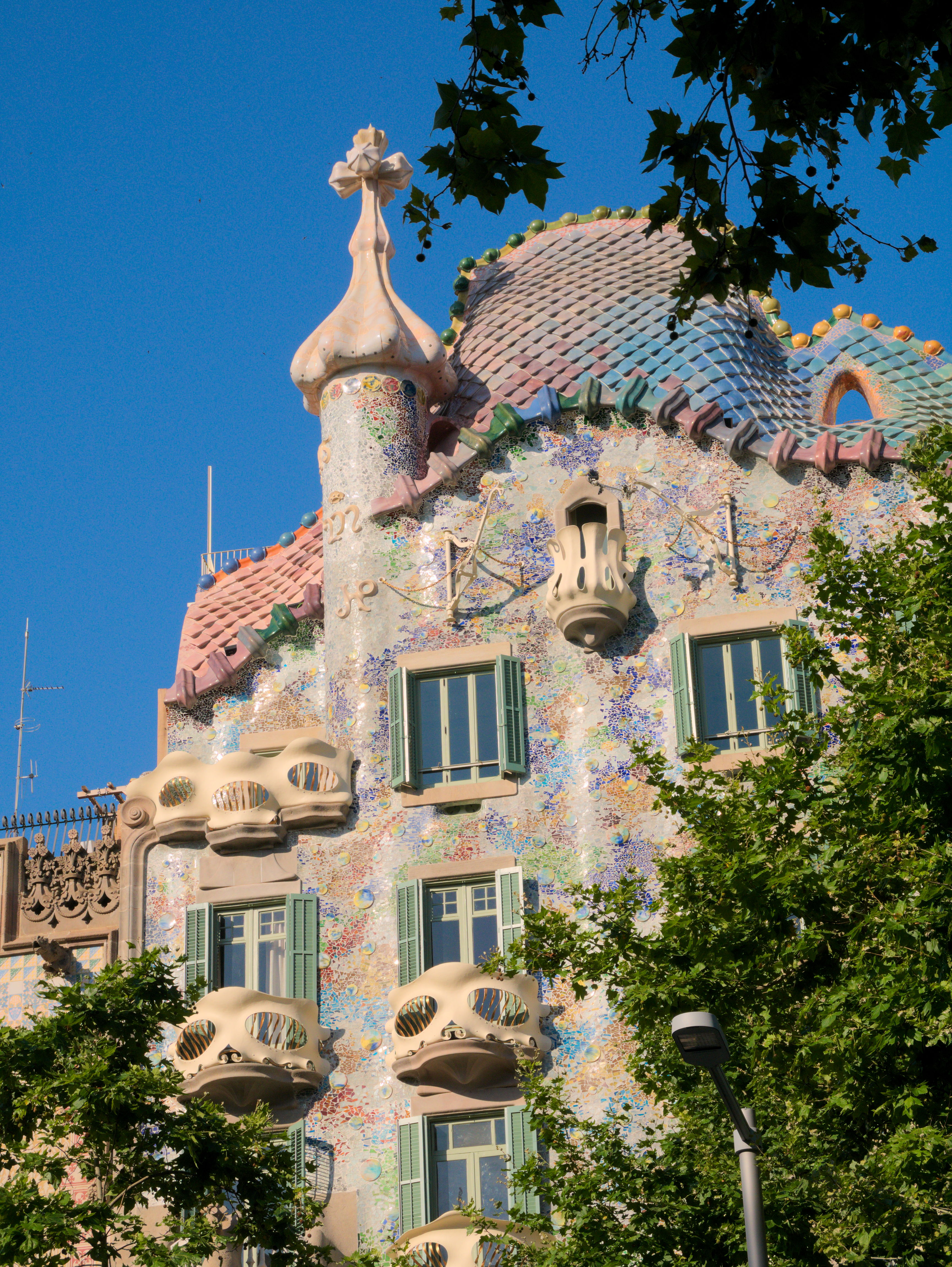
Casa Batlló, Patrimonio de la Humanidad por la Unesco desde 2005
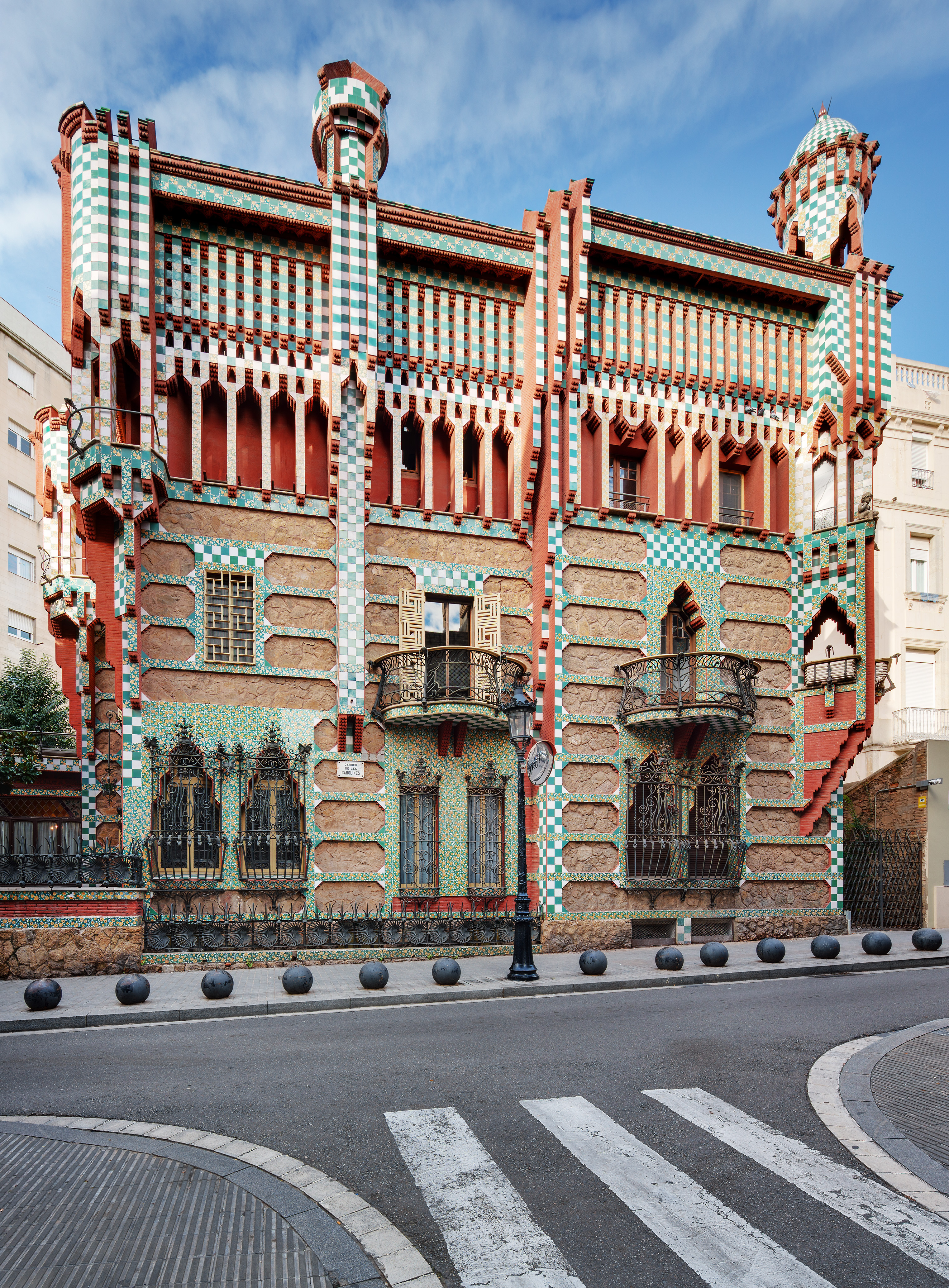
Casa Vicens, Patrimonio de la Humanidad por la Unesco desde 2005

### Arquitectura

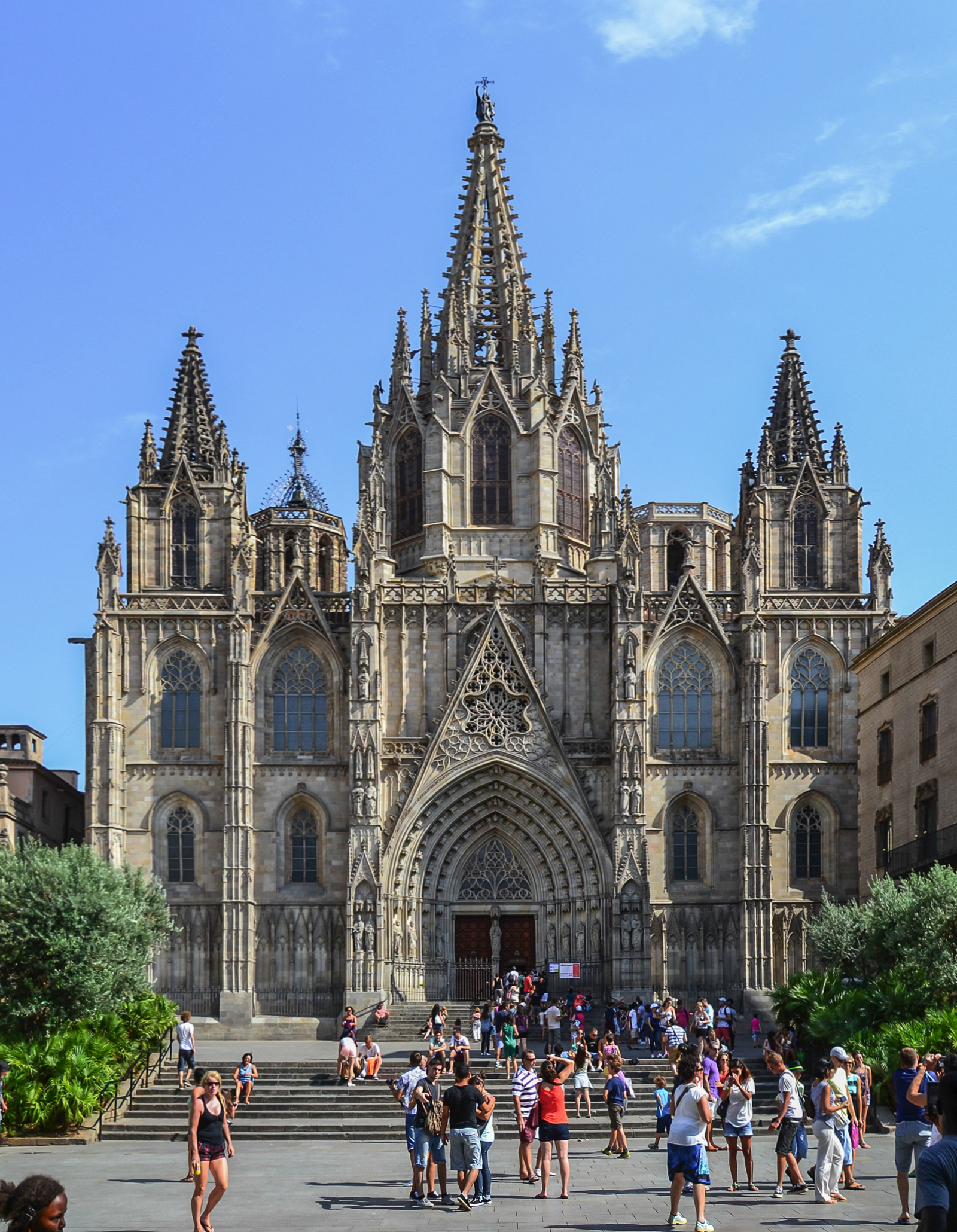
Fachada principal y cimborrio de la Catedral de la Santa Cruz y Santa Eulalia, construidos entre 1882 y 1913 como parte de la remodelación de la catedral, construida entre 1298 y 1420

La ciudad tiene una larga y rica historia arquitectónica, empezando por los antiguos restos del asentamiento romano que fundó Barcelona, del cual solo quedan restos arqueológicos, o fragmentos dispersos, como por ejemplo, las columnas del templo de Augusto dentro el edificio del Centro Excursionista de Cataluña, los restos de Barcino bajo el subsuelo (integradas dentro del Museo de Historia de Barcelona) o las antiguas murallas. También se conservan testigos de construcciones de estilo románico, muy posteriores, como el monasterio de San Pablo del Campo o la capilla de Marcús.
Del periodo medieval sí que se han conservado numerosos edificios, algunos de ellos muy destacados, especialmente las obras góticas que proliferan en su centro histórico denominado barrio Gótico precisamente por este motivo, como la catedral de la Santa Cruz y Santa Eulalia, la basílica de Santa María del Mar, fuera del barrio Gótico, caracterizada por su austeridad y armonía en las medidas, motivo por el que muchos[¿quién?] la consideran la obra más destacada del gótico catalán; también la iglesia de Santa María del Pino, de amplia nave y monumental torre campanario, o las Atarazanas Reales, uno de los pocos ejemplos de naves góticas de uso civil existente en Europa. También del periodo medieval destacan edificios como el salón del Tinell, el palacio del Lloctinent o el palacio de la Generalidad de Cataluña. También destacan los palacios construidos por familias adineradas de la ciudad, estructurados alrededor de un patio, como los que actualmente acogen el Museo Picasso.
Tras un periodo poco relevante arquitectónicamente en la ciudad, debido a que las murallas impedían nuevos crecimientos, la falta de suelo intramurallas, y las penurias económicas causadas por la guerra de Sucesión (1701-1715), se hicieron algunas actuaciones importantes gracias a los terrenos obtenidos de la Iglesia mediante la desamortización. Estos terrenos permitieron, por ejemplo, la construcción de la plaza Real, o notables construcciones en hierro, como el mercado de La Boquería. Años más tarde un nuevo movimiento arquitectónico tomó fuerza en Barcelona, acompañado por un momento de gran bonanza económica, y por la expansión de la ciudad más allá de las murallas, el modernismo.

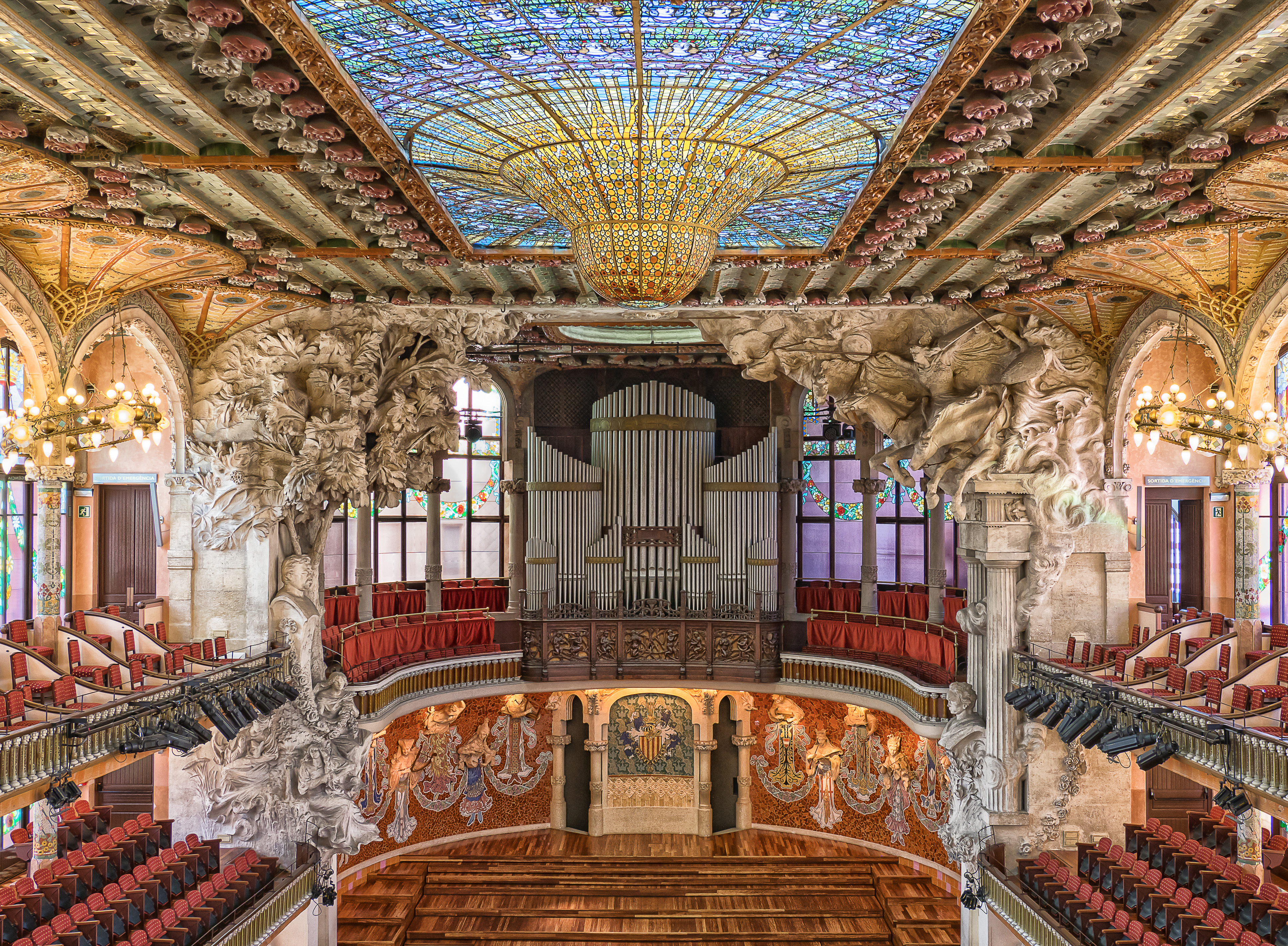
El Palau de la Música Catalana, de Lluís Domènech i Montaner, una de las obras maestras del Modernismo catalán, inaugurado en 1908 y declarado obra patrimonio de la humanidad por la UNESCO en 1997

Barcelona atesora numerosas obras modernistas, algunas de gran calidad, como el Hospital de la Santa Cruz y San Pablo o el Palacio de la Música Catalana de Lluís Domènech i Montaner, o la Casa Macaya de Josep Puig i Cadafalch; pero sin duda el arquitecto modernista más conocido y reconocido es Antoni Gaudí. Su obra más relevante, que atrae cada año a millones de visitantes de todo el mundo, es el Templo Expiatorio de la Sagrada Familia, que Gaudí dejó inacabado y que se sigue construyendo con donativos y aportaciones de particulares y visitantes, y que está previsto acabar en un futuro próximo. Otras de las obras más conocidas de Gaudí son el parque Güell, la Casa Milà, también denominada La Pedrera, y la Casa Batlló.

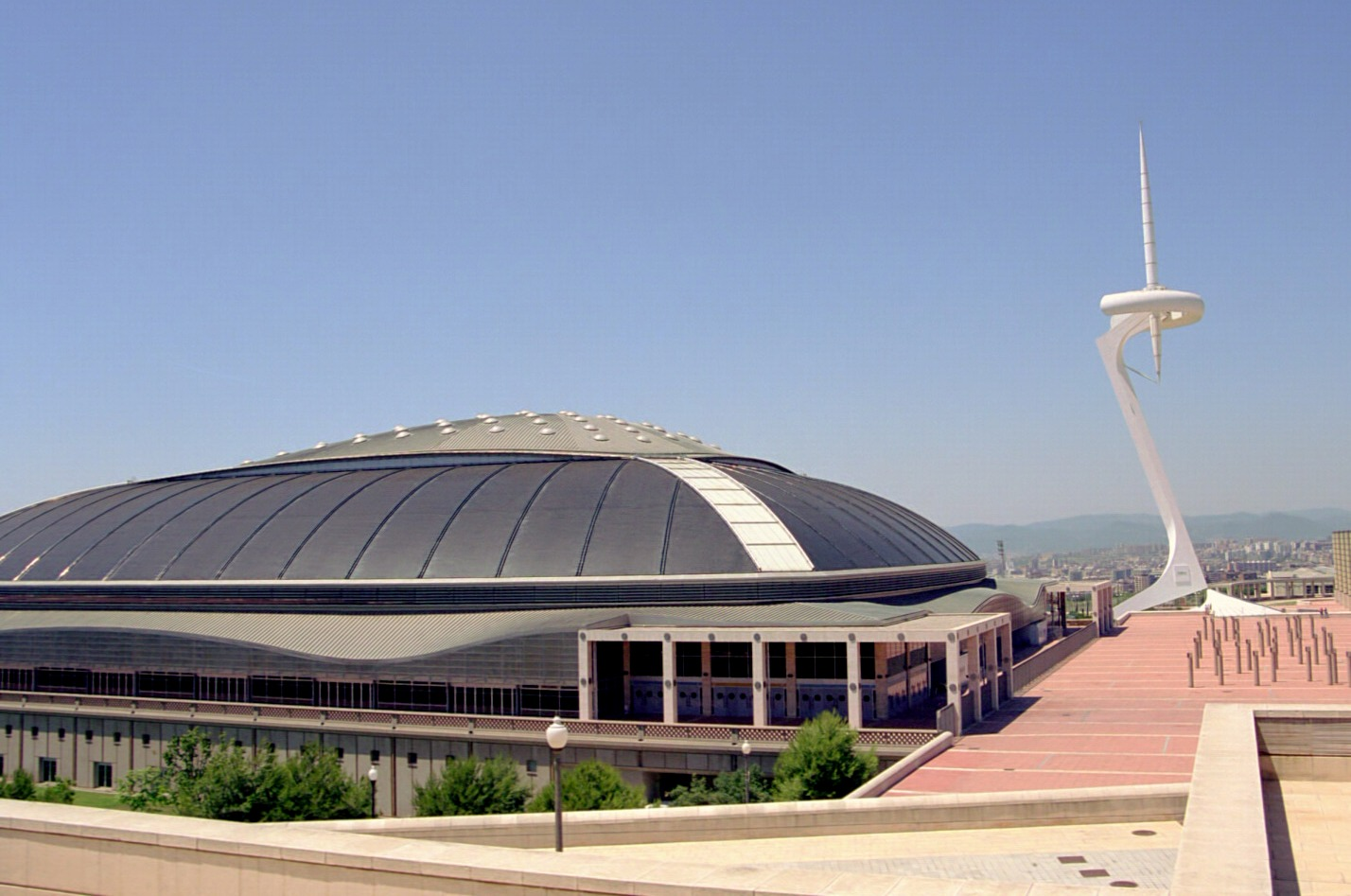
Palau Sant Jordi (1990), obra de Arata Isozaki, y la Torre de Comunicaciones de Montjuïc (1992), de Santiago Calatrava

La ciudad también posee diferentes muestras de arquitectura contemporánea. Destaca el Pabellón alemán de Ludwig Mies van der Rohe, que se construyó con motivo de la Exposición Internacional de 1929, o la Fundación Joan Miró del arquitecto catalán Josep Lluís Sert. Tras la guerra civil, la ciudad quedó bajo el control del régimen franquista y su visión desarrollista, además de impedir todo movimiento popular, que son los que históricamente han producido las más notables obras de Barcelona.
No fue hasta años después de la recuperación de la democracia, con motivo de los Juegos Olímpicos de 1992, que la ciudad vivió una etapa de grandes transformaciones que dieron lugar a obras como el Palau Sant Jordi de Arata Isozaki, la torre de Collserola de Norman Foster y la torre de telecomunicaciones de Montjuic de Santiago Calatrava. Antes de los Juegos también se llevó a cabo la remodelación y ampliación del aeropuerto de Barcelona, que dirigió Ricardo Bofill.
En la etapa posolímpica la ciudad ha seguido manteniendo un desarrollo arquitectónico notable, construyendo edificios como el Museo de Arte Contemporáneo de Barcelona (MACBA) de Richard Meier y la torre Glòries de Jean Nouvel. Se encuentran en proyecto una estación nueva en la Sagrera y la Torre La Sagrera de Frank Gehry. Otras actuaciones se han llevado a cabo con motivo del Foro Universal de las Culturas, como el edificio Fórum de Jacques Herzog y Pierre de Meuron.

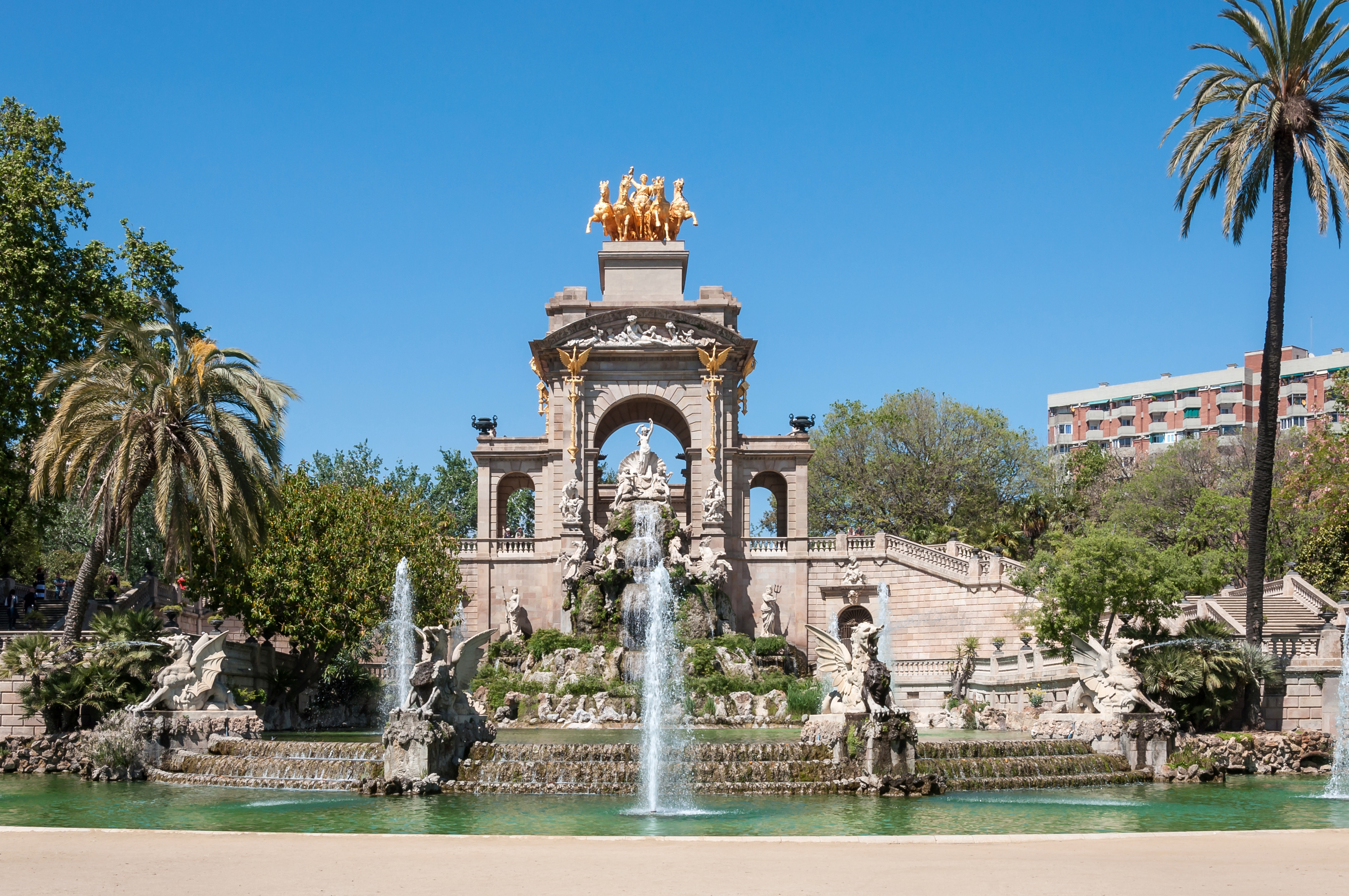
Cascada Monumental, obra de Josep Fontseré i Mestre, construida entre 1875 y 1888, y ubicada en el Parque de la Ciudadela, recinto construido para albergar la Exposición Universal de 1888

El año 1999, la ciudad de Barcelona fue premiada por el Real Instituto de Arquitectos Británicos con la Medalla de Oro del RIBA, un galardón que se otorga a arquitectos por el conjunto de su obra, y que por primera y por el momento única vez, ha sido otorgado a una ciudad y no a un arquitecto individual.

#### Parques y jardines
Barcelona cuenta con numerosos parques. Los más conocidos son el parque Güell, diseñado por Antoni Gaudí en el distrito de Gracia, el parque de Montjuic, situado en la montaña del mismo nombre, y el parque de la Ciudadela, situado en el centro de la ciudad, en el que puede encontrase el Parlamento de Cataluña y el parque zoológico de Barcelona, famoso por haber albergado hasta su muerte al gorila albino Copito de Nieve.
Recientemente, se han inaugurado el parque de Diagonal Mar, diseñado por Enric Miralles, y el parque del Fórum, donde se ubicó el recinto que acogió el Fórum Universal de las Culturas de 2004. Cerca de Collserola, al norte de la ciudad, se encuentran el parque Central de Nou Barris, uno de los más grandes de Barcelona y el parque del Laberinto de Horta, donde los setos están plantados y recortados de forma que crean un laberinto donde pequeños y mayores pasan ratos divertidos. Otros parques menores, son el parque de la España Industrial, en el barrio de Sants, el parque del Clot, cerca de la plaza de las Glorias, y el Turó Park, junto a la plaza Francesc Macià.

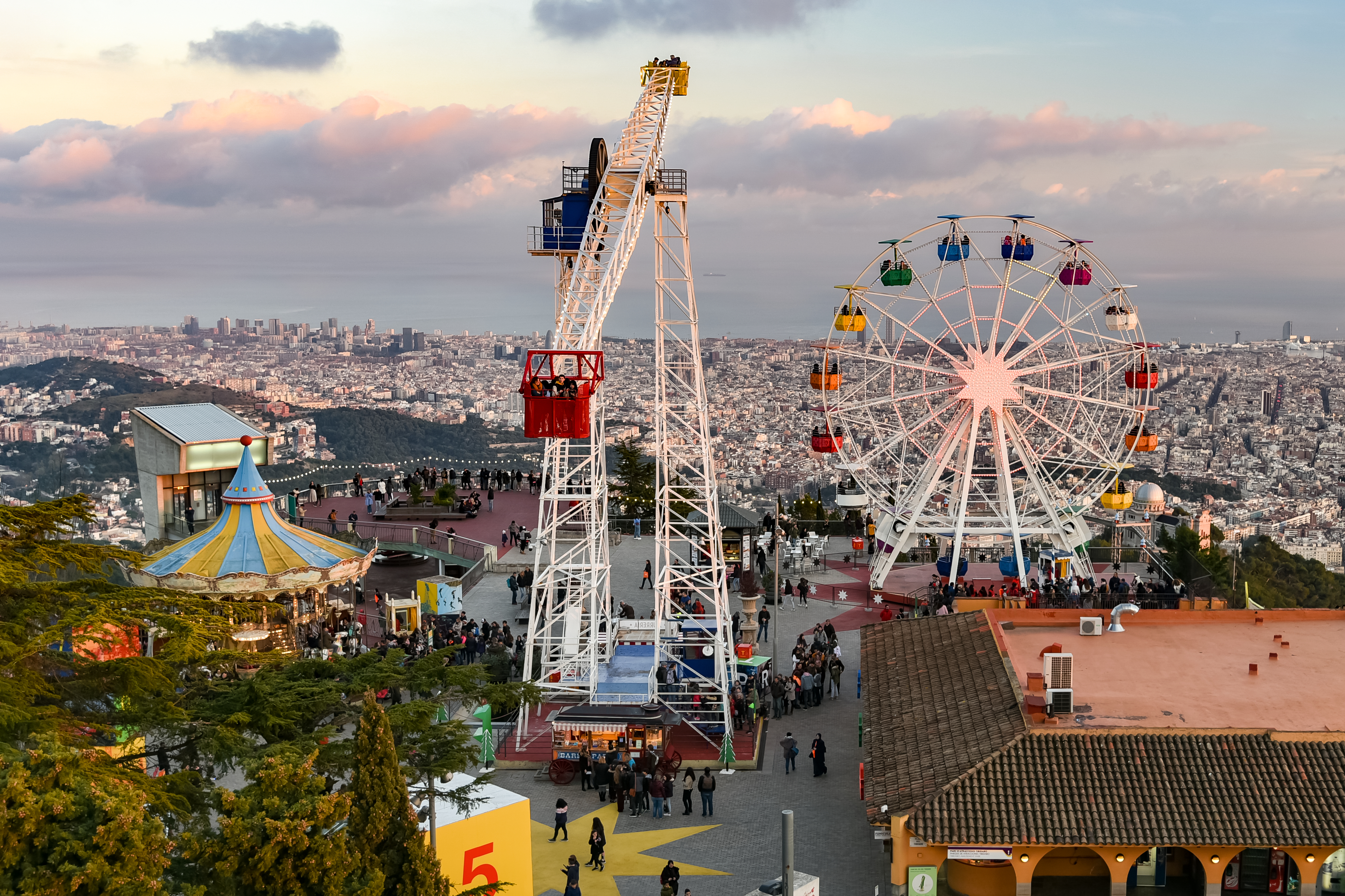
Parque de Atracciones Tibidabo, fue inaugurado en 1901 convirtiéndose en el primer parque de atracciones de España, además de ser el tercero más antiguo de Europa en funcionamiento

Además de esto, en la ciudad hay dos montañas que dominan las vistas, por lo que han sido convertidas en miradores. Montjuic es un pequeño monte situado junto al puerto, en cuya cima se encuentra un antiguo castillo militar que sirvió para vigilar la entrada a Barcelona desde el mar. En la falda de este monte se encuentran las instalaciones olímpicas, como el estadio Olímpico Lluis Companys, el Palau Sant Jordi diseñado por el arquitecto japonés Arata Isozaki, y las Piscinas Picornell. También se encuentra en Montjuic el jardín botánico, que dispone de una colección única de cactus.
El otro monte de Barcelona es el Tibidabo, en la parte alta de la ciudad. Puede subirse en automóvil, autobús, o bien con un tranvía y un funicular. En el Tibidabo se encuentran el Templo Expiatorio del Sagrado Corazón, el parque de atracciones del Tibidabo, y la torre de Collserola, antena de telecomunicaciones diseñada por Norman Foster que dispone de un mirador.

## Deportes
En Barcelona se encuentra el Fútbol Club Barcelona, que es uno de los mejores equipo de la historia del fútbol, también tiene un equipo femenino, de baloncesto, de hockey y de rugby. También hay otros equipos de fútbol, pero el FCB es el más importante.

## Cultura

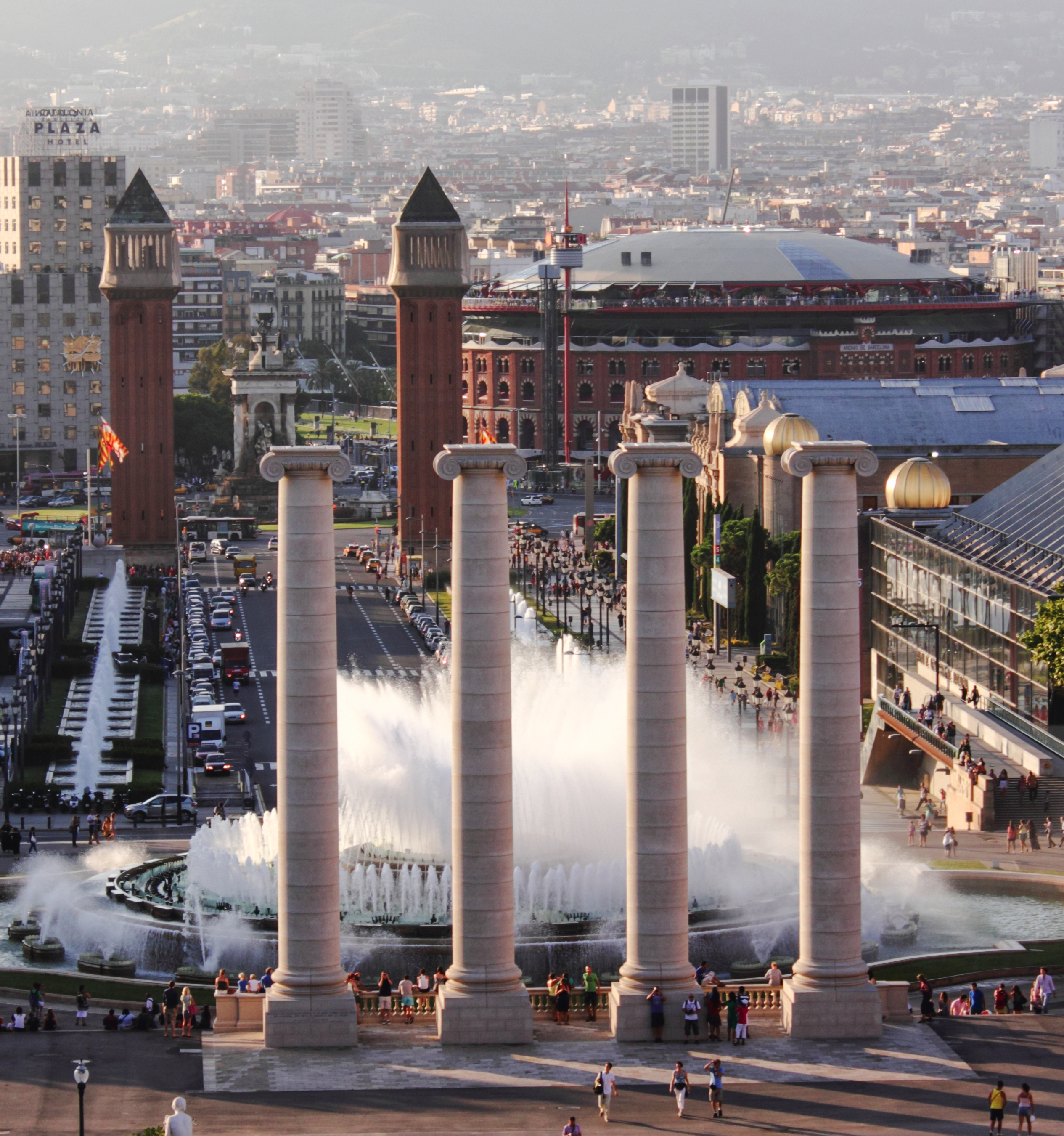
Las Cuatro Columnas, que simbolizan las cuatro barras de la señera catalana, junto a la fuente Mágica de Montjuic. Al fondo las torres venecianas y la antigua plaza de toros Arenas de Barcelona

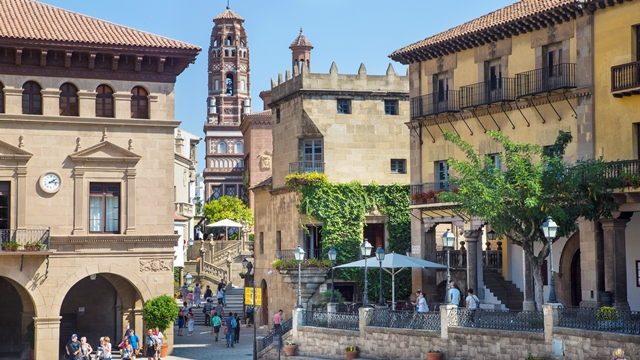
Pueblo Español, recinto con edificios representativos de 15 comunidades autónomas españolas

### Idiomas
Actualmente en el área metropolitana de Barcelona, debido a la gran inmigración recibida durante los últimos 20 años de todas las partes del mundo, se hablan gran cantidad de lenguas. Algunos estudios hablan de más de 200 lenguas diferentes, pero la inmensa mayoría de la población habla castellano y catalán. Según las encuestas, en Cataluña saben hablar correctamente en castellano un 99,7 % de los residentes y en catalán un 78,3 %. En cuanto a la escritura, en castellano es del 95,6 % y en catalán del 61,8 %.
El dialecto o variante del catalán que se habla en esta zona es el catalán central, el cual se caracteriza por el uso de:
- Artículos definidos: el, la, els, les. Personales: en, na, el, la.
- Verbos incoativos con incremento en -eix.
- Palabras propias: ànec, sorra, ocell, etc.
- Sistema vocálico tónico de siete sonidos y átono de tres.
- Yeísmo o iodització.
- Plurales en «-s».
- Acentos: à, è, é, í, ò, ó, ú.

### Museos

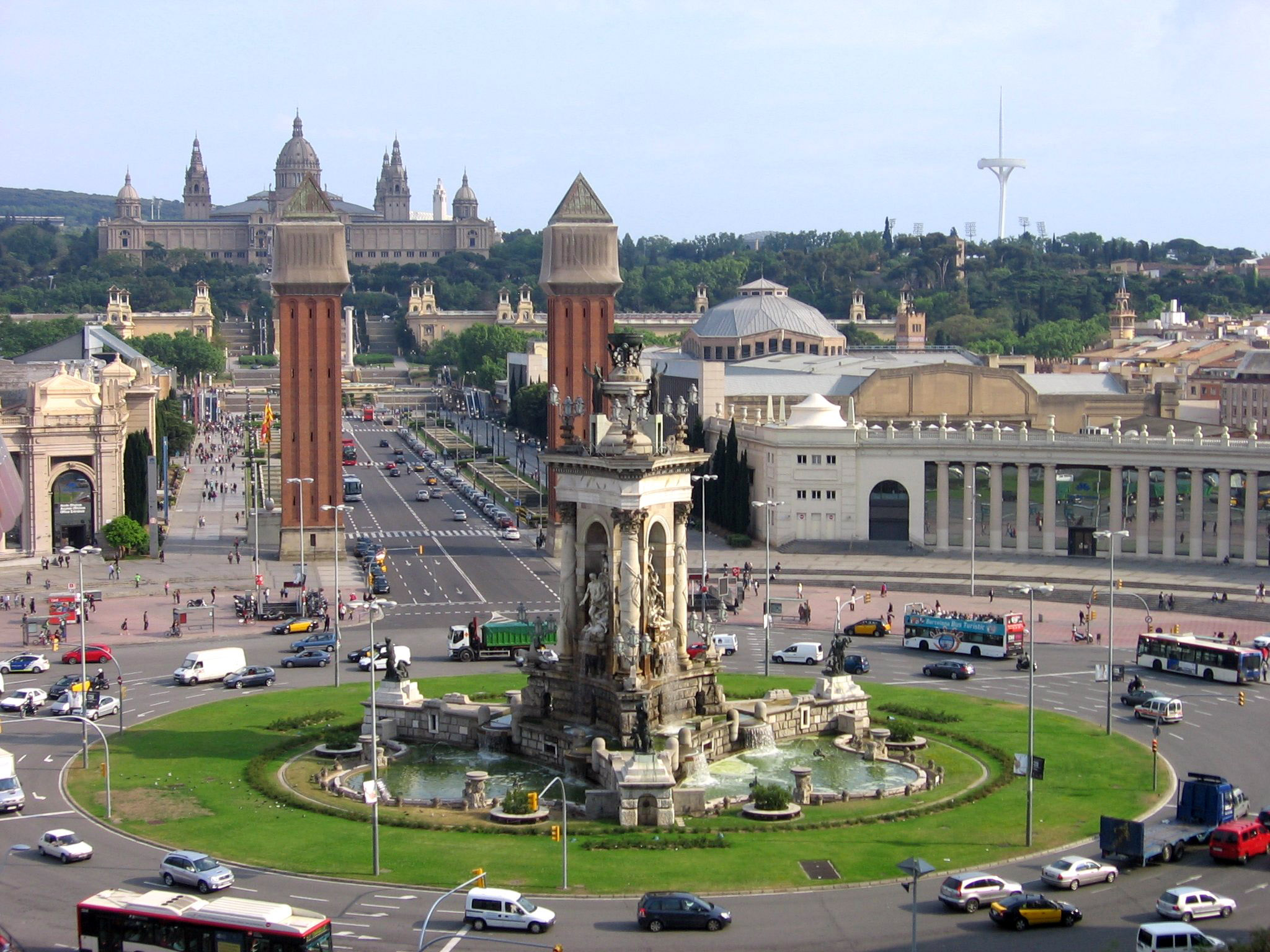
La Plaza de España y el Museo Nacional de Arte de Cataluña al fondo de la avenida María Cristina. Albergó la Exposición Universal de 1929

Existen numerosos museos y fundaciones tanto públicos como privados, como el Centro de Cultura Contemporánea de Barcelona, el Museo de la Música o el Museo del Chocolate.
Los más importantes han sido los dedicados a artistas concretos, como la fundación Joan Miró, la fundación Antoni Tàpies, o el museo Picasso, gracias a sus fondos propios conseguidos con donaciones y compras de las obras de estos autores, aunque el más concurrido sin duda es el museo del Fútbol Club Barcelona, situado en el Camp Nou. También nos encontramos con Museo Can Framis, Museo de Pintura Contemporánea de Barcelona, museo de la Fundación Vila Casas También existen importantes museos creados por las administraciones, como el MACBA y el Museo de Historia de Barcelona, o por la sociedad civil, como el CosmoCaixa, el CaixaForum, el Museo de la Pedrera, sufragados por la obra social de las cajas de ahorros.
Con la llegada del siglo XXI, los tres niveles de la administración han empezado una política de unificación de pequeños museos y colecciones para crear museos de mayor envergadura, con mayores fondos y con más atractivo. El más claro ejemplo de esta política hasta la fecha es el Museo Nacional de Arte de Cataluña (MNAC), fruto de la fusión entre el Museo de Arte Moderno, el Museo de Arte de Cataluña y otros fondos de la biblioteca general de Historia del Arte, así como fondos de numismática, grabados y fotografía, dando fruto al museo con la mejor colección de arte románico de Europa y una de las mejores de gótico.

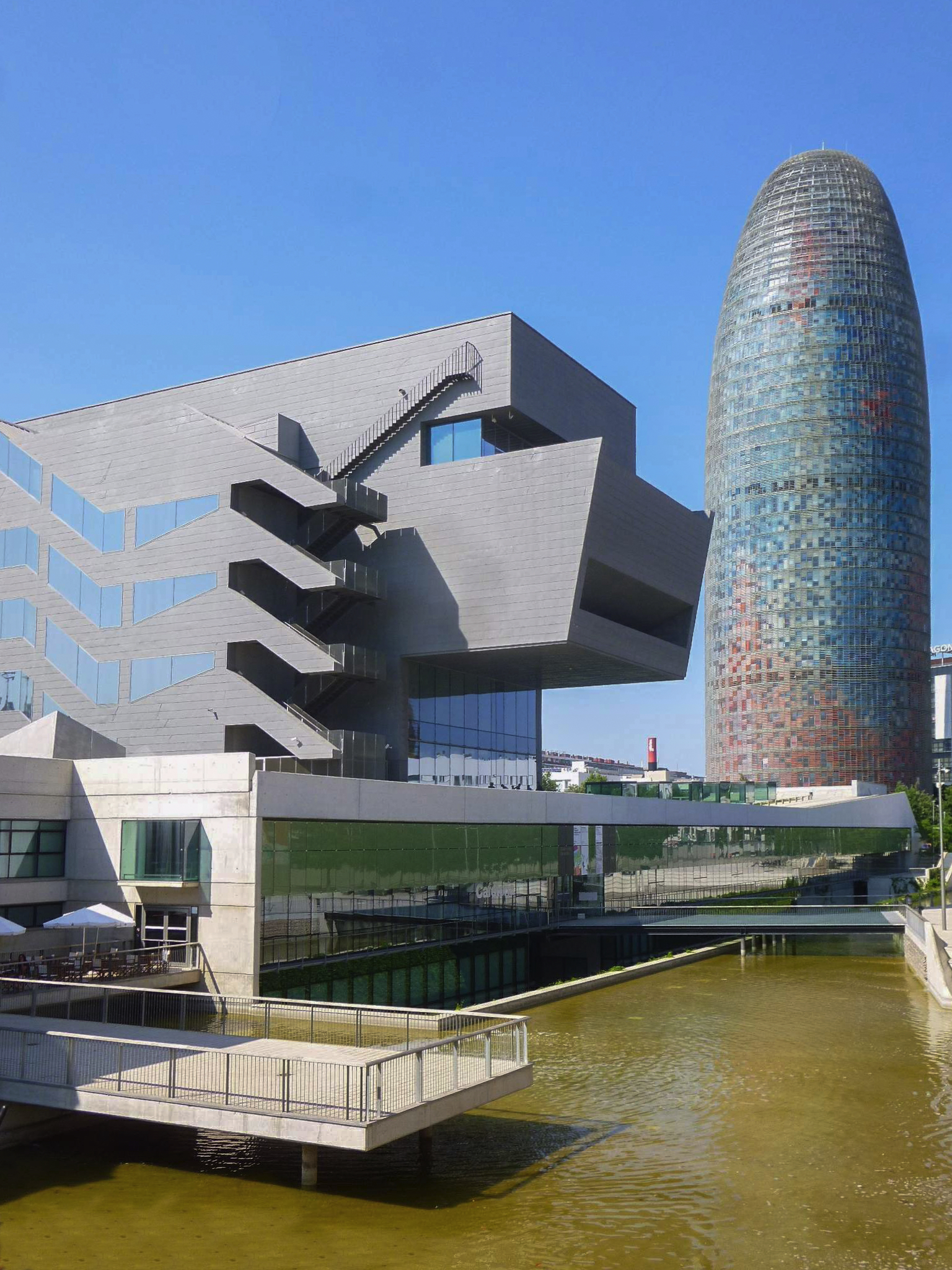
Museo del Diseño y la torre Agbar

El siguiente museo fruto de esta política es el Museo de Ciencias Naturales de Barcelona que había sido fundado en 1882 pero que fue reorganizado en 2011 con la unificación de hasta cinco instituciones: cuatro instituciones anteriormente ya existentes además de un nuevo museo, desde 2011 el principal espacio de exposición permanente de la institución. Este museo de exposición permanente está instalado en el edificio Fórum, en el extremo oriental de la Diagonal. En tanto que nuevo espacio del Museo de Historia Natural, el edificio Fórum recibió primeramente el nombre de Museu Blau (literalmente «Museo Azul») pero desde 2017 se le retiró el término Museu Blau para hacerle adoptar el nombre de la institución en su conjunto («Museo de Ciencias Naturales de Barcelona»). Las otras cuatro sedes del Museo son la sede original, es decir el Museo Martorell, que albergó el Museo de Geología de 1924 a 2010, el antiguo Museo de Zoología (abierto de 1920 a 2010 en el Castillo de los Tres Dragones y desde 2011 transformado en el Laboratori de Natura, literalmente el «Laboratorio de Naturaleza»), el Jardín Botánico Histórico de Barcelona (fundado en 1930), y el jardín botánico de Barcelona (fundado en 1999).
Otro proyecto es el Disseny Hub Barcelona, conocido por el acrónimo DHUB, es un nuevo centro del Instituto de Cultura de Barcelona (ICUB) dedicado a promover el conocimiento, la comprensión y el buen uso del mundo del diseño, y fruto de unir las exposiciones permanentes del Museo Textil y de la Indumentaria y la del Museo de las Artes Decorativas, además de otras colecciones de diseño industrial. Mientras se completa la construcción de su sede definitiva en la plaza de las Glorias Catalanas, se puede visitar en sus dos sedes temporales, el Palacio del Marqués de Lió, donde tienen lugar las actividades y exposiciones temporales, y el Palacio de Pedralbes, donde hay una exposición permanente de sus fondos.
El último proyecto consiste en unificar el Museo de Historia de Cataluña, el Museo Etnológico y el Museo de Arqueología de Cataluña, creando el llamado Museo Nacional de Sociedad, pero este proyecto carece aún de acuerdo y sede definitivos.

### Teatros y cines

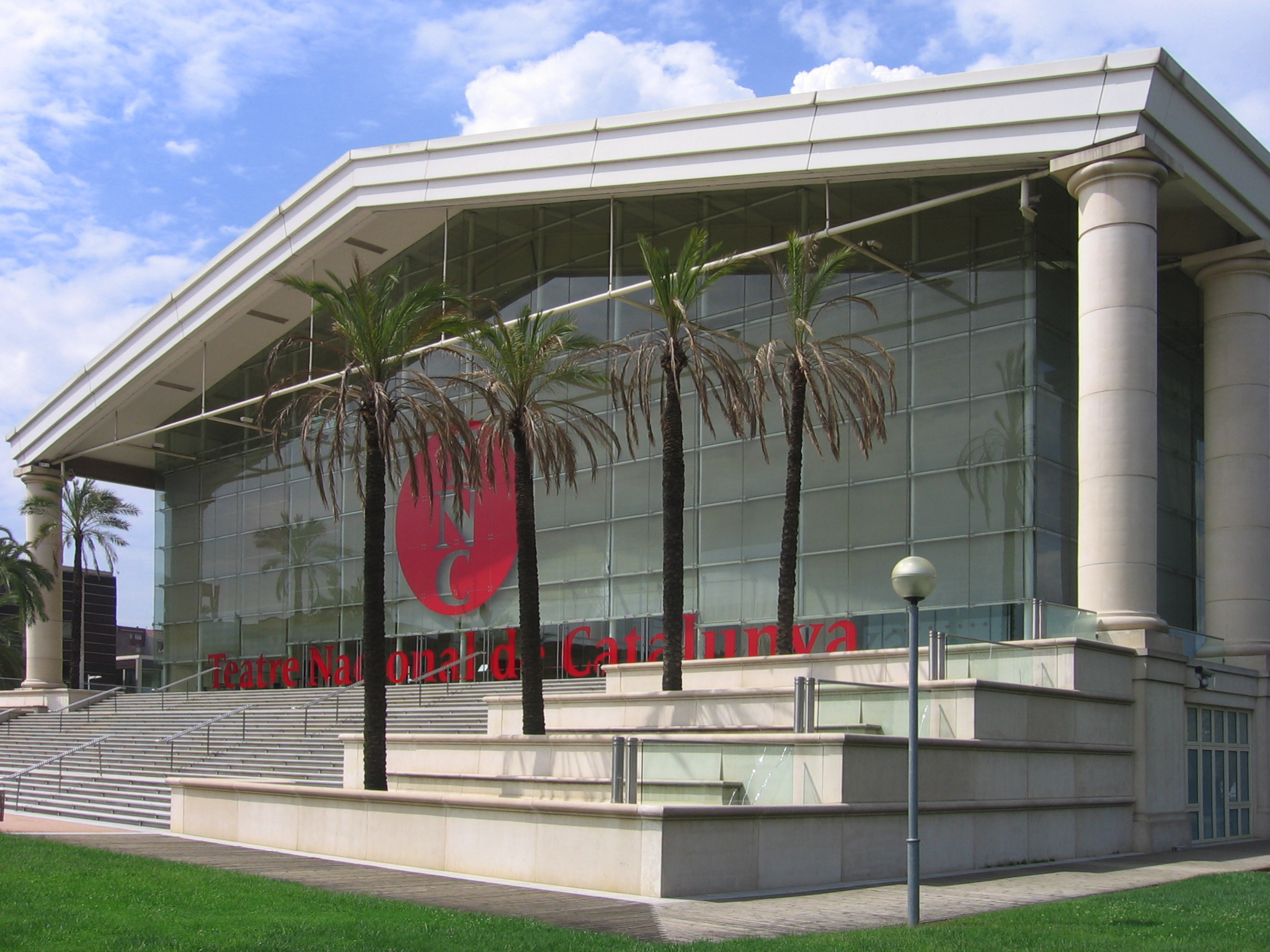
Teatro Nacional de Cataluña

La avenida del Paralelo destaca por la gran concentración de teatros que tiene, aunque hoy en día, tras el cierre de El Molino y otros recintos, su atractivo es menor que hace un par de décadas. Los teatros más prestigiosos de la ciudad son actualmente el Gran Teatro del Liceo, especializado en óperas, el Teatro Nacional de Cataluña, con tres salas en las que se representa a los grandes clásicos, y el Teatre Lliure, con propuestas más vanguardistas. En los distritos de Ensanche y Ciudad Vieja hay una gran cantidad de recintos, como el Teatro Condal, Teatro Poliorama, Teatro Romea, el Teatro Victoria o el Mercado de las Flores, que ofrecen espectáculos musicales, comedias y propuestas más experimentales.
La ciudad también ofrece distintas salas y multisalas que ofrecen proyecciones cinematográficas de diferentes estilos: comerciales, películas en versión original, cine de autor, cine europeo... En este sentido destacan la Filmoteca de Cataluña y cines como el Verdi, en Gracia.

### Música en directo
Aumentando la cantidad y variedad de sus propuestas en lo que se refiere al repertorio de conciertos y espectáculos, la Barcelona del siglo XXI ha manifestado una clara voluntad de alcanzar el nivel de actividad musical de las más prestigiosas ciudades europeas. La música sinfónica tiene su lugar en el Palacio de la Música Catalana, situado junto a la Vía Layetana, que también ofrece actuaciones de cantautores, y en el auditorio, sede oficial de la Orquesta Sinfónica de Barcelona y Nacional de Cataluña (OBC). La ópera se sitúa en el Gran Teatro del Liceo, situado en la parte baja de Las Ramblas.
En los distritos del Ensanche y, sobre todo, Ciudad Vieja, hay gran cantidad de locales donde se ofrecen actuaciones de conjuntos de jazz ante un público reducido. También hay salas de aforo mediano, como el Luz de Gas, el Razzmatazz, Jamboree de la plaza Real o la Sala Bikini, que cada semana programan actuaciones de conjuntos y artistas de pop y rock. Con respecto al hip hop español, Barcelona cuenta con una sólida escena de este género con artistas como Mucho Muchacho, Sr. Zambrana, Falsalarma, ZPU o Masstone entre otros, además de haber dado fruto a los grupos ya desaparecidos Magnatizz y 7 Notas 7 Colores. Por último, con respecto a la música electrónica, Barcelona es el centro neurálgico español de este género tras Ibiza junto a Andalucía y Gijón, destacando especialmente en house, dance, trance, progressive, mákina (dando lugar al referente Pont Aeri, y junto a ella en Mataró a Chasis) y tomando forma la escena chill out a partir de la residencia de Café del Mar.

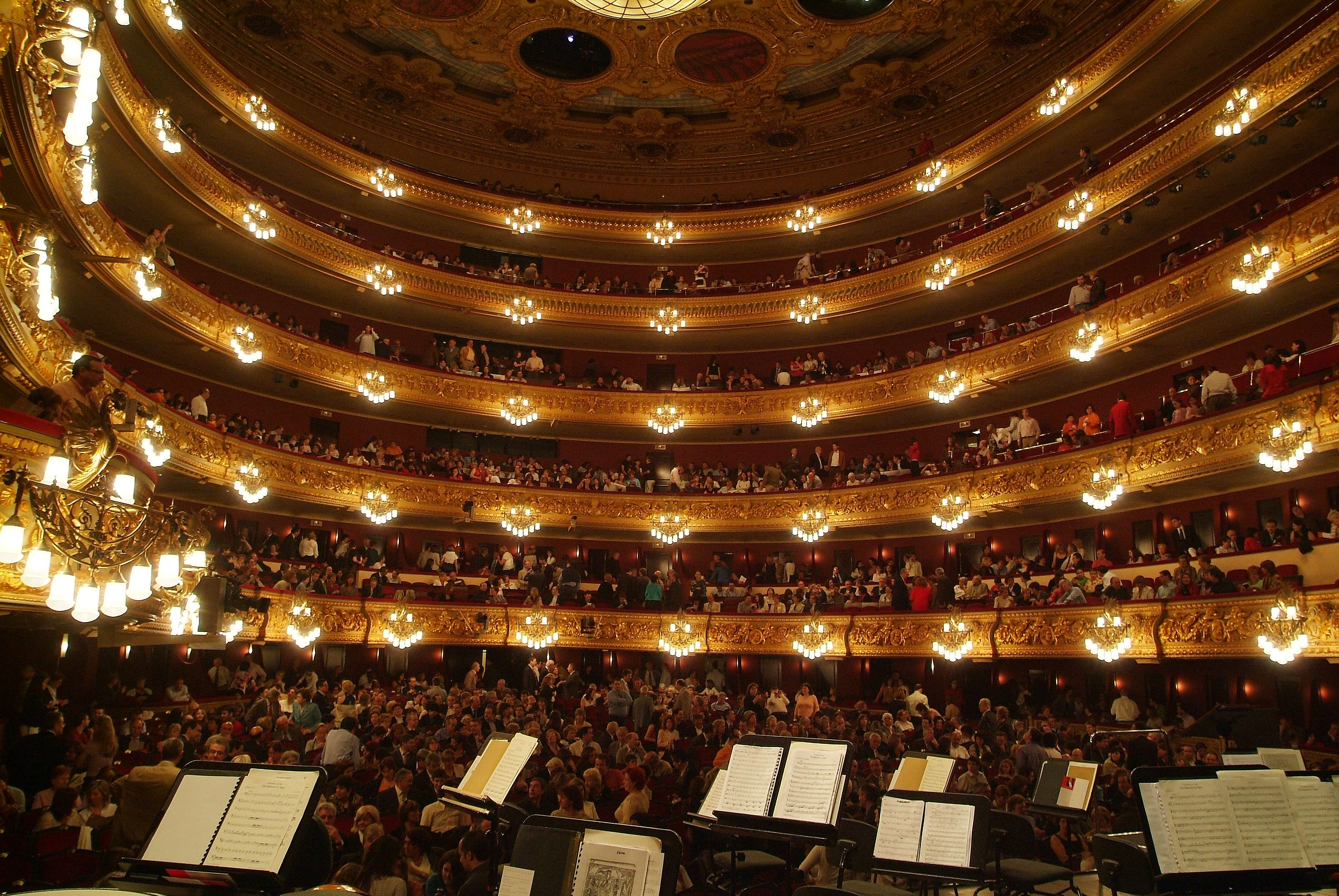
Interior del Gran Teatro del Liceo

El antiguo Palacio de los Deportes se ha reconvertido en el Barcelona Teatre Musical, una gran sala de actuaciones donde suele haber programadas actuaciones de artistas. Los meses de verano suelen realizarse grandes conciertos. Artistas como Green Day, Bruce Springsteen, los Rolling Stones o U2 hacen sus conciertos en el Palau Sant Jordi, con aforo para 18 000 espectadores. Los grandes estadios, el Camp Nou (con aforo para 100 000 espectadores) y el Estadio Olímpico Lluís Companys (60 000), también se abren a la música con motivo de grandes eventos.
Barcelona es escenario de importantes festivales en el mundo de la música. Destacan, el festival Primavera Sound, de pop-rock, que se celebra en el mes de mayo durante tres días, el Sónar, en junio, que reúne a las mejores propuestas mundiales de la música electrónica y multimedia, y el Festival Grec, mucho más ecléctico, que durante el mes de julio ofrece variadas propuestas en diferentes escenarios de la ciudad. Por último, a finales de septiembre, con motivo de las fiestas de la Merced, la fiesta mayor de Barcelona, la ciudad ofrece durante tres días distintos conciertos gratuitos, y al aire libre, en diversos espacio públicos de Barcelona. Se trata de la fiesta más multitudinaria de todas las que se celebran en Barcelona.

### Tradiciones religiosas

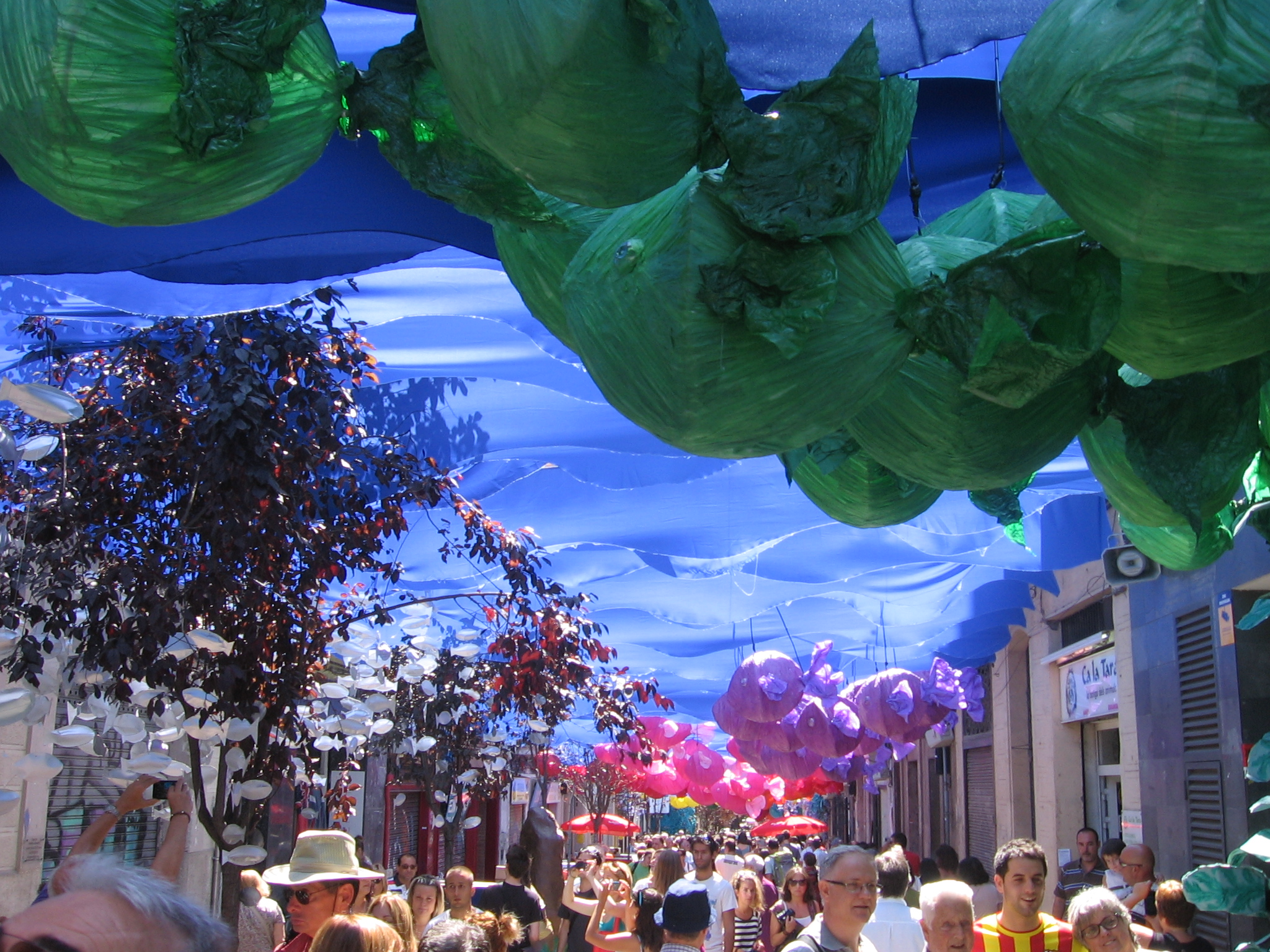
Fiestas de Gracia

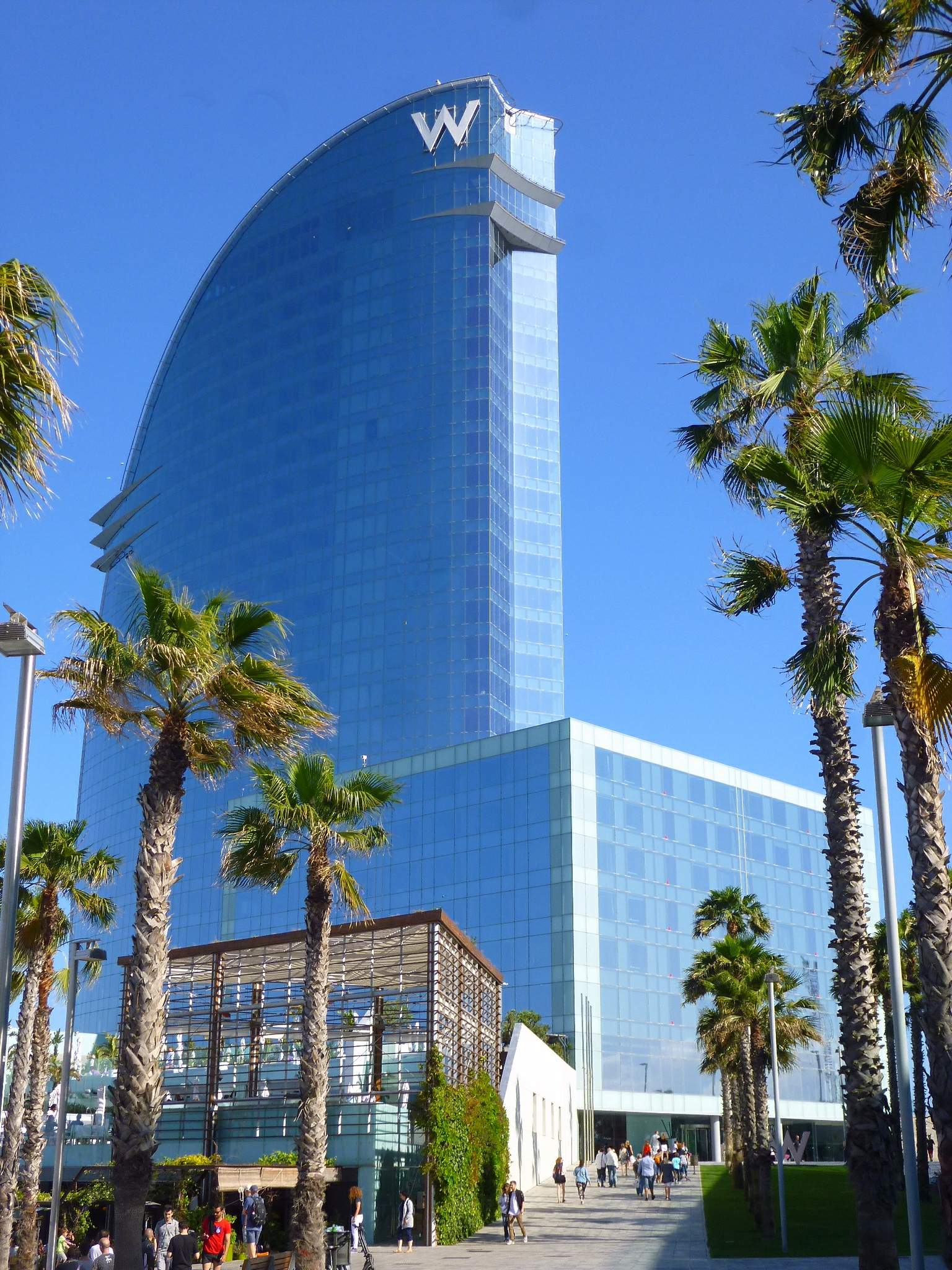
W Barcelona

Barcelona ha mantenido buena parte de sus tradiciones religiosas, todas heredadas de fiestas populares. Como todas las ciudades del Mediterráneo occidental las fiestas seguían el calendario agrícola y eran vinculadas a imágenes, representaciones y celebraciones católicas. Tan solo desde hace un par de décadas ha comenzado un proceso de laicidad de las fiestas populares. Una lista de las más conocidas y que aún mantienen su vigencia religiosa son:
La procesión de San Emeterio se realiza todos los años en el barrio de Gracia, el 3 de marzo día de San Emeterio. Varias carrozas y personas a caballo recorren las calles de la antigua villa de Gracia repartiendo caramelos a todos los niños que van a su encuentro. La tradición cuenta que la peregrinación se inició en 1830 cuando Josep Vidal i Granés hizo una promesa a San Emeterio: le prometió ir en peregrinaje todos los años a la ermita de San Emeterio repartiendo caramelos a todos los niños que encontrara en su camino si curaba de su enfermedad. Desde aquel momento el aumento progresivo de peregrinos ha crecido y es una tradición instalada que todos los niños acudan a recoger caramelos. Actualmente son 26 agrupaciones, grupos que realizan la romería y pertenecen a diferentes barrios de la ciudad: La Bordeta, Gracia, Sarrià, San Gervasio. Esta tradición forma parte del patrimonio festivo de Cataluña y recibió la cruz de San Jorge por parte de la Generalidad de Cataluña el año 2002.

### Vida nocturna
Barcelona se ha convertido en un centro de referencia de la vida nocturna en España. Actualmente, las dos zonas de público alternativo y más autóctono de bares y discotecas de Barcelona se reparten entre el barrio de Gracia, en la parte alta de la ciudad, y el barrio de Pueblo Nuevo, en la antigua zona industrial de Barcelona, al norte de la zona olímpica, con un público bastante joven y algunos de los clubes más grandes de la ciudad ubicados en naves industriales reformadas.[cita requerida] Las zonas de público más selecto se encuentran en San Gervasio y Tibidabo.[cita requerida]
Una de las principales zonas es el casco antiguo, repartido entre el barrio de El Raval, a un lado de las Ramblas, y el barrio Gótico, al otro lado. Hay una gran cantidad y variedad de bares con un público formado por turistas, extranjeros residentes y una minoría de barceloneses. El Ensanche, especialmente entre las calles Valencia, Gran Vía, paseo de Gracia y Muntaner, es otra de las zonas con mayor cantidad de restaurantes y locales musicales. Desde los años 1980 han proliferado en esta zona los locales de ambiente gay, hecho por el cual se ha llegado a consolidar entre los más jóvenes la denominación de una parte del Ensanche como «Gaixample».[cita requerida] Las zonas más comerciales de ocio se encuentran en torno al Pueblo Español, situado en Montjuic, en el complejo Maremagnum, situado al final de las Ramblas, y en el Puerto Olímpico.

### Medios de comunicación
El Periódico (que se edita tanto en catalán como en castellano) y La Vanguardia (que también se edita en ambas lenguas) son los dos principales diarios de Barcelona, y editan también el Sport y Mundo Deportivo (en castellano), que son los dos principales diarios deportivos. También hay un gran número de publicaciones de menos envergadura que tienen fuerte implantación en la ciudad, como el El Punt Avui y Ara (en catalán). De otros diarios de tirada nacional como El País y El Mundo (en castellano) hacen ediciones especiales en Barcelona. Las principales emisoras de FM son Catalunya Ràdio, RAC1, RAC105, Cadena SER, Flaix FM, Ràdio Flaixbac y LOS40.[cita requerida] Barcelona también cuenta con varias emisoras de televisión locales, entre ellas betevé (propiedad del Ayuntamiento); la sede de Televisió de Catalunya, la televisión autonómica pública de Cataluña, se encuentra en San Juan Despí, en el área metropolitana de Barcelona.

### Deporte

#### Clubs e instalaciones deportivas

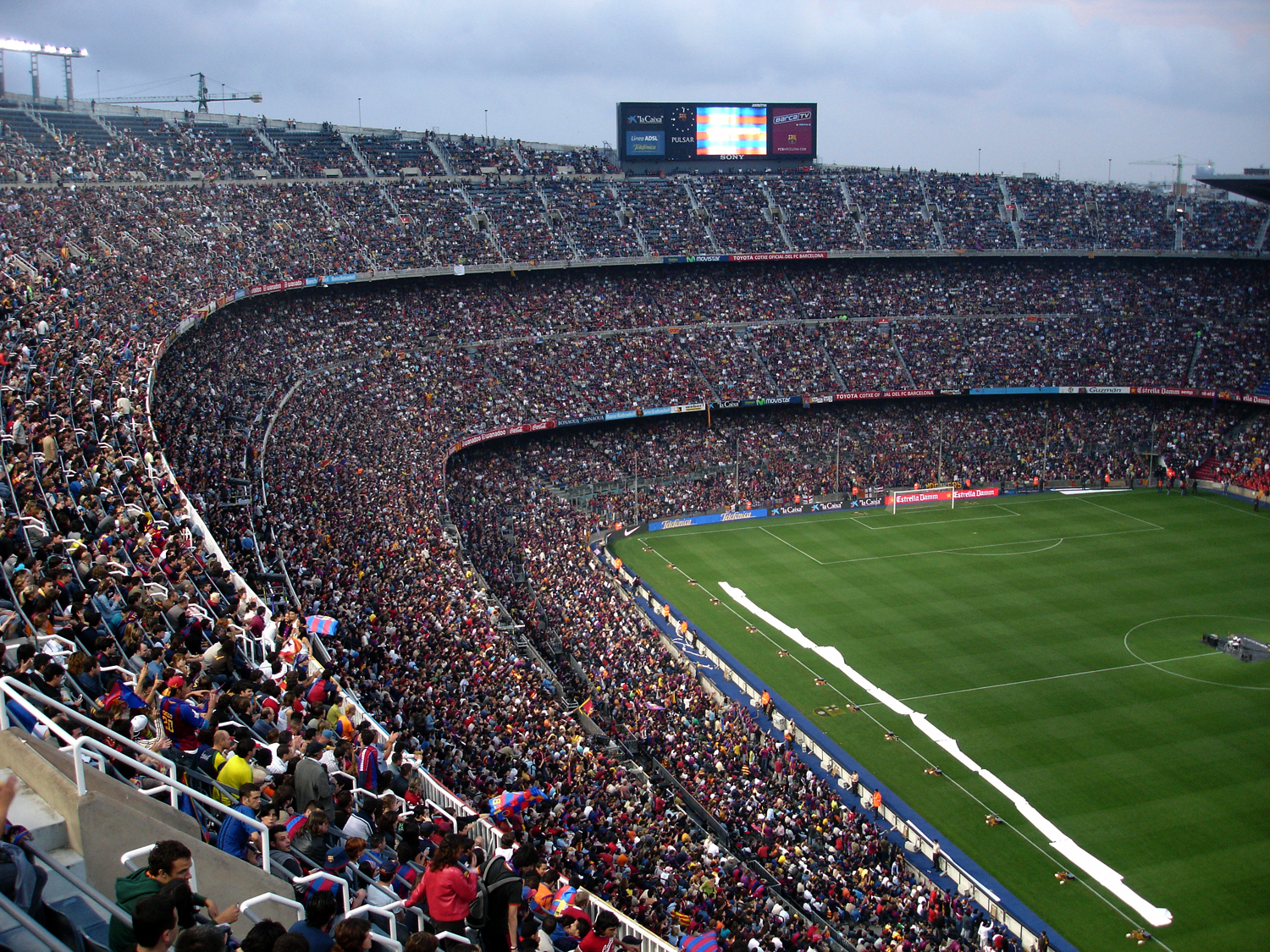
Con capacidad para 99 354 espectadores, el Camp Nou es el mayor estadio de Europa

Barcelona es una ciudad con una oferta de espectáculos deportivos de primer nivel, especialmente de fútbol, ya que dispone de dos equipos que militan en la primera división del fútbol español: El Fútbol Club Barcelona y el Real Club Deportivo Espanyol, en cuyas instalaciones pueden verse partidos de fútbol, baloncesto, balonmano, fútbol sala y hockey sobre patines.
La ciudad destaca en el mundo del tenis, por la cantidad, prestigio y antigüedad de algunos de sus clubes. En el Real Club de Tenis Barcelona, el Real Club de Polo, el Club de Tenis La Salud, el Barcino, el Tenis Turó (ahora David Lloyd-Turó), Club Esportiu Laietà, entre otros.; se han formado muchos de los tenistas españoles más relevantes. Barcelona ha sido la sede habitual donde el equipo de España ha disputado la mayoría de sus partidos de Copa Davis y Copa Federación. El torneo de tenis Conde de Godó, que se disputa en el Real Club de Tenis Barcelona, es uno de los torneos con más relevancia sobre tierra batida. Barcelona también posee clubes de natación, waterpolo, como el CN Barcelona y el Club Natación Montjuic con un número importante de socios, y afición a los deportes de motor (es la ciudad europea con mayor proporción de motocicletas por habitante).
En las afueras de las ciudad (dentro de la provincia de Barcelona) se encuentran otras instalaciones relevantes, como el Centro de Alto Rendimiento (CAR) de San Cugat, donde reciben formación especializada los equipos de selección de alto rendimiento para jóvenes deportistas de España, y el Circuito de Cataluña, en Montmeló, donde se celebran carreras del Campeonato del mundo de motociclismo (Gran Premio de Cataluña de Motociclismo) y Fórmula 1 (Gran Premio de España). También en Cornellá se encuentra la sede del R. C. D. Espanyol, que disputa sus partidos de fútbol en el estadio Cornellá-El Prat. Otros equipos de fútbol son los filiales de F. C. Barcelona "B" Y F. C. Barcelona "C" que juegan en el Estadi Johan Cruyff y el R. C. D. Espanyol "B".

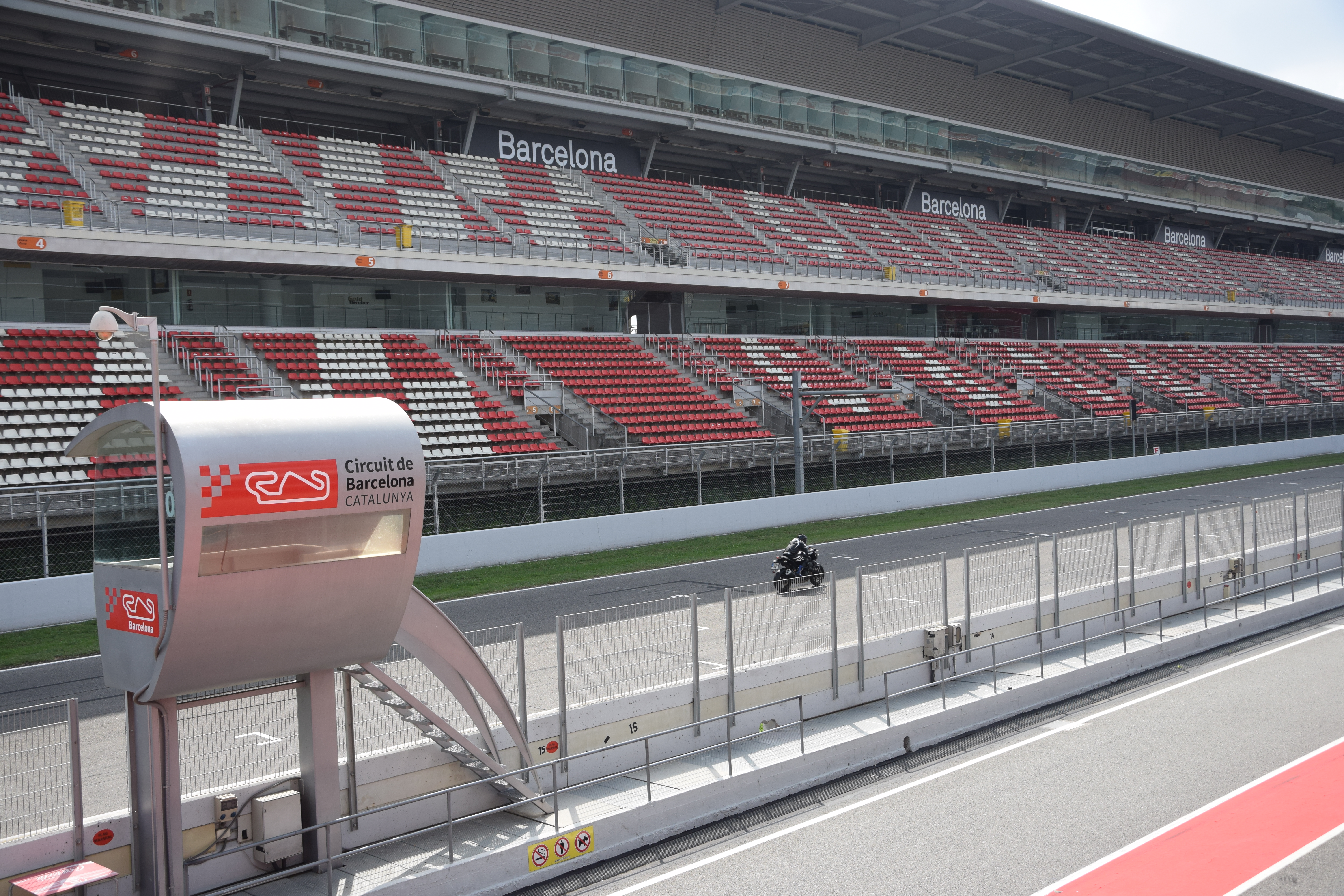
El Circuito de Barcelona

El hecho que Barcelona sea una ciudad marítima también hace del mar y las playas lugares de ocio y actividad deportiva, permitiendo jugar a diferentes deportes sobre arena. El puerto fue construido bajo diseño de los arquitectos Oriol Bohigas, Josep Maria Martorell, David Mackay y Albert Puigdomènech y dirección del ingeniero Joan Ramón de Clascà, en 1991, para dotar a la ciudad de un puerto deportivo a su altura, siguiendo la normativa de la Generalidad de reconvertir la costa norte de la ciudad en una zona habitacional y recreativa.
Por otra parte, la inauguración del Puerto Olímpico y la remodelación del Puerto Viejo, en 1992, para que fueran sede de las competiciones de vela de los XXV Juegos Olímpicos, así como la reciente inauguración del nuevo puerto deportivo de San Adrián de Besós, en la zona del Fórum, ha impulsado la práctica de deportes acuáticos.

#### Eventos deportivos

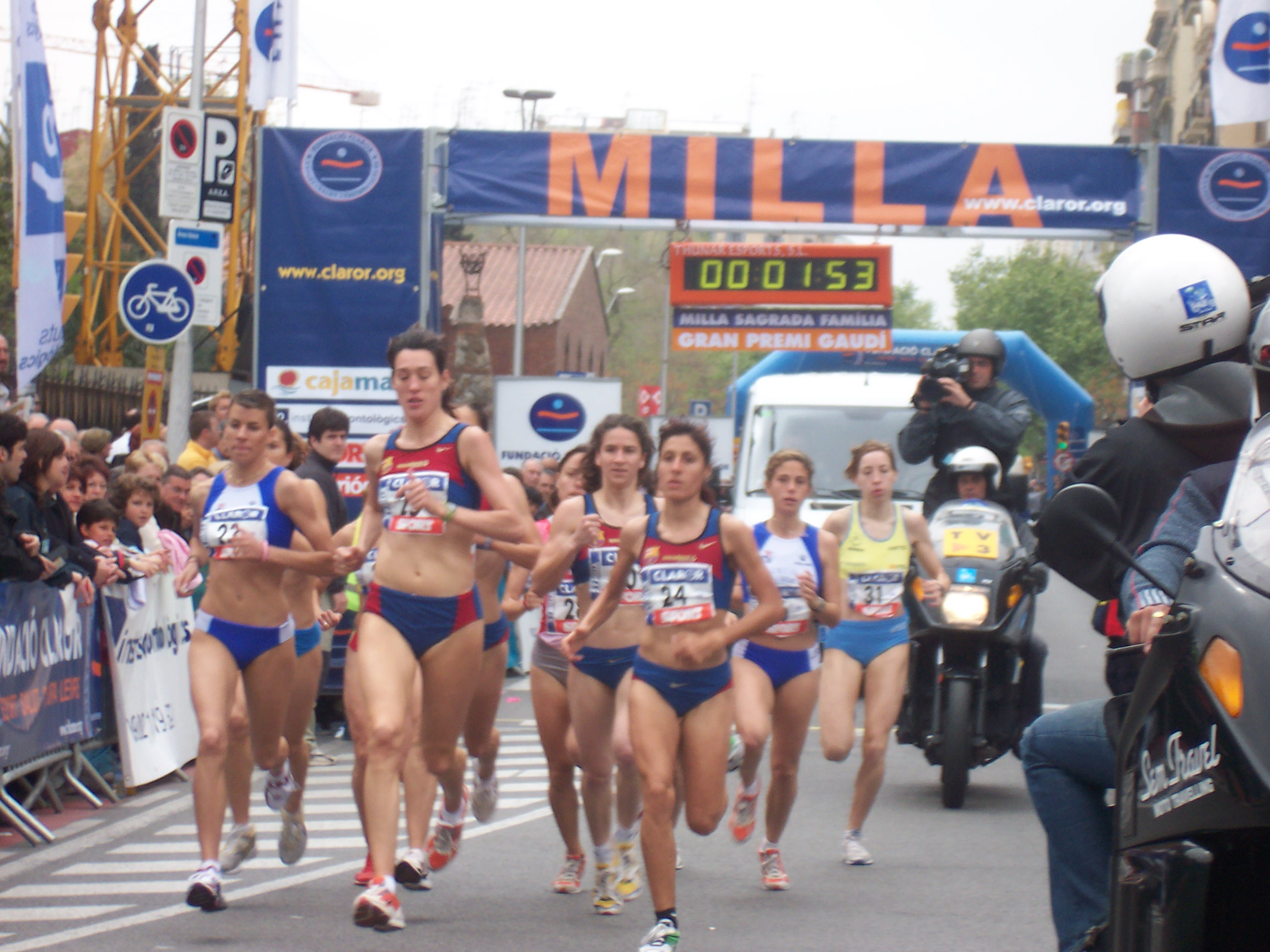
La Milla Sagrada Familia tiene lugar en un circuito urbano alrededor del Templo de la Sagrada Familia

La ciudad está dotada de una red de completos polideportivos municipales que, sumados a los centros privados, facilitan la práctica del ejercicio físico, esto junto con el clima y la especial relación de la ciudad con el mar, hace de Barcelona una de las ciudades europeas con más practicantes de deporte.
Por otra parte, la ciudad ofrece la posibilidad de participar en una gran cantidad de competiciones deportivas en la calle. Las más populares son la carrera de El Corte Inglés (con una media de 60 000 participantes anuales), la Cursa de la Mercè, la carrera de Bomberos, la carrera Jean Bouin, la Maratón de Barcelona, la Milla Sagrada Familia, la San Silvestre Barcelonesa, la fiesta de la Bicicleta, la travesía del Puerto de Navidad o la fiesta de los Patines. Además, en los meses de verano se organizan diversas competiciones deportivas en las playas de la ciudad.
La orografía de la ciudad, su clima, y la política municipal de crear carriles bici y el bicing ha hecho proliferar el uso de la bicicleta como vehículo de transporte. También es común el uso de patines sobre ruedas, especialmente en la zona de la Villa Olímpica y Ciudad Vieja, donde también hay diferentes skateparks.

##### Juegos Olímpicos de 1992
Los Juegos Olímpicos de Barcelona 1992 (oficialmente denominados Juegos de la XXV Olimpiada) se celebraron en la «ciudad condal» entre el 25 de julio y el 9 de agosto de 1992. Participaron 9356 atletas de 169 países, compitiendo en 28 deportes y 257 especialidades. Tras su conclusión se celebraron los IX Juegos Paralímpicos entre los días 3 y 14 de septiembre. Fueron los primeros Juegos desde Múnich 1972 en los que no se produjo el boicot de ningún país. La vuelta de Sudáfrica a unos Juegos Olímpicos, tras el fin del apartheid, de Cuba que no lo hacía desde la edición de Moscú 1980 y la de la Alemania reunificada fueron los regresos más reseñables. En esa edición España ganó 22 medallas, 13 de ellas de oro, 7 de plata y 2 de bronce.
La mayor parte de los eventos deportivos se disputaron en instalaciones de Barcelona capital, muchas de ellas se encuentran en la montaña de Montjuic. Allí se encuentra el estadio Olímpico Lluis Companys, que incluye el Museo Olímpico, el Palau Sant Jordi, las piscinas Picornell o la Piscina de saltos de Montjuic. Lejos de la montaña están las instalaciones del F. C. Barcelona, que acogen el Camp Nou, el Palacio Azulgrana, el estadio Johan Cruyff y el F. C. Barcelona. En el norte de la ciudad se encuentra el Velódromo de Horta, las instalaciones de tenis de La Teixonera y el Pabellón del Valle de Hebrón. Por último, el barrio de la Villa Olímpica, lugar donde se alojaron los atletas, se situó en un antiguo barrio industrial a tocar del mar, y permitió recuperar las playas de la ciudad para que los ciudadanos pudieran disfrutarlas.
También se celebraron competiciones en otras poblaciones de la provincia de Barcelona, en la de Lérida y en la de Gerona. Las ciudades de Zaragoza y Valencia también participaron acogiendo partidos del torneo de fútbol.
Antes de 1992, Barcelona había sido candidata para los Juegos Olímpicos de 1924, 1936 y 1940, pero fue finalmente el 17 de octubre de 1986 en la ciudad de Lausana y en el marco de la 91.ª sesión del Comité Olímpico Internacional, cuando Barcelona fue elegida como ciudad organizadora de los Juegos de la XXV Olimpiada por delante de París a la que derrotó en la tercera votación por 47 votos a 23.
El impulso de las Olimpiadas fue decisivo para la ciudad, ya que le permitió acometer grandes reformas urbanas. La estrategia de la candidatura consistía en presentar toda la ciudad como villa olímpica, dispersando las instalaciones deportivas por toda la ciudad. Con esto además de descentralizar los espectáculos para aumentar la participación ciudadana y reducir las aglomeraciones, también era la excusa para acometer reformas en muchas zonas periféricas de la ciudad y en vías de comunicación que cosieran toda la ciudad, así como en infraestructuras, como la construcción de las rondas, la mejora del aeropuerto y del puerto, o la construcción de barrios nuevos en zonas degradadas. Esto y el gran impacto mediático y de proyección de la imagen de la ciudad en todo el mundo ayudaron a crear la «marca Barcelona» y a atraer mucho turismo y marcas internacionales.
| Predecesor: Seúl       | Ciudad Olímpica 1992     | Sucesor: Atlanta |
| Predecesor: Alejandría | Ciudad Mediterránea 1955 | Sucesor: Beirut  |

## Ciudades hermanadas
Barcelona mantiene una relación de hermanamiento con las siguientes ciudades:
- Monzón, España (1969)
- Amberes, Bélgica (1997)
- Atenas, Grecia (1999)
- Batumi, Georgia (1999)
- Boston, Estados Unidos (1983)
- Ciudad Ho Chi Minh, Vietnam (1983)
- Kioto, Japón (2016)
- Busan, Corea del Sur (1983)
- Colonia, Alemania (1984)
- Dubái, Emiratos Árabes Unidos (2006)
- Dublín, Irlanda (1998)
- Estambul, Turquía (1997)
- Gaza, Autoridad Nacional Palestina (1998) (Hermanamiento suspendido en 2023)
- Kōbe, Japón (1993)
- La Habana, Cuba (1993)
- Monterrey, México (1977)
- Montevideo, Uruguay (1985)
- Montpellier, Francia (1963)
- Río de Janeiro, Brasil (1972)
- San Francisco, Estados Unidos (2010)
- San Petersburgo, Rusia (1985)
- São Paulo, Brasil (1985)
- Sarajevo, Bosnia y Herzegovina (2000)
- Shanghái, República Popular China (2001)
- Tel Aviv, Israel (1998) (Hermanamiento suspendido en 2023)
- Túnez, Túnez (1969)
- Valparaíso, Chile (2001)
- Barcelona, Venezuela
- Caracas, Venezuela

Por otro lado, desde mediados de los noventa, Barcelona ha optado por minimizar los nuevos acuerdos de hermanamiento y poner énfasis en la firma de convenios de amistad y cooperación, con objetivos concretos y medibles. Las siguientes ciudades cuentan o han contado con dichos convenios de colaboración:
- Alejandría, Egipto
- Argel, Argelia
- Bogotá, Colombia
- Budapest, Hungría
- Buenos Aires, Argentina
- Cantón, República Popular China
- Casablanca, Marruecos
- Chicago, Estados Unidos
- Delhi, India
- El Mina, Líbano
- Génova, Italia
- Fez, Marruecos
- Guayaquil, Ecuador
- Hong Kong, China
- Isfahán, Irán
- Lima, Perú
- Los Ángeles, Estados Unidos
- Lyon, Francia
- Maputo, Mozambique
- Marsella, Francia
- Medellín, Colombia
- Milán, Italia
- Ciudad de México, México
- Ningbo, República Popular China
- Nueva York, Estados Unidos
- Ostende, Bélgica
- Provincia de Gyeonggi, Corea del Sur
- Puebla de Zaragoza, México
- Qingdao, China
- Quito, Ecuador
- Rabat, Marruecos
- Salvador de Bahía, Brasil
- San Salvador, El Salvador
- Santiago de Chile, Chile
- Seattle, Estados Unidos
- Seúl, Corea del Sur
- Shenzhen, China
- Singapur, Singapur
- Tánger, Marruecos
- Tetuán, Marruecos
- Toulousse, Francia
- Trujillo, Perú[147]

| Predecesor: Copenhague | Capital Mundial de la Arquitectura 2026 | Sucesor: Pekín |